# Lijst van bruggen in Den Haag
De bruggen in Den Haag hebben van de Haagse Gemeentewerken, later opgenomen in Dienst Stadsbeheer, naast namen ook nummers gekregen, die op de bruggen zelf door middel van een GW-nummer zijn aangebracht. Later werden dat DSB nummers. Dit artikel beschrijft een groot aantal van de bruggen vanuit deze nummering, maar de lijst bevat niet alle bruggen die er in Den Haag zijn. En niet alle bruggen hebben een officiële naam.
De wijdte van de bruggen is aangegeven op het waterniveau, maar rekening moet worden gehouden met het feit dat sommige bruggen zijn gebouwd met schuin aflopende muren. Daardoor is onder water minder doorvaartwijdte beschikbaar.
De brughoogten zijn aangegeven ten opzichte van het kanaalpeil, dat is het Delflands boezempeil. Streefpeil is NAP −0,43 m. Gemiddeld zomerstreefpeil van NAP −0,42 meter en een winterstreefpeil van NAP −0,47 meter. Onder invloed van neerslag, wind en gemaalinzet kan de waterstand lokaal zo'n 20 tot 25 cm afwijken. In het algemeen zal de gemiddelde waterstand met een marge van enkele centimeters variëren rond het streefpeil.

## [GW 1] Wagenbrug
Locatie 52° 4′ 29″ NB, 4° 19′ 11″ OL

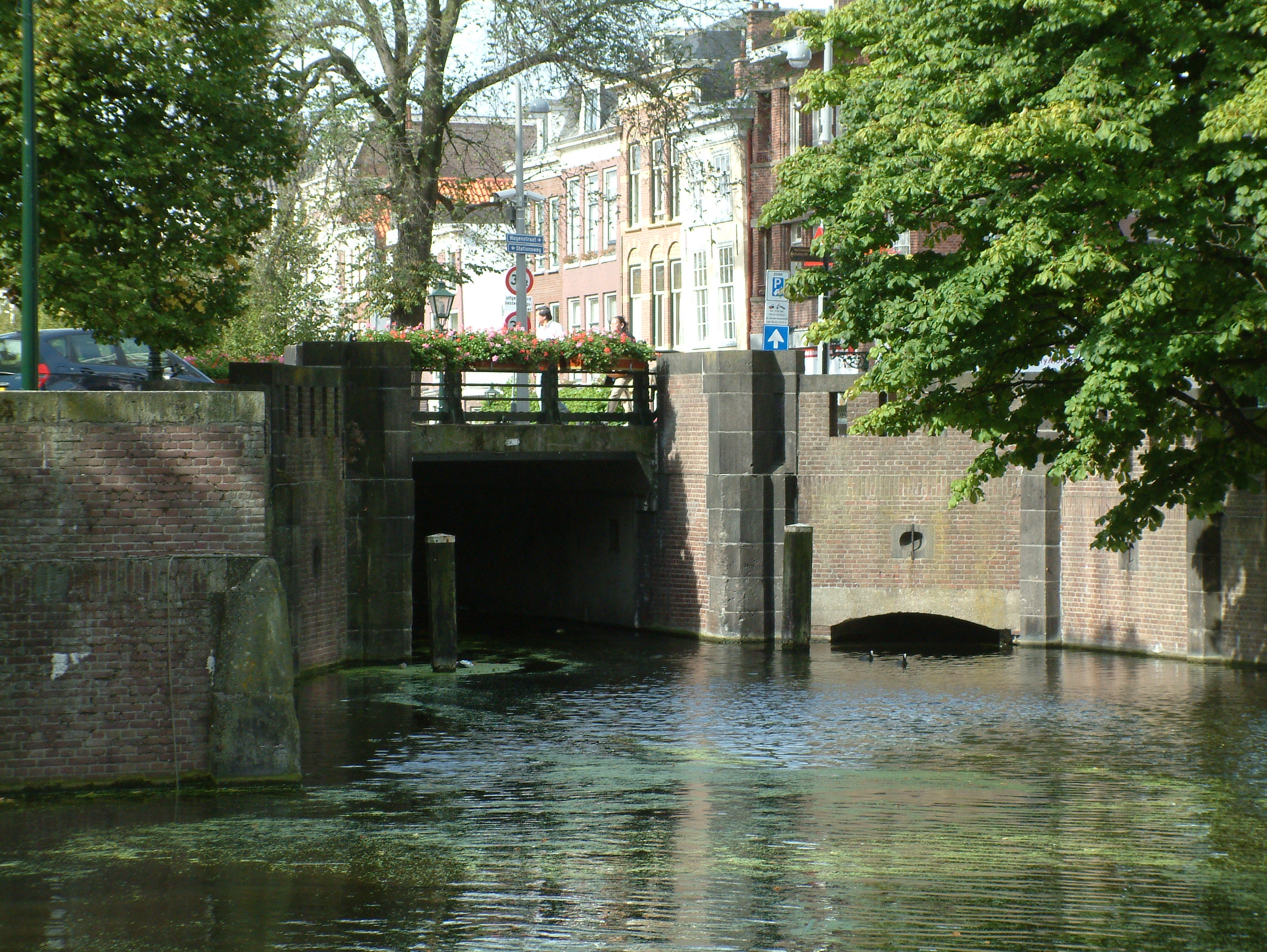
Wagenbrug

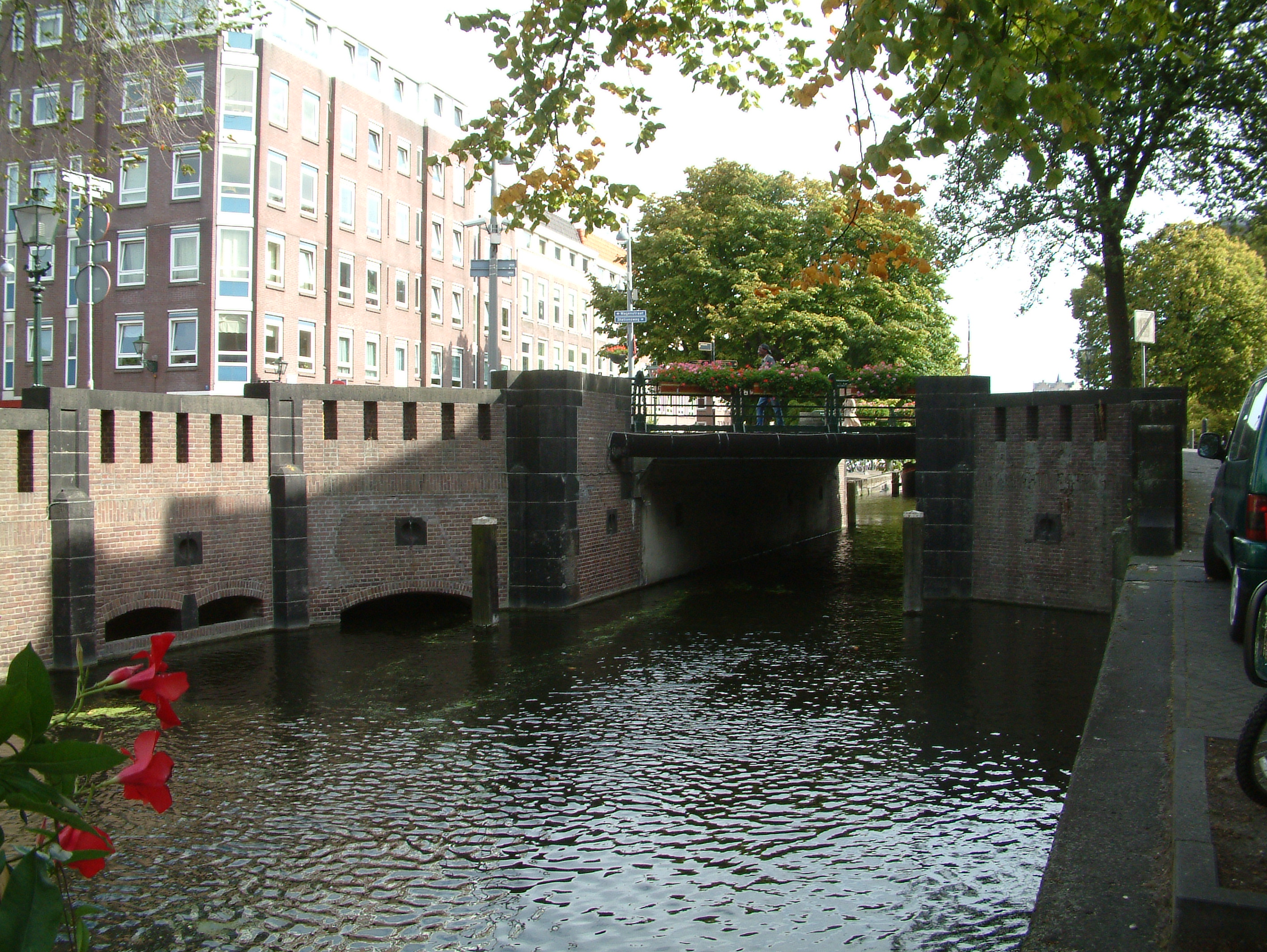
Wagenbrug

Tussen Wagenstraat en Stationsweg. Vaste brug met een wijdte van 4,90 m en een doorvaarthoogte van KP +2,30 m.
Tot 1882 konden schepen om de hele stad heen varen. De Wagenbrug en alle andere bruggen over de Singelsgracht waren ophaalbruggen. Boven op deze bruggen stond het wapen van Den Haag. Rondvaren werd in 1882 onmogelijk toen bij Willemspark 2 lage (vaste) bruggen werden gebouwd.
De Haagse Singelsgracht is tussen 1580 en 1619 ontstaan. Er hebben bij de Wagenstraat (ooit Zuideinde) altijd bruggen gestaan. 
Vanwege de eisen destijds of het onderhoud werden die in de loop der eeuwen vervangen. Rond 1900 werd gekozen voor een nieuwe brug. Die Wagenbrug had een wijdte van 4,17 m en een doorvaarthoogte van KP +2,40 m. Omdat het in de stad ('op het land' steeds drukker werd (met o.a. Paardentrams), maar scheepvaart ook belangrijk bleeft koos men voor een hoge vaste brug. De hellingen van deze brug waren echter zo stijl dat paard-en-wagens problemen kregen. Een paard was niet meer in staat een wagen over de brug heen te krijgen (moet een vreselijk gezicht zijn geweest, want het "moest" toch). Er kwamen dan ook extra paarden naar deze kant van de stad, die men kon "huren" om als extra paardenkracht in te zetten. Ook bij de paardentram werd er een extra paard aangehaakt om omhoog te komen. Na een paar jaar werd echter besloten dat dit niet langer kon. Er moest weer een nieuwe brug gebouwd worden.
Deze Wagenbrug is gebouwd in 1921 De brug was lager dan zijn voorganger en dus een minder groot probleem voor de paarden. Schepen kregen nu echter wel een probleem, de doorvaarhoogte was nu nog maar KP +2.28. Er werd een speciaal type schip ontworpen voor vrachtvervoer naar de andere kant van de stad. De "Wagenbrugger" of "Hagenaar" ("Hagenees" is geboren in oud Den Haag, "Hagenaar" komt van buiten de stad.. en deze schepen kwamen van ver, vandaar de naam).  De schepen lagen -gevuld met producten, vaak bakstenen, diep in het water en waren relatief smal. Als zij hun goederen hadden afgeleverd kwamen ze echter omhoog. Ze waren dan hoger dan de Wagenbrug uit 1921. Die Wagenbrug was daarom een Hefbrug en kon 's nachts, als er geen trams meer reden, omhoog, het brugdek ("Val") kon nog zo'n 50 cm worden opgevijzeld.. Aan weerszijden van de "Val" kwamen dan trapjes mee naar boven, zodat voetgangers de brug ook 's nachts konden gebruiken. Na 1925 werd het vervoer over water al wat minder belangrijk (maar verdween nog niet helemaal) en daarom is de Wagenbrug (in 1928)  aangepast en is sindsdien een vaste brug (ongeveer KP +2,30 meter). Sinds 1926 rijden hier geen trams meer. Toen kwam de huidige route over het Zieken in gebruik. Lijn 1 (1e) , 4, 8 en 9 reden over deze brug.
Waar nu nog een trap naar het water is stond tot 1928 een brugwachtershuis. In de zijmuren van de brug kan men (beton) nog zien waar het hef mechaniek gezeten heeft. 

Herstel van de Hefbrug heeft geen zin, omdat de Spuibrug tussen Spui en Zieken ook een vaste brug is (KP +2m28). Maximale doorvaarhoogte voor schepen naar Hofkwartier en Scheveningen is aan deze kant van de stad derhalve 2m28.

## [GW 2] Spinozabrug - Paviljoensgracht
Locatie 52° 4′ 25″ NB, 4° 19′ 1″ OL

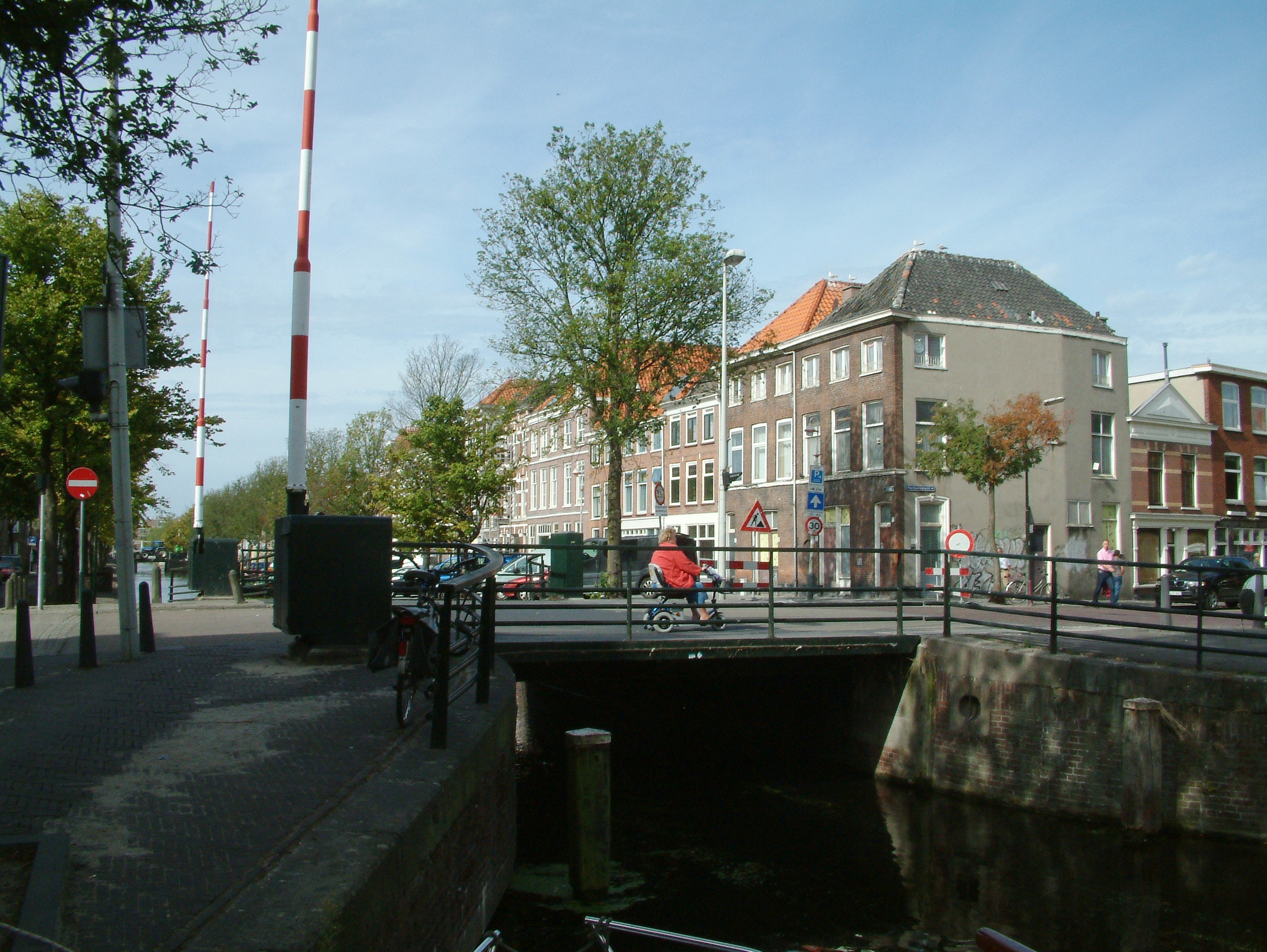
Paviljoensgracht

Basculebrug met een wijdte van 4,90 m en een hoogte in gesloten stand van KP +1,16 m. (Te herkennen aan het feit dat er maar aan één zijde slagbomen zijn opgesteld) 

## [GW 3] Boekhorstbrug
Locatie 52° 4′ 18″ NB, 4° 18′ 41″ OL

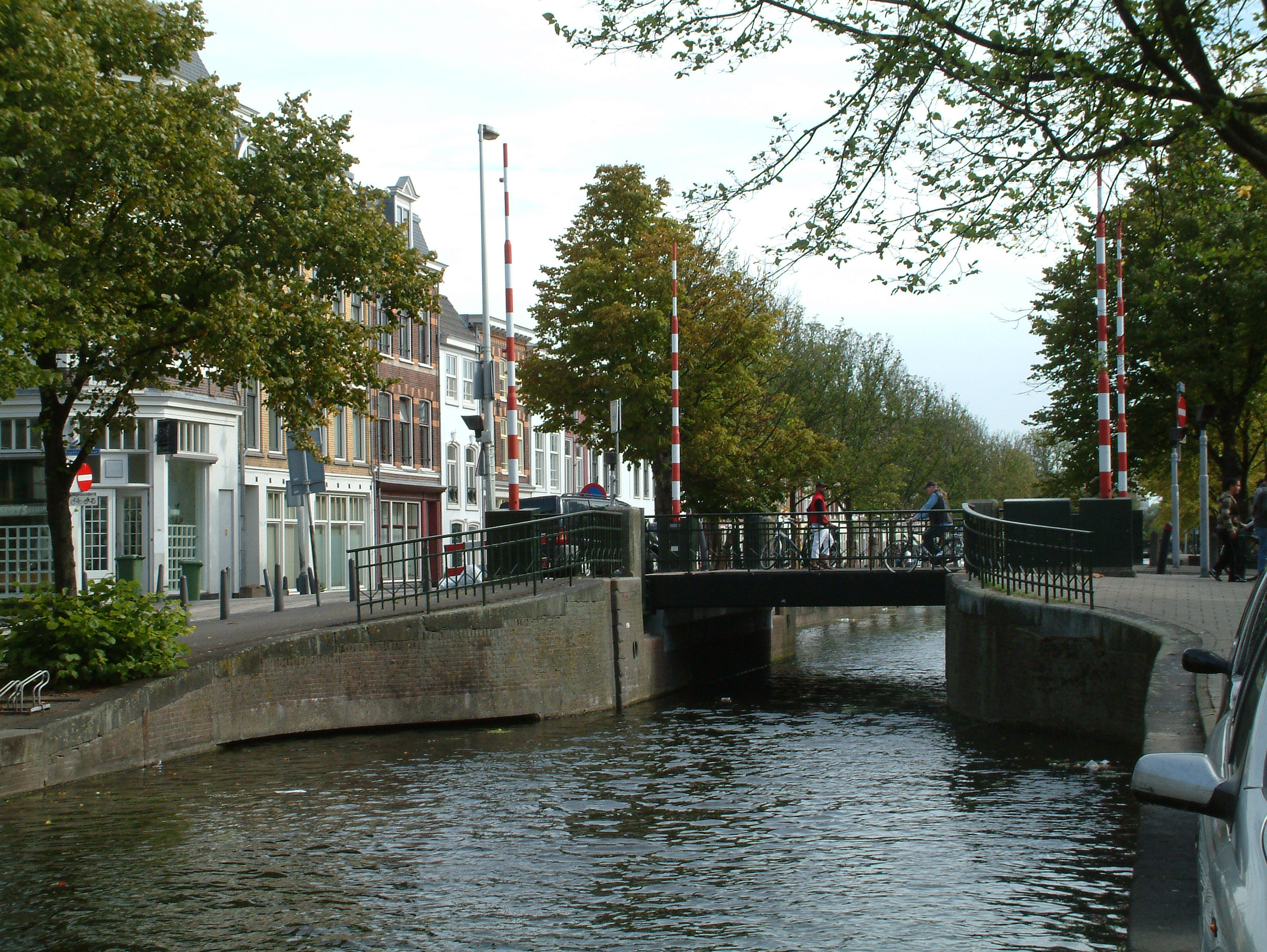
Boekhorstbrug

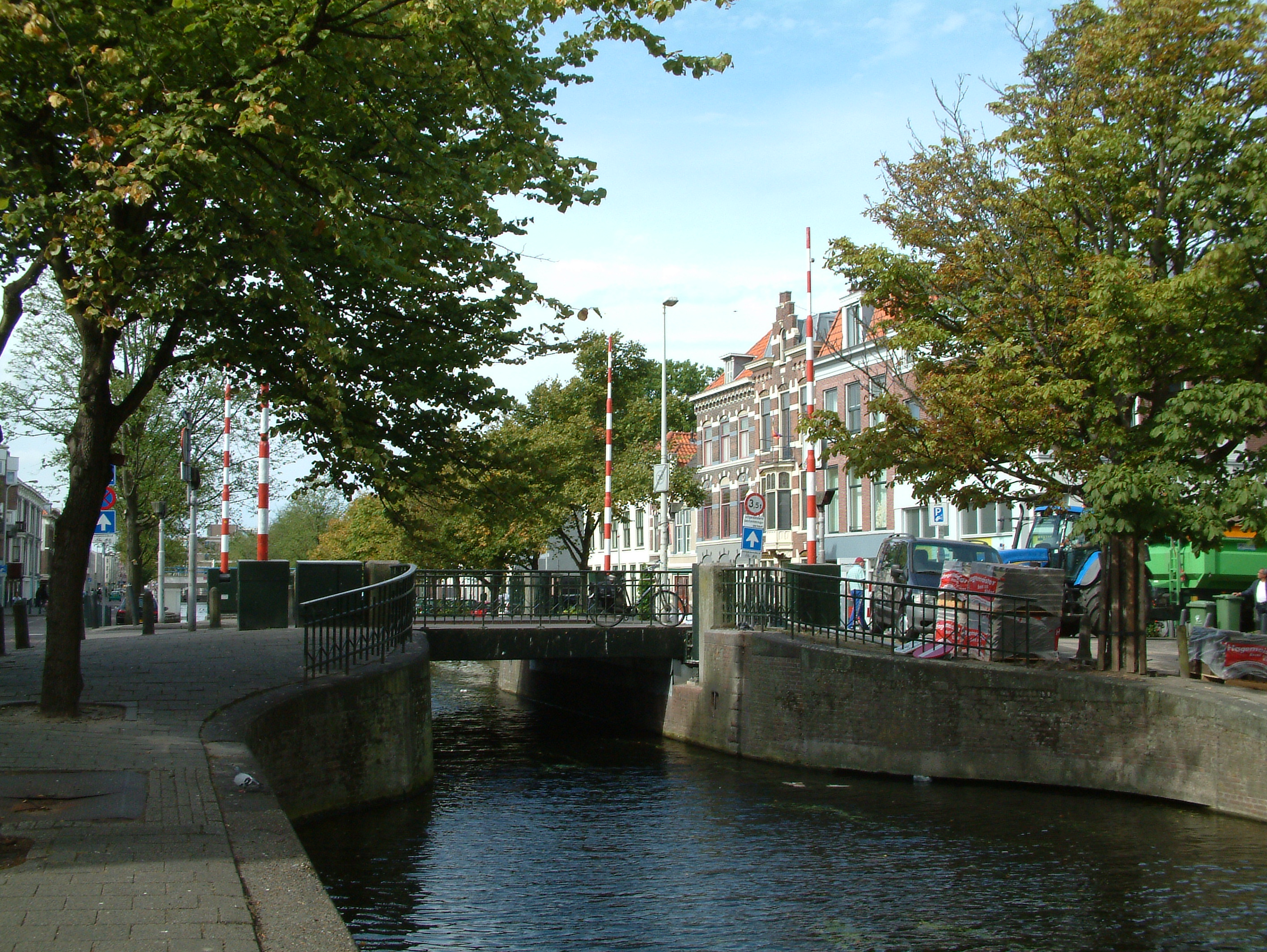
Boekhorstbrug

Hefbrug tussen Boekhorststraat en Koningsstraat met een wijdte van 4,94 m en een hoogte in gesloten stand van KP +1,40 m, in geheven stand is KP +2,45 m. (Te herkennen aan het feit dat er aan beide oevers slagbomen staan)
In 1976 werd er een houten noodbrug over de Zuid-singelsgracht (boezemwater) tussen de Boekhorstbrug en de Jacob Catsstraat geplaatst om de Boekhorstbrug te kunnen vernieuwen. Op 17 september 1976 werd op de nieuwe onderbouw een 20-ton zware stalen hefbrug geplaatst. Tot 1966 hebben er trams over de brug gereden. Van 1906 tot 1937 was dat lijn 2 (1e); tussen 1927 en 1966 lijn 10.

## [GW 5] Brouwersgracht
Locatie 52° 4′ 21″ NB, 4° 18′ 22″ OL

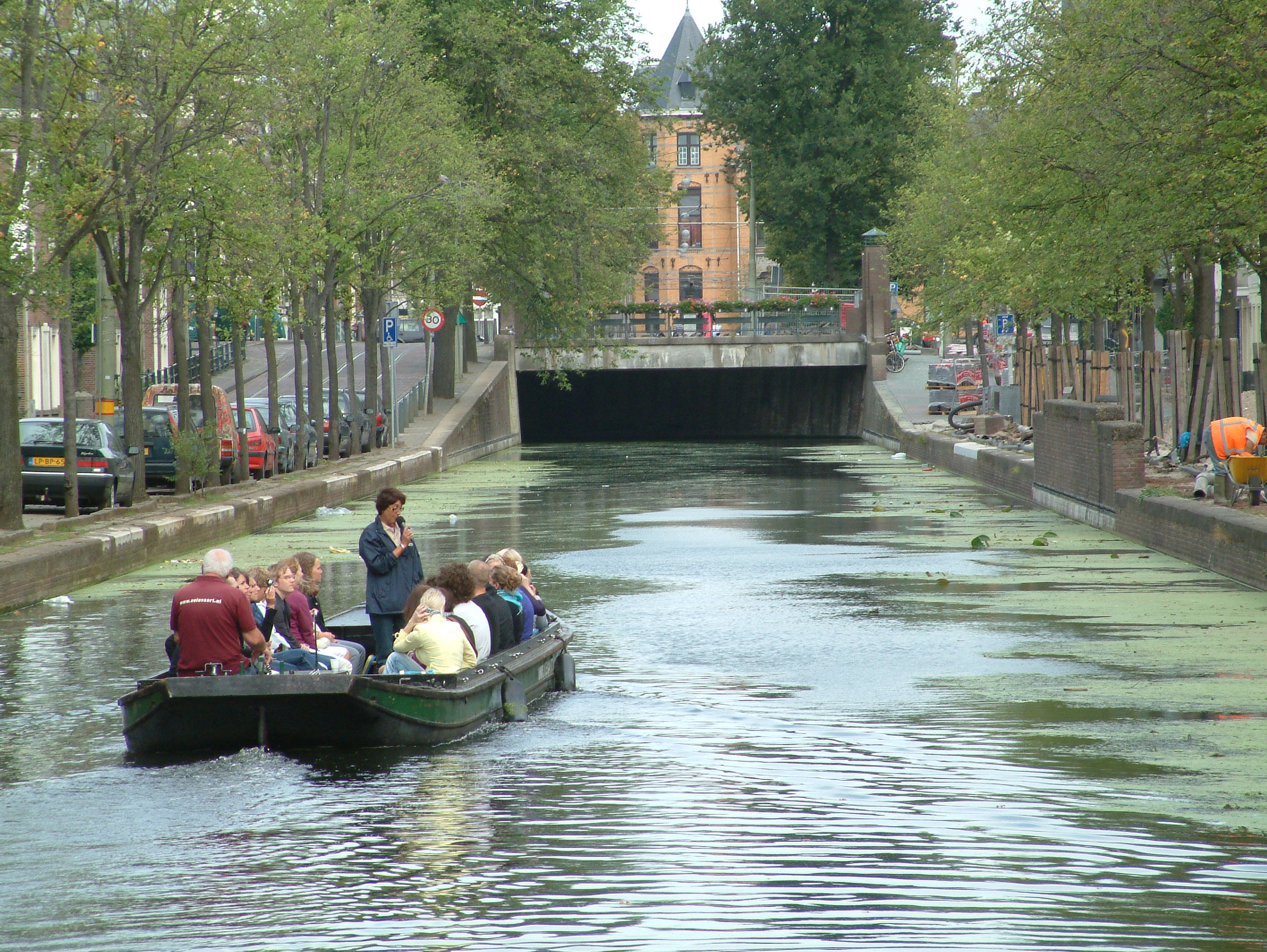
Brouwersgracht

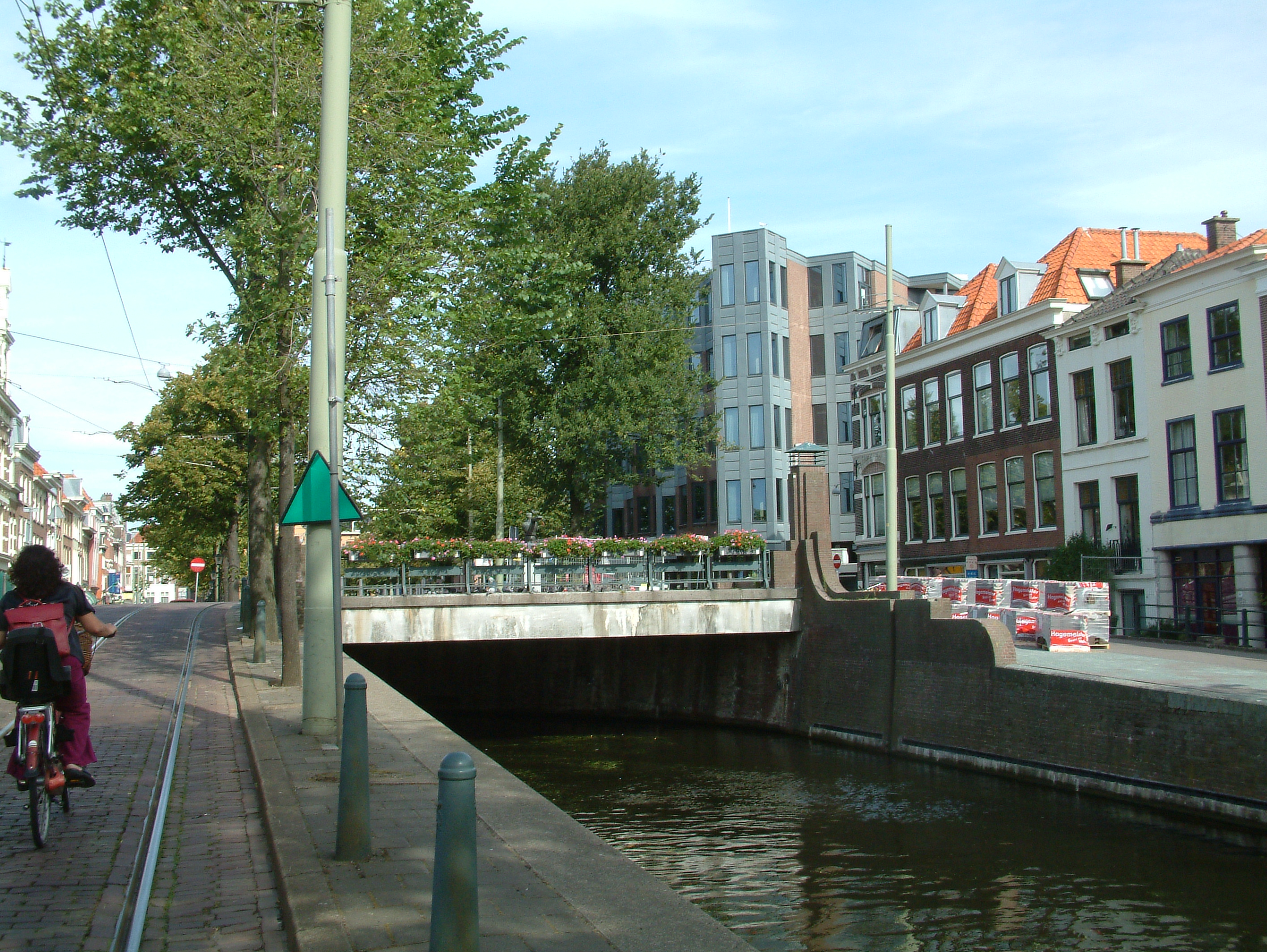
Brouwersgracht

Vaste brug met een wijdte van 10,00 m en een doorvaarthoogte van KP +2,36 m.
Op de brug staat een standbeeld van een houtzager, geschonken door de Haagse houthandel Dekkerhout.
Al sinds het begin van zijn bestaan in 1906 rijdt tramlijn 6 over deze brug, maar tot 1926 reed lijn 6 "op" de brug rechtsaf, het smalle Hoge Zand in. Via de krappe Herderinnestraat, Herderstraat en de Veerkades werd het Spui bereikt. Terug ging het over de Gedempte Gracht. Deze krappe enkelsporige route bestond omdat de Grote Marktstraat er nog niet was. Tussen 1927 en 1952 reed ook tramlijn 13 (4e) over deze brug.

## [GW 6] Lijnbaanbrug - 's-Gravezandelaan/Lijnbaan
Locatie 52° 4′ 19″ NB, 4° 17′ 58″ OL

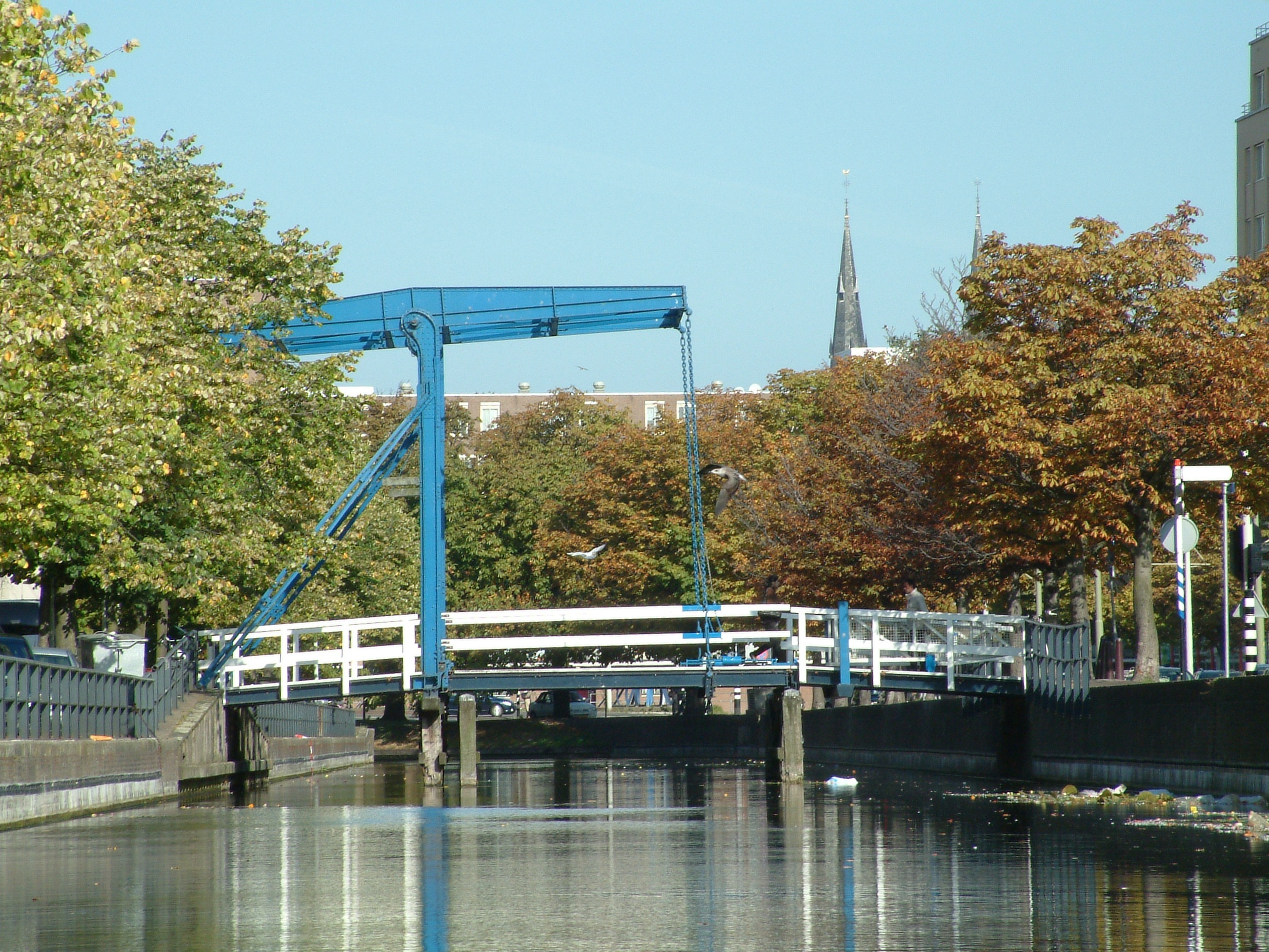
's-Gravezandelaan

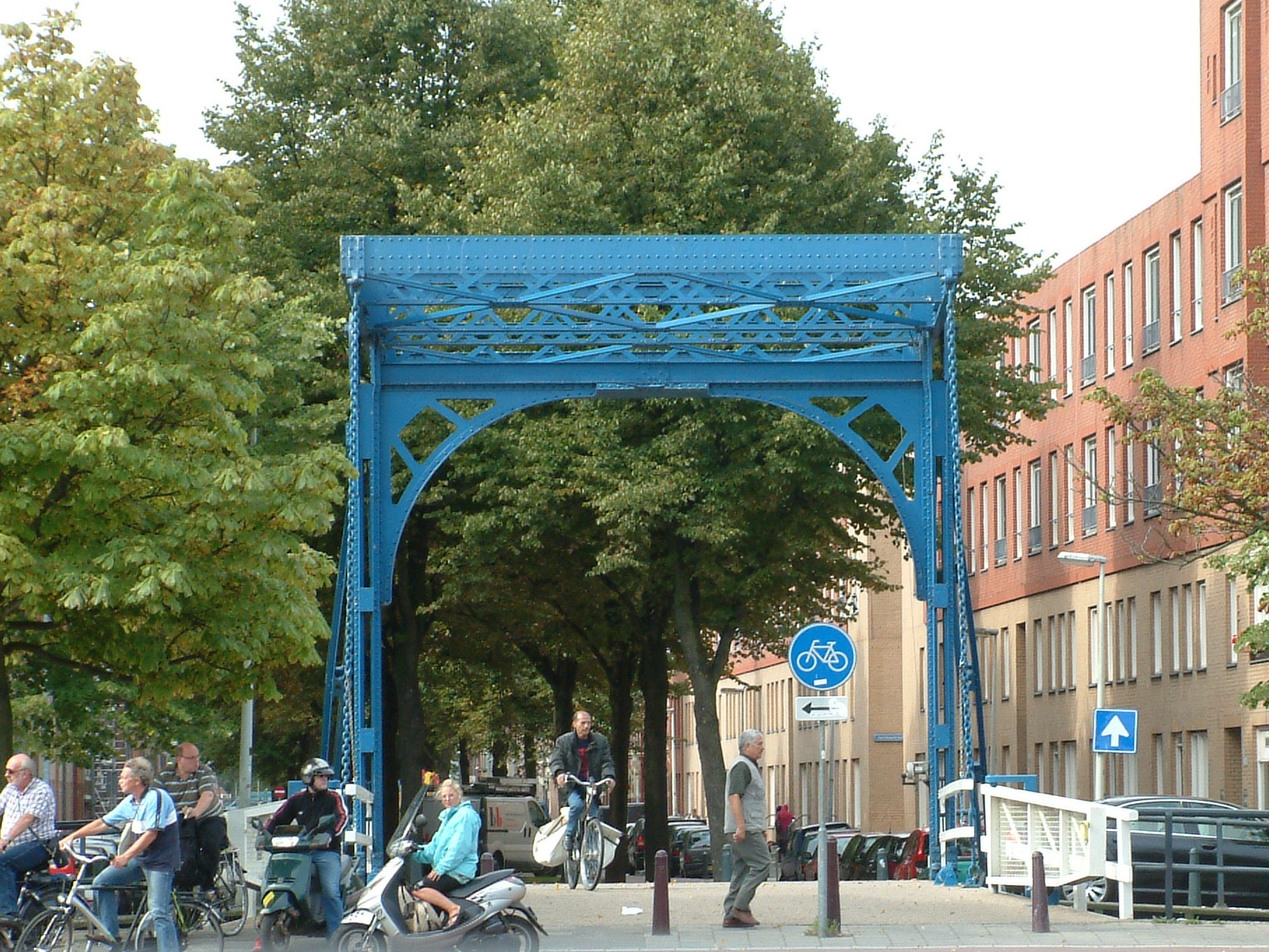
's-Gravezandelaan

De brug ligt over de Zoutkeetsingel en staat bekend als de Tijdelijke brug. Het is een ophaalbrug met een wijdte van 4,55 m en een doorvaarthoogte van KP +1,44 m.

## [GW 15] Westeinde/Loosduinseweg
Locatie 52° 4′ 26″ NB, 4° 17′ 49″ OL

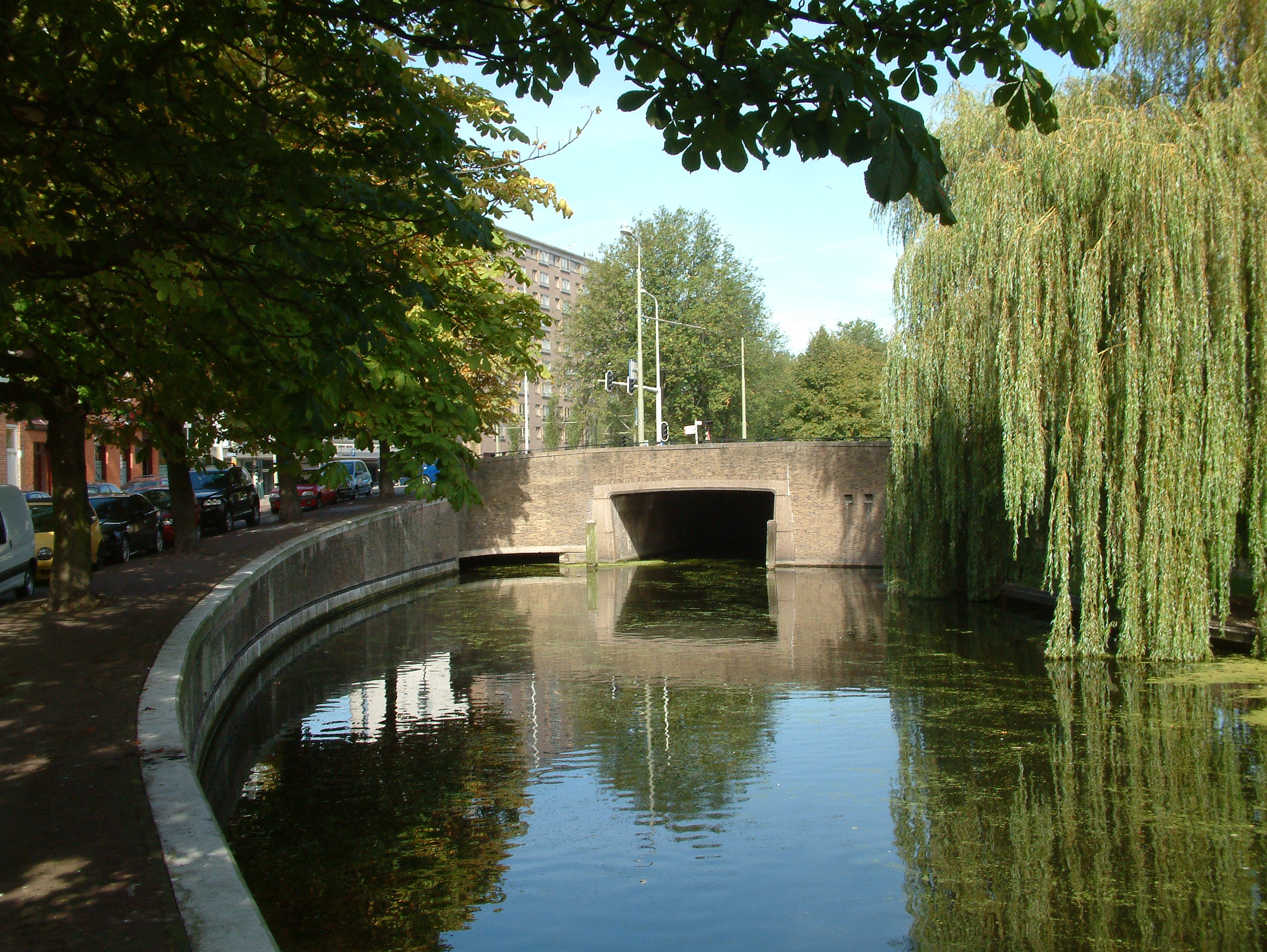
Westeinde/Loosduinseweg

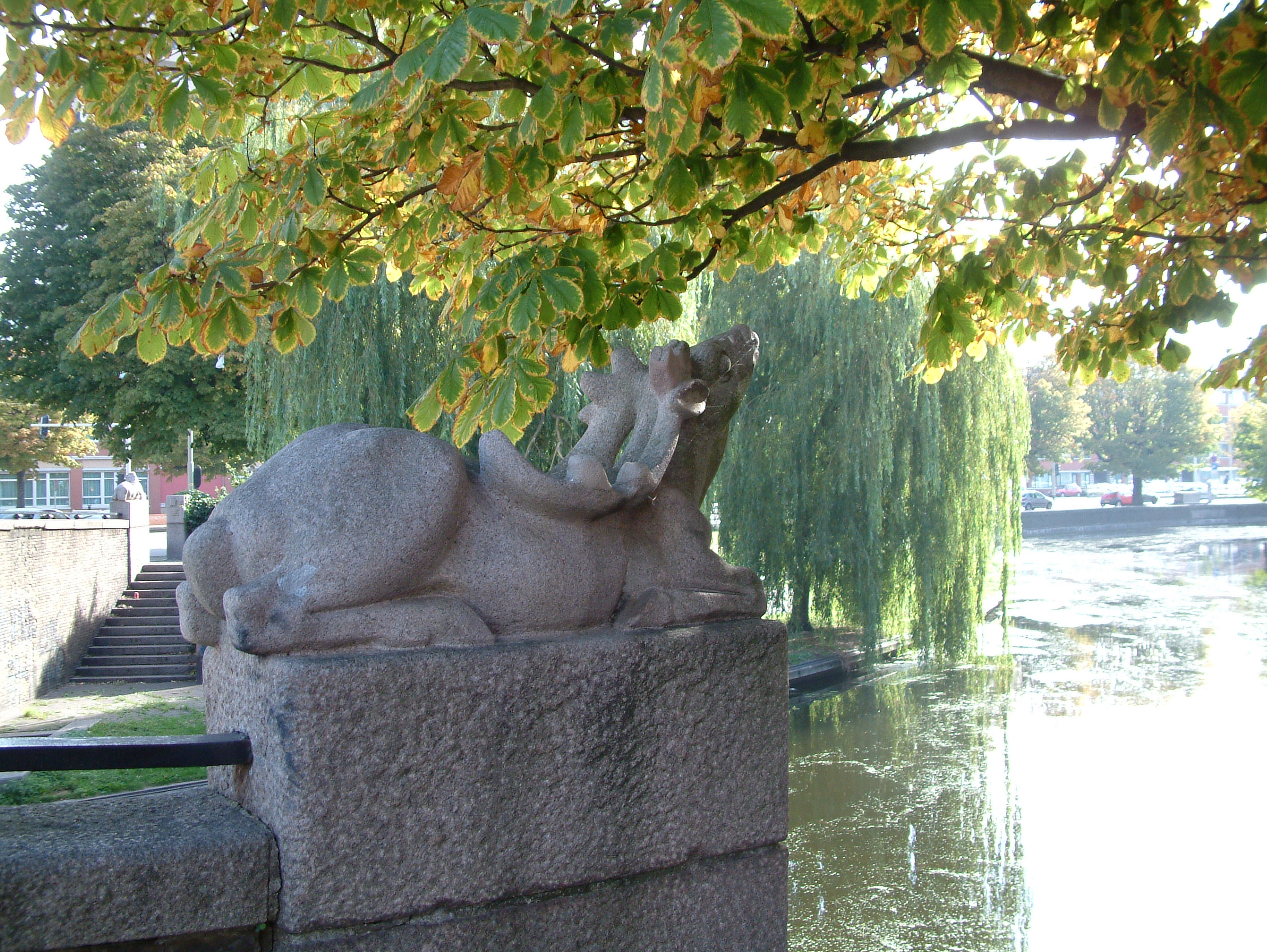
Een van de vier beelden op de brug

Vaste brug met een wijdte van 6,00 m en een doorvaarthoogte van KP +2,05 m.
De nieuwe Loosduinsebrug is van 1936. RandstadRail 3, 4 & 34 en tramlijn 2 (4e) rijden over deze brug. 
Tussen 1882 en 1932 reden de stoomtrams van de WSM over de oude Loosduinse brug. Tussen 1965 en 2003 reed tramlijn 10 over deze brug.

## [GW 17] Van Boecopkade
Locatie 52° 4′ 35″ NB, 4° 17′ 41″ OL

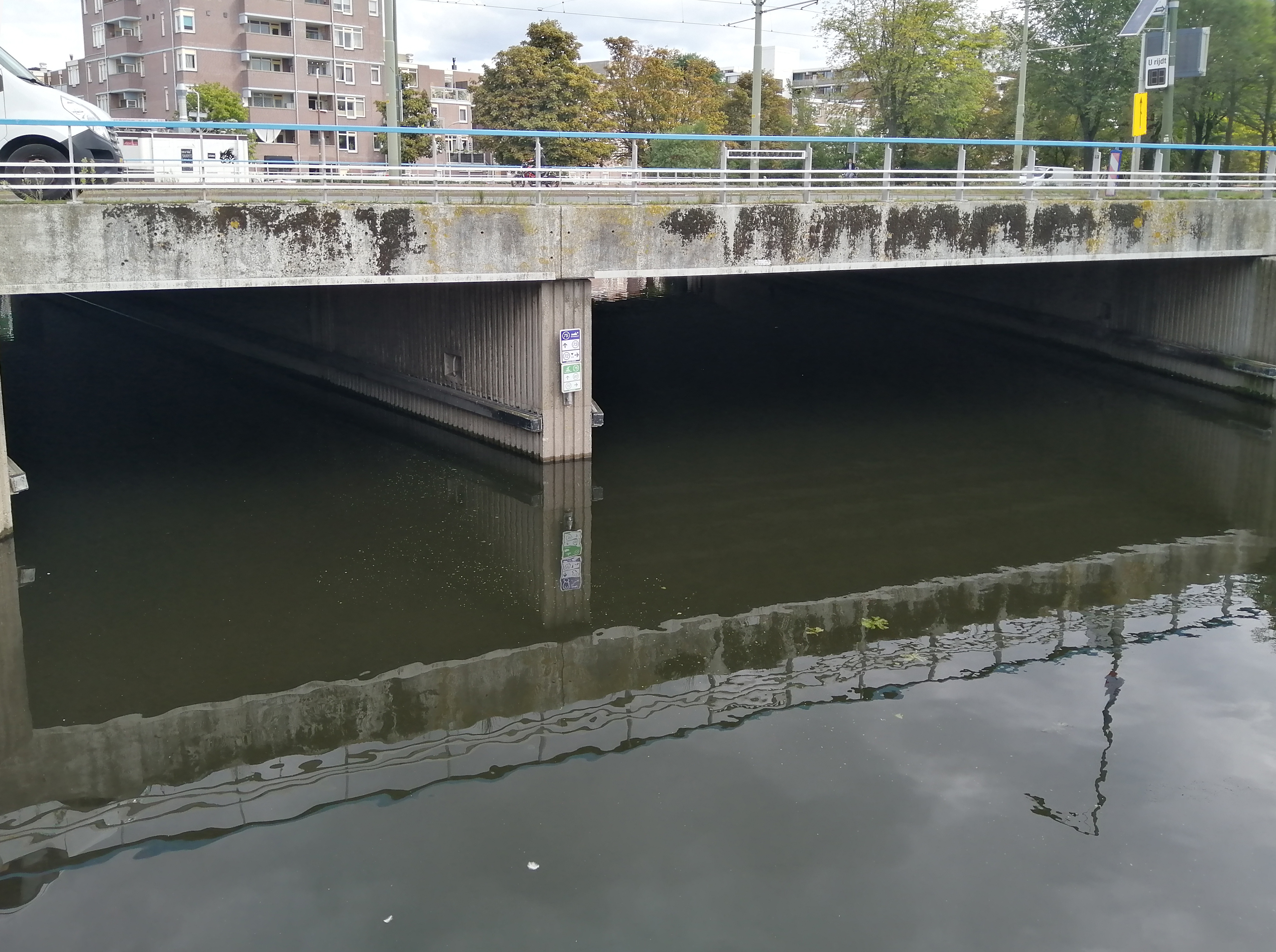
De brug, gezien vanaf de Kleine Veerkade

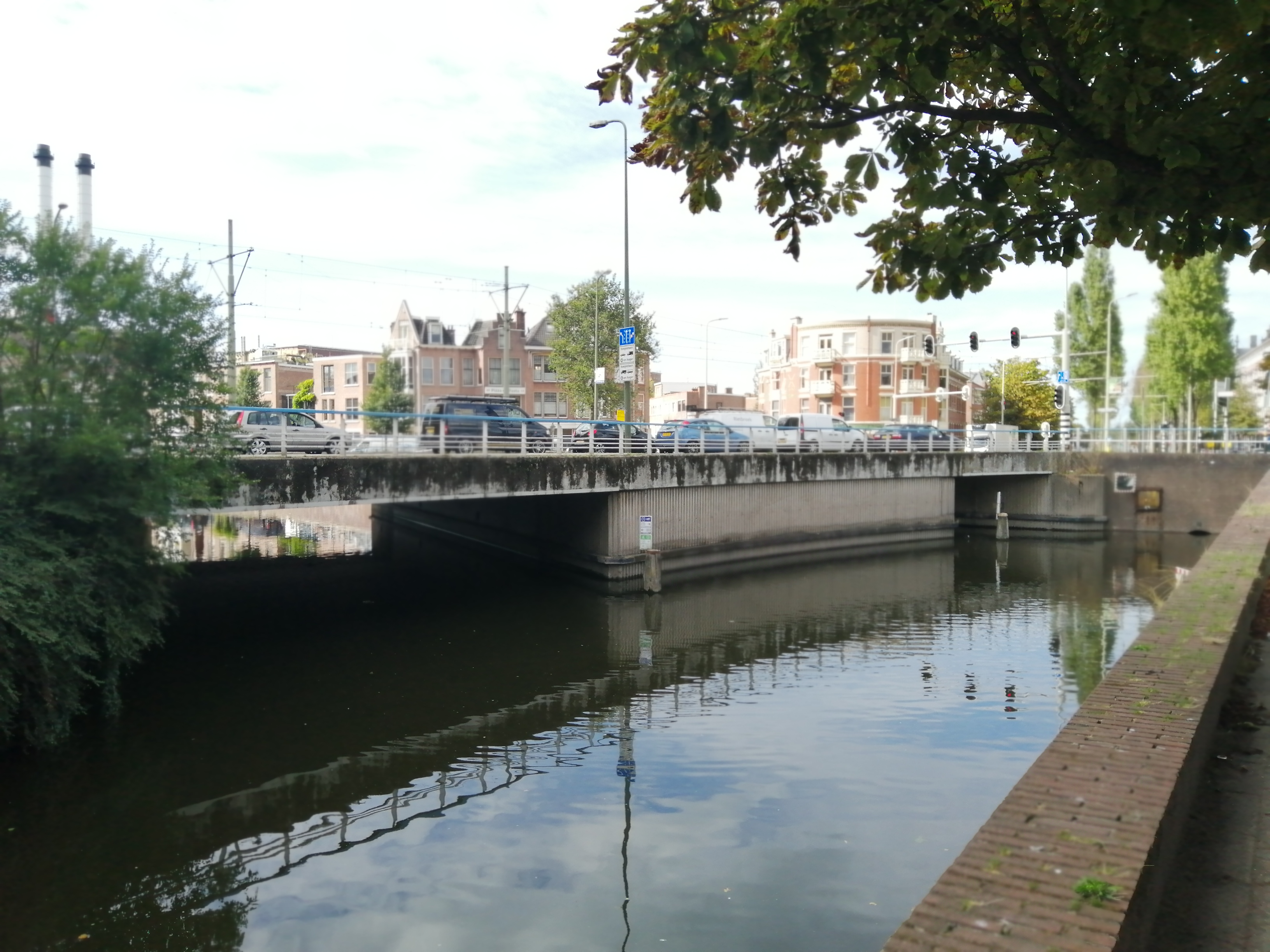
De brug, gezien vanaf Bij de Westermolens

Vaste brug in de Noord-west buitensingel met een wijdte van 11,70 m en een doorvaarthoogte van KP +2,05 m. Over deze brug rijden RandstadRail 3 en 34. Tussen 1965 & 2003 reed tramlijn 10 over deze brug. Bijzonder is dat deze brug twee onderdoorgangen heeft; een rechte en een diagonale.

## [GW 28] Newtonstraat
Locatie 52° 4′ 38″ NB, 4° 17′ 16″ OL

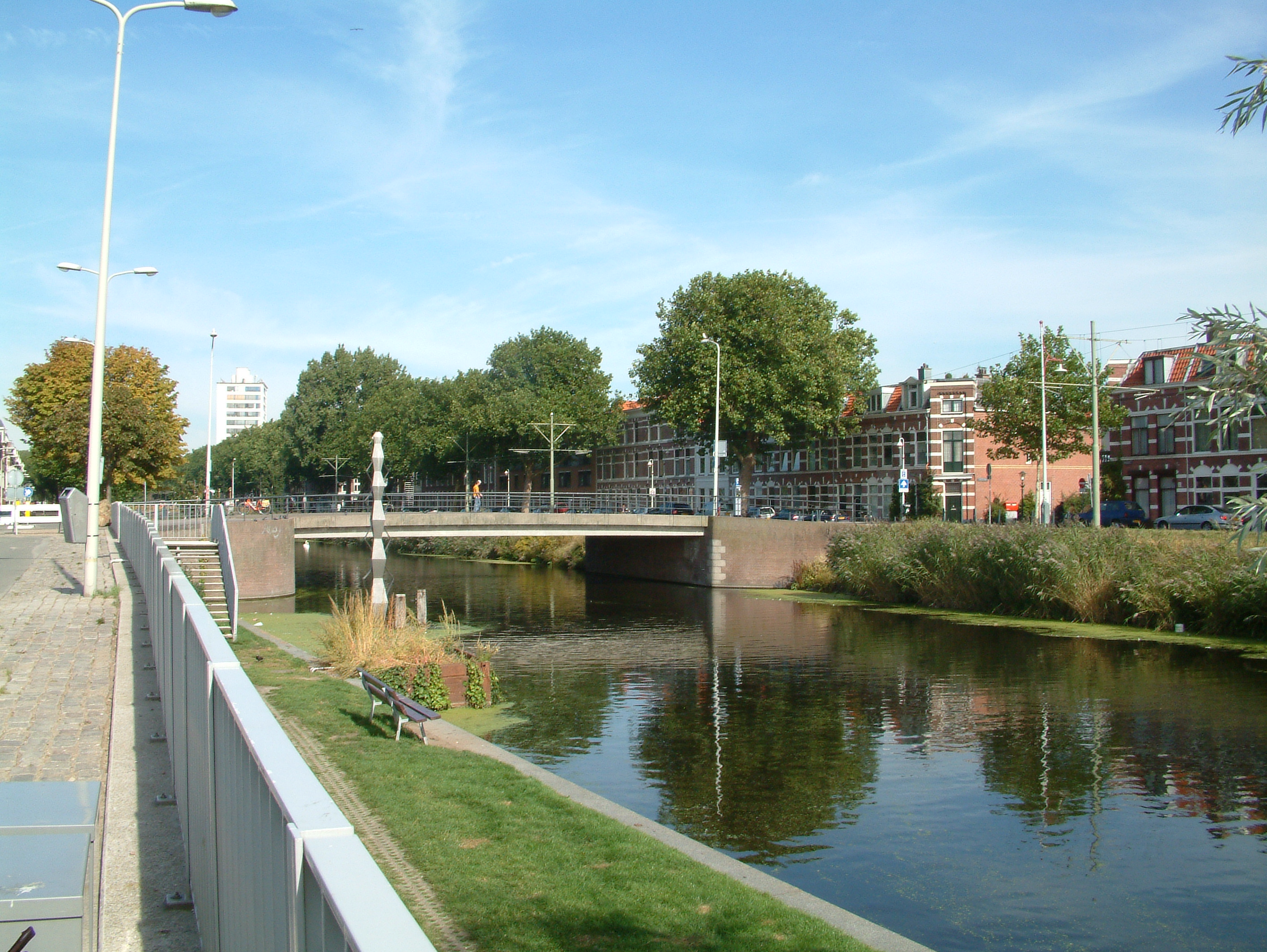
Newtonstraat

Vaste brug met een wijdte van 7,70 m en een doorvaarthoogte van KP +2,47 m. Op de rechteroever rijdt tramlijn 11. 

## [GW 29] Weimarstraat
Locatie 52° 4′ 42″ NB, 4° 17′ 11″ OL

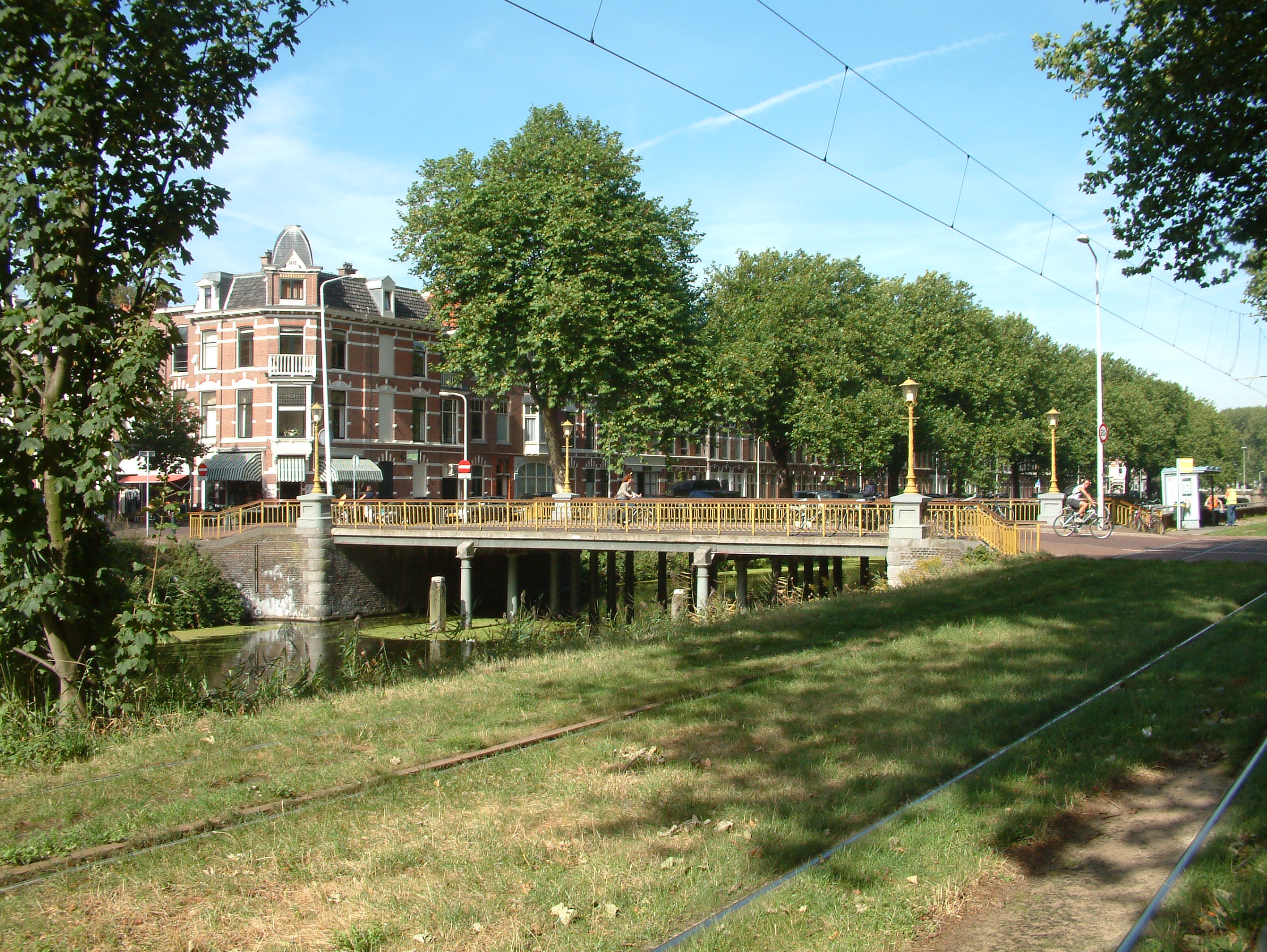
Weimarstraat

Vaste brug met een wijdte van 7,70 m en een doorvaarthoogte van KP +2,43 m.
De brug kreeg in 2003 een grote onderhoudsbeurt. Tot 1963 reden tramlijn 2 & 5 over de brug. Op de voorgrond ligt de rails van tramlijn 11.
De Weimarstraat en gelijknamige brug zijn genoemd naar de Duitse Hertog Karel Bernhard van Saksen-Weimar-Eisenach, die als generaal in het Nederlandse leger een belangrijke rol speelde in de slag bij Waterloo.

## [GW 30] Laan van Meerdervoort
Locatie 52° 4′ 50″ NB, 4° 16′ 60″ OL

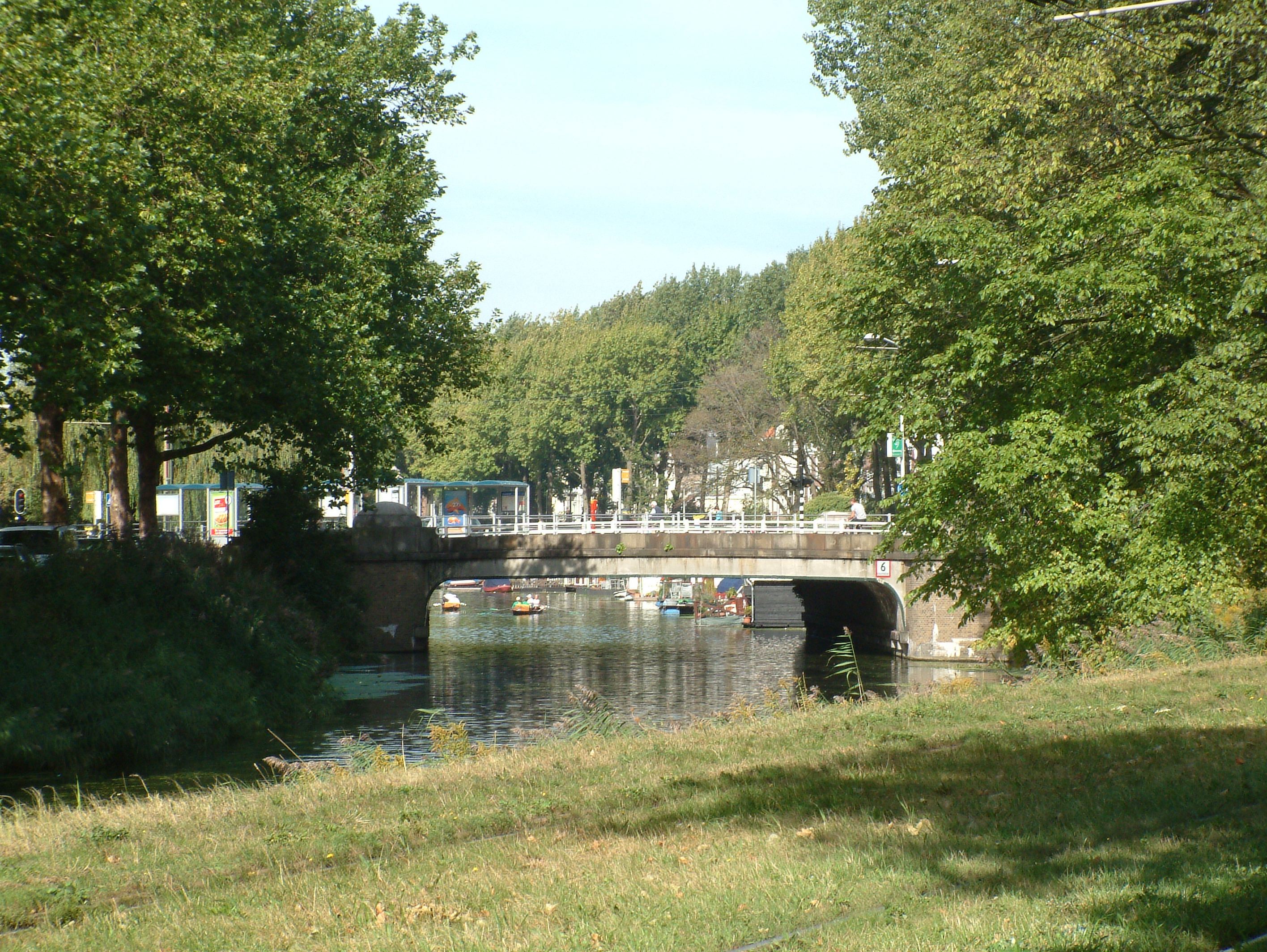
Laan van Meerdervoort

Deze vaste brug is onderdeel van de Laan van Meerdervoort. De brug heeft een wijdte van 15,00 m en een doorvaarthoogte van KP +2,50 m. Over deze brug rijden RandstadRail-lijn 3 & 34. Voorheen reden hier tramlijn 3, 7 (1e) en 14.(in verschillende periodes) In het gras ligt de rails van lijn 11, die hier sinds 1927 rijd. Daarvoor reed hier de HIJSM-stoomtram naar de Anna Paulowna straat en naar Scheveningen. Bij de brug was toen een dubbelsporige spoordriehoek.

## [GW 31] Groot Hertoginnelaan
Locatie 52° 4′ 56″ NB, 4° 16′ 37″ OL

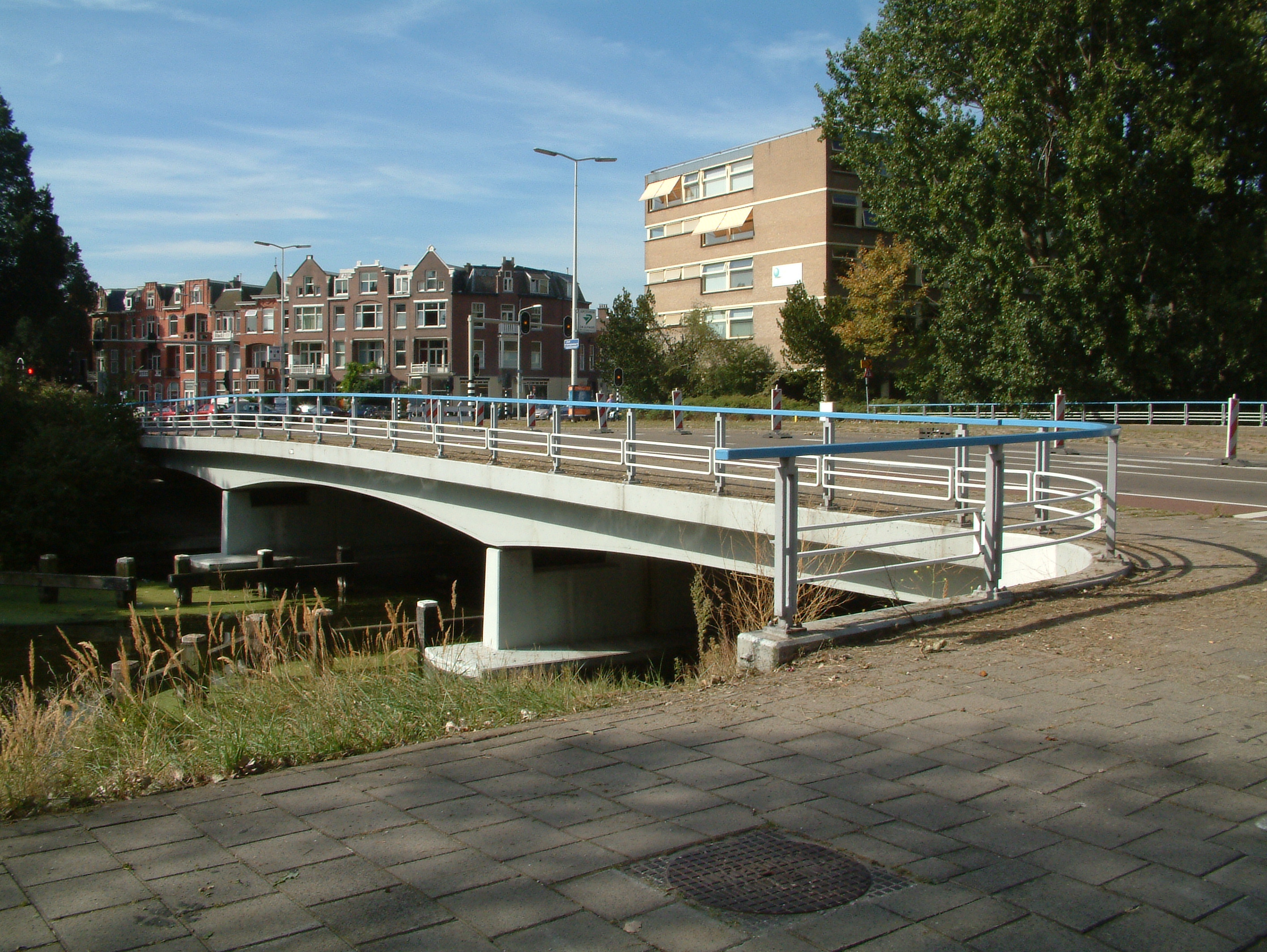
Groot Hertoginnelaan

Vaste brug met een wijdte van 8,00 m en een doorvaarthoogte van KP +2,49 m.
De vorige brug uit 1905 is in 1963 vervangen door de huidige. Tot 1966 reden tramlijn 7 (1e) en 14 over deze brug. Tramlijn 11 rijdt er nog steeds langs (rechts buiten de foto).

## [GW 32] Segbroeklaan / Houtrustbrug
Locatie 52° 5′ 6″ NB, 4° 16′ 24″ OL

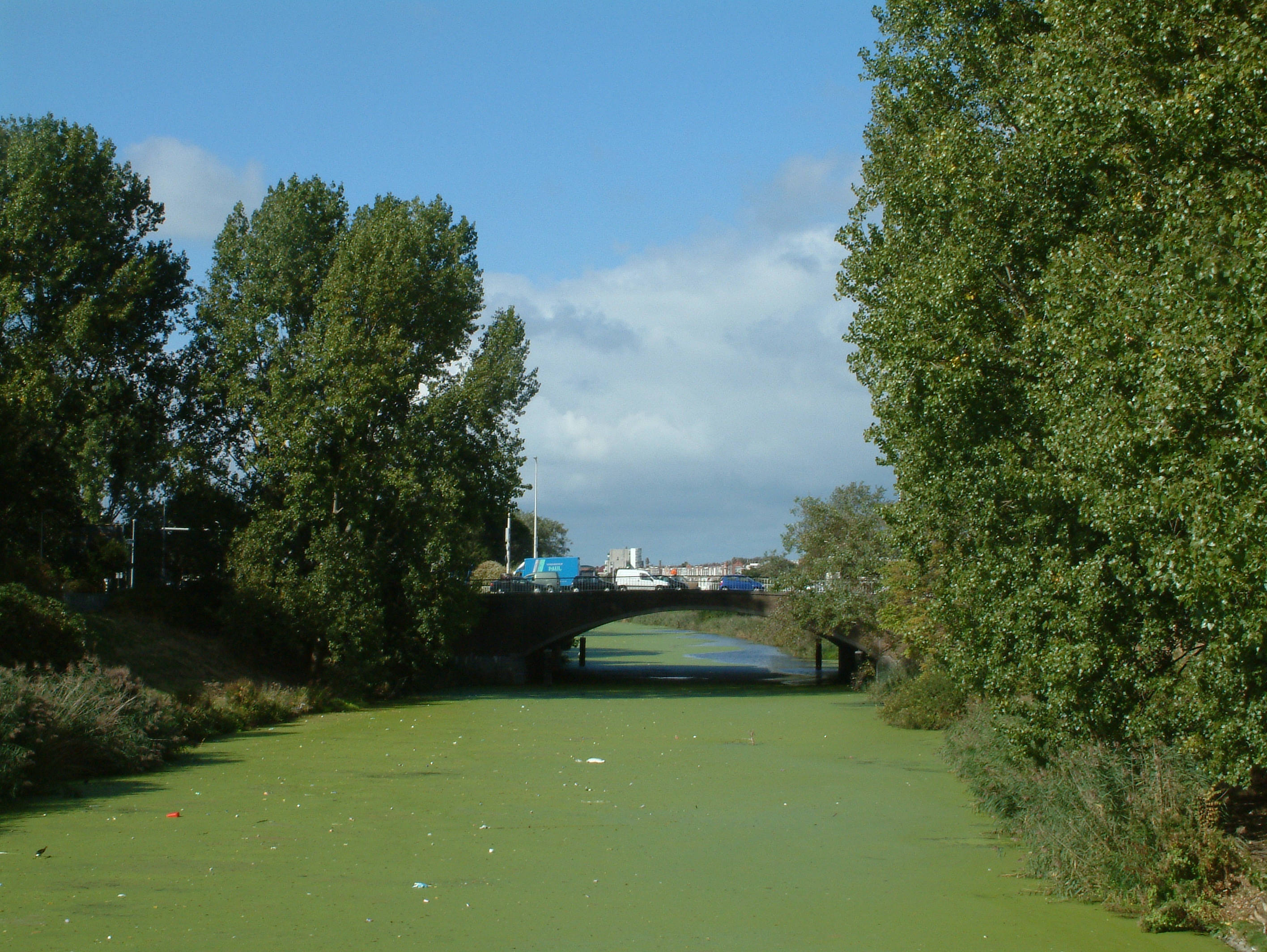
Segbroeklaan

Vaste brug met een wijdte van 24,00 m en een doorvaarthoogte van KP +5,15 m.
Over deze brug reed tot in 1942 een tramlijn, die achtereenvolgens het nummer 7 (1e), 21 en 2 (2e) had. Zij reden ook door de 2e Sweelinckstraat. Ook was er een aftakking tot voor de Houtrusthallen voor extra trams. Er was verbinding met tramlijn 11, die er nog altijd langs rijdt.

## [GW 33] Bij de Westermolens
Locatie 52° 4′ 35″ NB, 4° 17′ 43″ OL

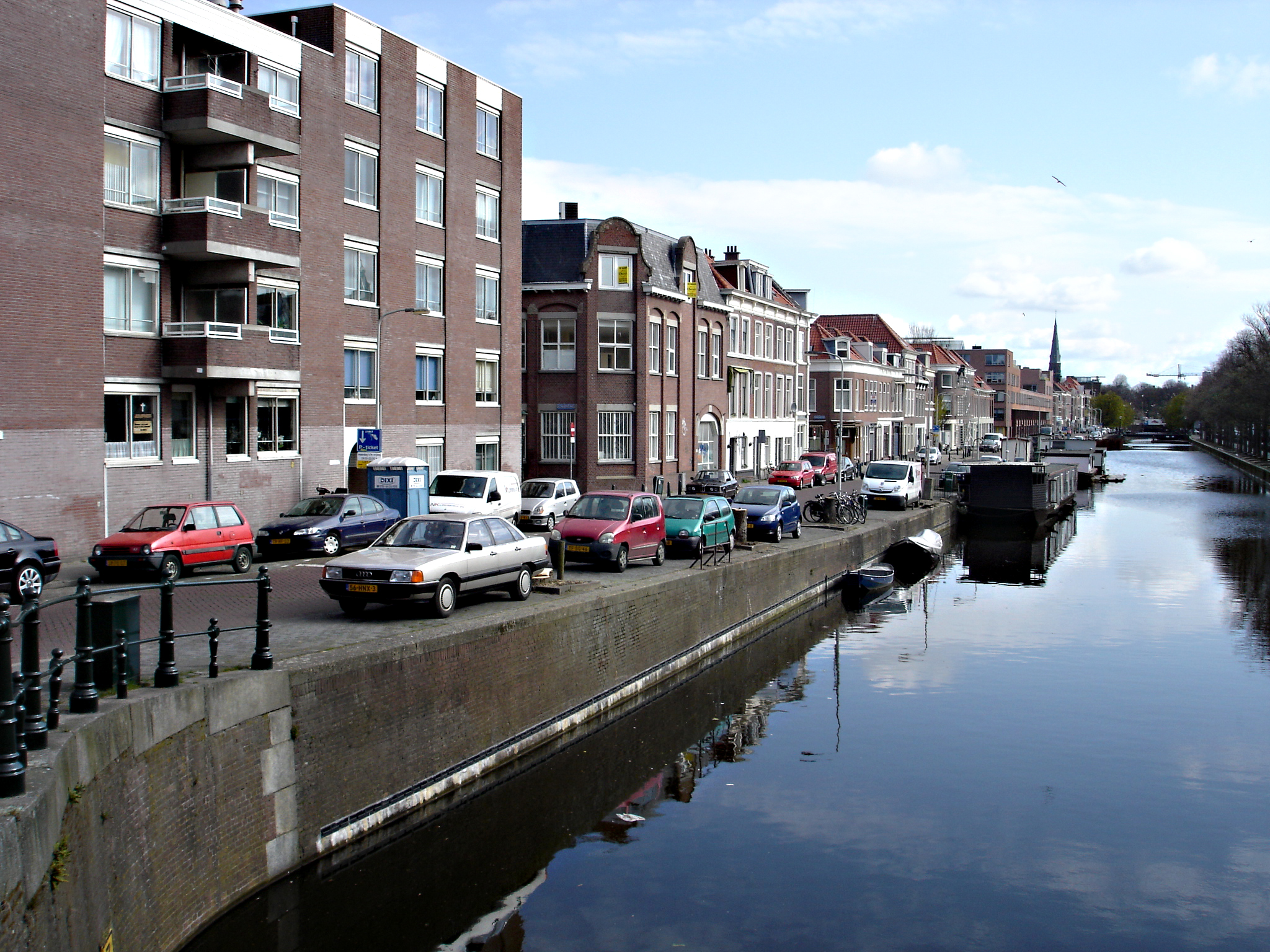
Uitzicht vanaf de brug over de Veenkade.

Vaste brug met een wijdte van 8,40 m en een doorvaarthoogte van KP +1,93 m.
Locatie: tussen Veenkade en Noordwal.
In de tweede helft van de 20e eeuw is de brug verbreed. Tot 1965 reden er trams van lijn 10 over deze brug. Daarna ging die aan de andere kant van het water rijden, op de Noord-west buitensingel. In 2003 werd lijn 10 daar vervangen door lijn 3. Sinds 2007 rijd RandstadRail 3 daar, en sinds 2020 ook RandstadRail 34.

## [GW 34] Neuhuyskade/Wassenaarse weg
Locatie 52° 5′ 33″ NB, 4° 19′ 11″ OL

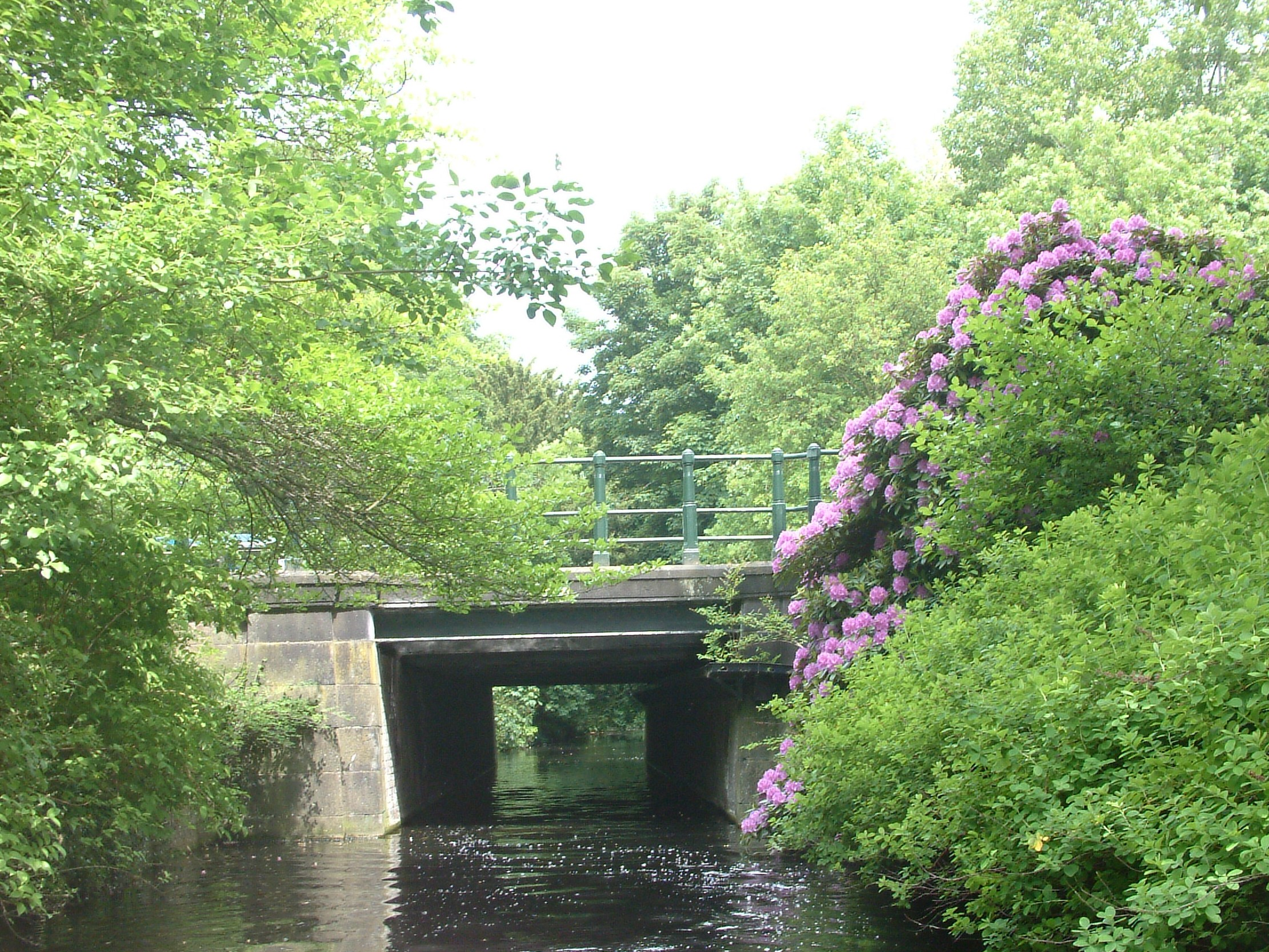
Neuhuyskade

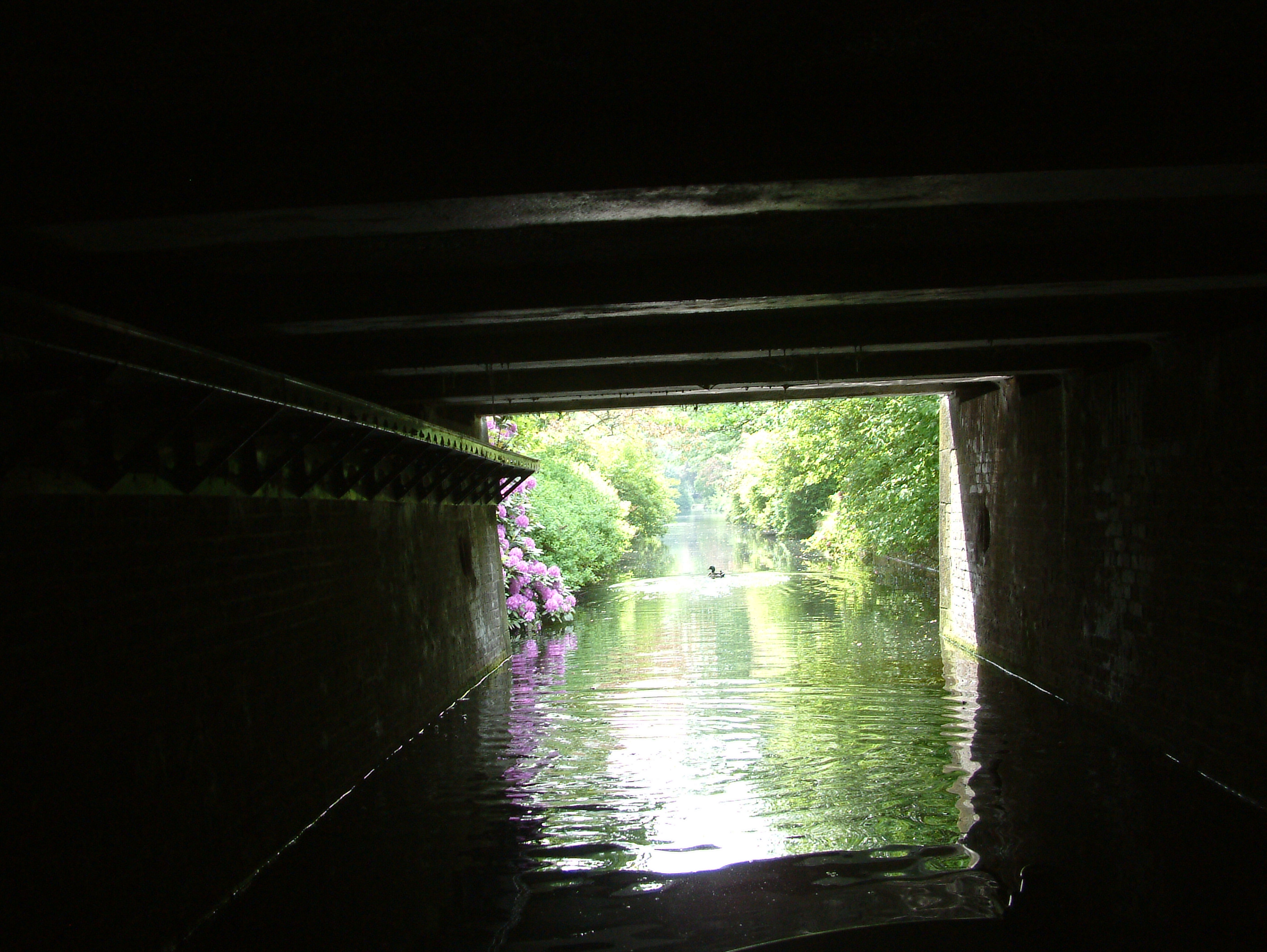
Let op de wildbrug

Vaste brug met een wijdte van 3,00 m en een doorvaarthoogte van KP +1,50.
Let op de wildbrug die eronderdoor loopt, waardoor dieren de weg onderlangs kunnen passeren.

## [GW 36] Hemsterhuisstraatbrug
Locatie 52° 4′ 42″ NB, 4° 17′ 57″ OL
Ook "Enthovenbrug" genoemd. 

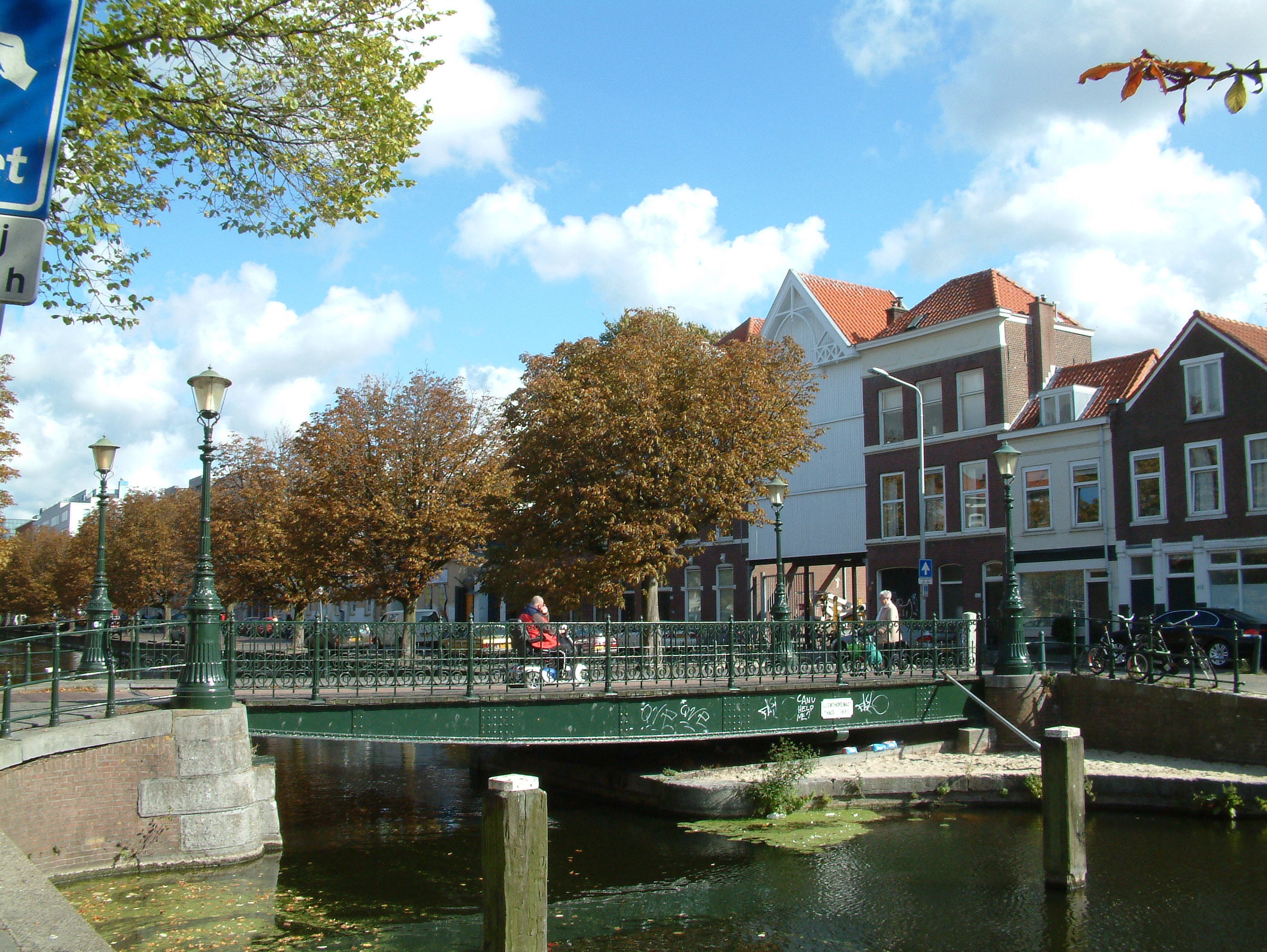
Hemsterhuisstraatbrug

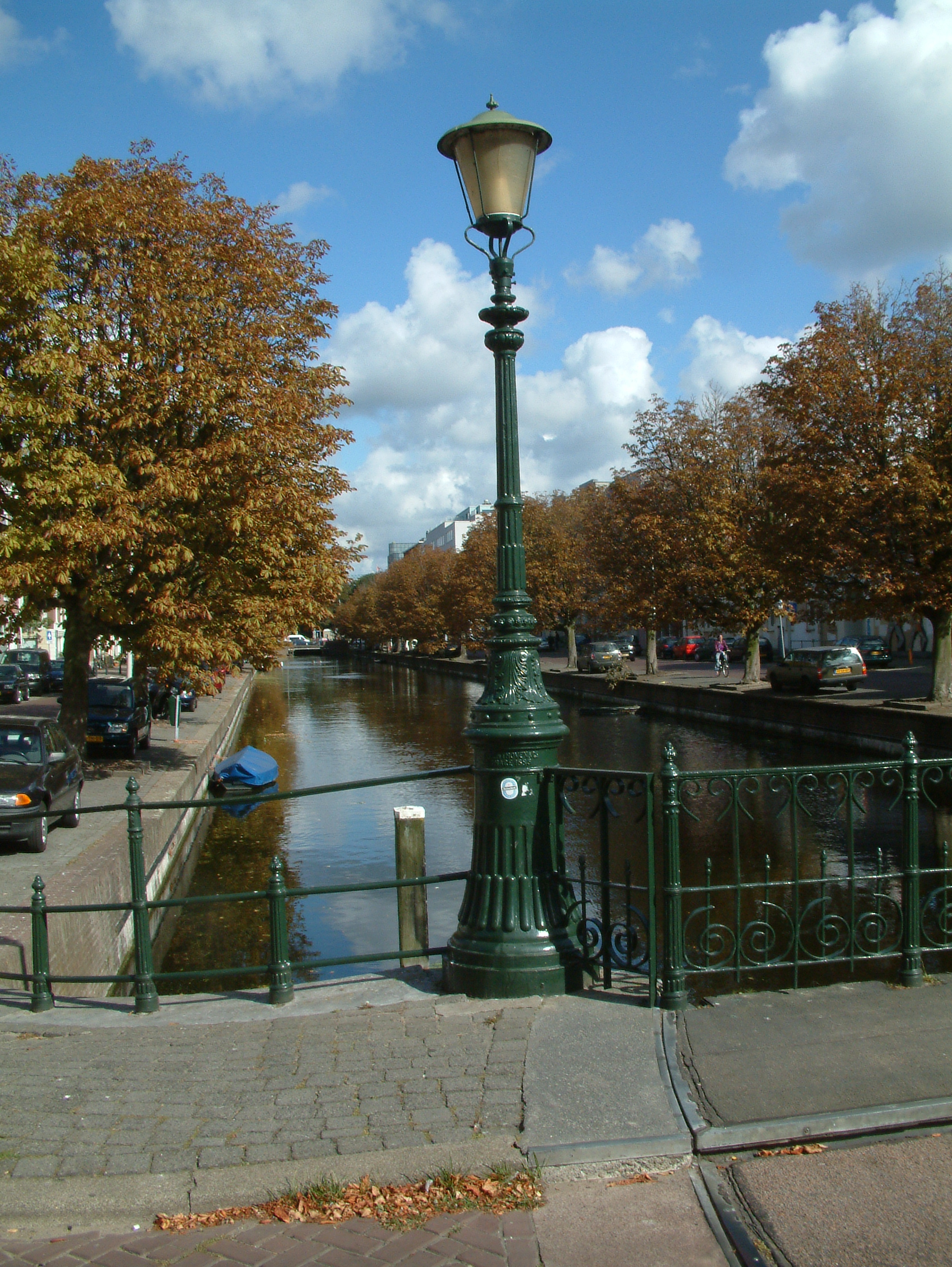
Lantaarnpaal bij de brug

Draaibrug met een wijdte van 5,90 m en een doorvaarthoogte in gesloten stand van KP +0,90 m.
Gebouwd in 1885 door L.J. Enthoven in Den Haag. De brug is rijksmonumentnummer 17857 en is een gietijzeren brug, de verbinding vormend tussen de Veenkade en de Noordwal. IJzeren balusters met rijk versierde hekken, vier sierlantaarns. Gemetselde bruggenhoofden met hardstenen hoekmarkeringen. Gietijzeren balustraden op de bruggenhoofden.
De brug werd tijdens de eerste dagen van de oorlog nog opengedraaid en net als in oude tijden bewaakt door Nederlandse soldaten. Voordat deze brug werd gebouwd voer er een pontje.
Vanwege verzakking van een bruggenhoofd klemde de brug en is daarom in 1968 vastgezet en is het draaimechanisme verwijderd. Het werd meer dan 50 jaar een "voetgangersbrug", waardoor het Hofkwartier niet meer bereikt kon worden door schepen hoger dan circa 90 cm.
De straat is vernoemd naar de wijsgeer François (Frans) Hemsterhuis (1721-1790).
Op verzoek van stichting Haagse Willemsvaart (rondvaarten) gesteund door S.H.I.E., Scala Archticten, bewonersorganisaties, Stichting Joodsch Industrieel Erfgoed, HoReCa ondernemers en vele anderen, wordt de brug weer een werkende draaibrug.
Het oude brugwachtershuis werd herbouwd. De werkzaamheden duren/duurden van april 2022 tot februari 2024. In januari 2024 is de brug teruggeplaatst. Daarna kunnen schepen tot circa 2m28 hoog de Torenstraat bereiken. Daar komt een aanlegplaats voor overdekte Rondvaartboten en een 'blauwe zone' voor privé schepen (tot max 2.28 hoog) die deze kant van de stad willen bezoeken.

## [GW 37] Bibliotheekbrug
Locatie 52° 4′ 47″ NB, 4° 18′ 10″ OL

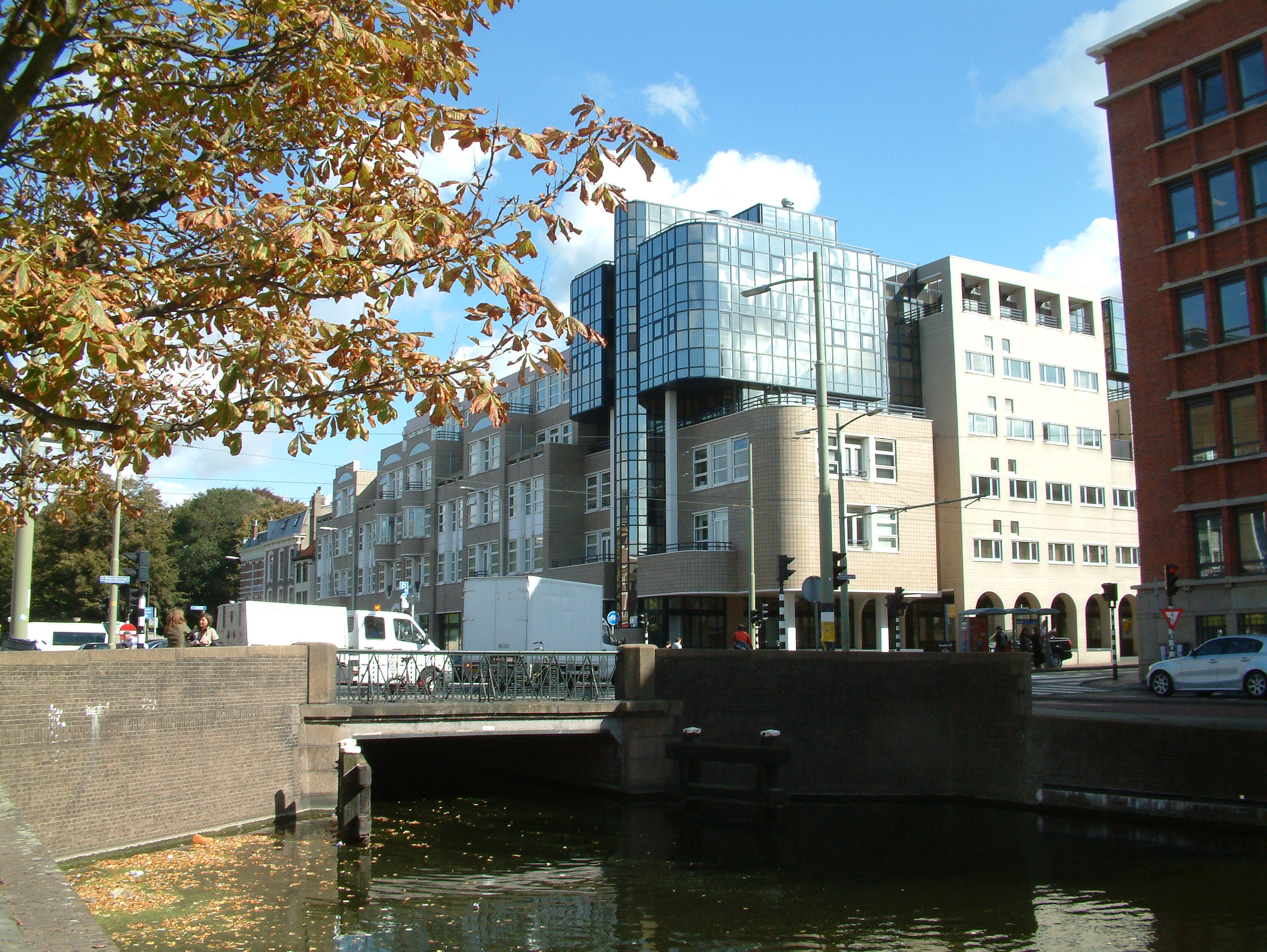
Veenkade

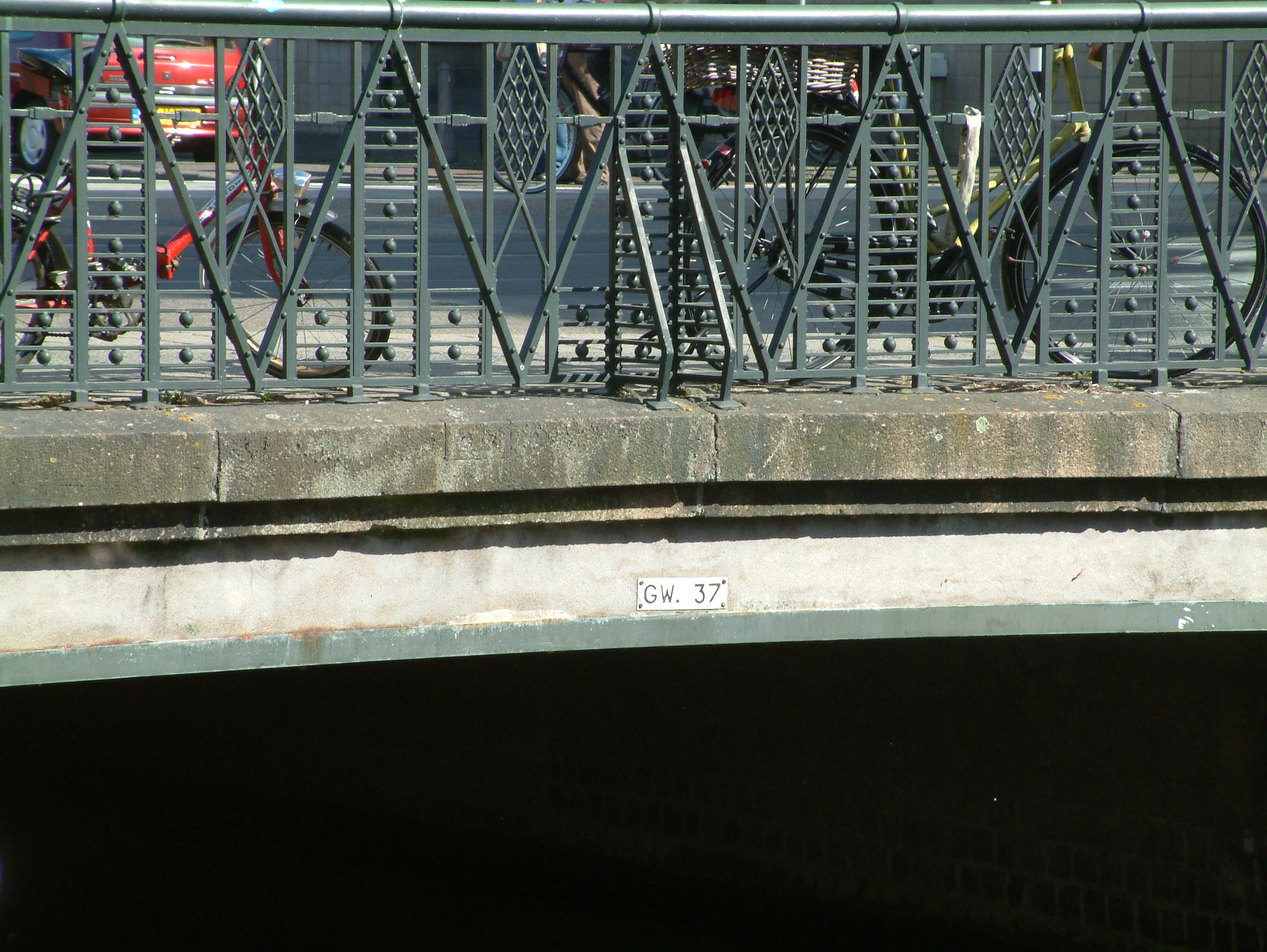
Het smeedwerk

Vaste brug met een wijdte van 6,00 m en een doorvaarthoogte van KP +1,25 m. De brug vormt de kruising tussen de Bilderdijkstraat/Torenstraat en de Veenkade/Noordwal. Over deze brug rijd normaliter tramlijn 17. Tot 2003 reed hier lijn 3.

## [GW 38] Piet Heinplein
Locatie 52° 4′ 58″ NB, 4° 18′ 4″ OL

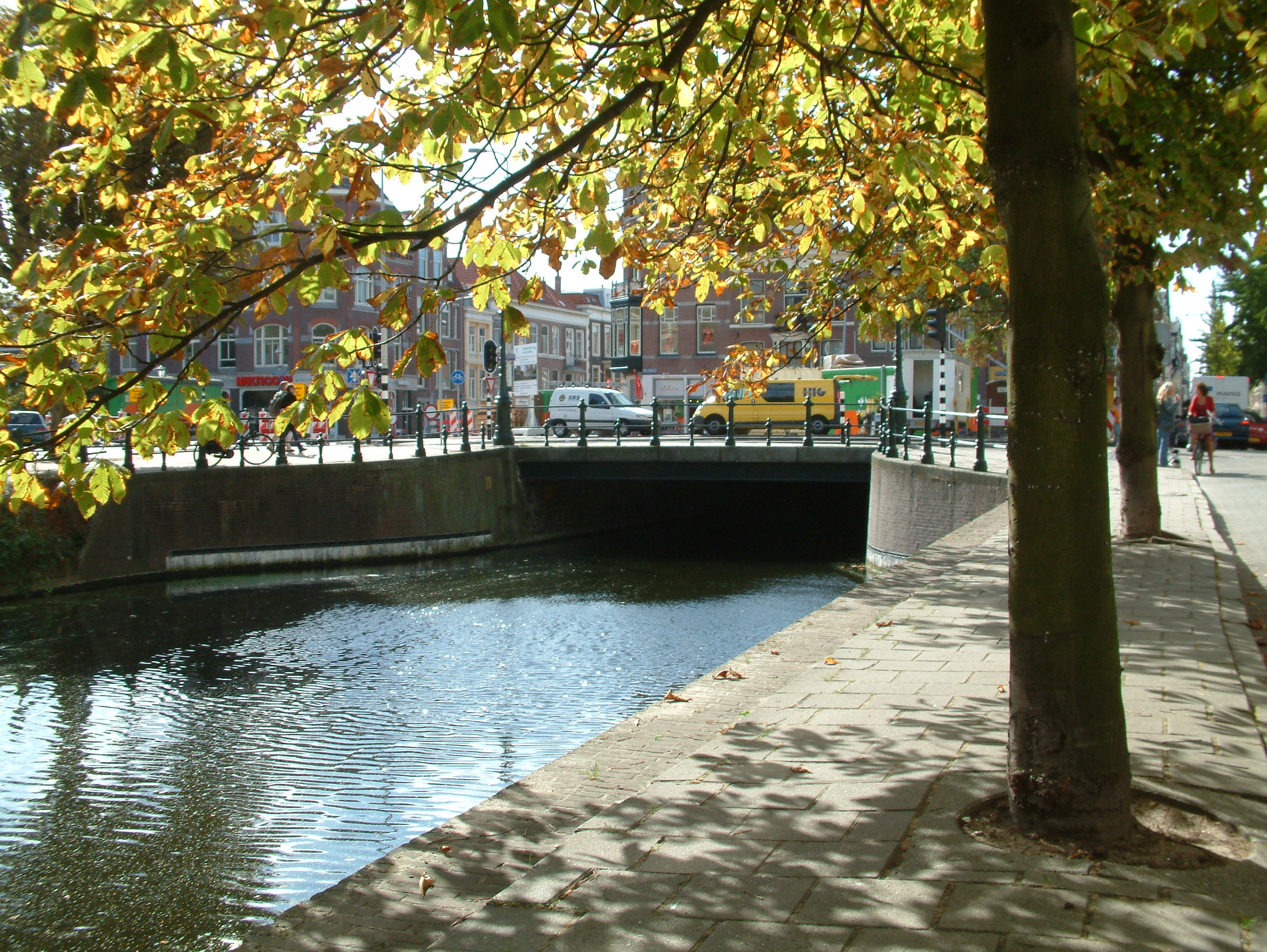
Piet Heinplein

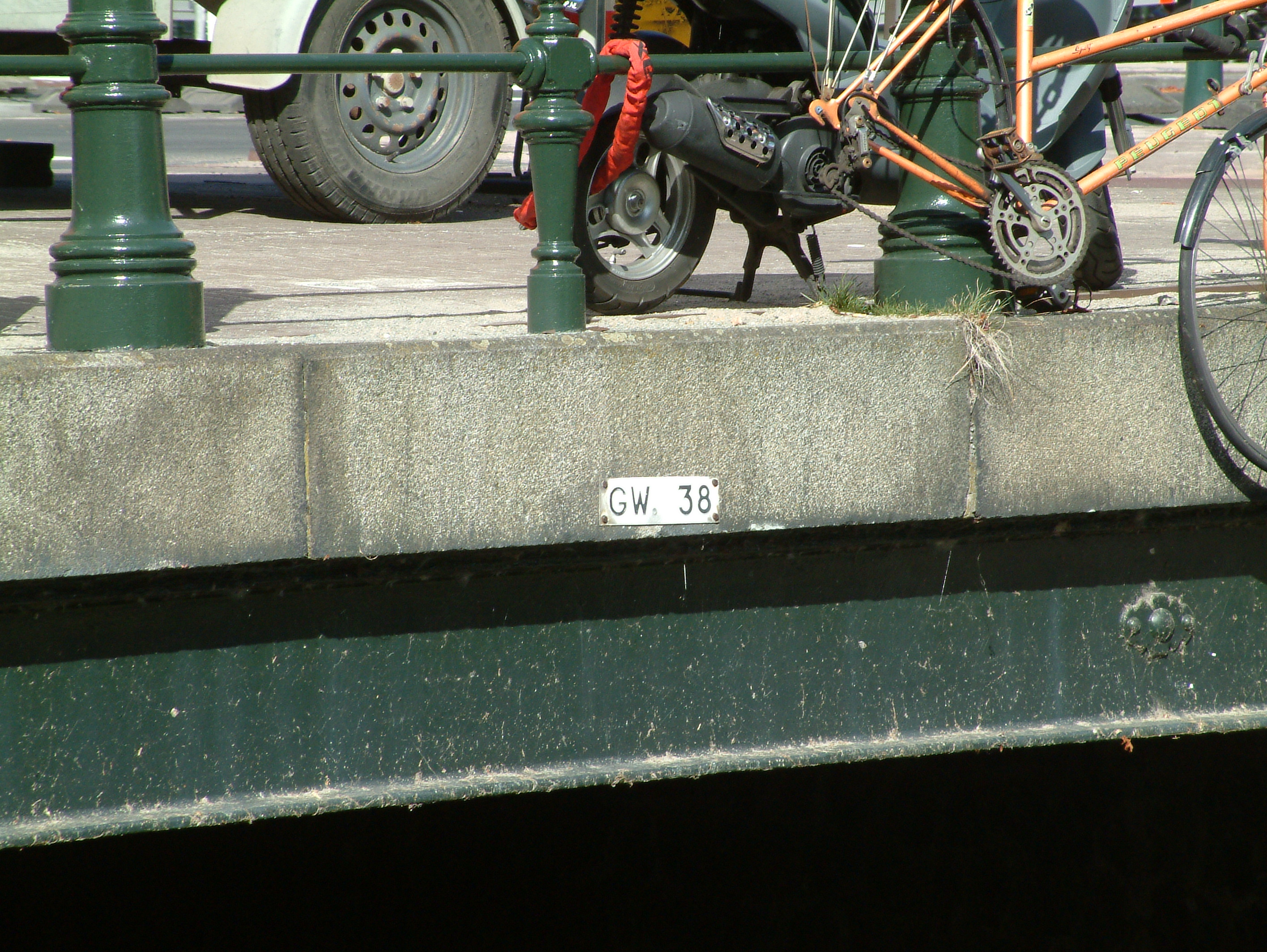

Vaste brug met een wijdte van 8,50 m en een doorvaarthoogte van KP +1,28 m. Het Piet Heinplein was boven de brug gelegen. Deze overkluizing maakte het mogelijk om trams vanaf de Prinsessewal en Mauritskade-Hogewal diagonaal de Piet Heinstraat in te rijden. Hier reden de lijnen 20, later vernummerd in 2, en 5. In 1963 zijn zij opgeheven. In de andere richting reden zij door de Elandstraat. Tussen 1906 en 1928 reed lijn 3 ook op die manier, omdat de Torenstraat en Vondelstraat er nog niet waren.
Deze brug werd in 2022/2023 vervangen door twee nieuwe bruggen en een heropende gracht. De twee nieuwe bruggen zijn de Elandbrug en de Anna Paulownabrug. Doorvaarthoogte wordt circa 1m40 (stadsverwarmingsbuizen worden weggehaald).

## [GW 39]Scheveningsebrug, Zeestraat
Locatie 52° 5′ 2″ NB, 4° 18′ 15″ OL

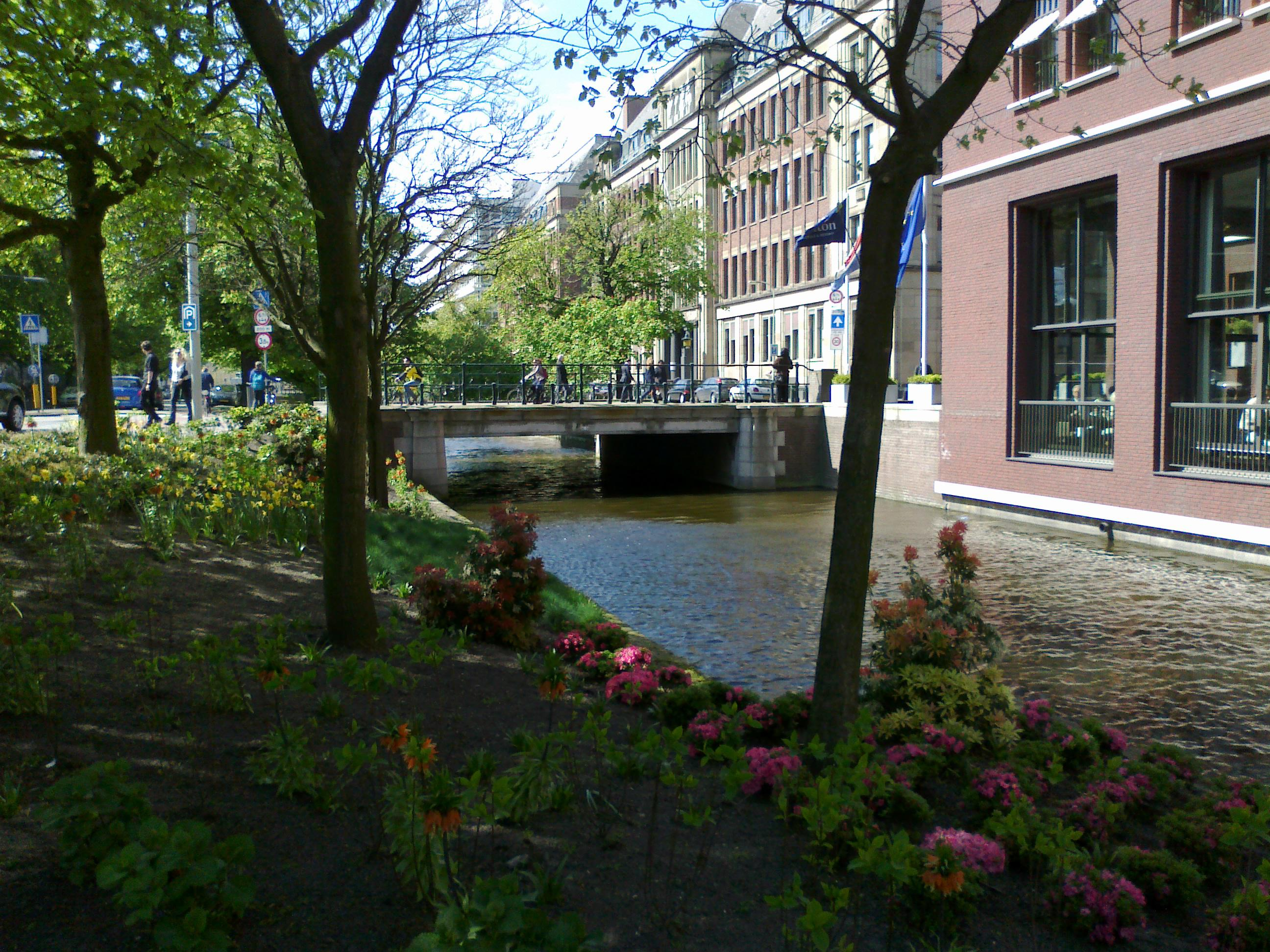

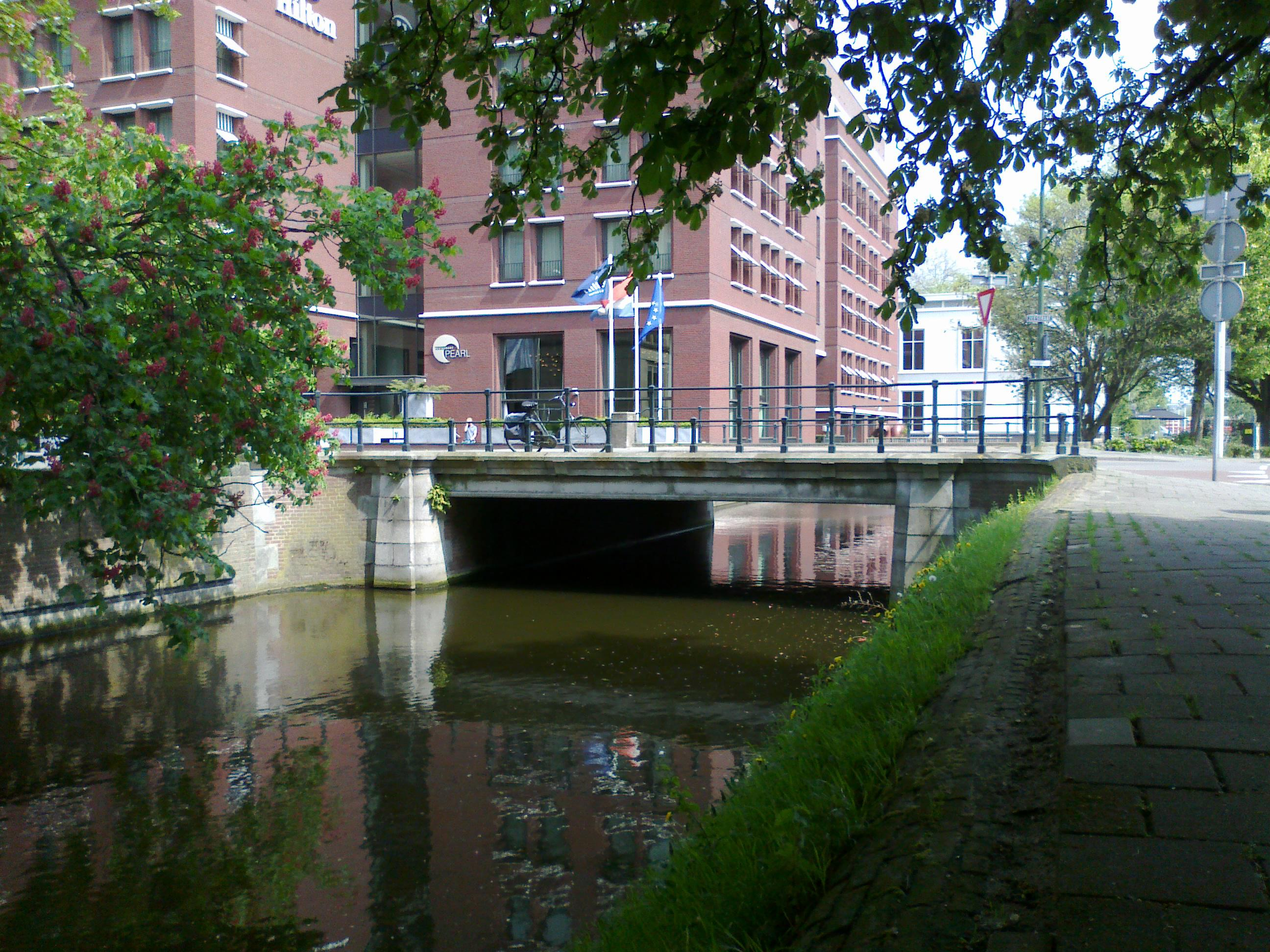
Scheveningsebrug bij Zeestraat - Scheveningseveer, Den Haag

Vaste brug met een wijdte van 5,90 m en een doorvaarthoogte van KP +1,38 m.

## [GW 40] Mauritskade Zwembad
Locatie 52° 5′ 3″ NB, 4° 18′ 19″ OL

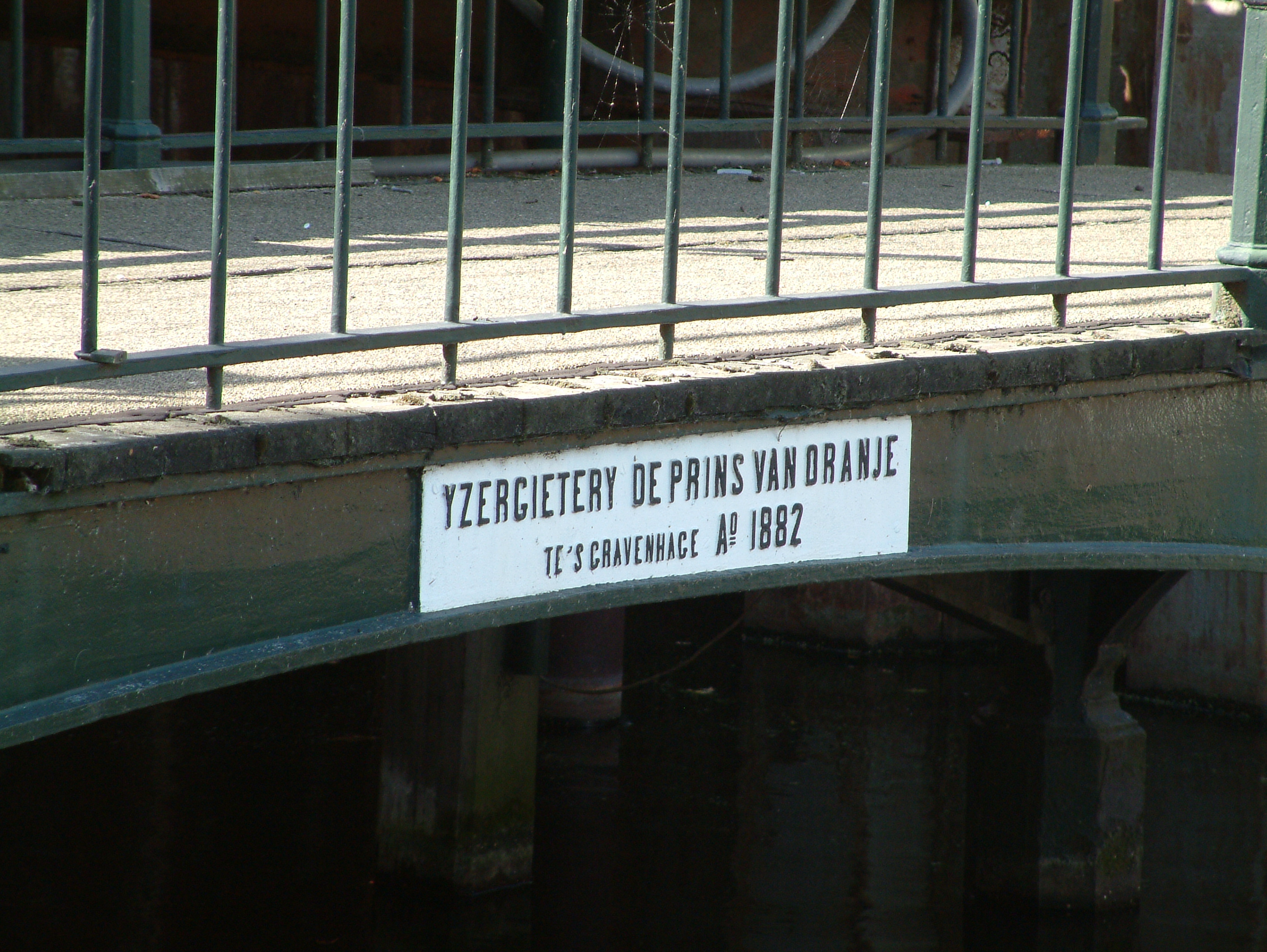
Mauritskade Zwembad

Vaste brug met een wijdte van 7,30 m en een doorvaarthoogte van KP +1,18 m.
De Zwembadbrug is gebouwd door de Haagse IJzergieterij "De Prins van Oranje" in 1882 en is een Gemeentelijk monument.
Het zwembad waar de brug heen leidde, is in 2007 afgebroken.

## [GW 41] Willemsparkbrug
Locatie 52° 5′ 5″ NB, 4° 18′ 24″ OL

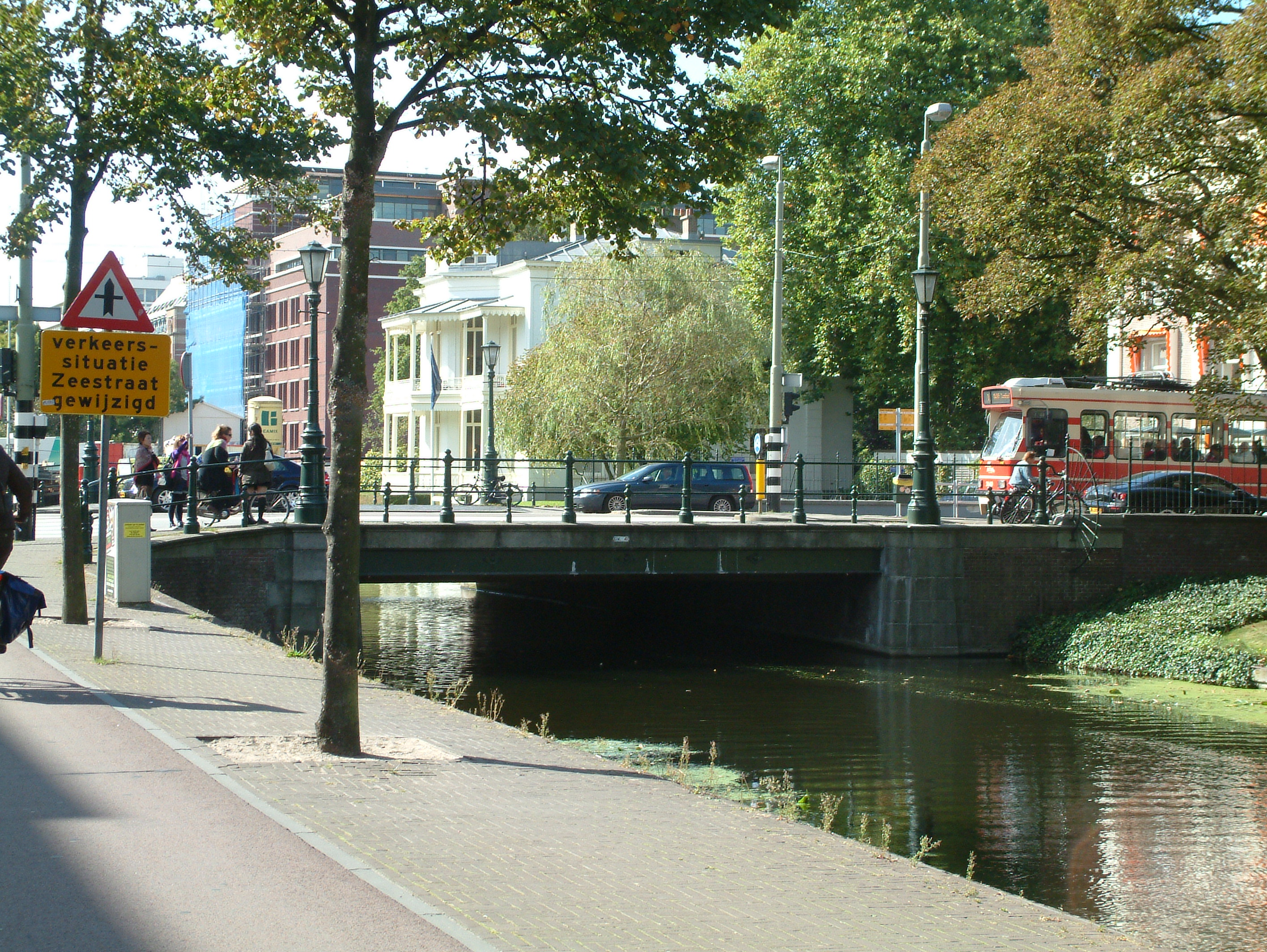
Willemsparkbrug

Vaste brug met een wijdte van 8,30 m en een doorvaarthoogte van KP +1,08 m.
De brug ligt bij de kruising van de Alexanderstraat/Parkstraat met de Mauritskade. Over deze brug rijdt tramlijn 1. In 1864 reed over deze brug de eerste paardentram van de Benelux. Later reed bijna 100 jaar lang tramlijn 8 over deze brug (1905-2003).

## [GW 42] Nassaubrug
Locatie 52° 5′ 8″ NB, 4° 18′ 32″ OL

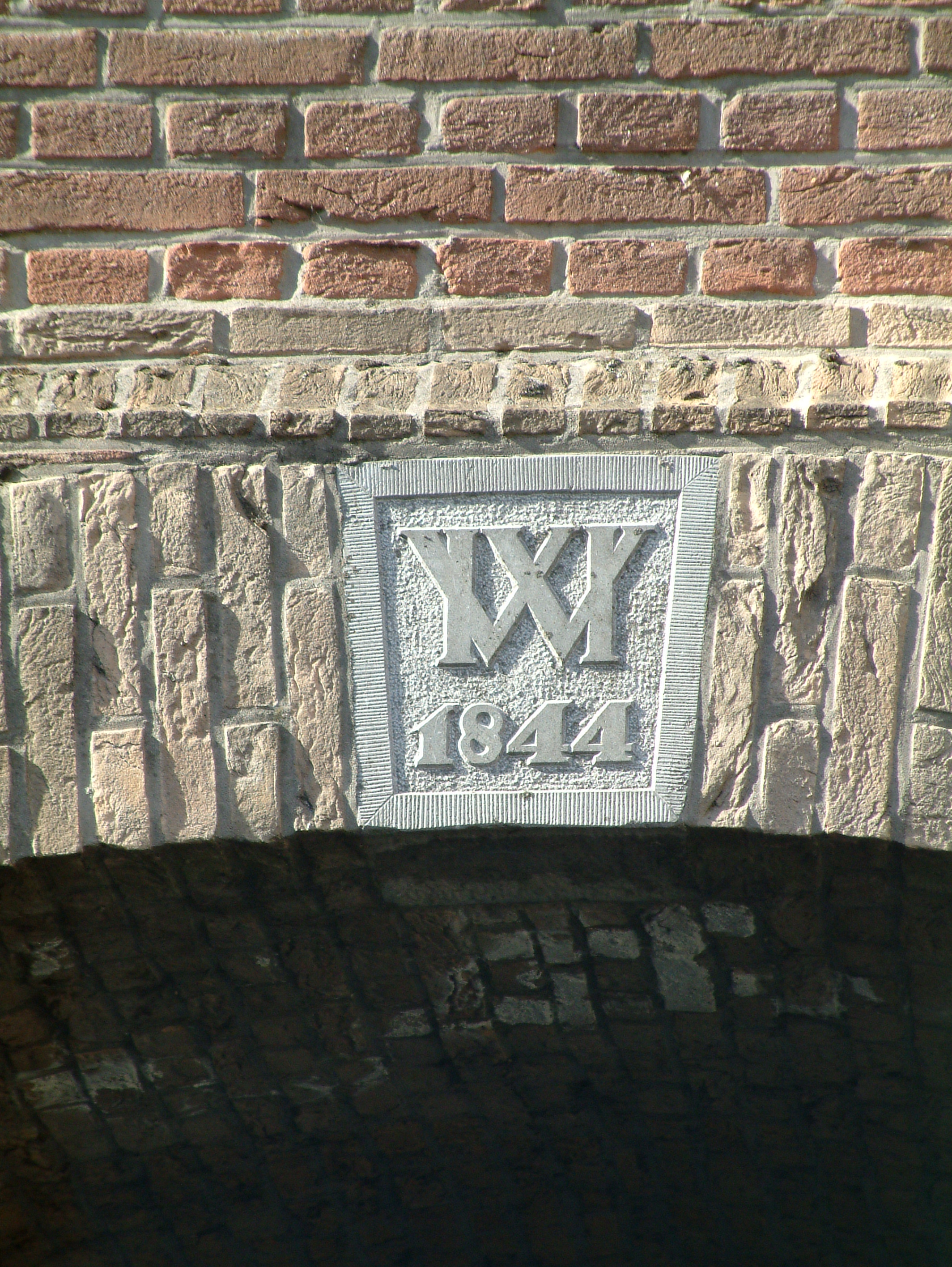
Nassaubrug

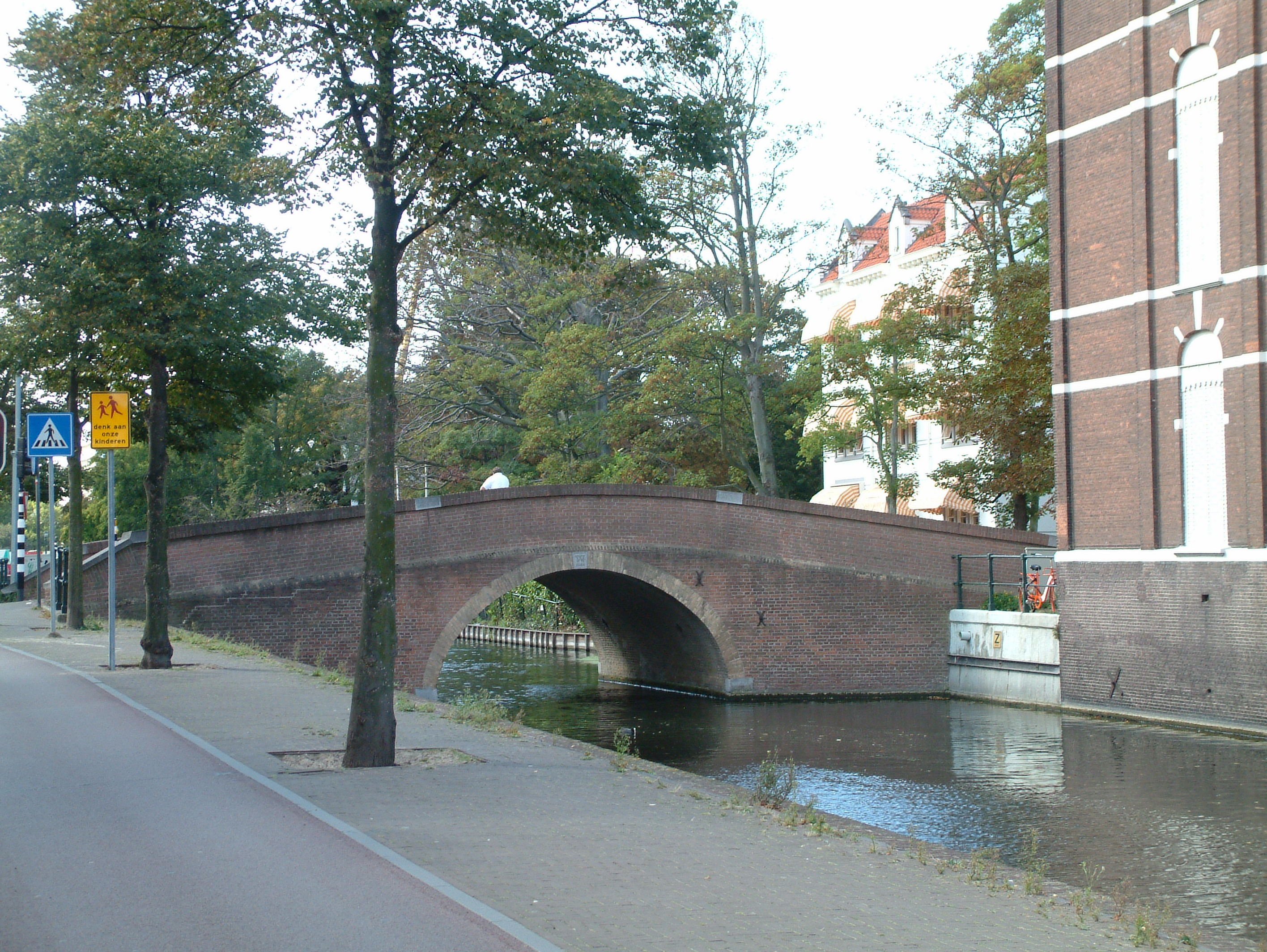

Vaste brug met een wijdte van 5,50 m en een doorvaarthoogte van KP +2,41 m.
De brug is gebouwd in 1844 en genoemd naar Koning Willem II. Het is rijksmonumentnummer 17757, een gemetselde boogbrug uit het tweede kwart van de 19e eeuw, van algemeen belang wegens oudheidkundige waarde. De brug is tussen de Nassaulaan en de Mauritskade.
In de roman "Van oude menschen, de dingen, die voorbij gaan..." van Louis Couperus wandelt de heer Takma er dagelijks overheen.
De brug is in 1991 gerestaureerd, de aangrenzende kademuren in 2001.

## [GW 43] Mauritskade of Dennewegbrug
Locatie 52° 5′ 12″ NB, 4° 18′ 41″ OL

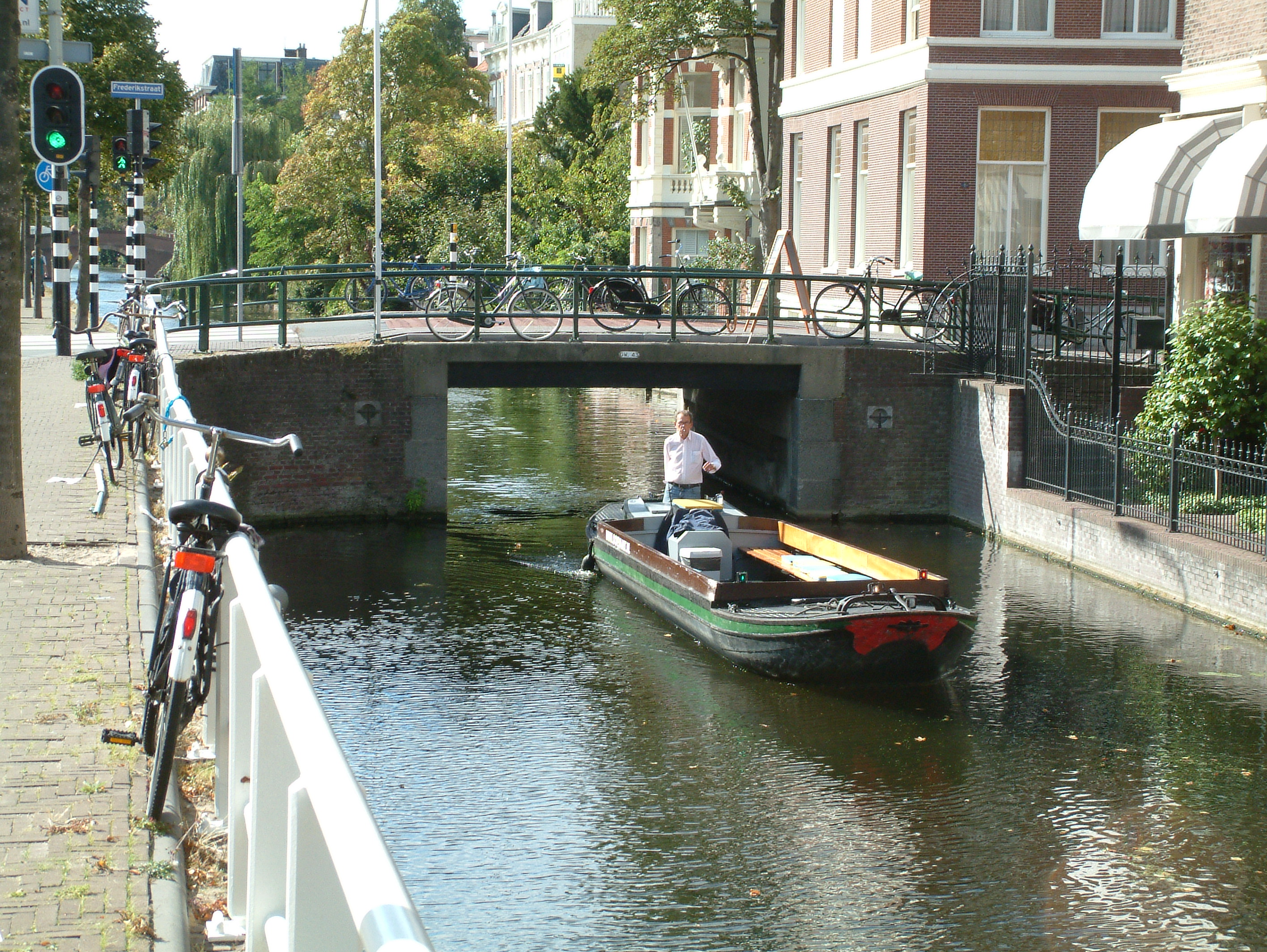
Dennewegbrug

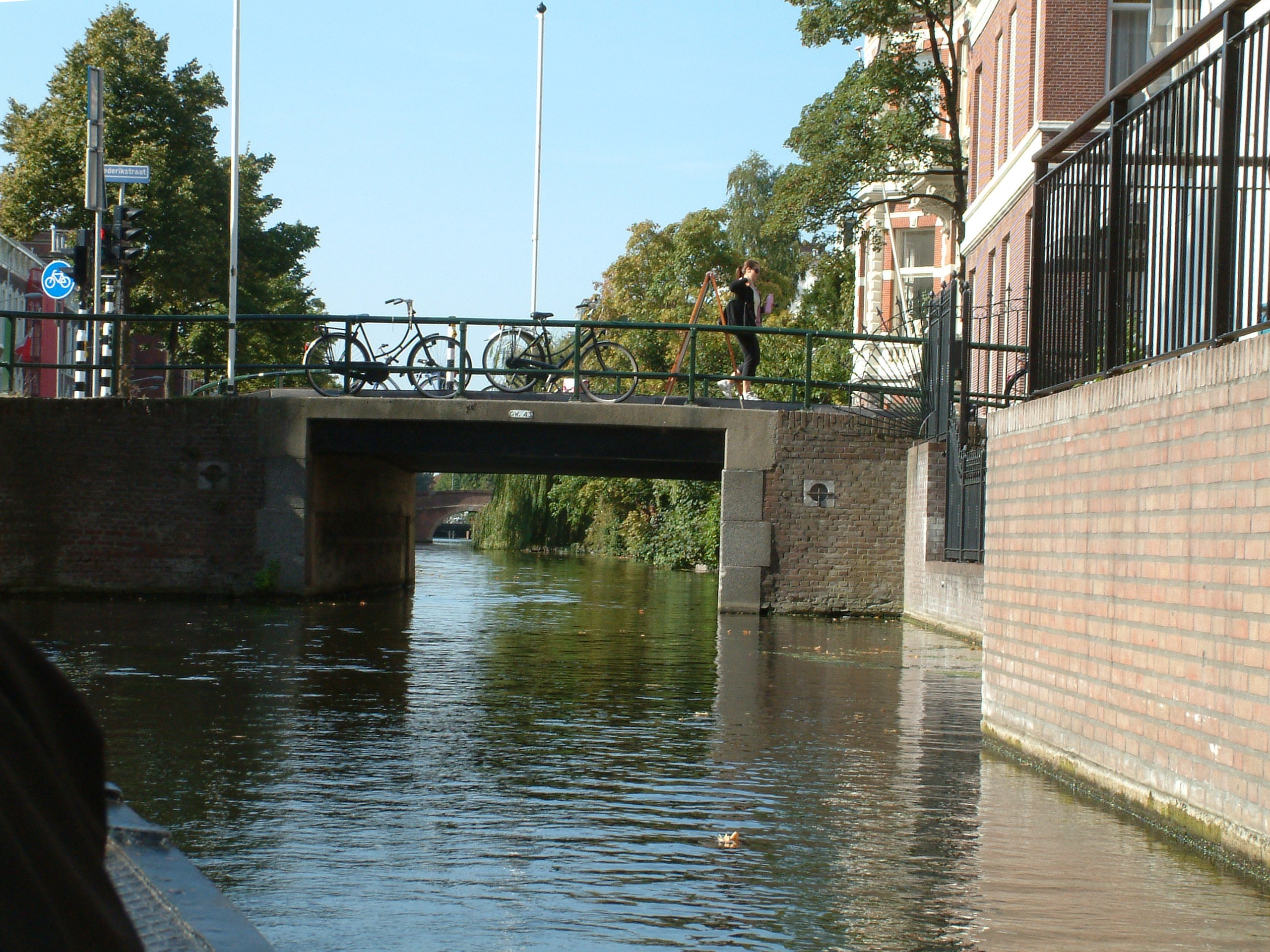

Vaste brug met een wijdte van 4,00 m en een doorvaarthoogte van KP +1,50 m. Tot 1927 reed tramlijn 1 (1e) over deze brug, en ook over de krappe Denneweg en door de Frederikstraat. In 1927 reed lijn 17 (2e) hier in plaats van lijn 1.De kade is vernoemd naar Prins Maurits (1843-1850).

## [GW 44] Mauritsbrug
Locatie 52° 5′ 12″ NB, 4° 18′ 44″ OL

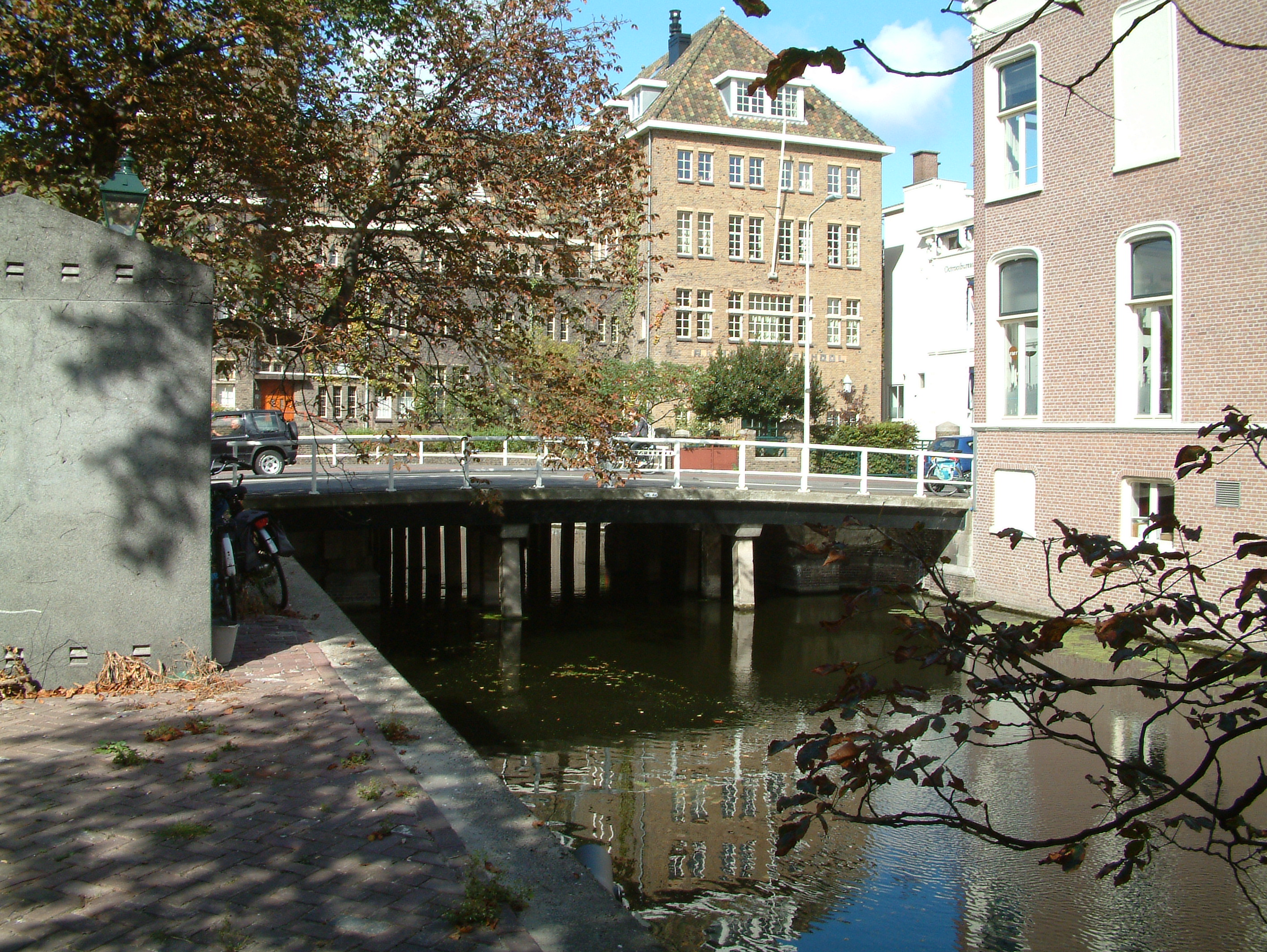
Mauritsbrug

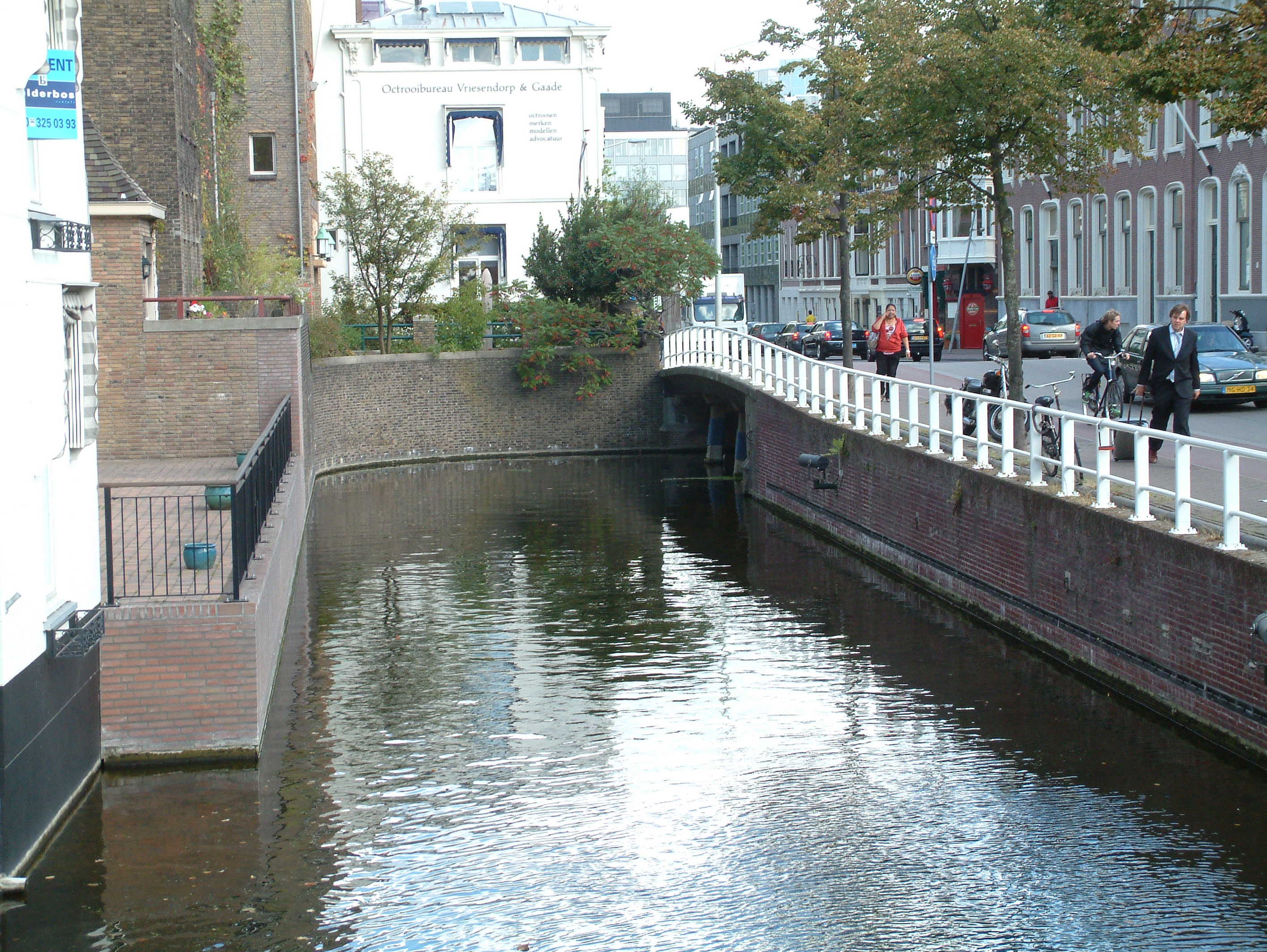

Vaste brug met een wijdte van 4,40 m en een doorvaarthoogte van KP +1,64 m.
In 2014 is de brug aangepast. Hij is niet hoger, maar wel optisch breder geworden (pilaren zijn verwijderd). De brug vormt een wegverbinding van de Mauritskade over de noordzijde van de Hooigracht. Tot 1963 reed tramlijn 5 over deze brug.De brug is vernoemd naar Prins Maurits (1843-1850)

## [GW 45] Hooikadebrug
Locatie 52° 5′ 6″ NB, 4° 18′ 50″ OL

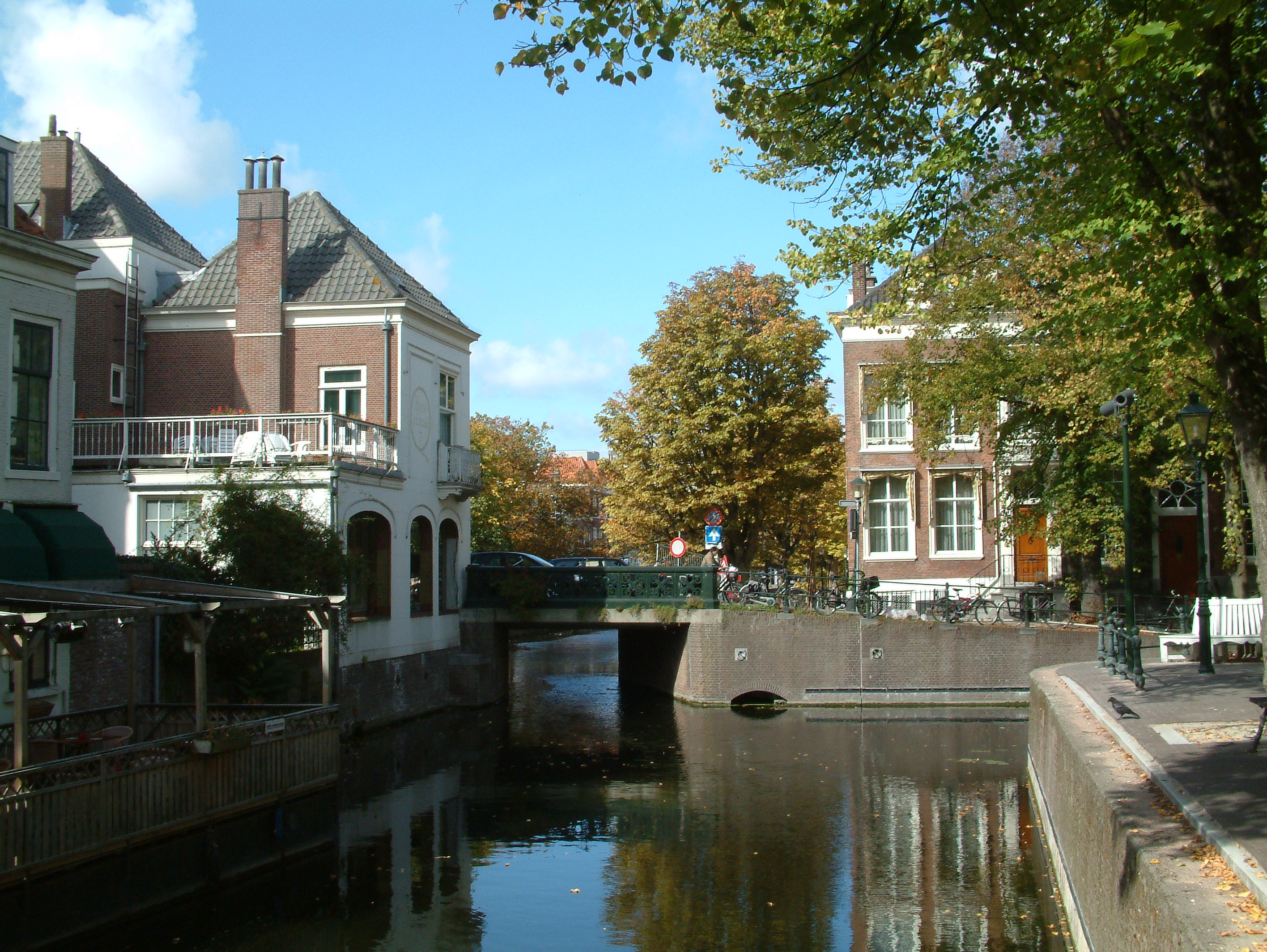
Hooikadebrug

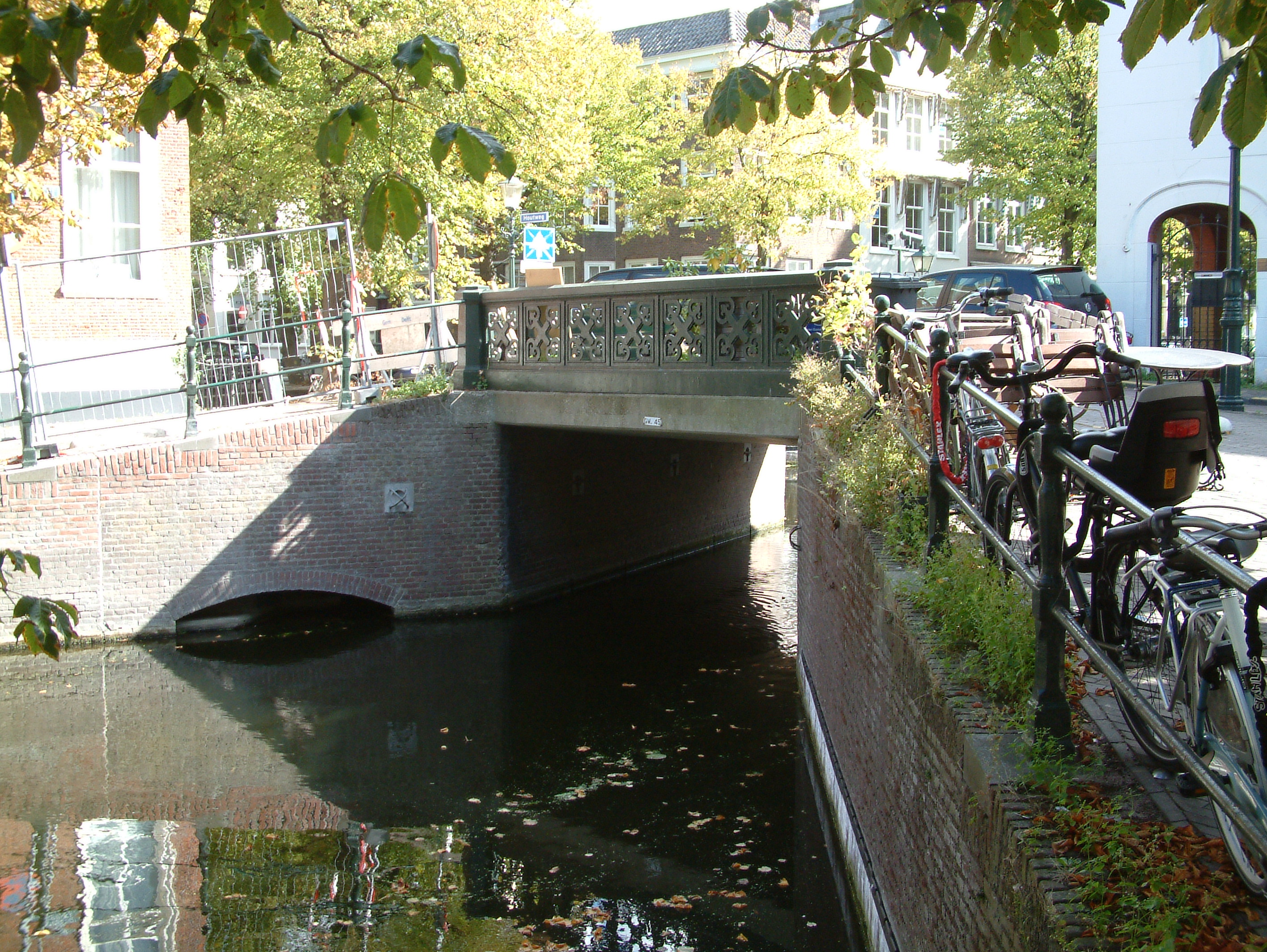

Vaste brug met een wijdte van 4,00 m en een doorvaarthoogte van KP +1,75 m.
Het is een gietijzeren brug uit 1866, ontworpen door de stadsarchitect W.C. van der Waeyen Pieterszen en gebouwd bij de IJzergieterij "De Prins van Oranje" volgens het opschrift aan de onderzijde van een der balustraden. Hij werd in de 20e eeuw verstevigd in verband met het toenemende verkeer. Het wegdek is vernieuwd; de brugleuningen zijn nog authentiek.
Het is rijksmonumentnummer 459719, een rechte brug met twee opengewerkte borstweringen van gietijzer, met elk zeven vierkante panelen met leliemotieven tussen twee veelhoekige hoekpijlers op de gemetselde landhoofden. De draagconstructie bestaat uit ijzeren balken. De brug is van cultuur- en bouwhistorisch belang wegens de betrekkelijk vroege toepassing van gietijzer en karakteristieke detaillering en ook wegens de stedenbouwkundige situering in een nog bestaand harmonisch en historisch stadsbeeld.

## [GW 46] Malibrug
Locatie 52° 5′ 5″ NB, 4° 18′ 52″ OL

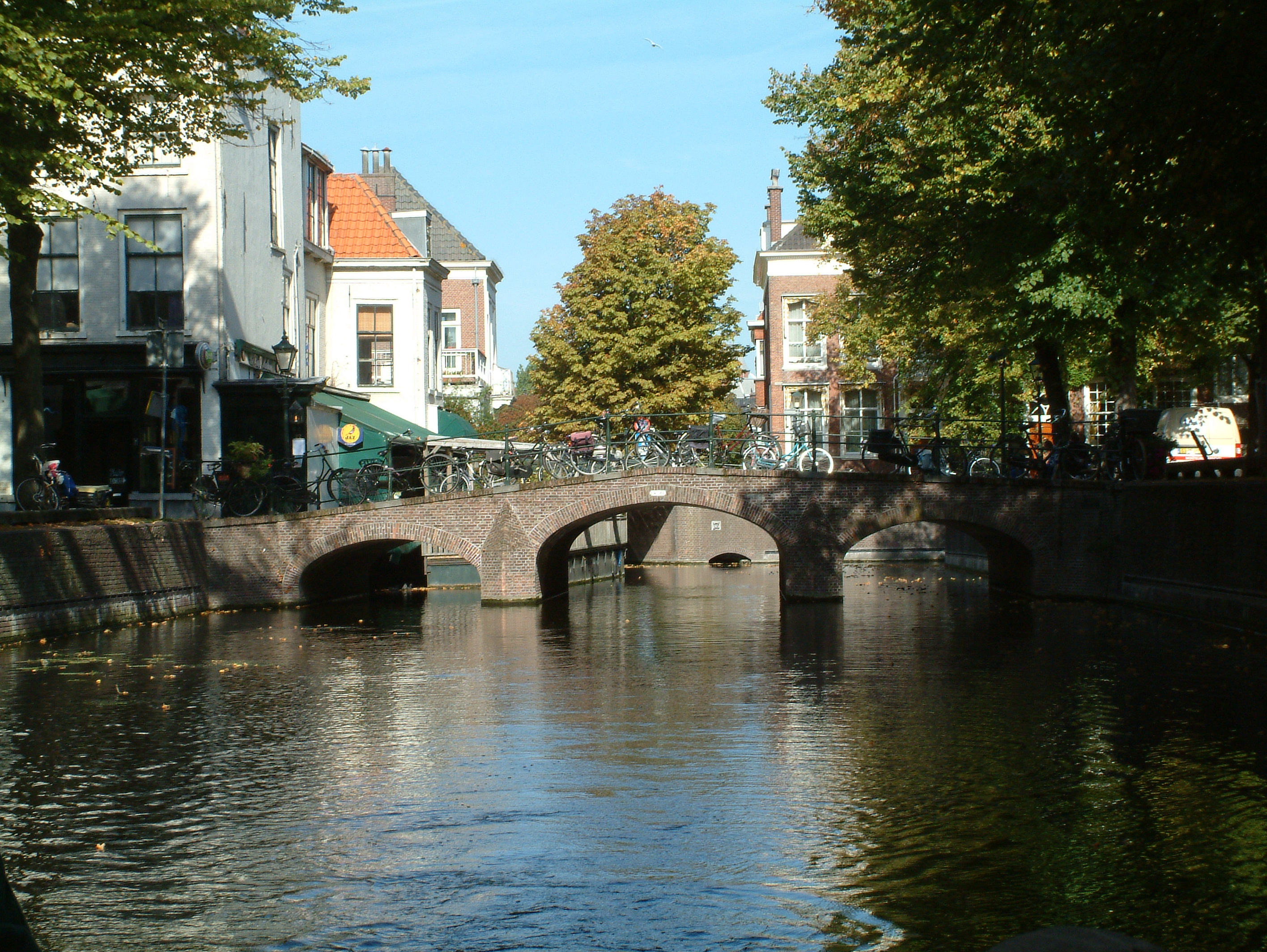
Malibrug op een zomerdag

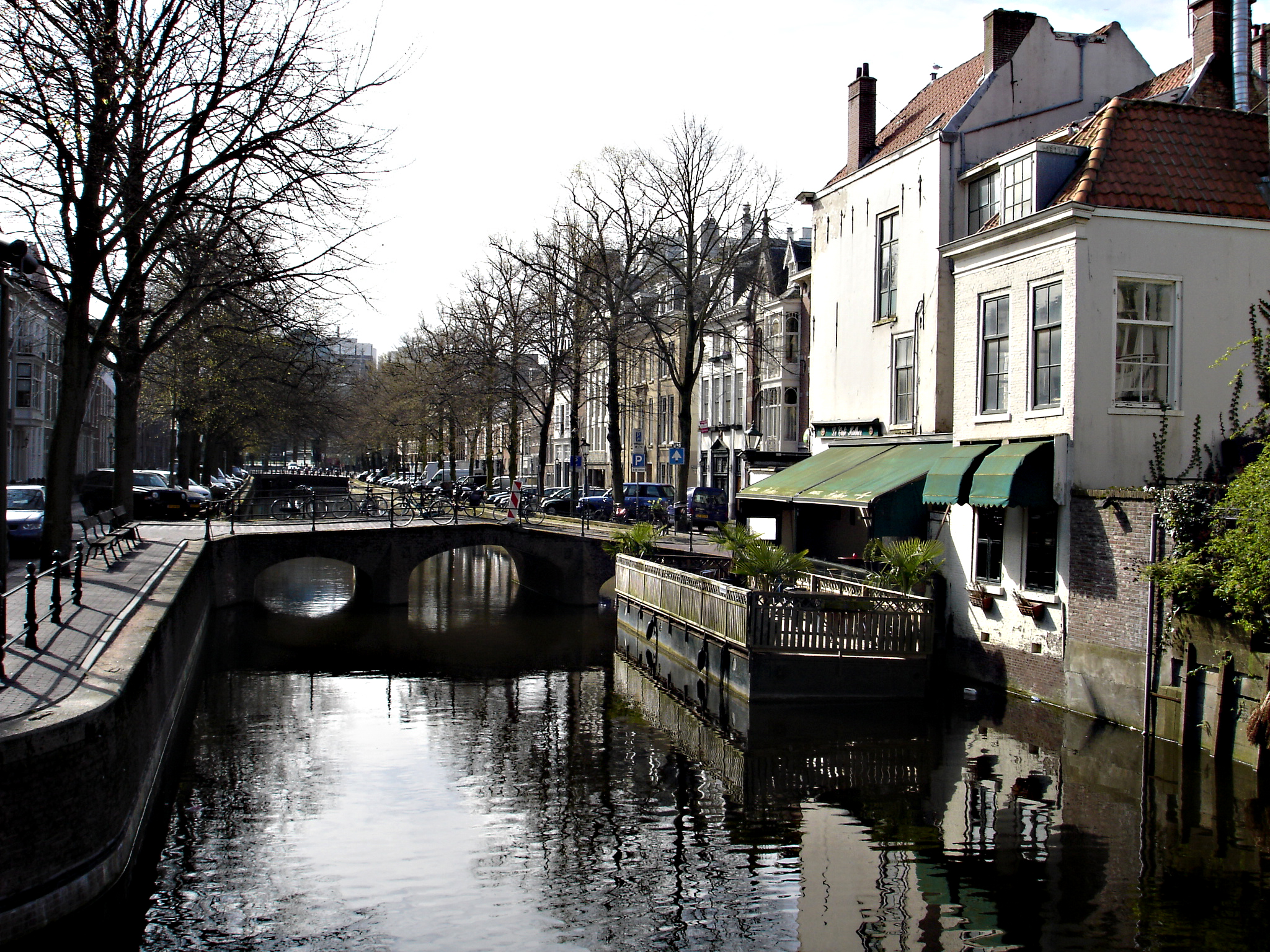
Malibrug op een winterdag

Vaste brug met een wijdte van 4,20 m en een doorvaarthoogte van KP +1,60 m.
De brug op deze plaats dateert van 1704 en is in 1972 vernieuwd. De brug is rijksmonumentnummer 17804, een gemetselde boogbrug van algemeen belang wegens oudheidkundige waarde.

## [GW 47] Gieterijbrug
Locatie 52° 4′ 59″ NB, 4° 18′ 58″ OL

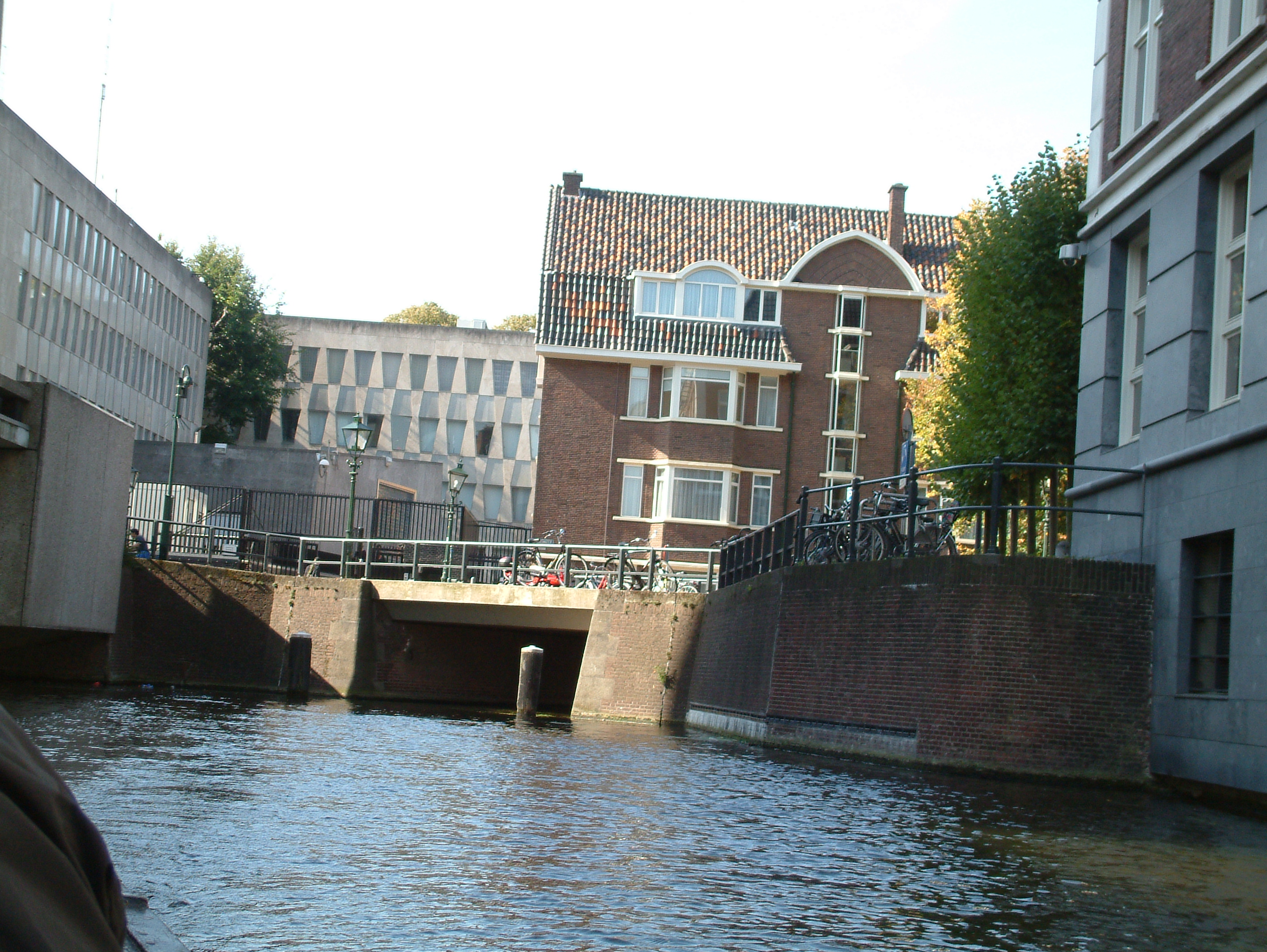
Gieterijbrug

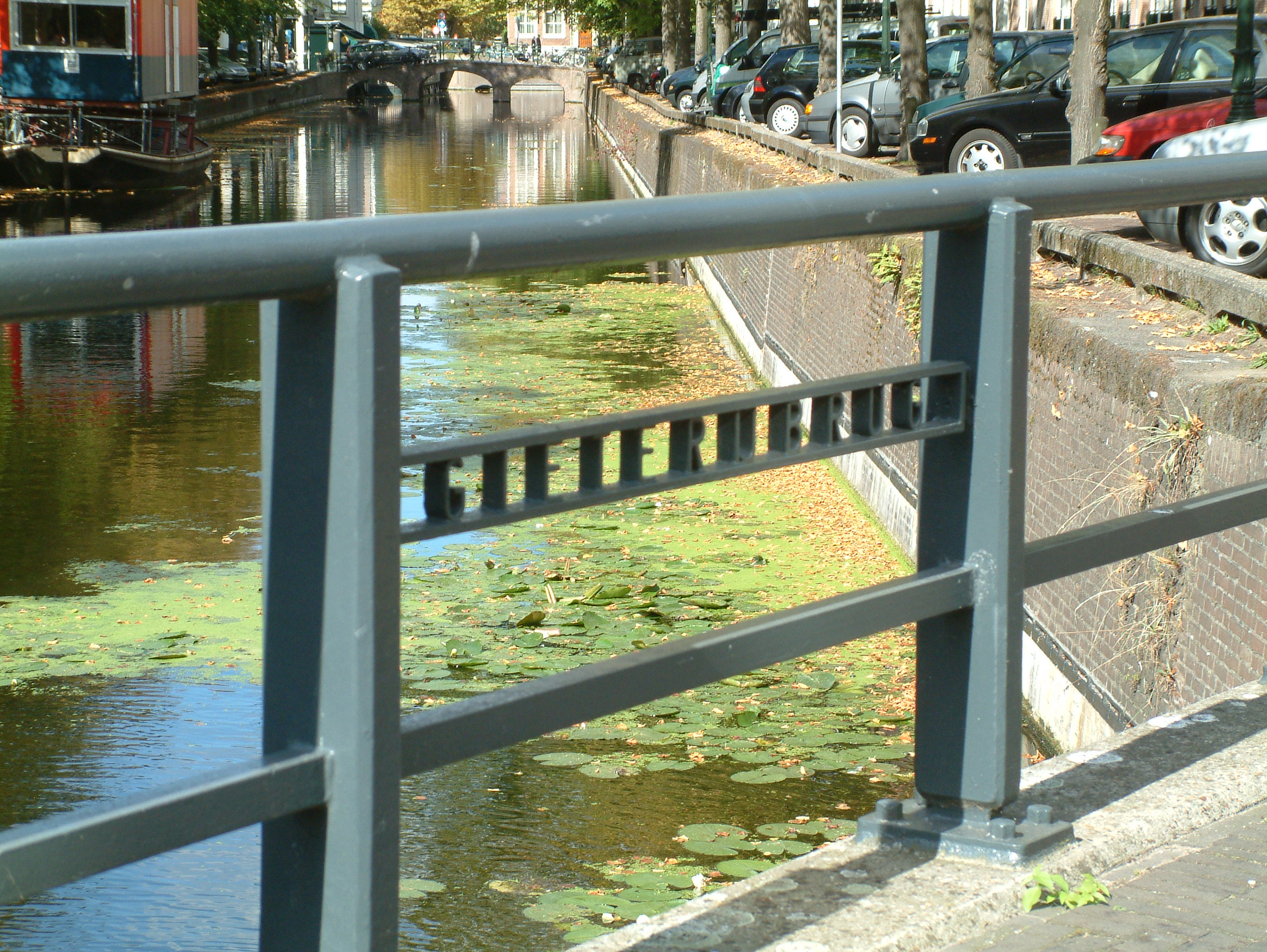

Vaste brug met een wijdte van 5,20 m en een doorvaarthoogte van KP +1,53 m.
Gelegen op de kruising Smidswater/Nieuwe Uitleg bij het Smidsplein. Tot 1936 reed tramlijn 9 in één richting over deze brug, en door de krappe Kanonstraat. De paardentram deed dat al vanaf 1864. Tussen 1890 & 1904 reden er accutrams.

## [GW 48] Spui/Zieken
Locatie 52° 4′ 30″ NB, 4° 19′ 12″ OL

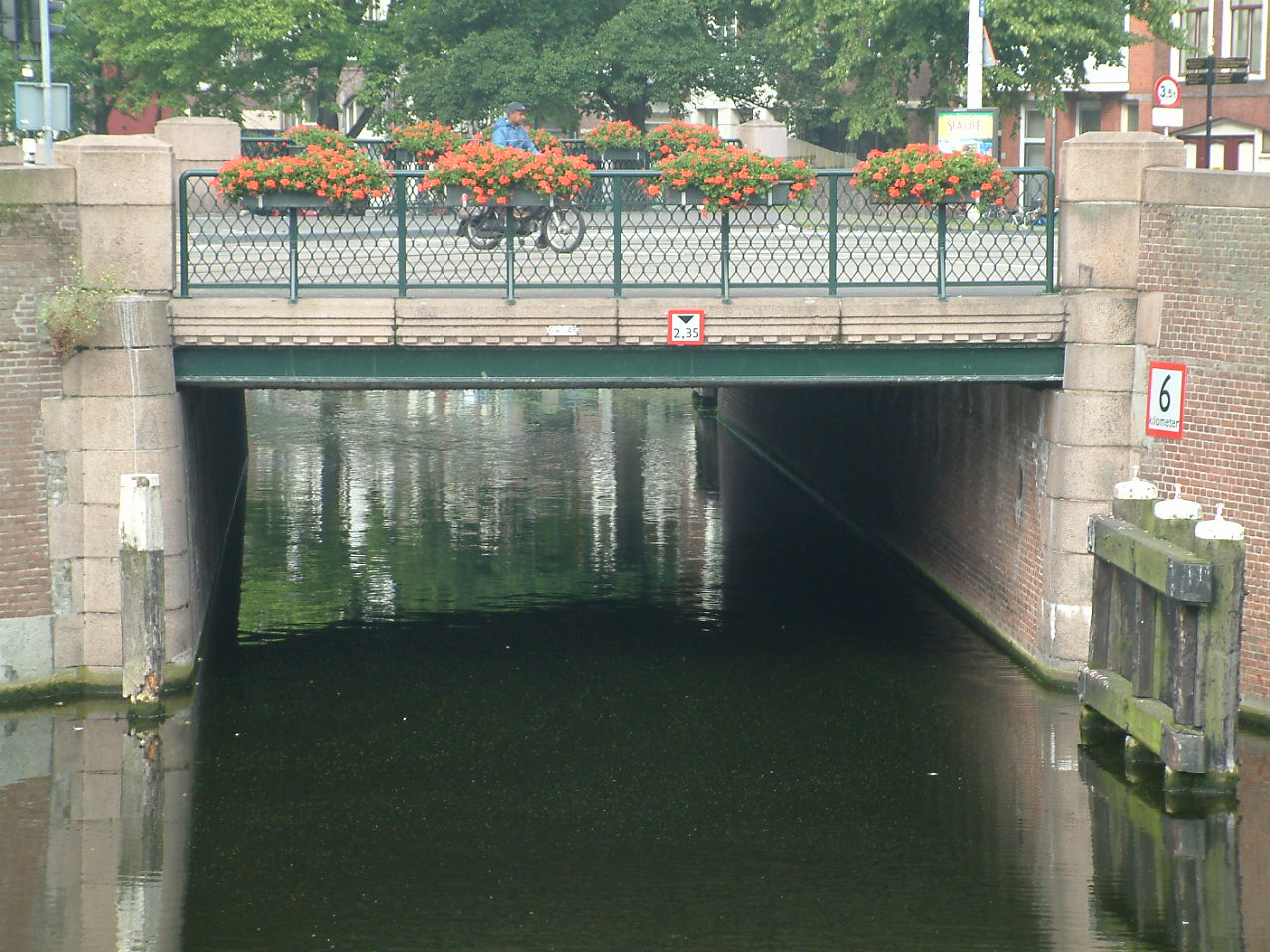
Spuibrug

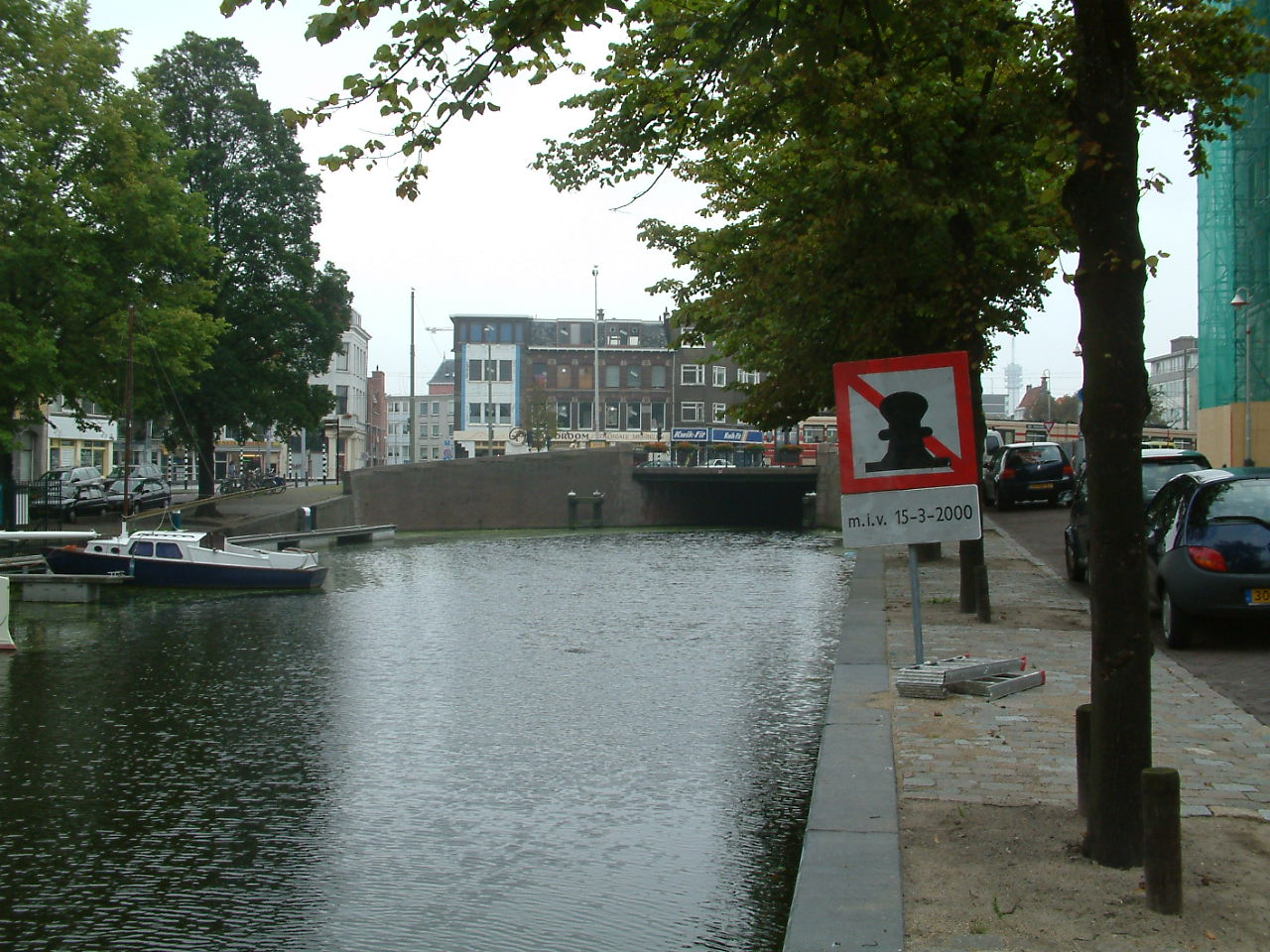

Vaste brug met een wijdte van 7,00 m en een doorvaarthoogte van KP +2,28 m.
De brug is in 2015/2016 afgebroken en opnieuw aangelegd. De doorvaarthoogte is gelijk gebleven, de wijdte is thans circa 8 meter. Sinds 1926 rijden er vele tramlijnen over deze brug.

## [GW 49] Uilebomen/Boomsluiterskade/Pletterijkade
Locatie 52° 4′ 30″ NB, 4° 19′ 15″ OL

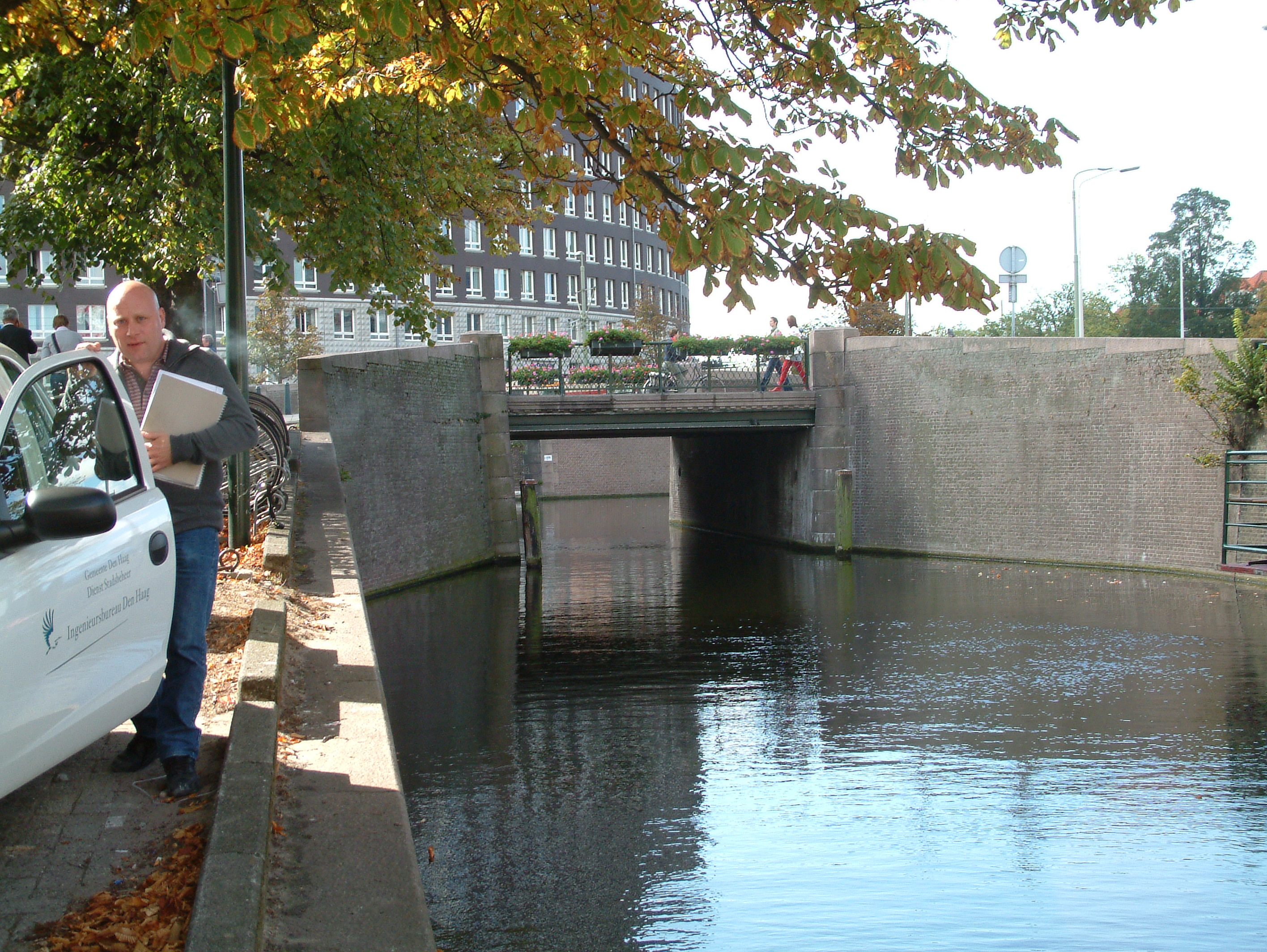

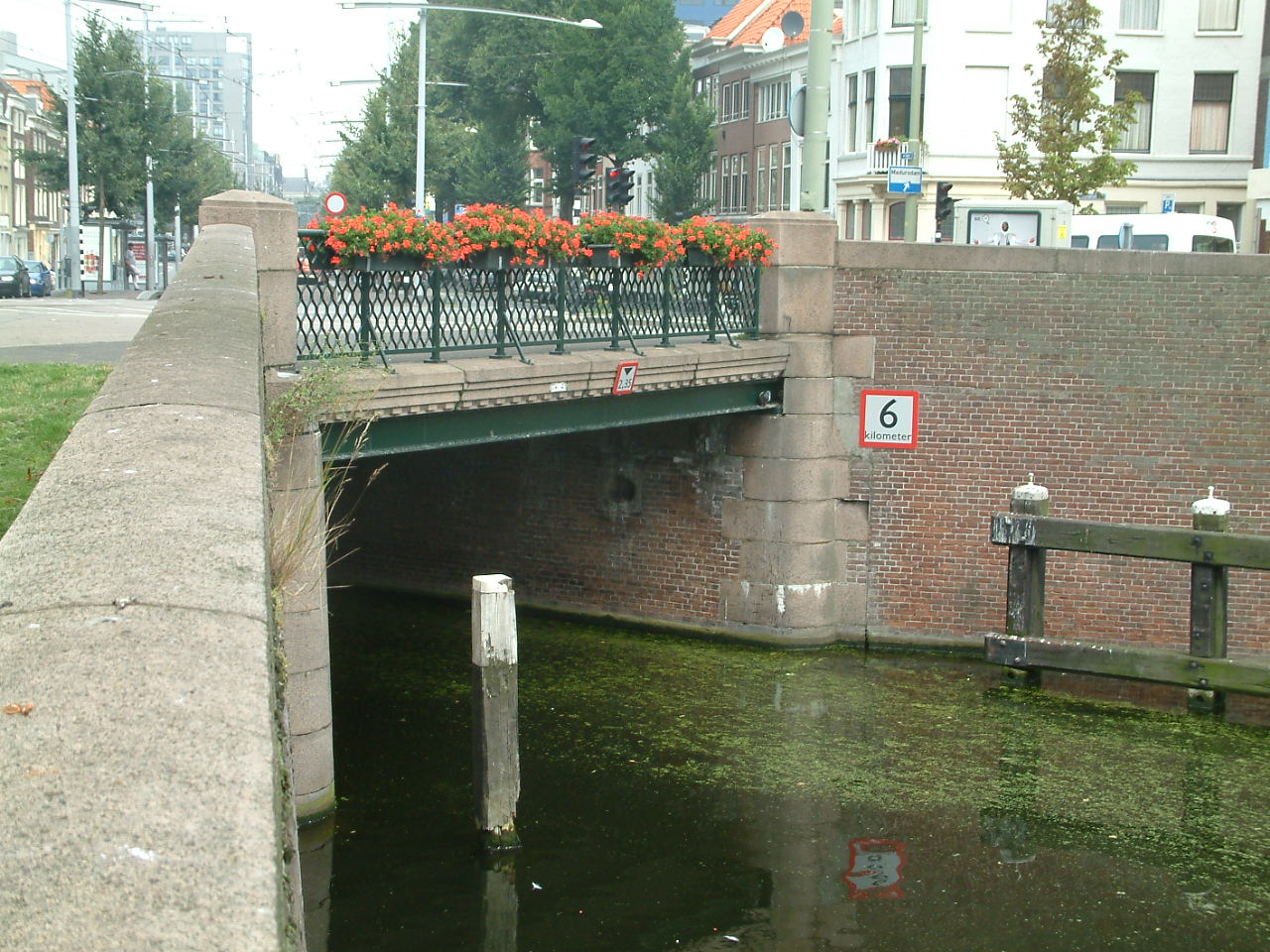

Vaste brug met een wijdte van 6,00 m en een doorvaarthoogte van KP +2,44 m.
Gelegen op de kruising van Uilebomen/Pletterijkade. De rechterfoto toont echter de brug tussen Bierkade/Groenewegje en Zieken (GW 48). De Uilebomen en Pletterijkade liggen rechts buiten die foto. Rechtuit ligt tramhalte Bierkade. Links naast de muur is de trambaan op het Zieken. Sinds 1926 is dit de route voor alle tramlijnen tussen Station HS/Rijswijkse plein en het Spui.

## [GW 50] Rijswijkseplein
Locatie 52° 4′ 22″ NB, 4° 19′ 28″ OL

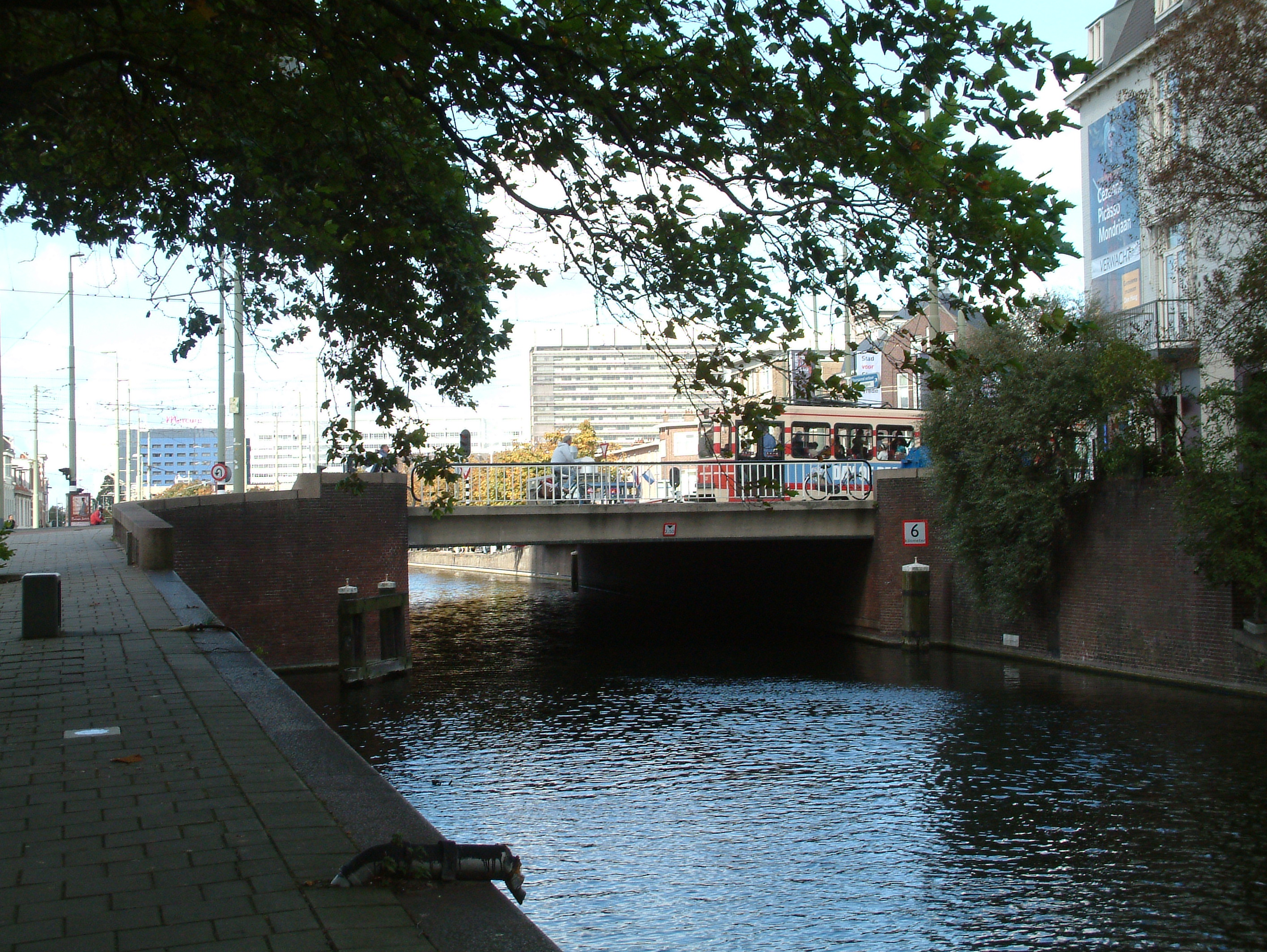
Rijswijkseplein

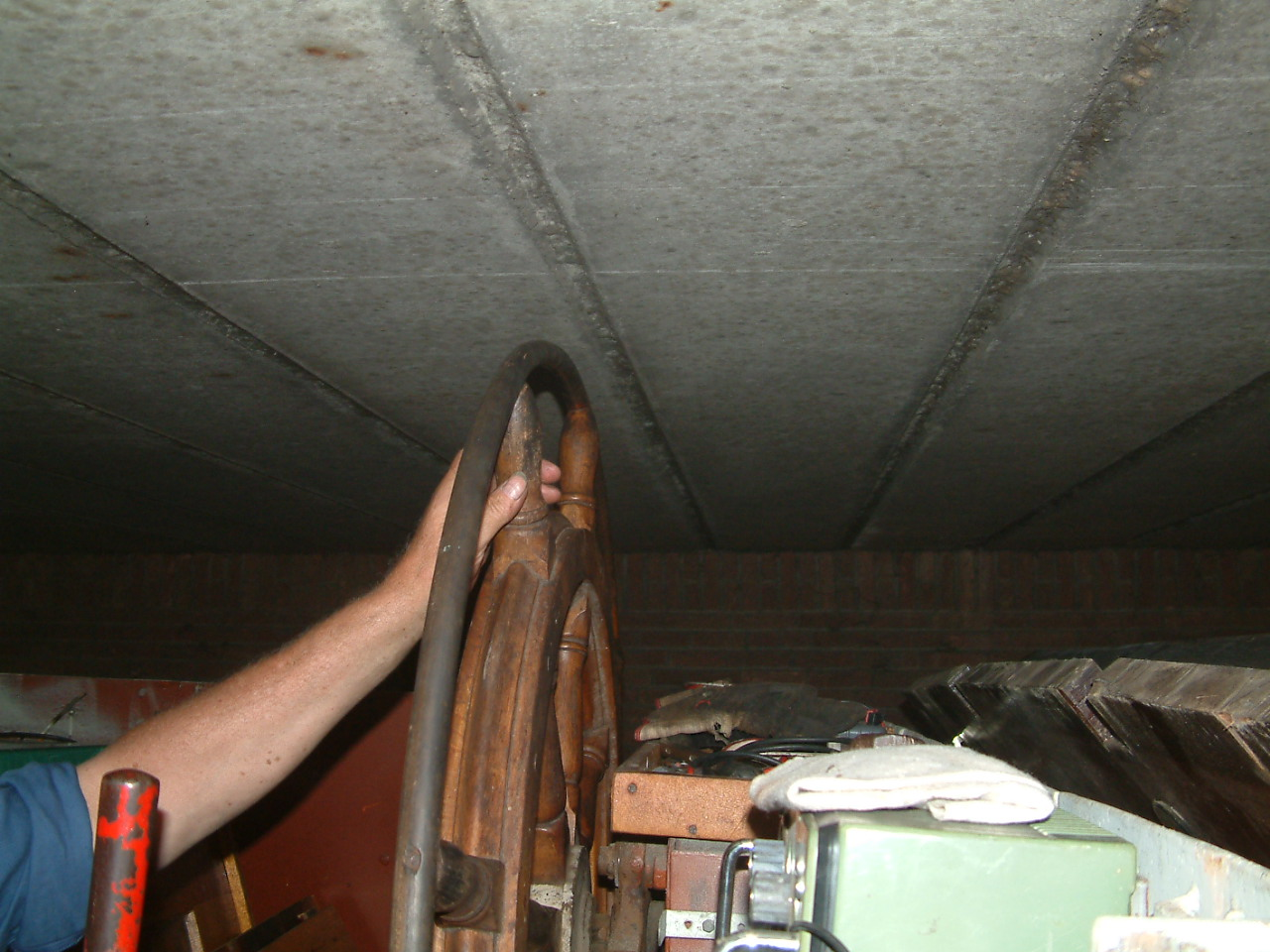
Onderkant Rijswijkseplein

De brug onder het Rijswijkseplein is een vaste brug met een wijdte van 10,85 m en een doorvaarthoogte van KP +2,50 m. De brug heeft een breedte van ruim 40 meter. Deze brug werd van 1922 tot 2003 door tramlijn 12 bereden, en sindsdien door lijn 17 (5e).

## [GW 55] Laakbrug - Rijswijkseweg/Neherkade
Locatie 52° 4′ 3″ NB, 4° 19′ 42″ OL

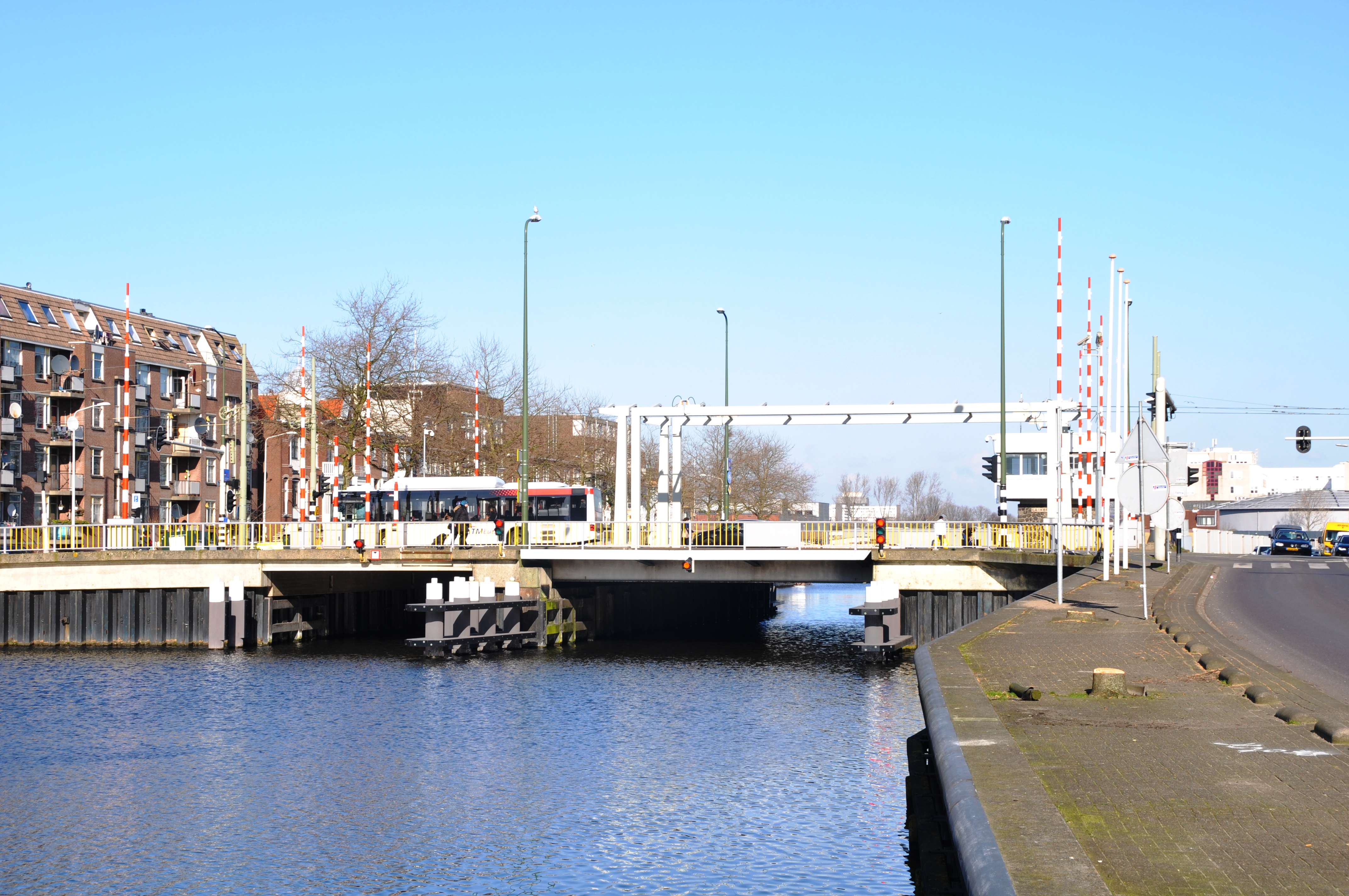
Laakbrug

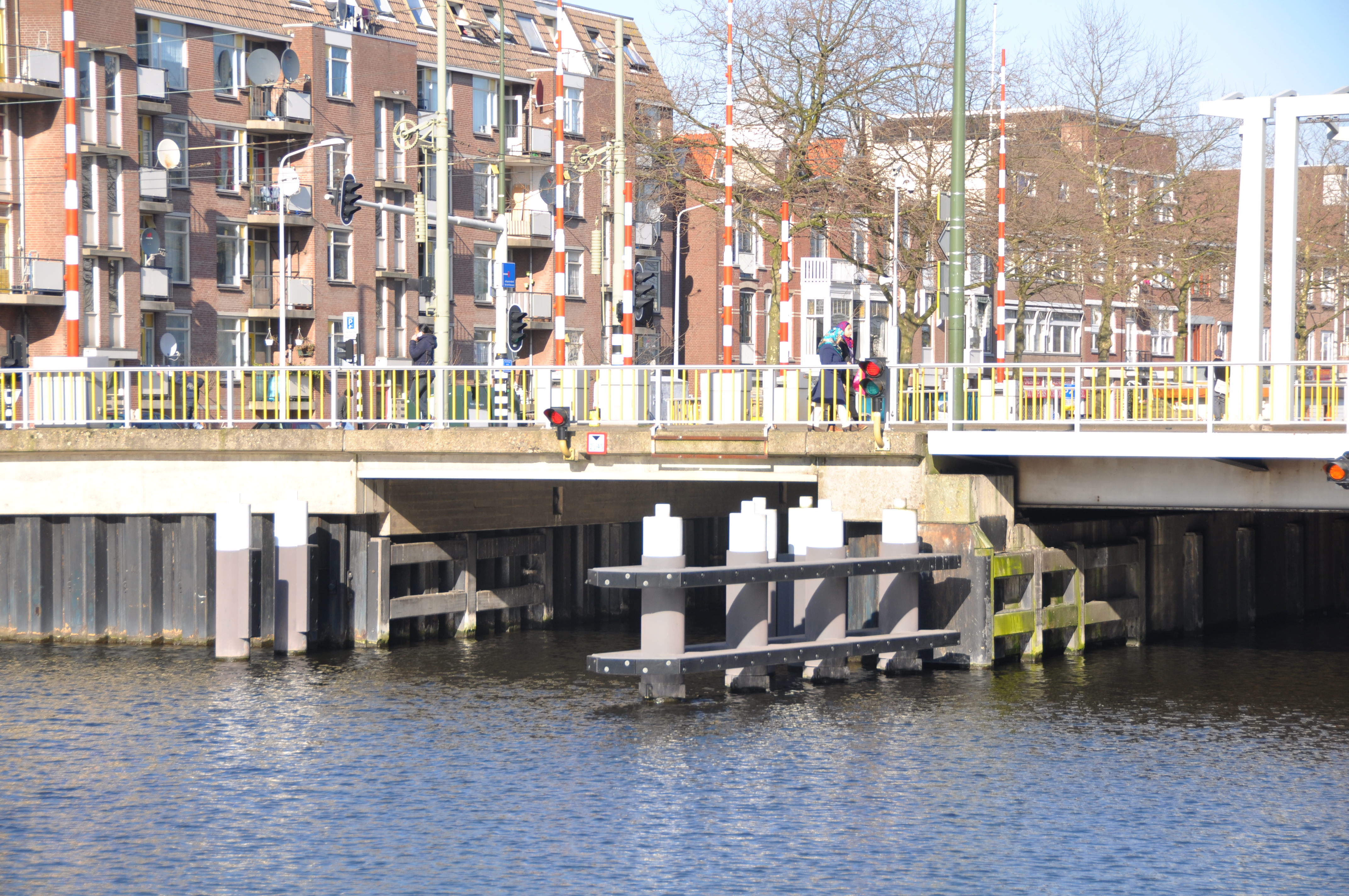

De Laakbrug maakt deel uit van de Rijswijkseweg bij de Neherkade. De Laakbrug is een basculebrug uit 1968-1970 met een wijdte van 10,50 m en een hoogte in gesloten stand van KP +1,80 m. Deze brug wordt gebruikt door tramlijn 15. De eerste brug kwam hier in 1900 en werd in 1923 vernieuwd. De huidige brug rust op 82 palen en er werd 1700 M3 beton gebruikt.
De eerste tramlijn over de oudste brug hier was de al sinds 1887 bestaande stoomtram naar Delft. (sinds 1866 reed de paardentram deze route) In 1923 werd de stoomtram vervangen door de elektrische lijn I - 1. (de Gele Tram) In 1966 werd dat lijn 1. Verder hebben onder andere lijn I - 3, 10 (3e), 12 (in plaats van 16), 15 (6e), 16 en 17 (5e) over deze brug gereden.

## [GW 56] Leeghwaterbrug - Leeghwaterplein
Locatie 52° 3′ 55″ NB, 4° 19′ 22″ OL

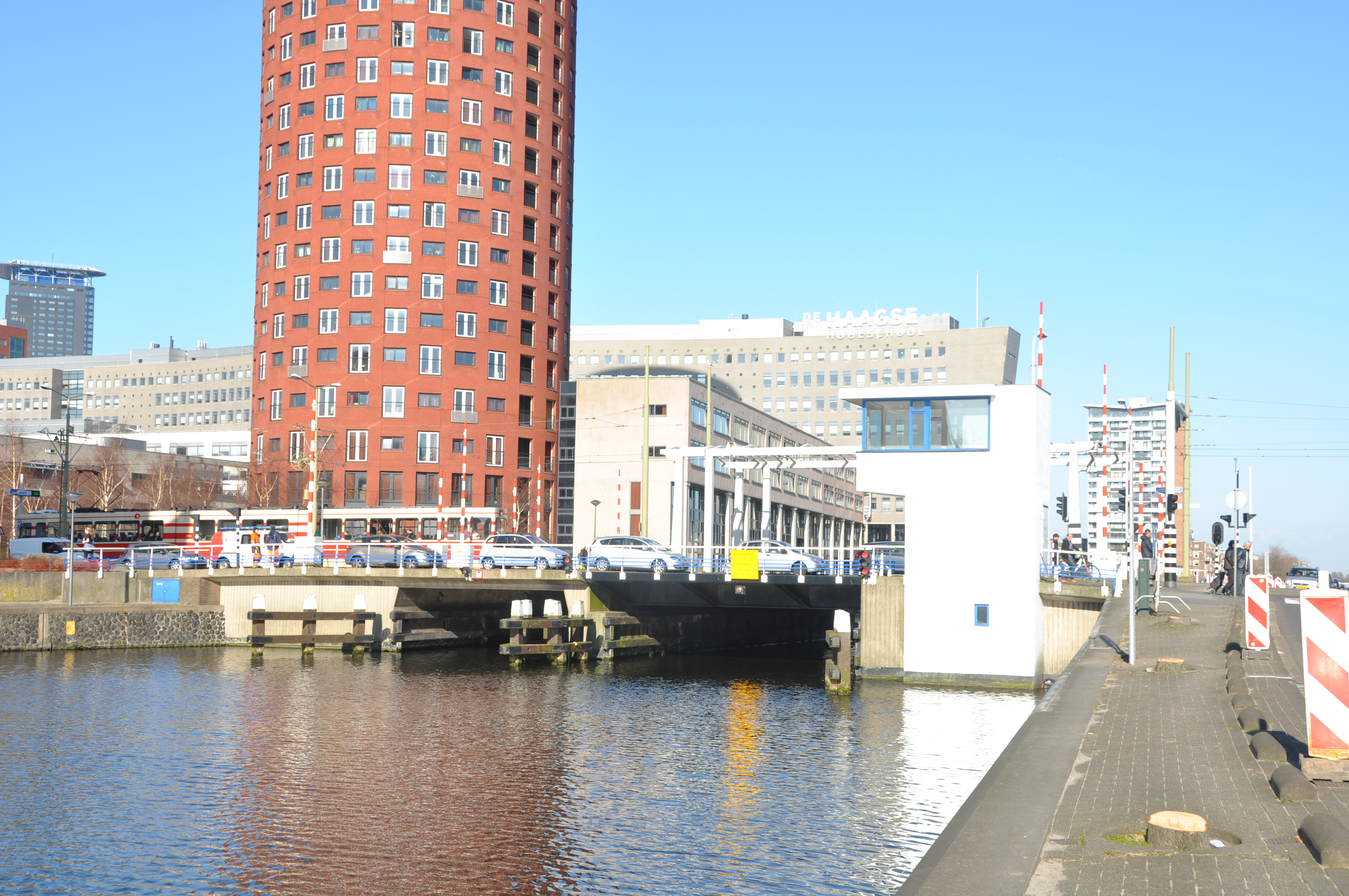
Leeghwaterbrug

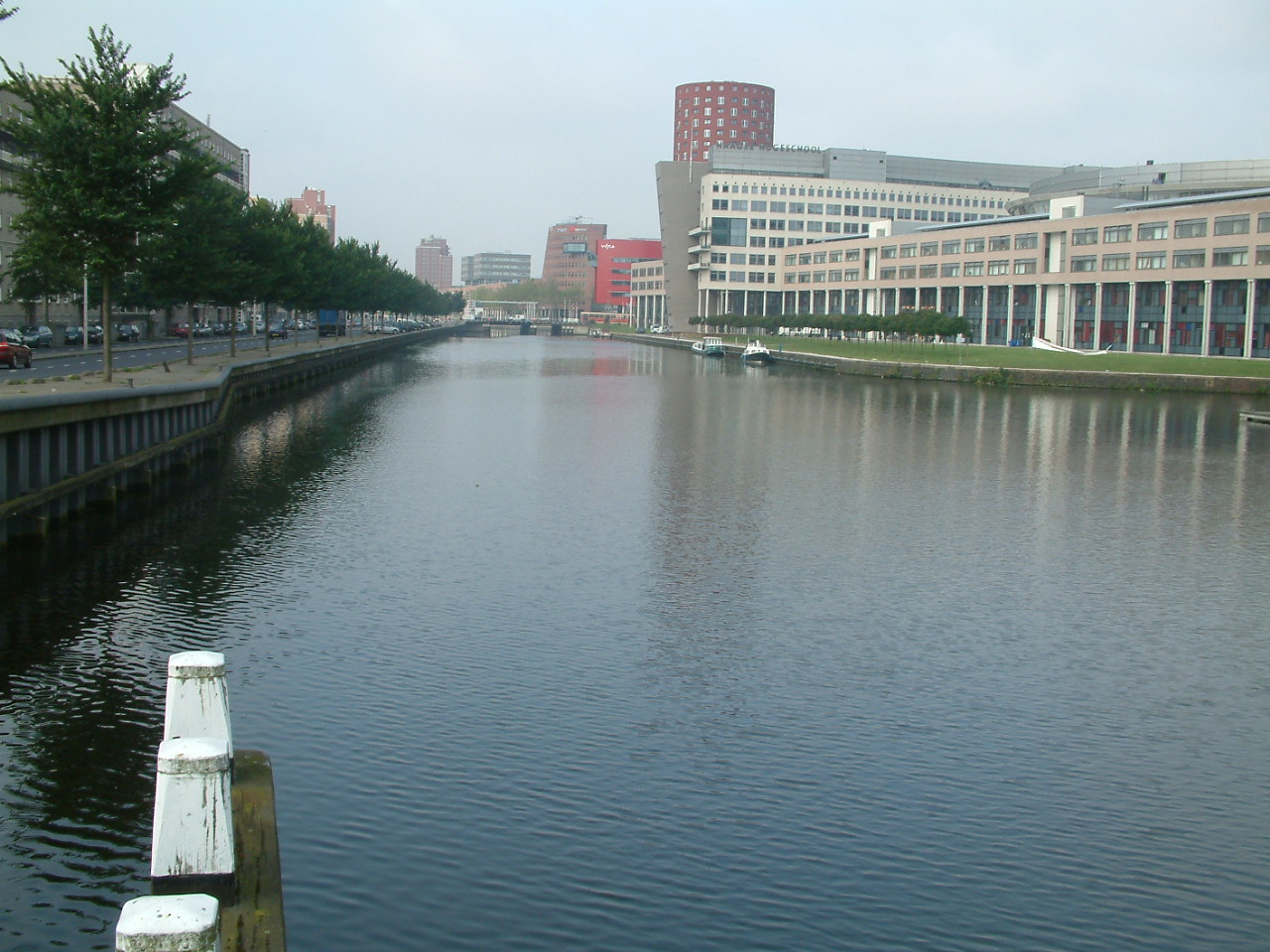

Basculebrug met een wijdte van 10,50 m en een hoogte in gesloten stand van KP +1,95 m. In gebruik voor tramlijn 1, 16 en 17. De huidige brug werd gebouwd in 1964-68 ter vervanging van de smalle en te zwakke brug uit 1922. De eerste brug hier was uit 1908. Tot 1956 was de naam Slachthuisbrug. Vanaf 1914 kwam de eerste tram over de brug; de eerste lijn 2 reed tot in de Slachthuisstraat. In 1916 volgde terugtrekking tot Leeghwaterplein vanwege de vele brug openingen. In januari 1922 werd lijn 2 verlengd over Slachthuiskade (nu Neherkade) en door Stieltjesstraat naar Hildebrandplein. Maar tot november 1922 werd de brug niet bereden omdat die nog niet klaar was. Daarom reed lijn 2 die periode in 2 delen. In 1937 werd lijn 2 opgeheven en werd de brug tramloos. Maar in 1944 ging lijn 4 door de Laakhaven en over de brug rijden; de rails lag er nog. In 1947 komt lijn 4A er bij. In 1959 werden lijn 4 & 4A vervangen door lijn 16 & 17 (3e). Tussen 1964 & 1968 werd de brug vernieuwd en reden de trams om via de Laakbrug. In 1965 verdwijnt tram 17. In 1970 ging lijn 16 definitief via de Laakbrug rijden, en kwam er geen OV meer in een groot deel van de Laakhaven. De rails verdwijnt, behalve op de brug. Ze zouden nooit meer dienst doen. In 1996 werd de brug opnieuw voor trams in gebruik genomen, maar wel met nieuwe rails. Sindsdien rijd lijn 16 weer daar. In 1999 kwam lijn 17 (5e) er bij, in 2001 lijn 1 (3e) en in 2003 kwam lijn 15 (6e). Tussen 1968-1970, 1996-2002 en van 2004-2011 reed ook lijn 10 (3e) over deze brug.

## [GW 57] Calandbrug - Calandplein
Locatie 52° 3′ 41″ NB, 4° 18′ 57″ OL

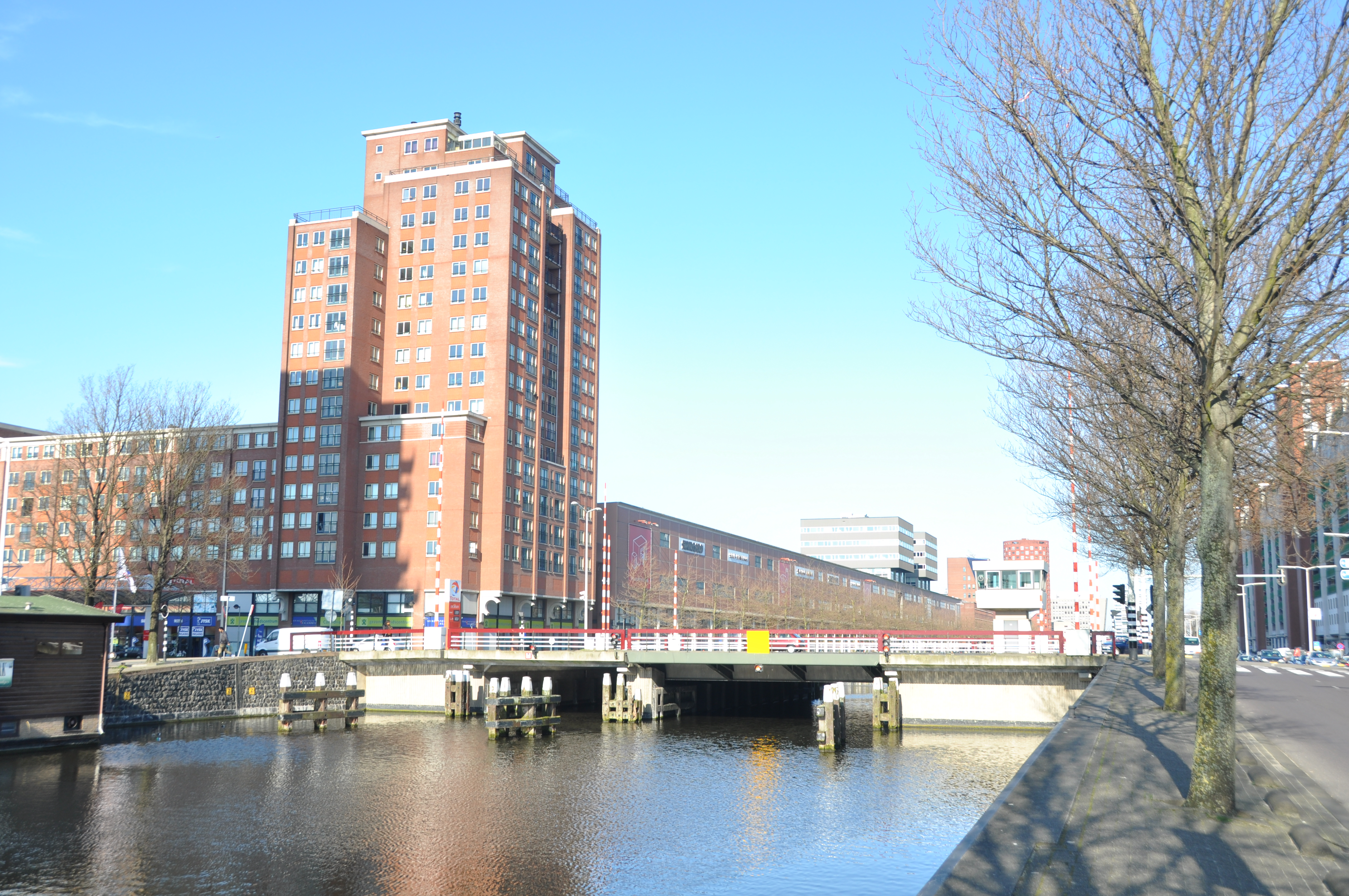
Calandbrug

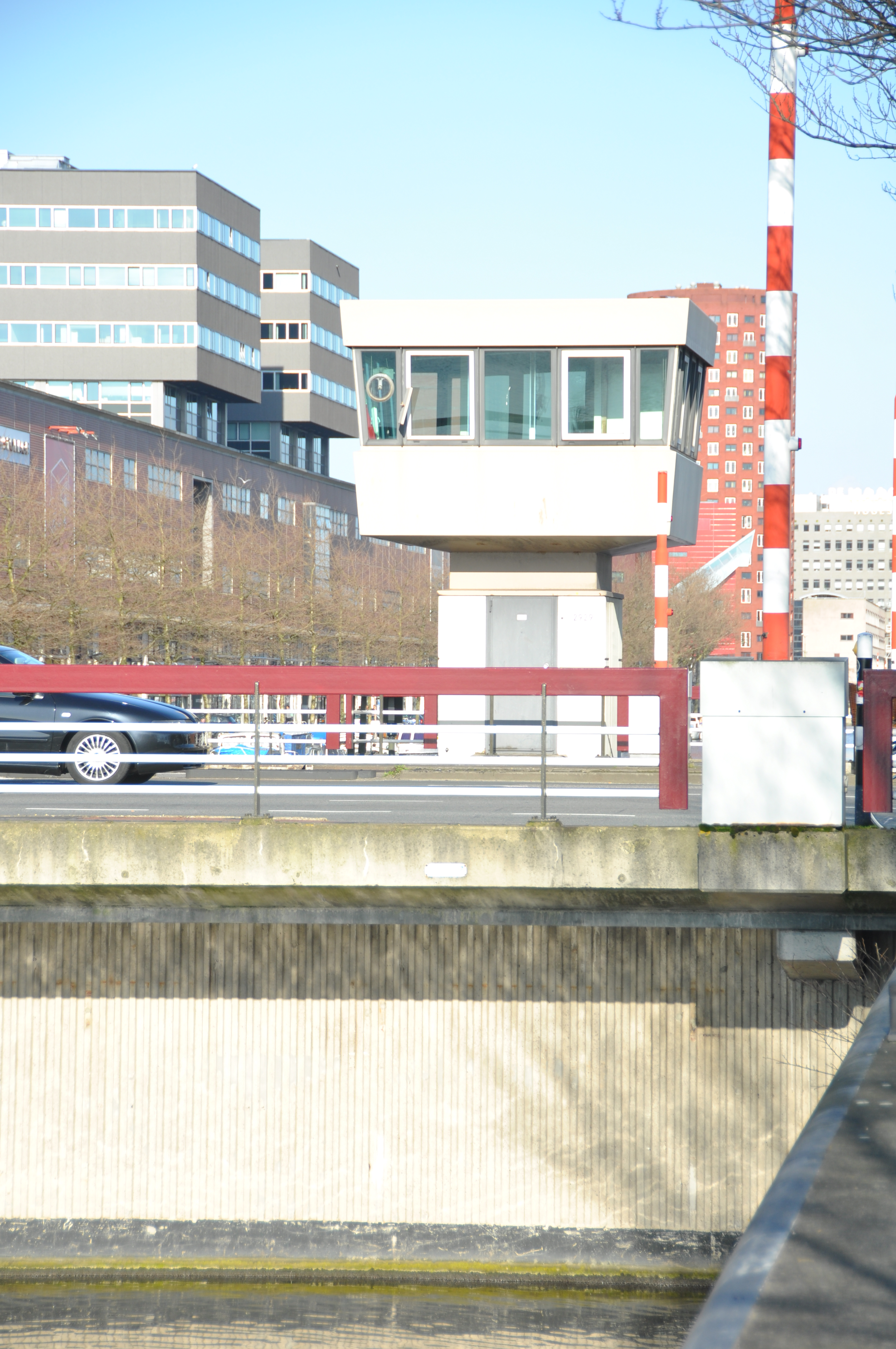

Basculebrug met een wijdte van 8,50 m en een hoogte in gesloten stand van KP +1,80 m. 
De huidige brug werd gebouwd in 1973, omdat de oude uit 1908 te smal en te wrak was geworden.  
In het tramplan 1927 stond zomerlijn 19, die vanuit Spoorwijk via de Calandbrug, Van der Vennestraat, Beeklaan, 2e Sweelinckstraat en Willem de Zwijgerlaan naar de Kranenburgweg zou rijden. Maar de aanleg werd nooit voltooid. Wegens de economische crisis kwam deze lijn er niet.

## [GW 58] Nieuwe Havenbrug
Locatie 52° 4′ 34″ NB, 4° 19′ 21″ OL

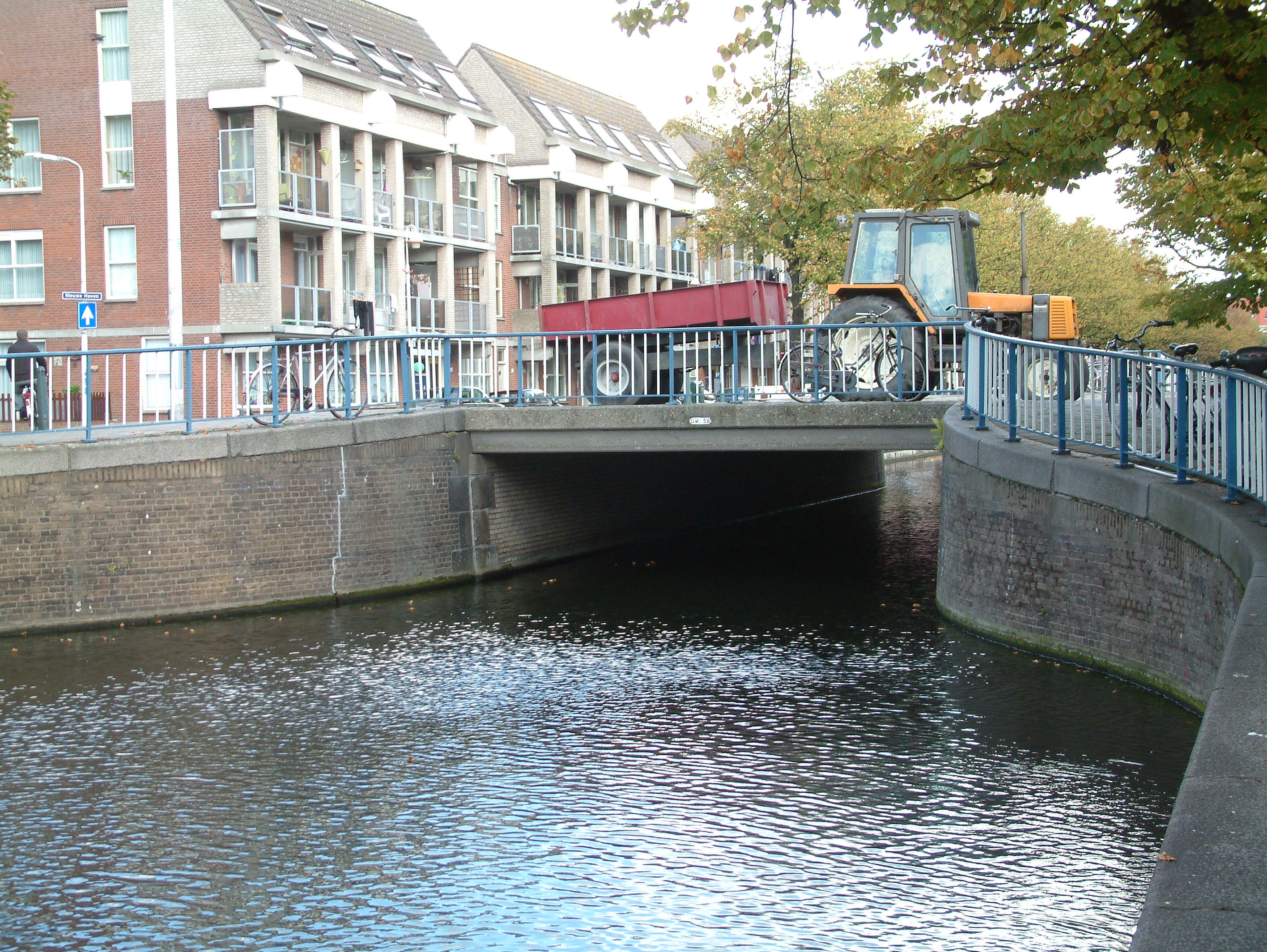
Nieuwe Havenbrug

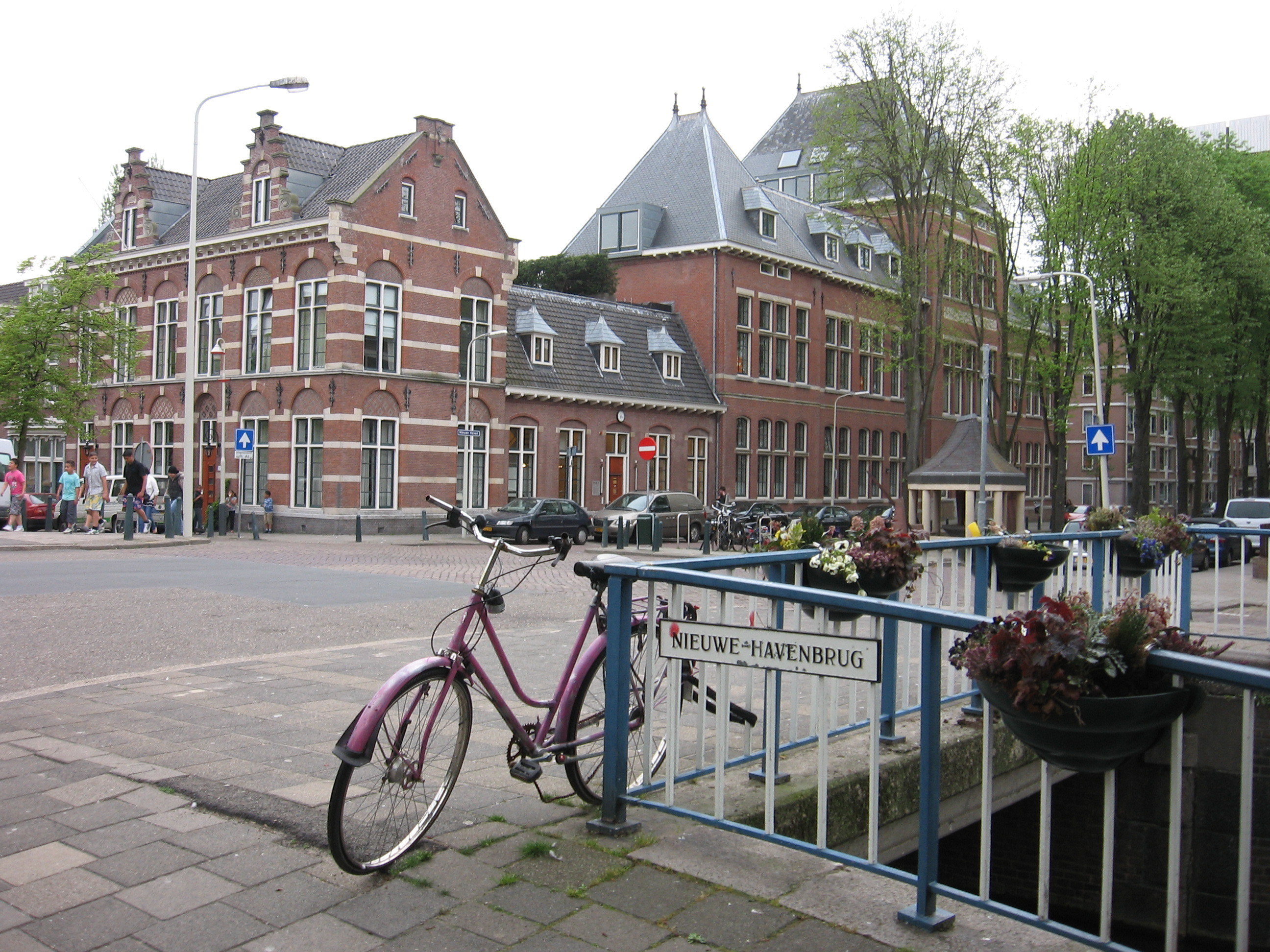

Vaste brug (op de kruising Uilebomen/Nieuwe Haven/Pletterijstraat) met een wijdte van 6,00 m en een doorvaarthoogte van KP +1,40 m.
De Nieuwe Havenbrug was tot de jaren zeventig een ophaalbrug, maar is toen afgebroken en vervangen door een vaste brug.

## [GW 59] Boomsluiterskade
Locatie 52° 4′ 42″ NB, 4° 19′ 27″ OL

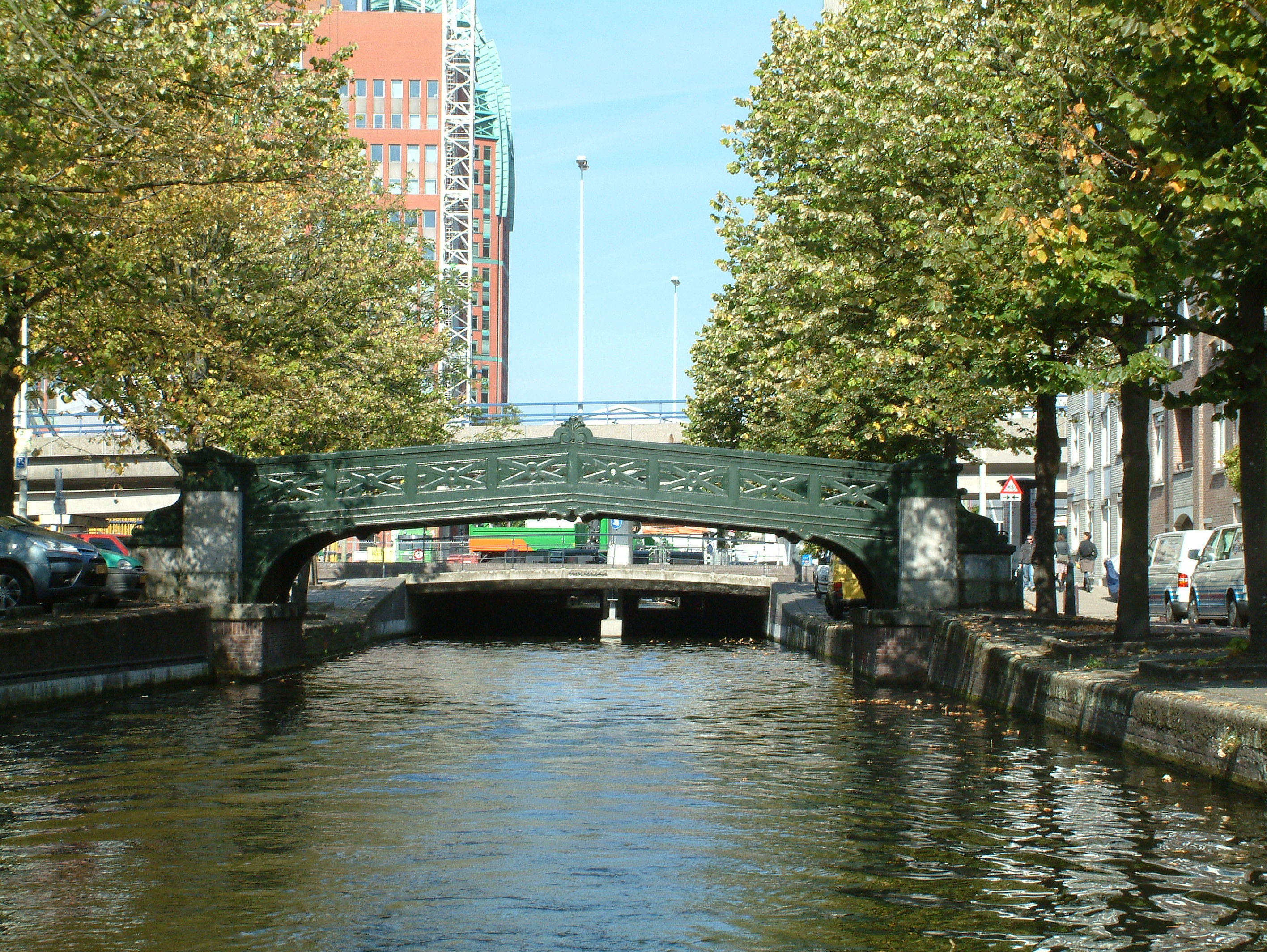
Boomsluiterskade of Trapjesbrug

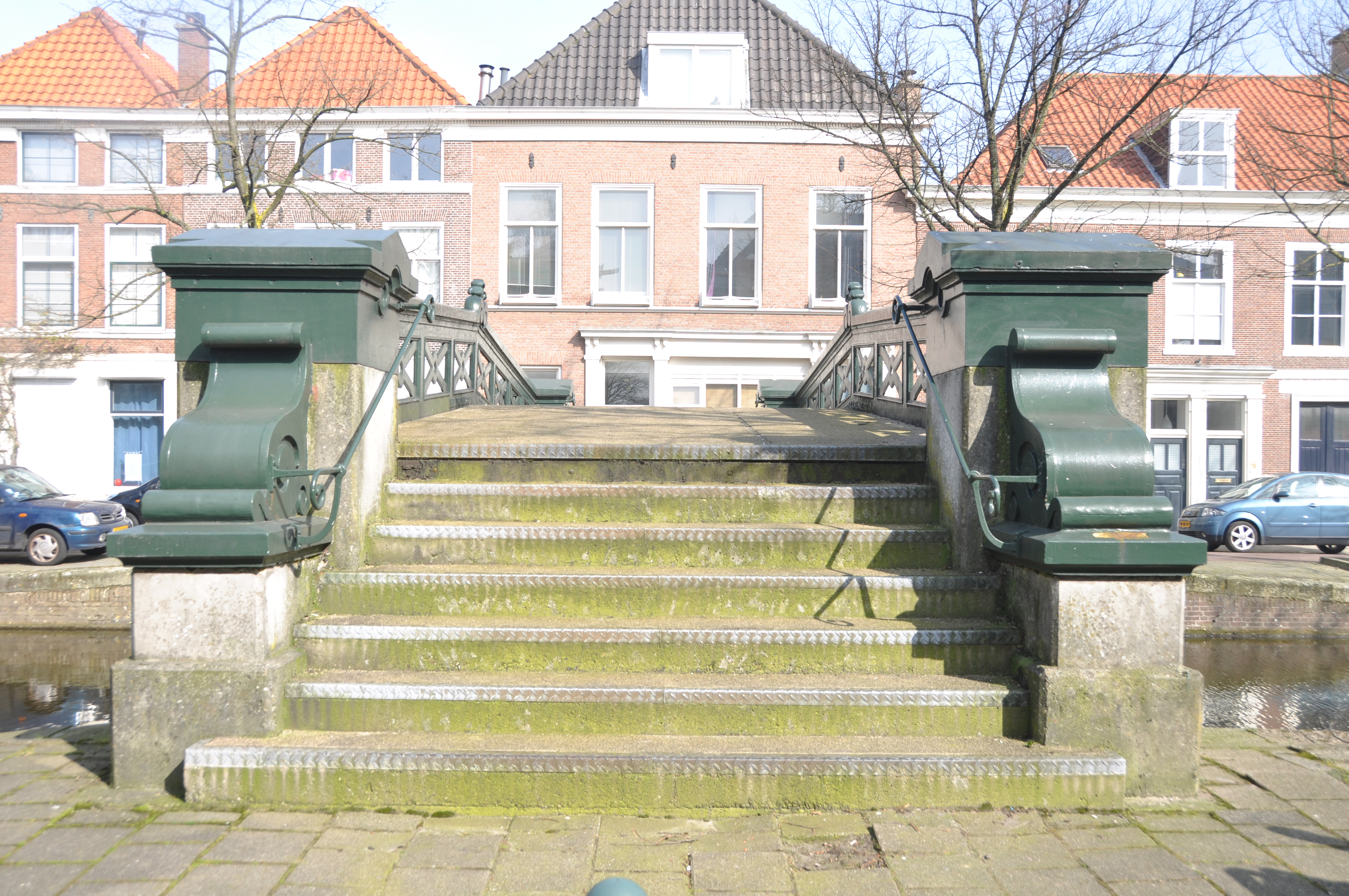

Vaste brug met een wijdte van 2,80 m en een doorvaarthoogte van KP +2,38 m.
De brug is in 1861 gebouwd door de Haagse Firma L.J. Enthoven (& Cie), voorheen E.B.L. Maritz en Comp. Koper- en later Metaalpletterij, later N.V. en staat ook bekend onder de naam Trapjesbrug.
De brug heeft Rijksmonumentnummer 459779 en is een voetgangersbrug over de Oostsingelgracht tussen Uilebomen en Boomsluiterskade. Het is een tussen gemetselde bruggehoofden geconstrueerde gietijzeren brug met borstweringen, waarvan de open panelen kruisvormige vullingen bezitten. Tegen de vier gecementeerde bakstenen hoekpijlers zijn gietijzeren voluutversieringen aangebracht. Gemetselde trappen met ijzeren stootbanden. De brug is van cultuurhistorisch belang wegens de betrekkelijk vroege toepassing van gietijzer en karakteristieke detaillering. Tevens van belang wegens de stedenbouwkundige situering in een nog bestaand harmonisch en historisch stadsbeeld.

## [GW 61] Herenbrug
Locatie 52° 4′ 52″ NB, 4° 19′ 12″ OL

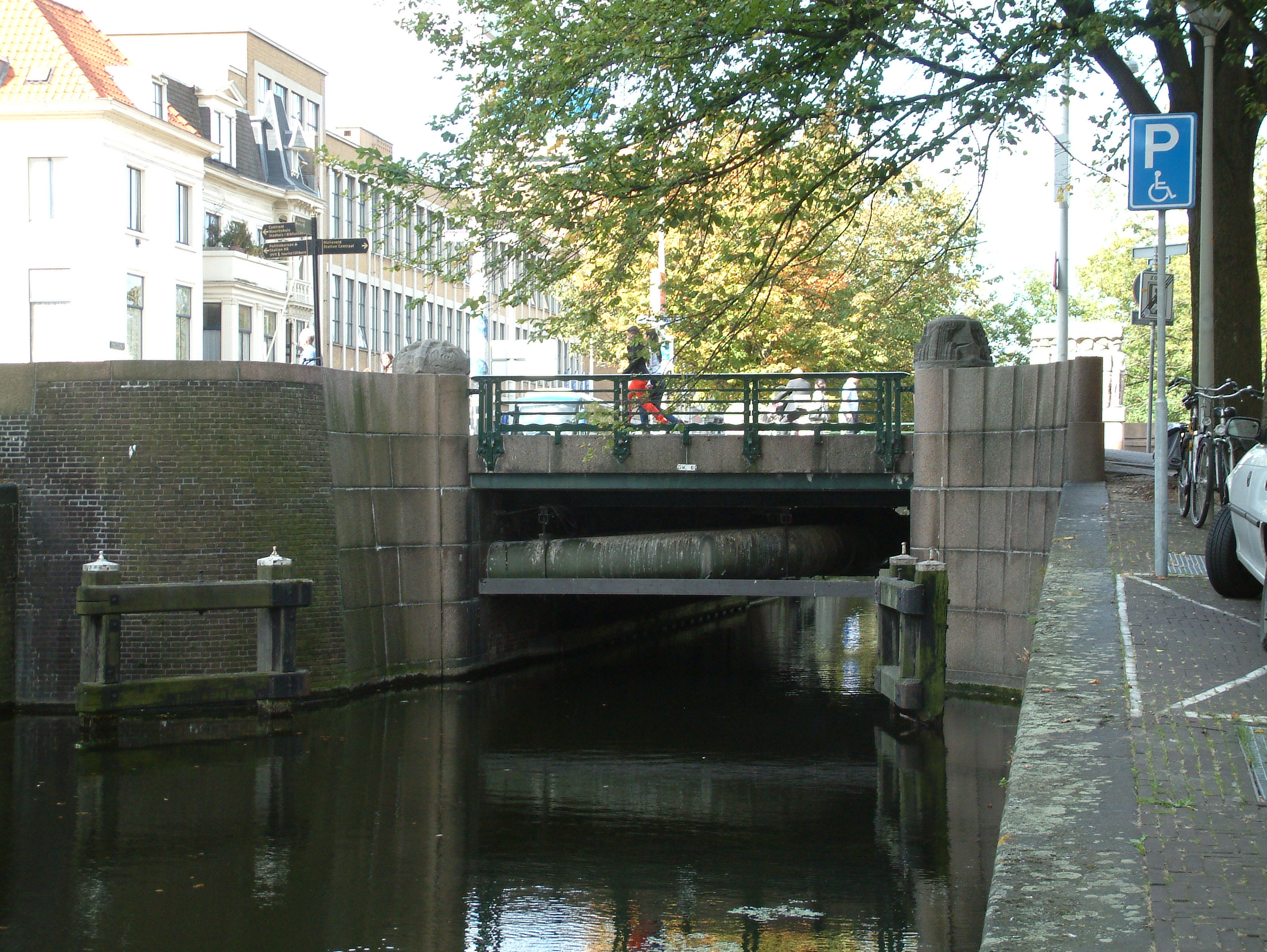
Herenbrug

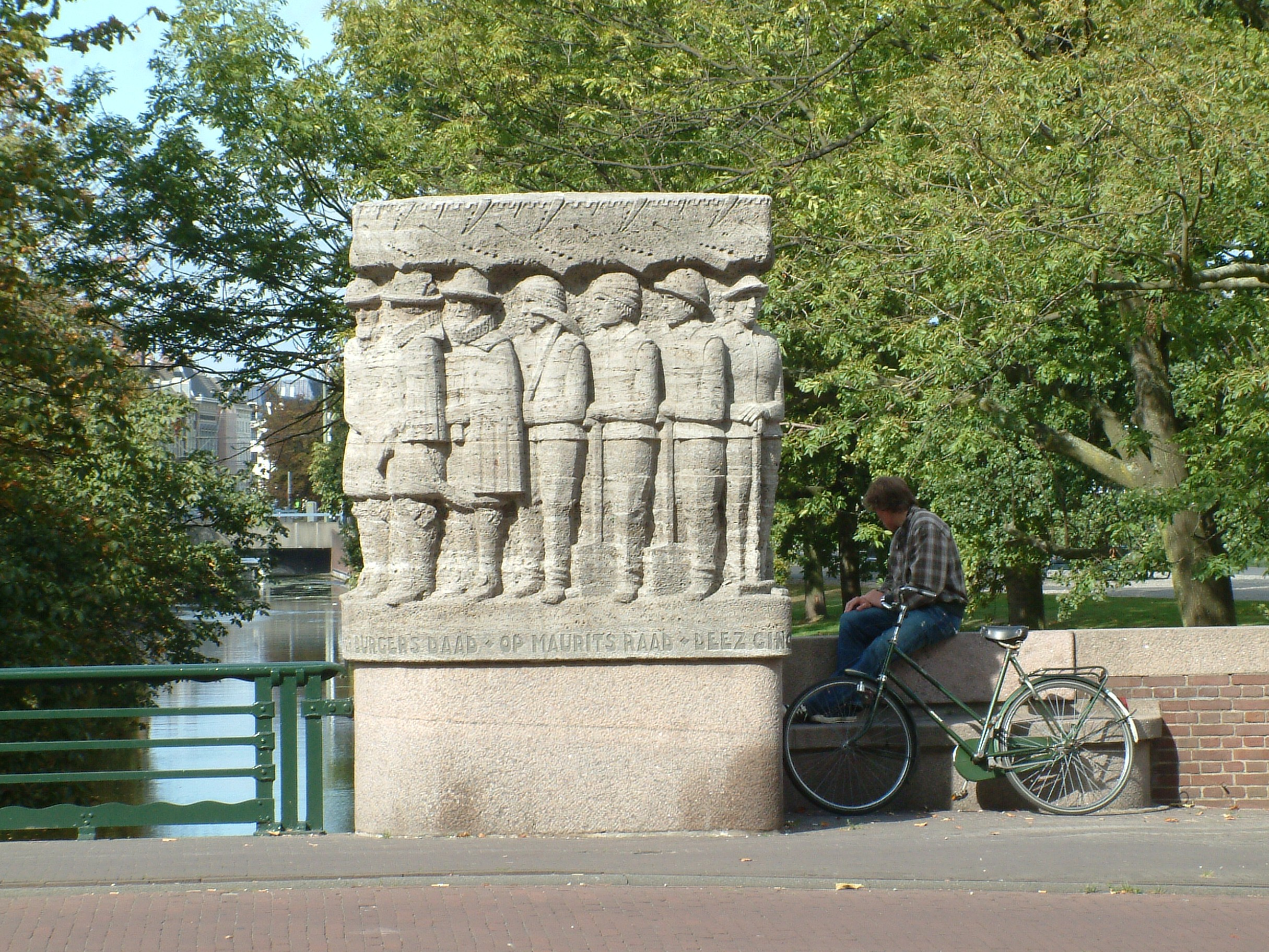
Monument op de brug

Vaste brug met een wijdte van 5,25 m en een doorvaarthoogte van KP +2,30 m, maar de doorvaarthoogte van de brug is helaas sterk verlaagd in de jaren tachtig. Onder de brug hangen transportleidingen van de stadsverwarming van Den Haag waardoor de brug thans een der laagste bruggen in Den Haag is. De doorvaarthoogte is beperkt tot KP +1,00 m.
De Heren- of Heerenbrug was in de 17e en 18e eeuw een ophaalbrug. Rond 1840 is de brug vervangen door een vaste boogbrug en toen die in 1931 te smal werd, is die op zijn beurt weer vervangen door een bredere vaste rechte brug.
Op de brug staat een monument uit 1932 van Joop van Lunteren ter ere van Maurits en de burgers van Den Haag die de eerste grachten gegraven hebben. De tekst erop luidt: "1612 - Door Burgers Daad op Maurits Raad deze gracht Ontstaat - 1619". Het beeld is in 2006 hersteld. Tot 1976 hebben er in diverse periodes diverse tramlijnen (A, 3, 4, 4A, 6, 13 (2e + 4e), 17 (3e)) over deze brug gereden. Toen kwam de nieuwe route over het Centraal Station in dienst. De laatste tramlijn die hier reed was lijn 6. Het laatst overgebleven stukje rails lag op deze brug, tot 2004.

## [GW 63] Bosbrug
Locatie 52° 4′ 52″ NB, 4° 19′ 12″ OL

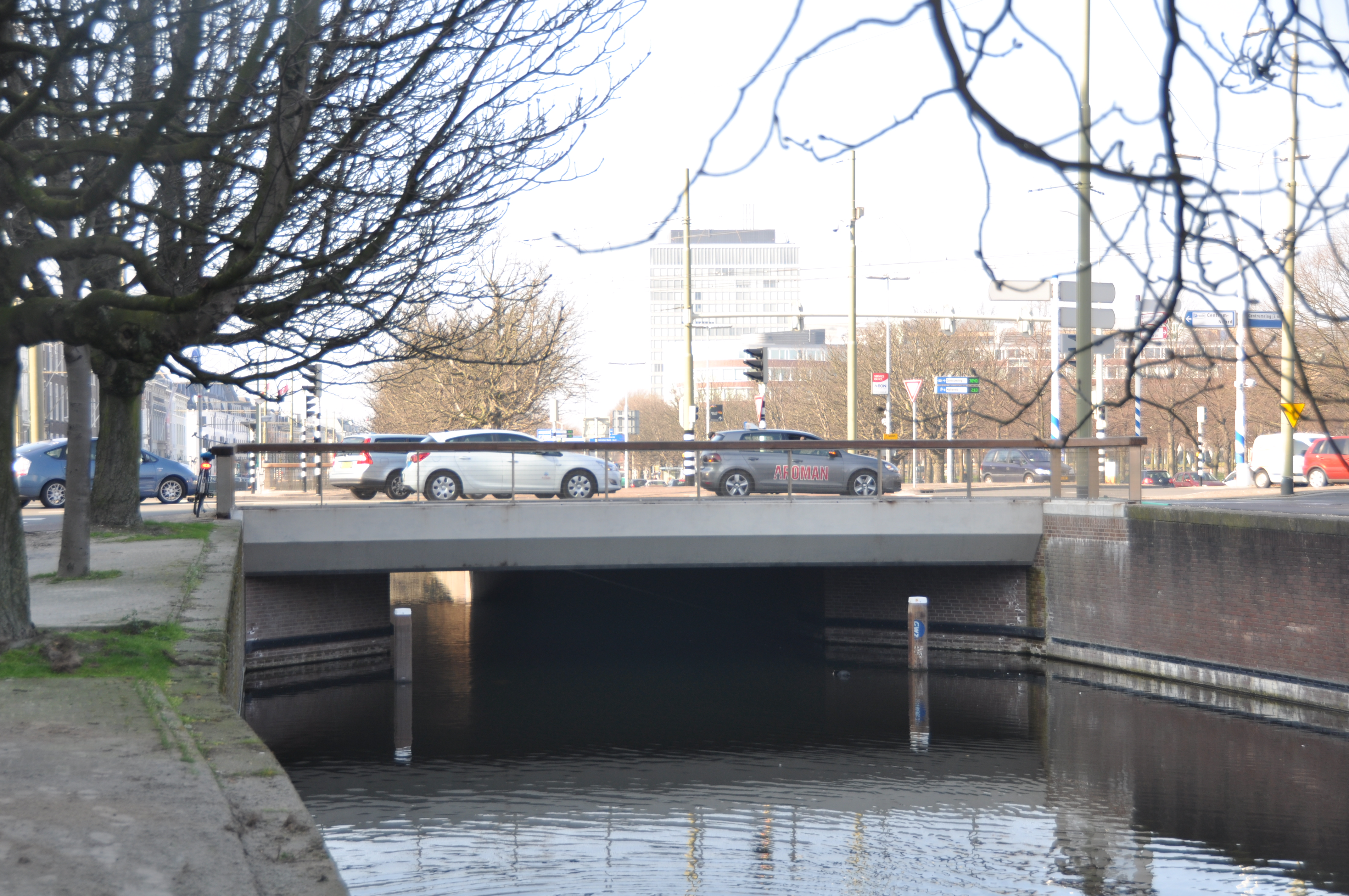

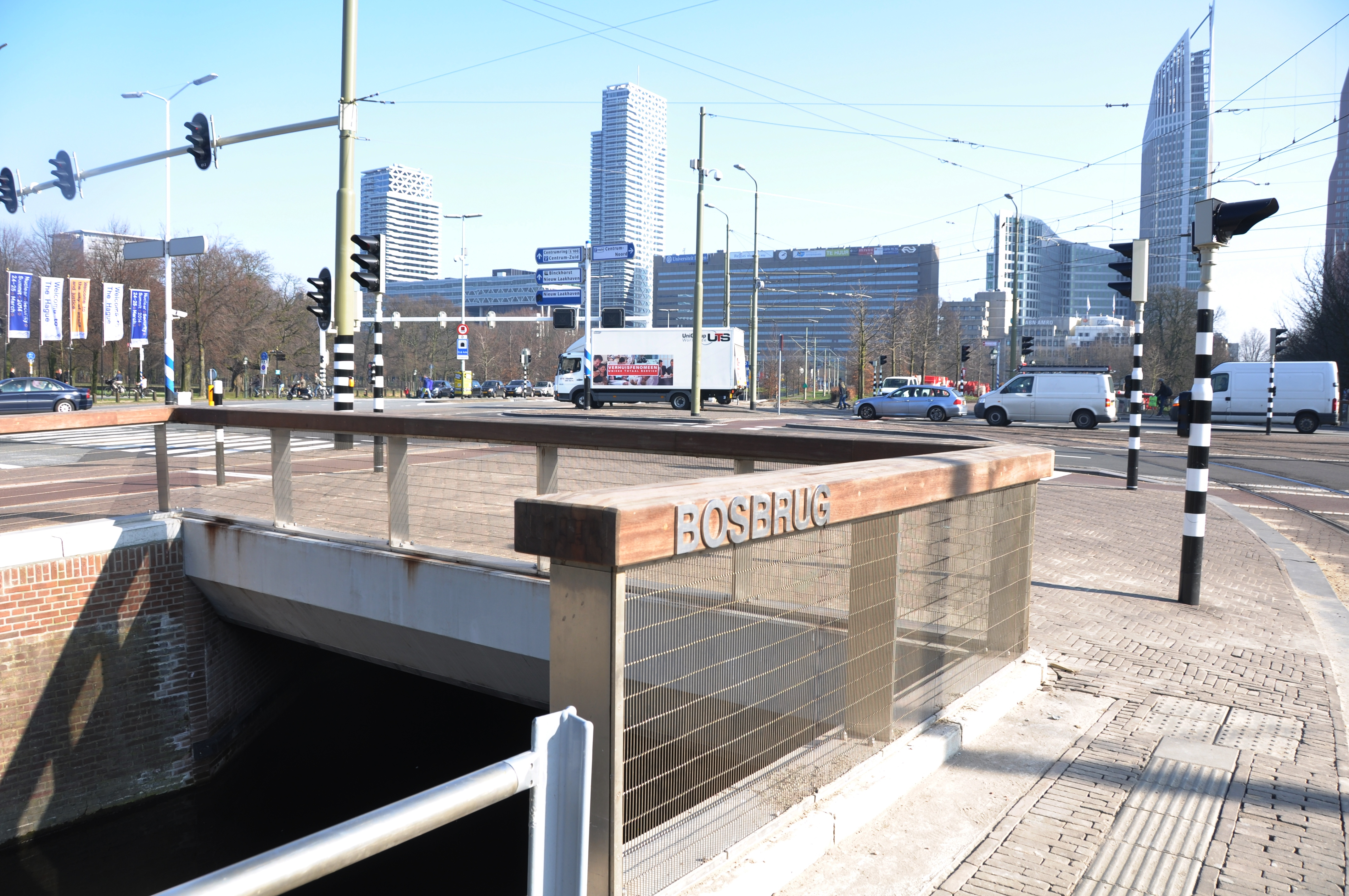
De nieuwe Bosbrug

Vaste brug met een wijdte van 5,80 m en een doorvaarthoogte van KP +1,55 m.
Over de Koninginnegracht, ter hoogte van de Korte Voorhout. Op deze plaats lag vroeger een veel smallere ophaalbrug.

In 2013 werd de Bosbrug vervangen. Tijdens Veteranendag is gebruikgemaakt van een baileybrug. Tramlijn 9 rijd "diagonaal" over deze brug, en tramlijn 15 (6e), 16, en 17 (5e) rijden er "gewoon" overheen, met een bocht. Tot 1961 reed de Gele Tram(lijn I-2) naar Leiden recht over deze brug, en kruiste daarbij de Blauwe Tram naar Scheveningen en Leiden. In het verleden reden onder andere tramlijn 1 (2e), 3 (1e), 12 (2e), 15 (4e), en 21 over deze brug.

## [GW 64] Prinsessegracht
Locatie 52° 5′ 0″ NB, 4° 19′ 2″ OL

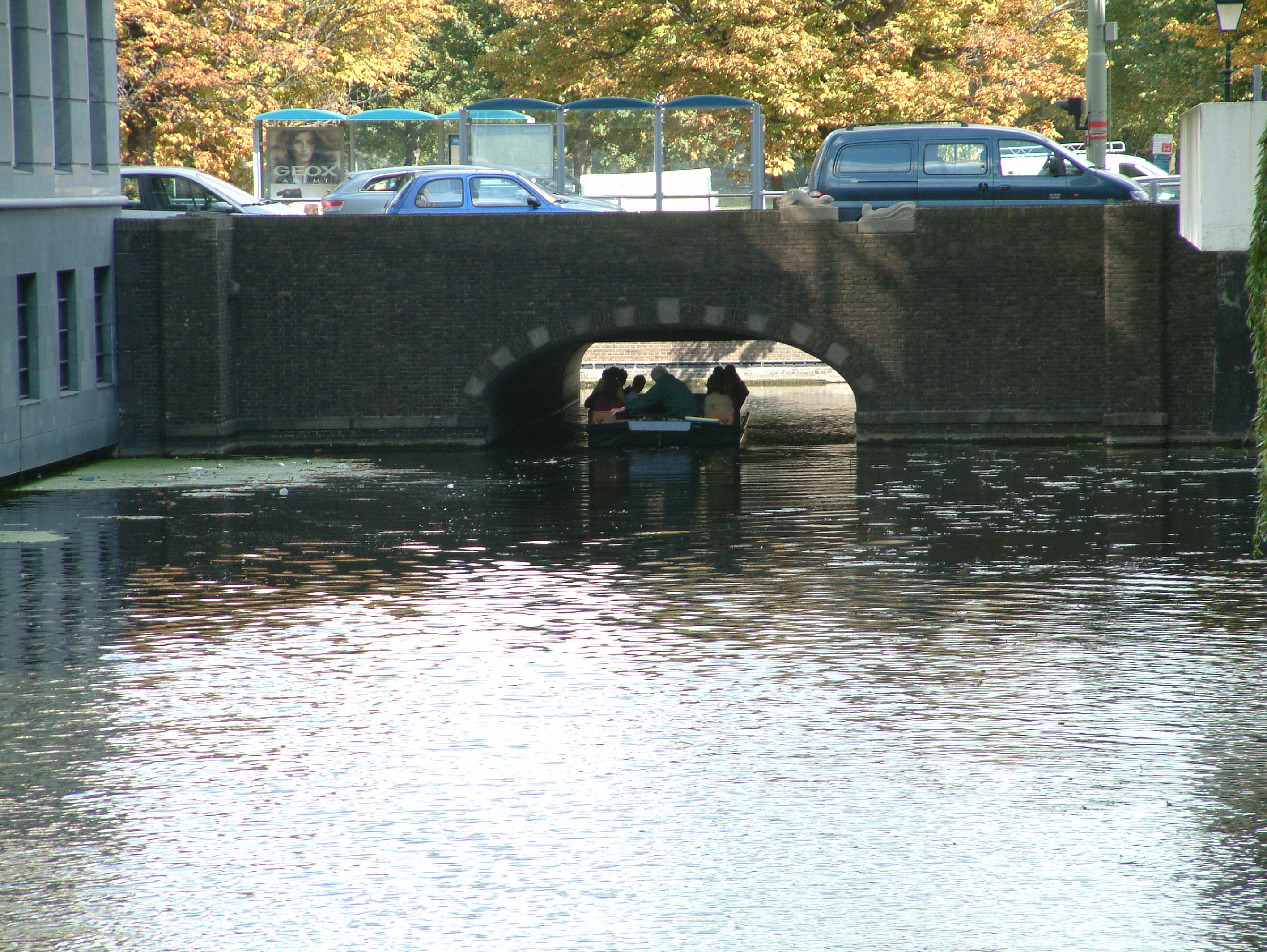
Prinsessegracht

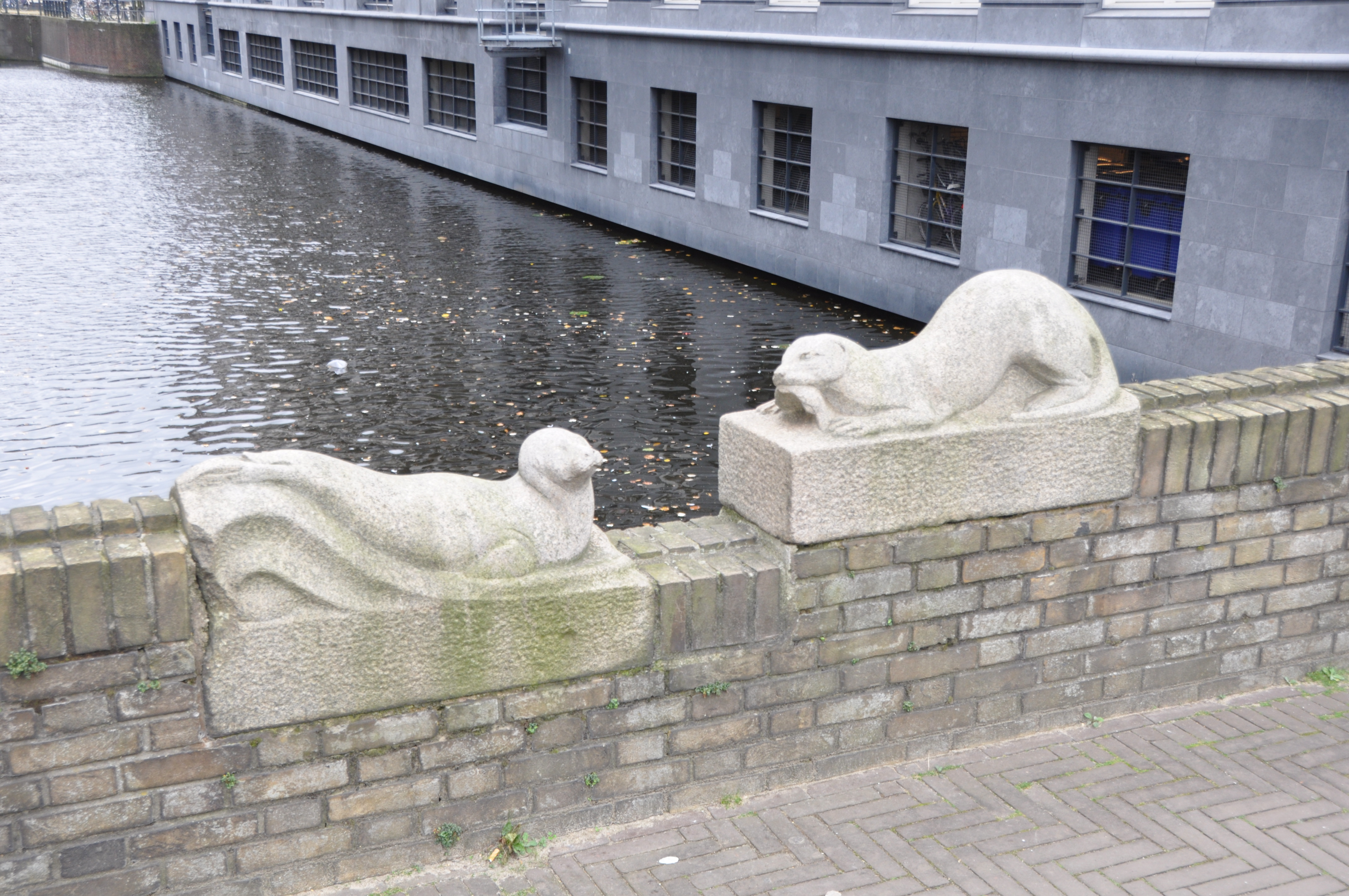
Zeehond en otter op de brugleuning

Vaste brug met een wijdte van 11,70 m en een doorvaarthoogte van KP +2,05 m. De tramhalte van lijn 9 op de Prinsessegracht is te zien. Daarachter is het Malieveld. Tot 1936 reed lijn 9 in één richting door de krappe Kanonstraat en over GW 47. De paardentram deed dat al vanaf 1864. Tussen 1890 en 1904 reden er accutrams.

## [GW 65] Dierentuinbrug

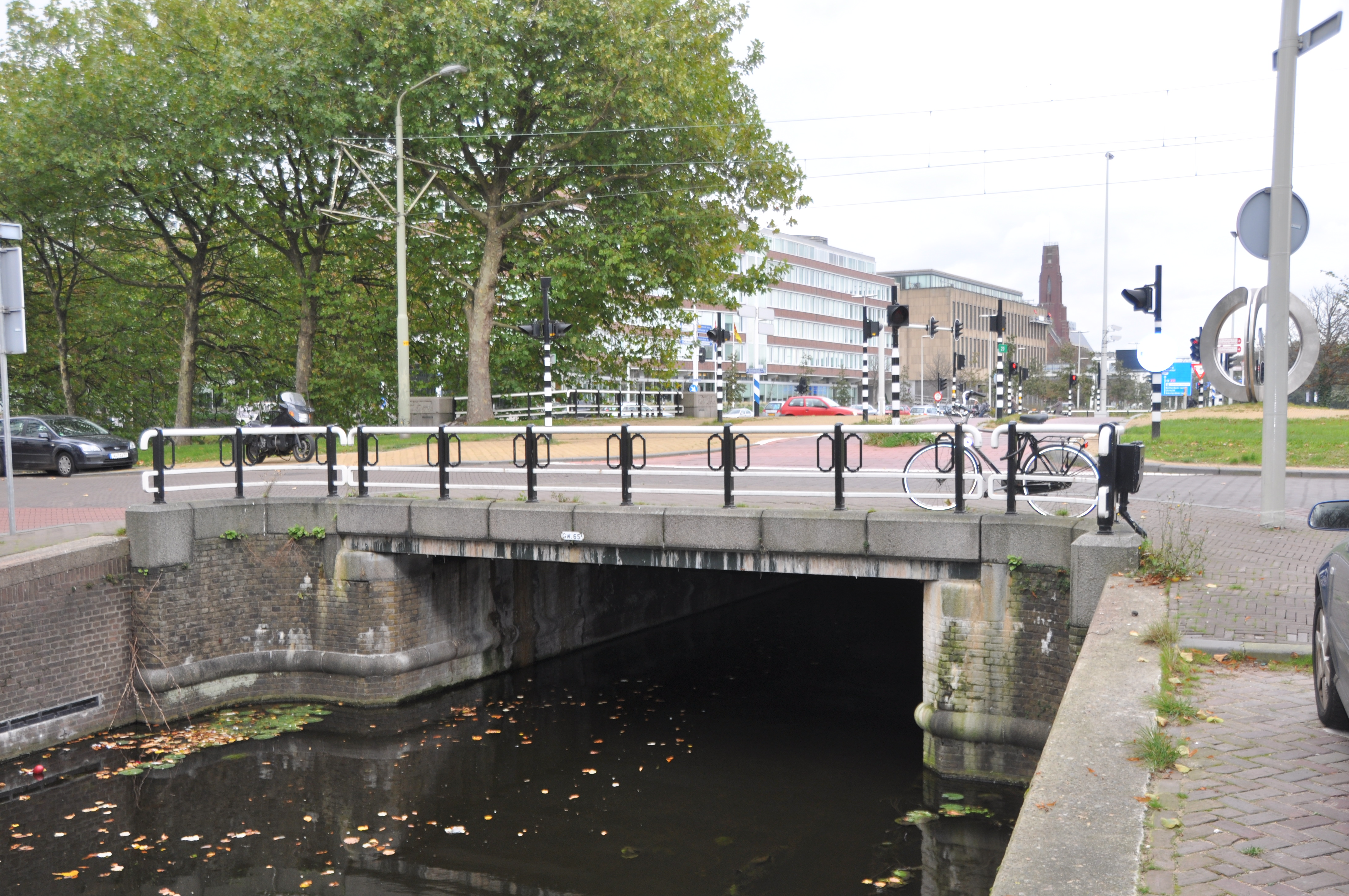
Dierentuinbrug

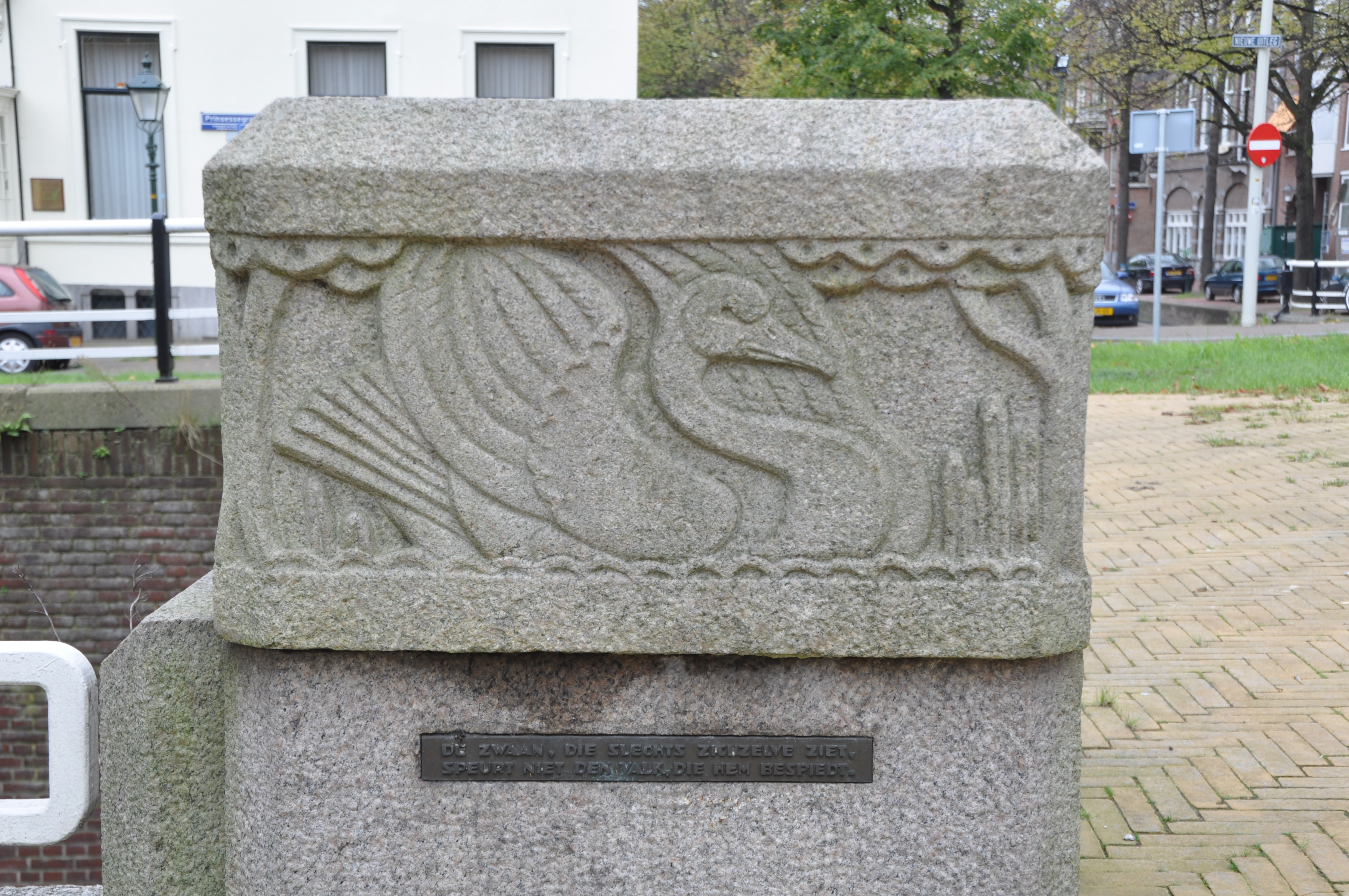
Een van de vele reliëfs

Vaste brug met een wijdte van 5,10 m en een doorvaarthoogte van KP +1,20 m.
De Dierentuinbrug is gebouwd in 1939. In 1943 werd het Benoordenhout Duits Sperrgebiet en werd de brug afgebroken. De beeldhouwwerken werden opgeslagen en na de bouw van een nieuwe brug rond 1949/1950 teruggeplaatst. De reliëfs zijn scènes uit fabels van La Fontaine. Ben van Eysselsteijn schreef de versjes. Meer in verband met de deze brug staat bij Dr. Kuyperbrug, verderop. 

## [GW 66] Vaillantbrug
Locatie 52° 4′ 16″ NB, 4° 18′ 4″ OL

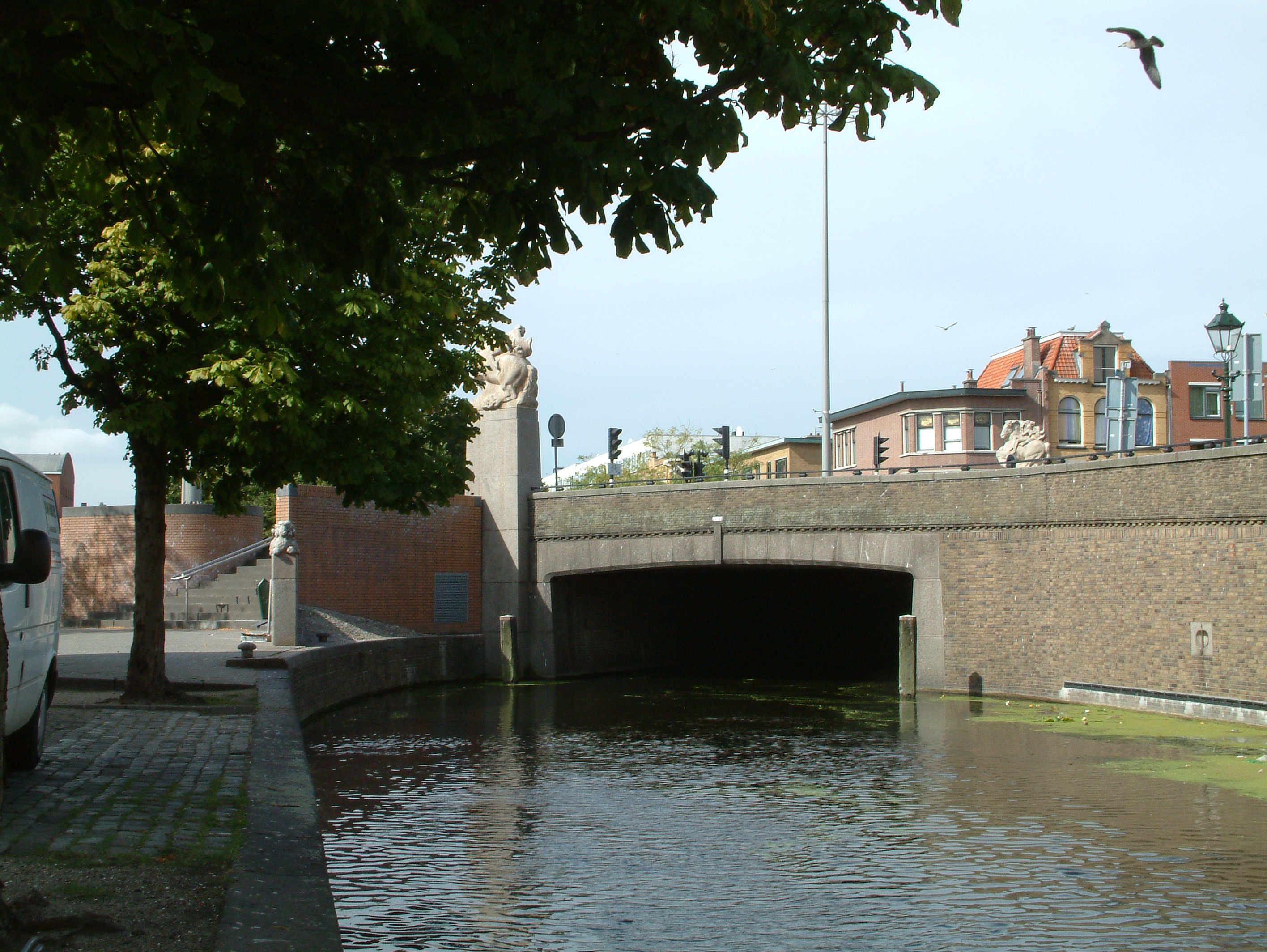
Vaillantplein

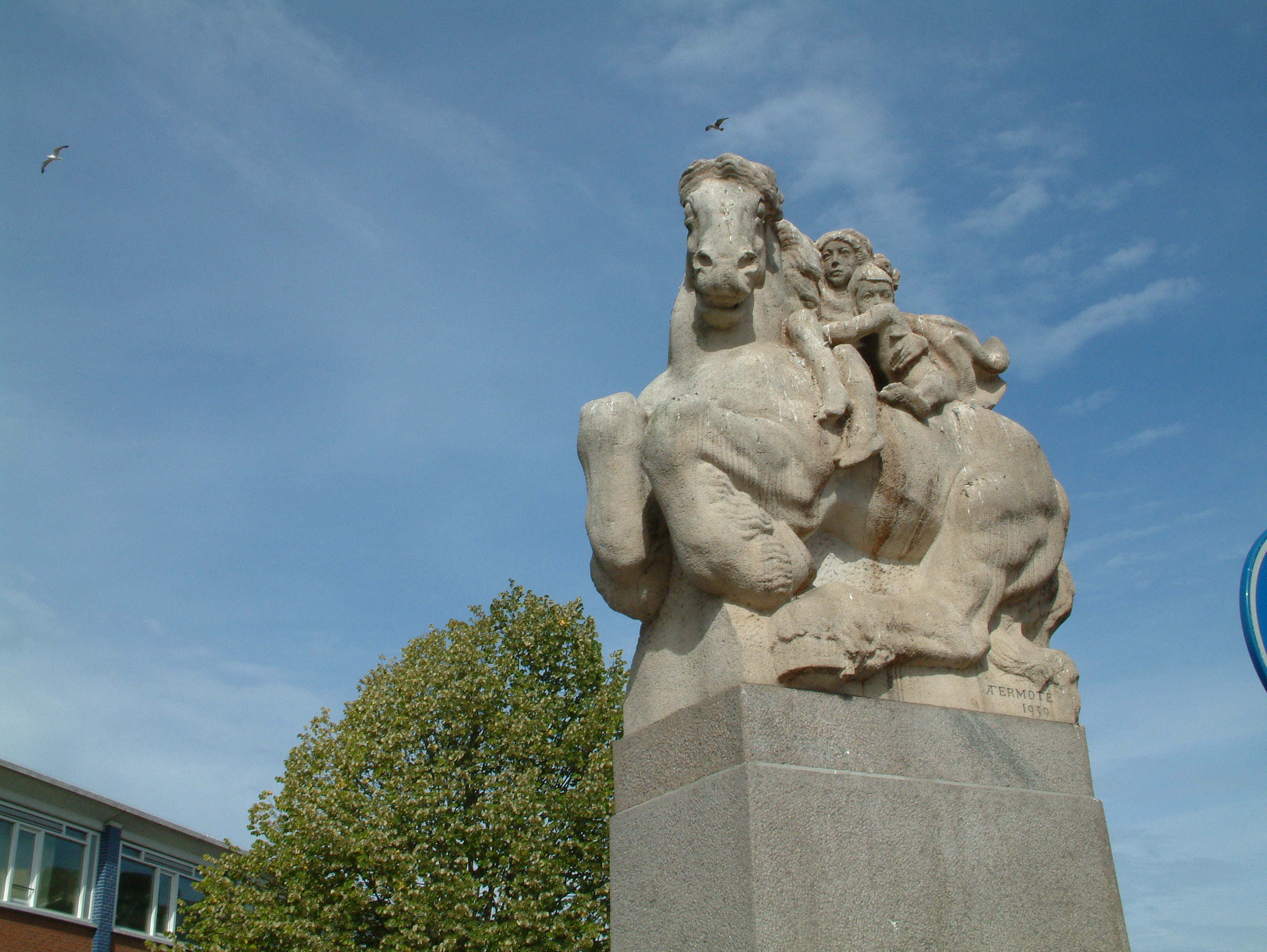
Beeld van A. Termote, brug Vaillantplein

Vaste brug of overkluizing met een wijdte van 8,70 m en een doorvaarthoogte van KP +2,55 m.
Het ontwerp is uit 1932 en is van de Dienst Gemeentewerken. De bouw startte in september 1937 en de Vaillantbrug was in 1938 klaar.
Op de vier hoeken van de balustrades van de overkluizing naar ontwerp van ir. F.H. Warnaars, staan dierfiguren van graniet: een ram, een bok, een leeuw en een stier, naar ontwerp van Warnaars, onder supervisie van A. Termote. De centraal geplaatste beeldhouwwerken op hoge granieten zuilen tussen de doorvaartopeningen en de trappen naar de lager gelegen trottoirs, zijn van beeldhouwer Albert Termote en van 1939. Het zijn twee Belgische paarden met kinderfiguurtjes.
Op 19 mei 2000 en op 4 februari 2003 heeft de gemeenteraad van Den Haag besloten de staatssecretaris te adviseren de Vaillantbrug niet aan te wijzen tot beschermd monument.

## [GW 68] Boslaan

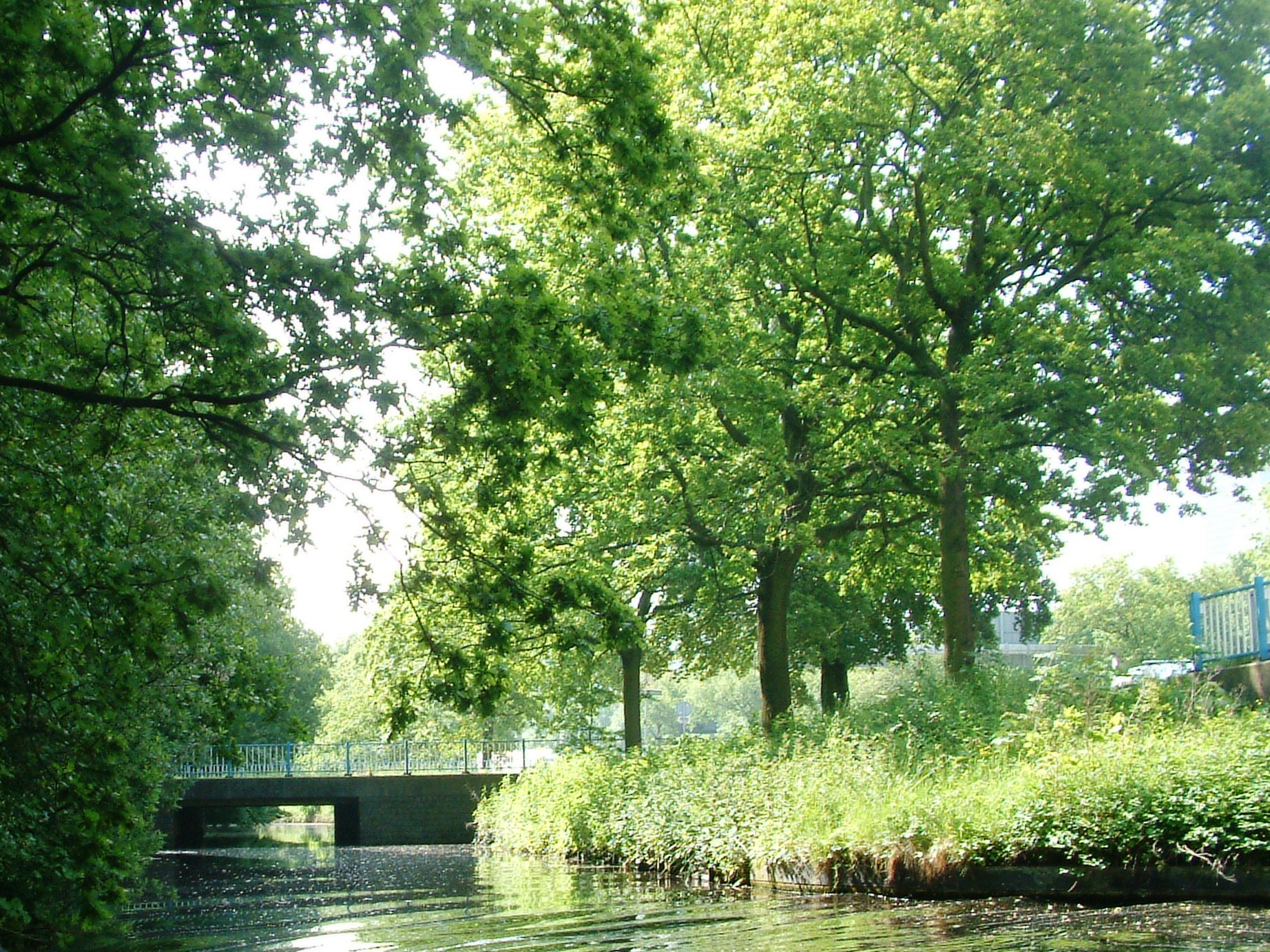

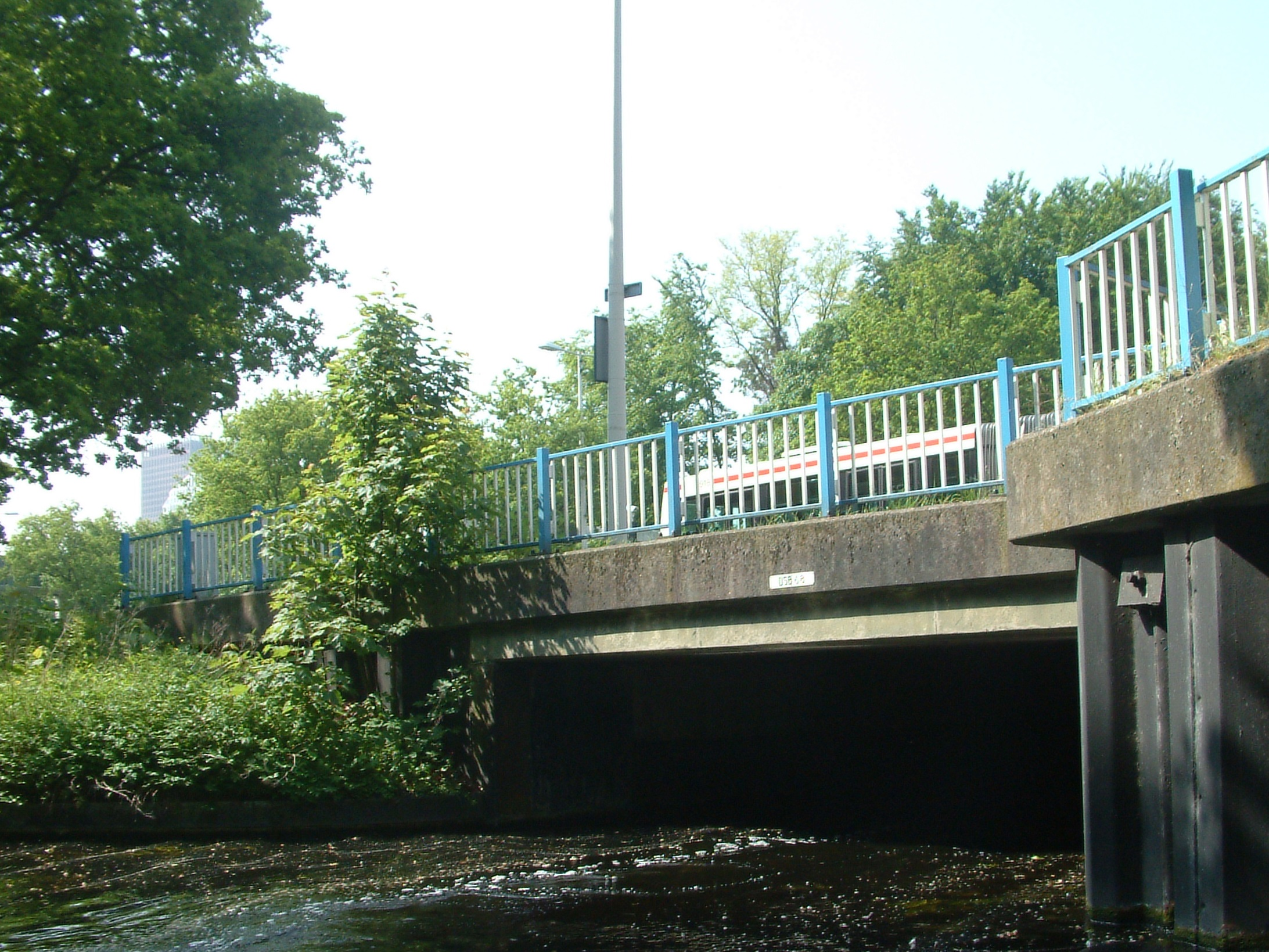

Vaste brug met een wijdte van 6,70 m en een doorvaarthoogte van KP +1,30 m. De linkerfoto toont in de verte brug GW 316 aan het begin van de Leidse Straatweg, terwijl van GW 68 rechts nog net een stukje hekwerk te zien is. GW 68 gaat onder Boslaan tevens einde Utrechtse baan door richting Koninginnegracht. Na 1966 is o.a. de Boslaan enorm verbreed. Onder andere daarom moest tramlijn 7 verdwijnen. Die reed ook door Jan van Nassaustraat. Op de rechterfoto is DSB 68 te lezen. Dat is blijkbaar het nieuwe nummer. Aansluitend bevindt zich rechts buiten de rechterfoto brug GW/DSB 327. Dat is de diagonale fiets-/voetbrug het Haagse Bos in/uit. 

## [GW 69] Javabrug
Locatie 52° 5′ 23″ NB, 4° 18′ 43″ OL

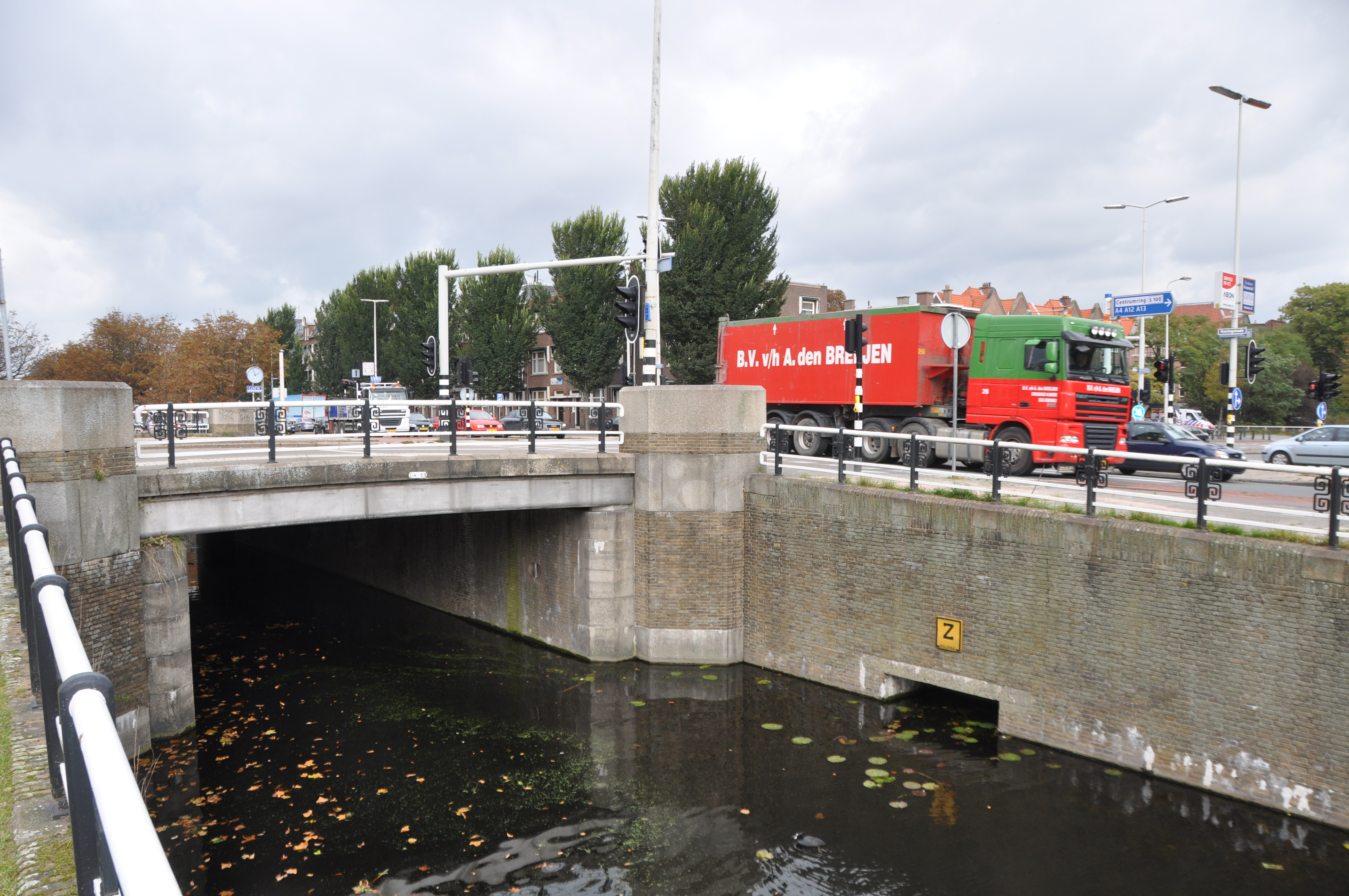
Javabrug

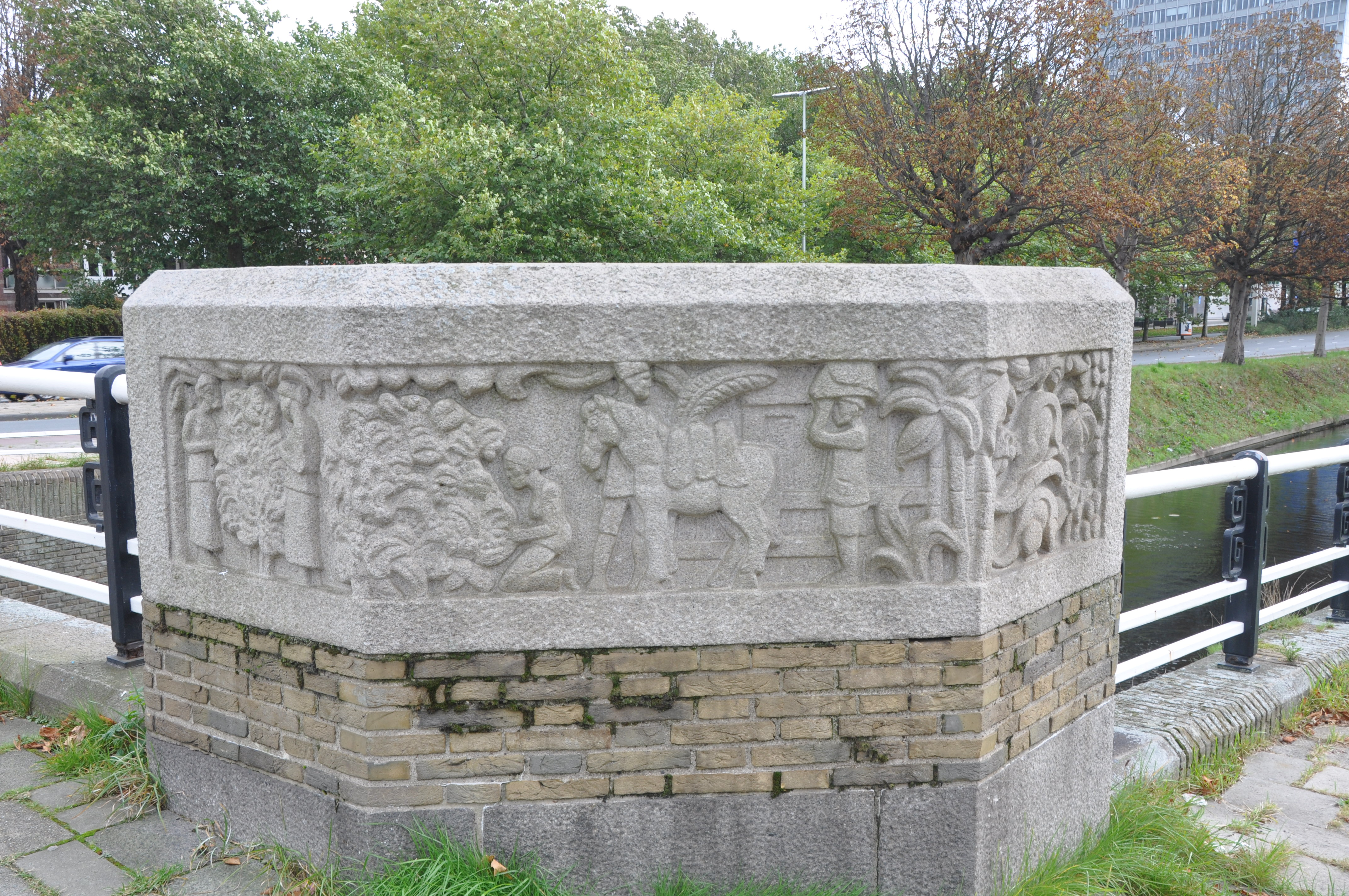
Een van de reliëfs

Vaste brug met een wijdte van 6,00 m en een doorvaarthoogte van KP +2,35 m.
De oude houten brug werd in 1907 vervangen door een nieuwe brug ten behoeve van het doortrekken van tramlijn 7 naar het Benoorden- en het Bezuidenhout. In 1939 werden op de brug reliëfs geplaatst van de beeldhouwster Gra Rueb. De reliëfs hebben betrekking op het voormalige Oost-Indië. Zij verbeelden de verbouw van en de handel in rijst, thee, koffie en suiker. In 1943 werd deze brug afgebroken omdat het Benoordenhout tot Sperrgebiet werd verklaard. De beeldhouwwerken werden weggehaald en opgeslagen. In 1949-1950 is de brug herbouwd en wederom versierd met de 4 reliëfs met Javaanse taferelen. Zomertramlijn 12 en 15 reden ook over deze brug. In 1966 is als laatste tramlijn 7 verdwenen.

## [GW 70] Brug Koningskade
Op de linkerfoto het zicht vanaf de Wassenaarse weg richting de Javastraat. De Koningskade is linksaf, de Raamweg is rechtsaf. Het zicht is ongewoon omdat het zichtbare deel dit kanaal "ingekort" is. Het is meer een overkluizing dan een brug. Het water gaat onder de Koningskade/Raamweg door en komt uit in de Koninginnegracht. 

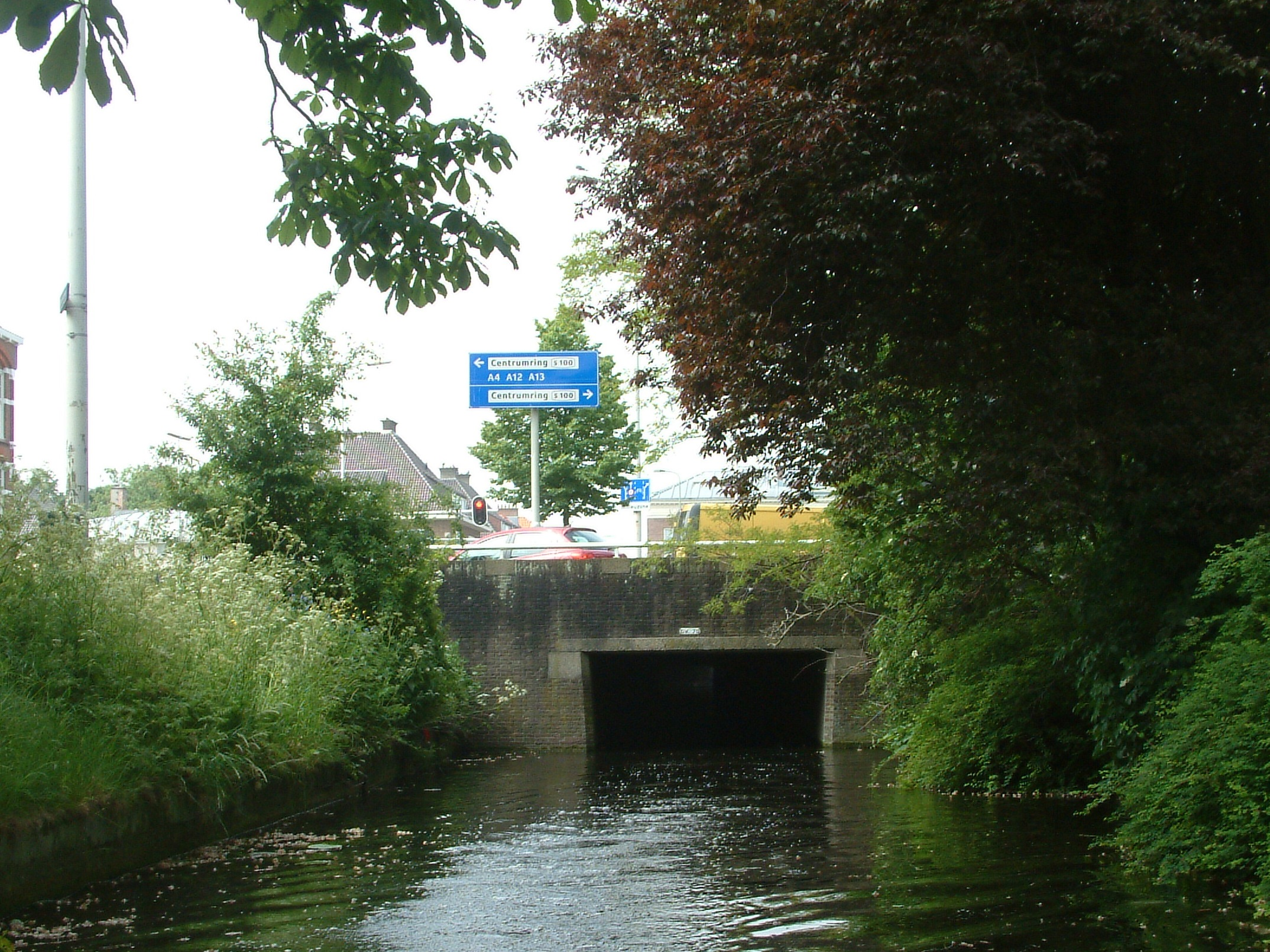
Brug onder de Koningskade door. Links is de Wassenaarse weg.

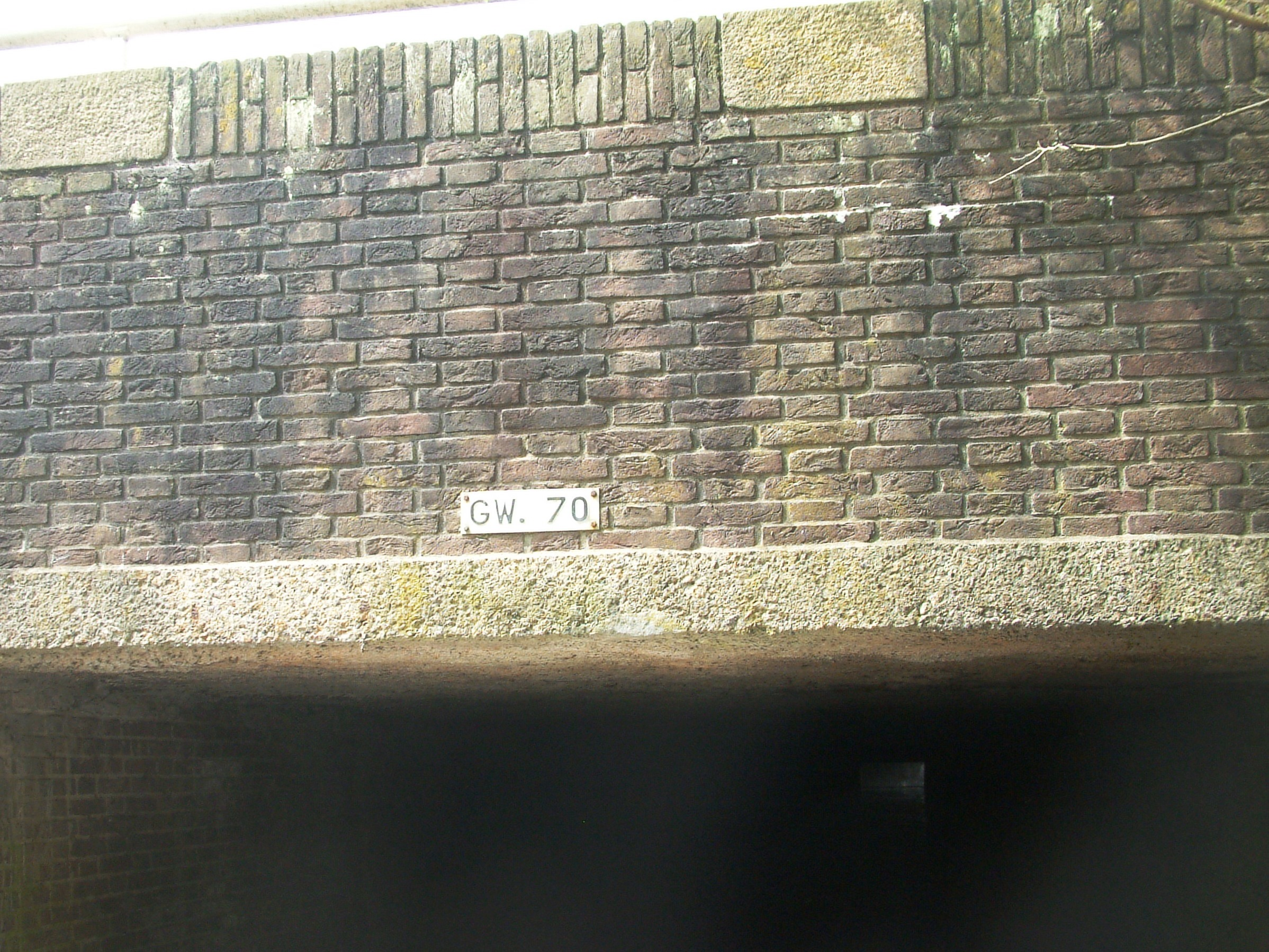
Alle bruggen hebben een nummerplaatje

Vaste brug met een wijdte van 2,90 m en een doorvaarthoogte van KP +1,25 m.

## [GW 71] Brug Oostduinlaan

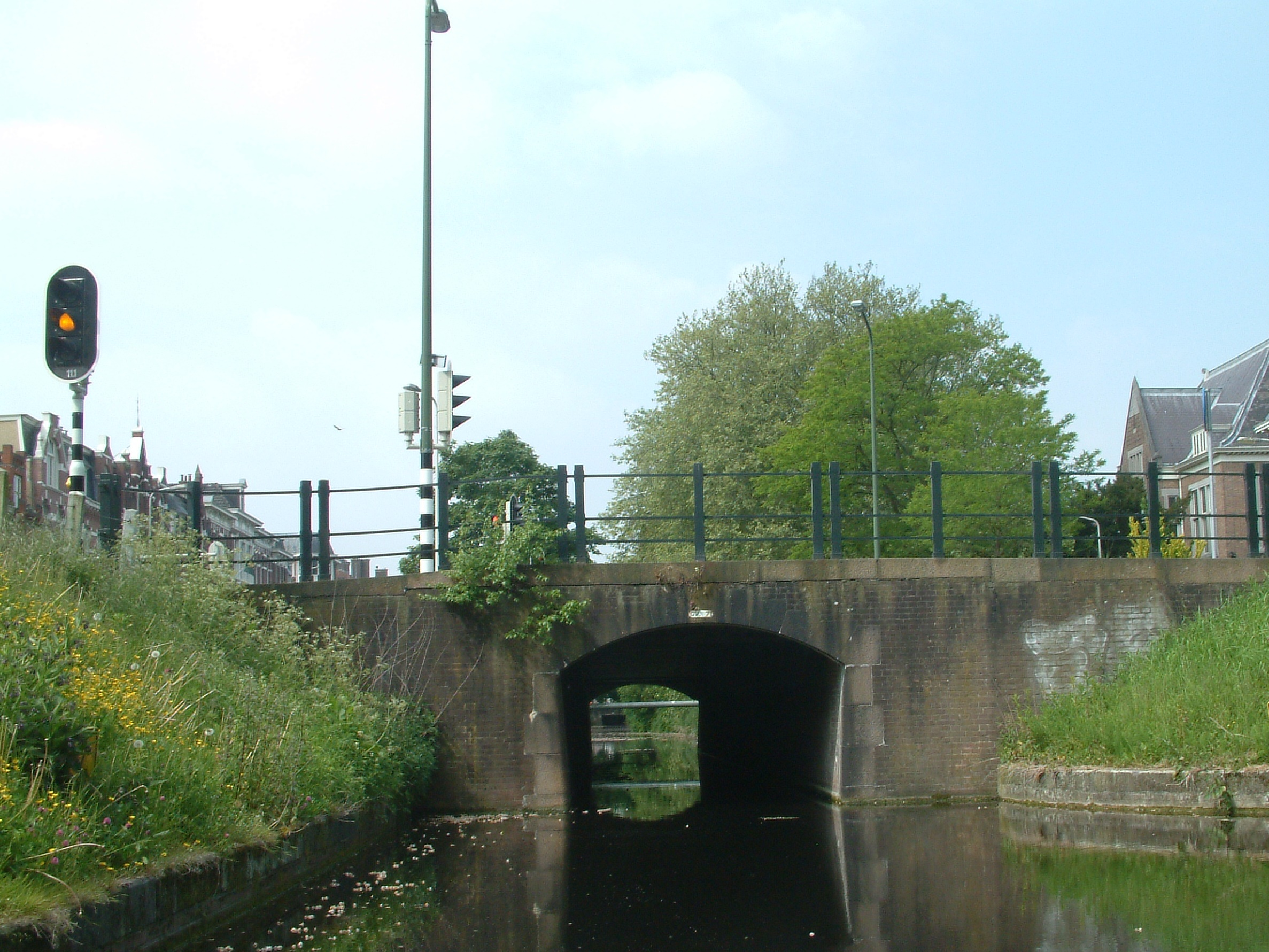
Brug Oostduinlaan

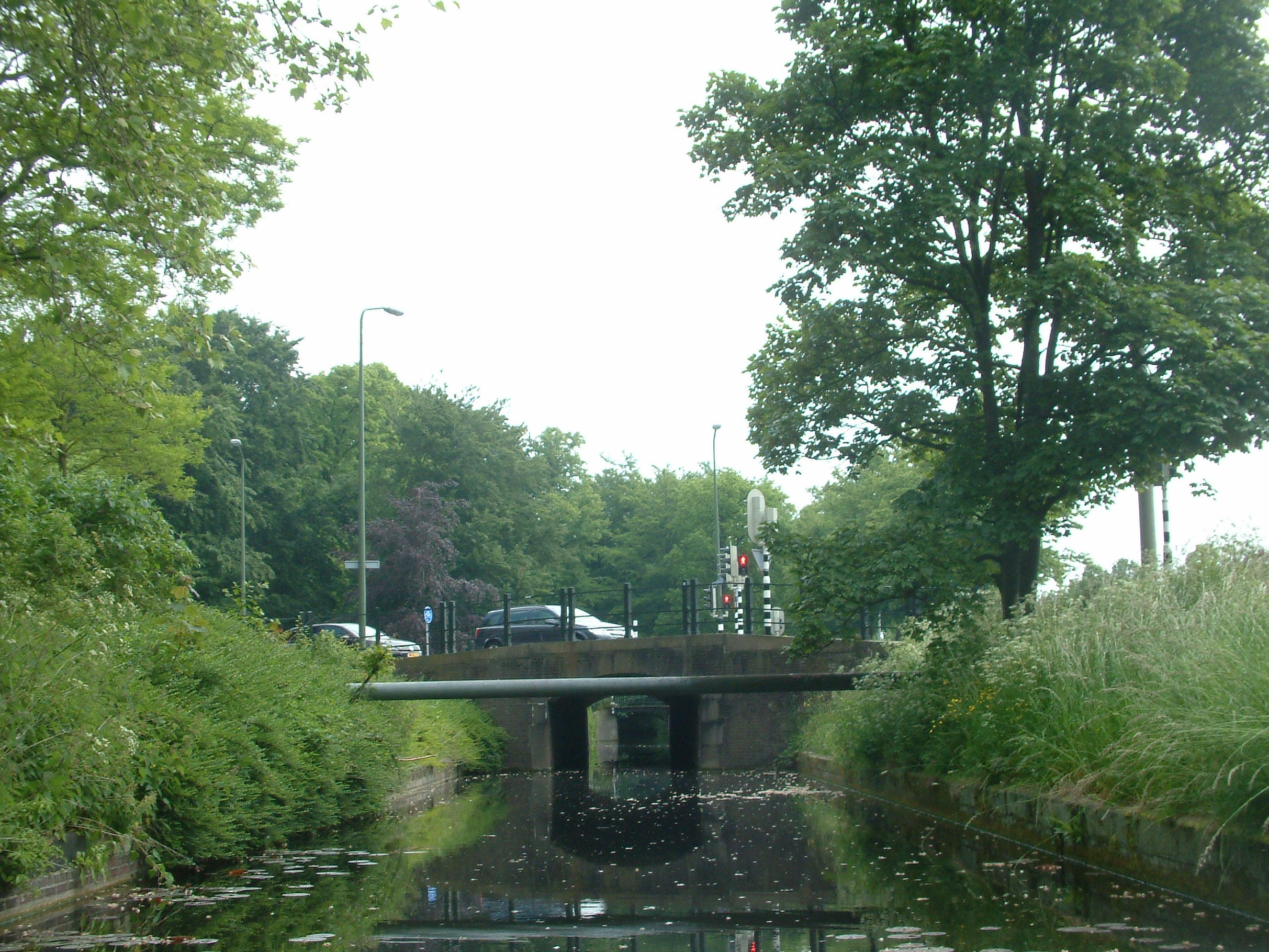

Vaste brug met een wijdte van 3,00 m en een doorvaarthoogte van KP +1,90 m. Op de linkerfoto is links de Wassenaarse weg te zien.

## [GW 72] Raambrug
Locatie 52° 5′ 33″ NB, 4° 18′ 36″ OL

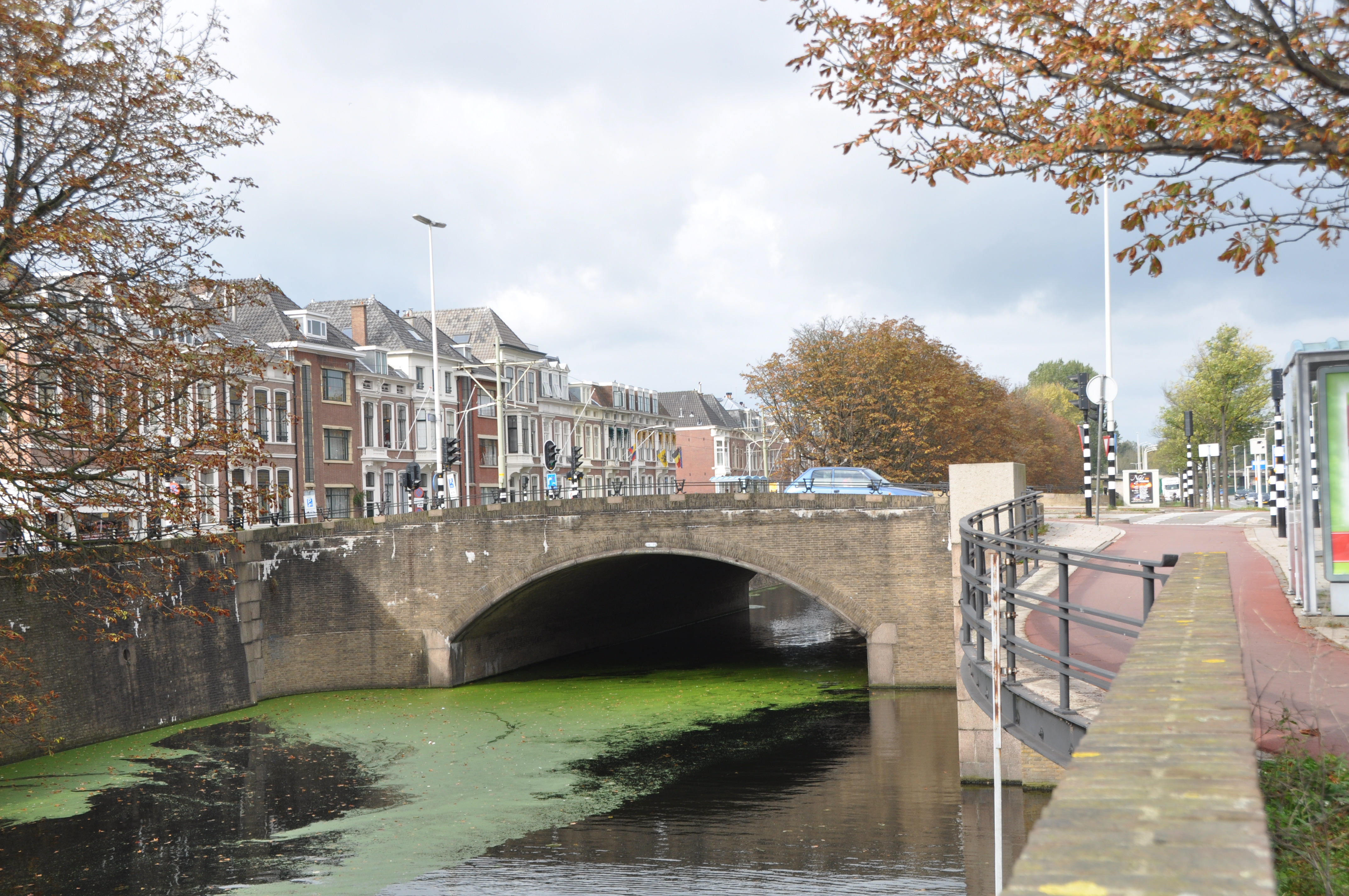
Raambrug

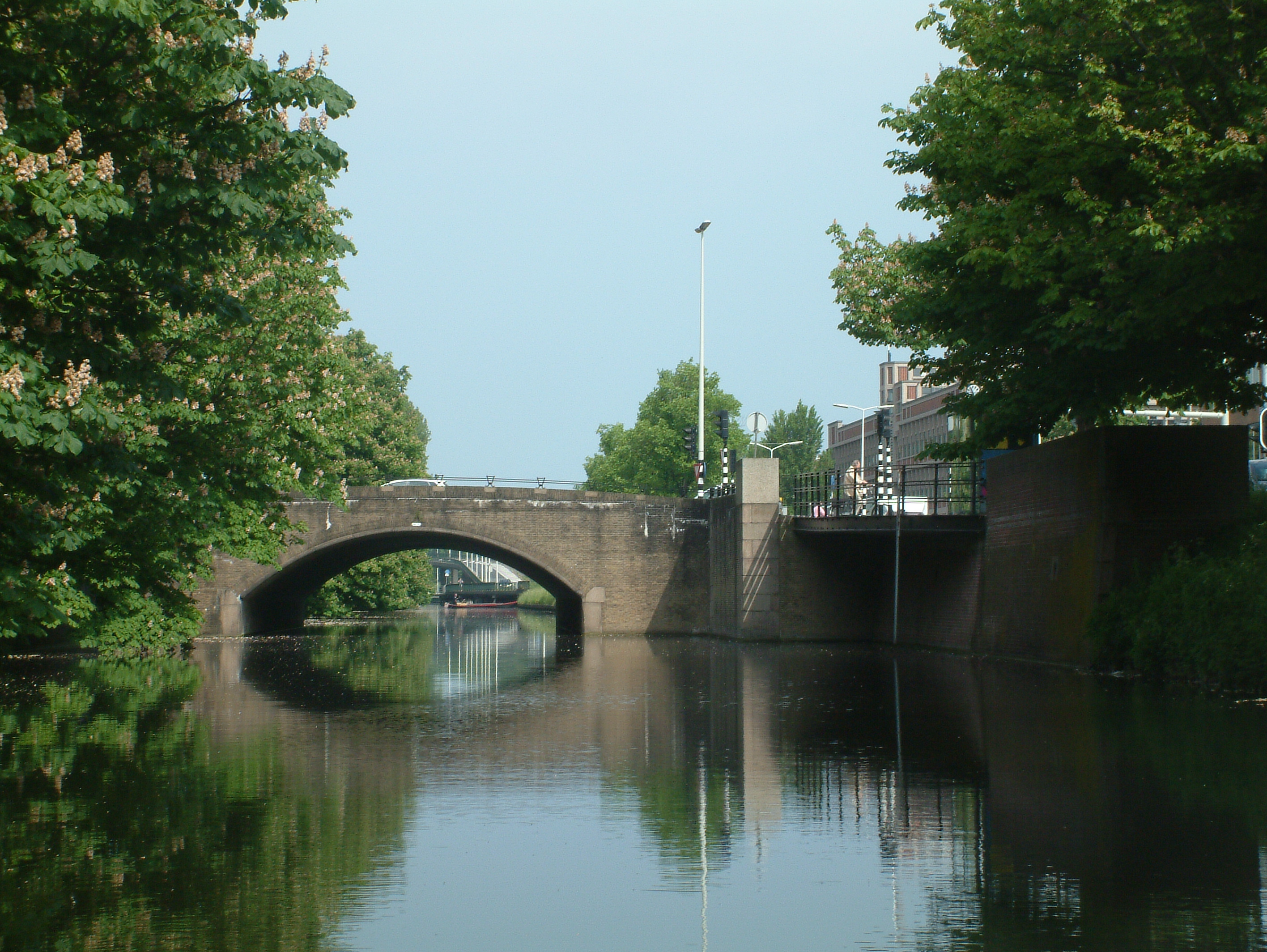

Vaste brug met een wijdte van 5,70 m en een doorvaarthoogte van KP +2,87 m.
In 1943 werd ook deze brug, in het verlengde van de Laan Copes van Cattenburch, afgebroken omdat het Benoordenhout tot Sperrgebiet werd verklaard. In de jaren vijftig werd de nieuwe brug gebouwd. Op beide foto's: op de linkeroever reed al sinds 1864 de paardentram, en vanaf 1904 lijn 9. Op de rechter oever reed tussen 1879 & 1924 de stoomtram naar Scheveningen, en van 1924 tot 1958 de elektrische Blauwe Tram.

## [GW 74] Brug Plesmanweg

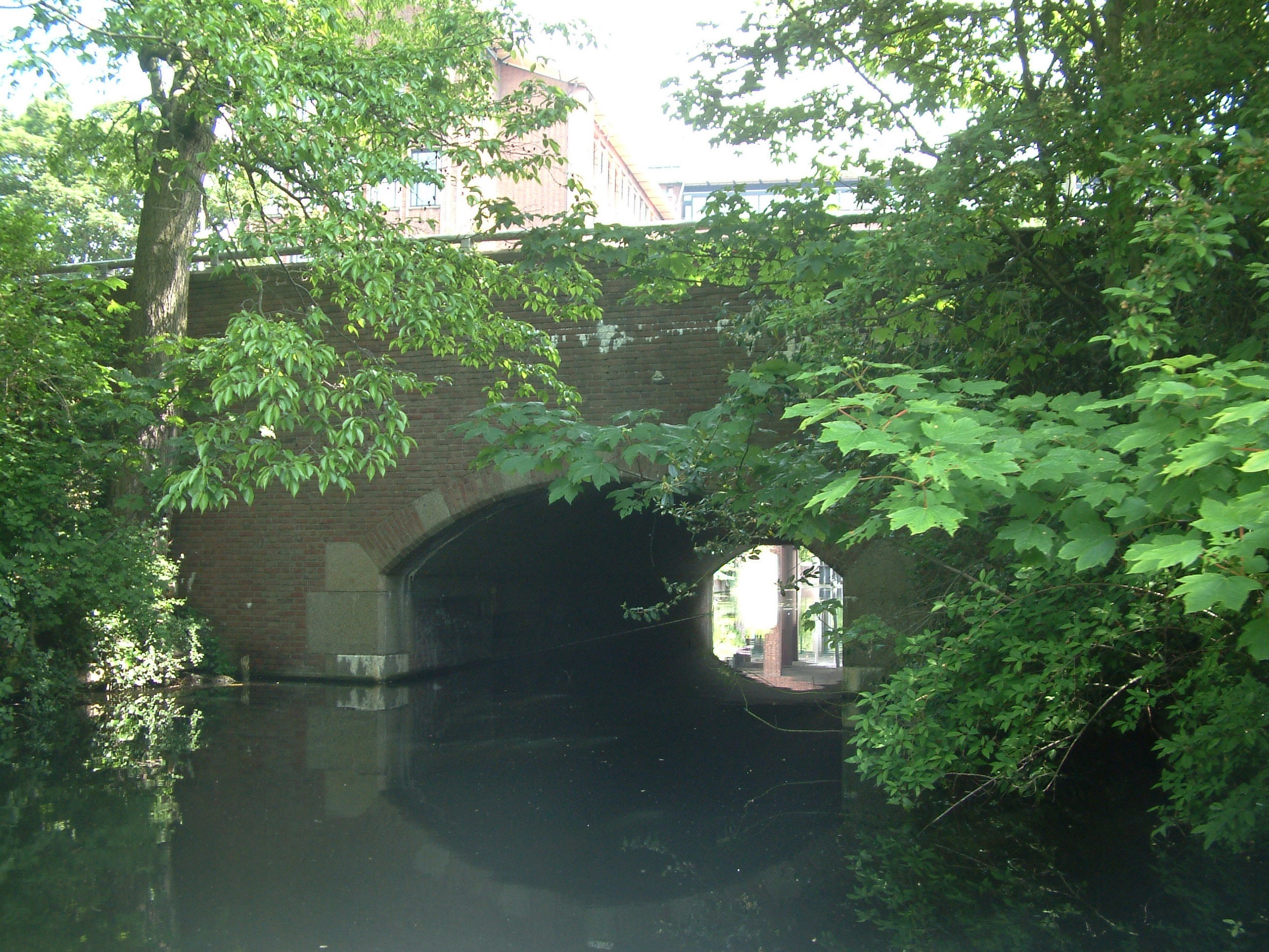

Vaste brug met een wijdte van 4,50 m en een doorvaarthoogte van KP +1,65 m. Nabij de Wittebrug.

## [GW 76] Witte Brug

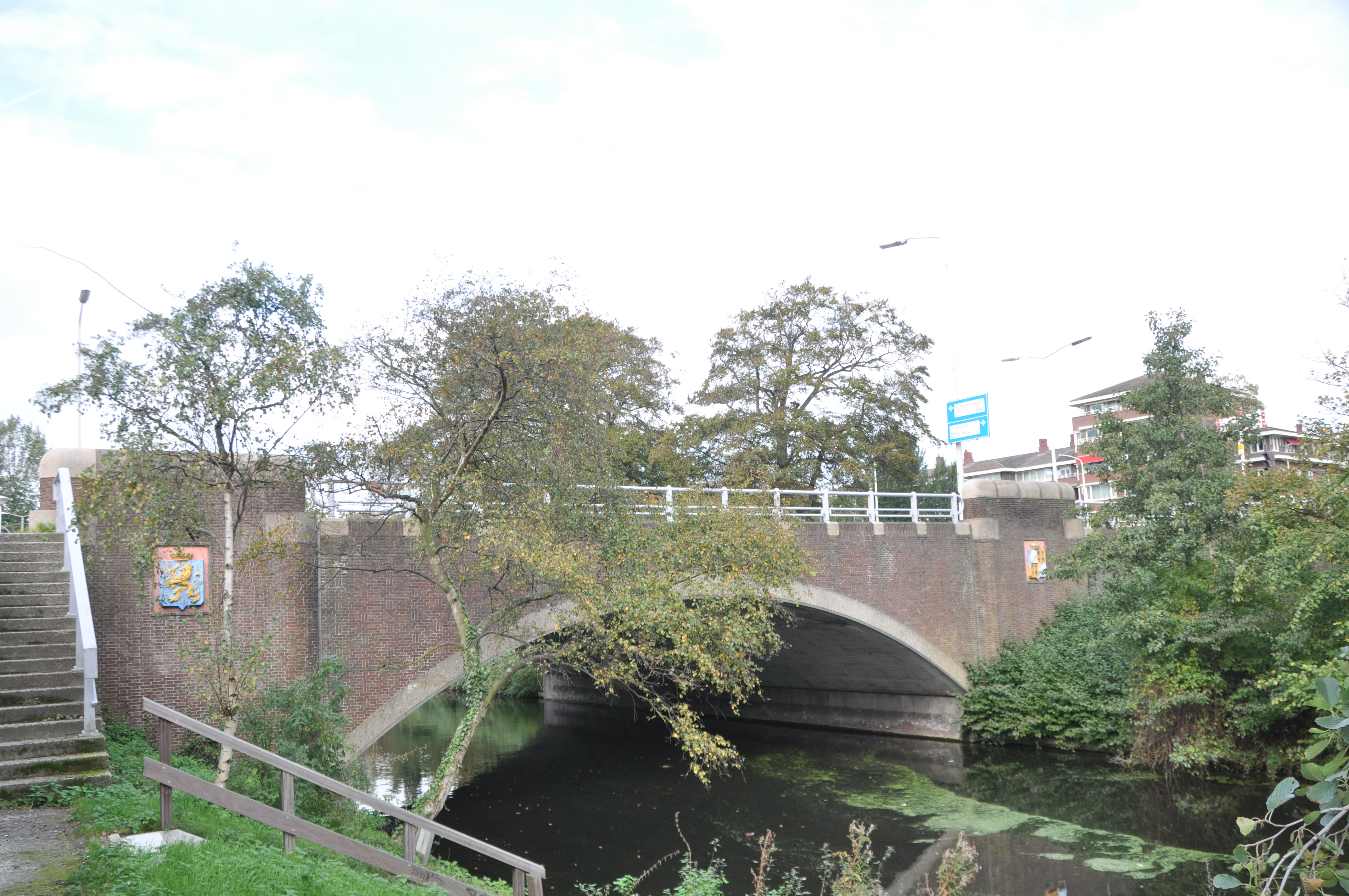
Witte Brug

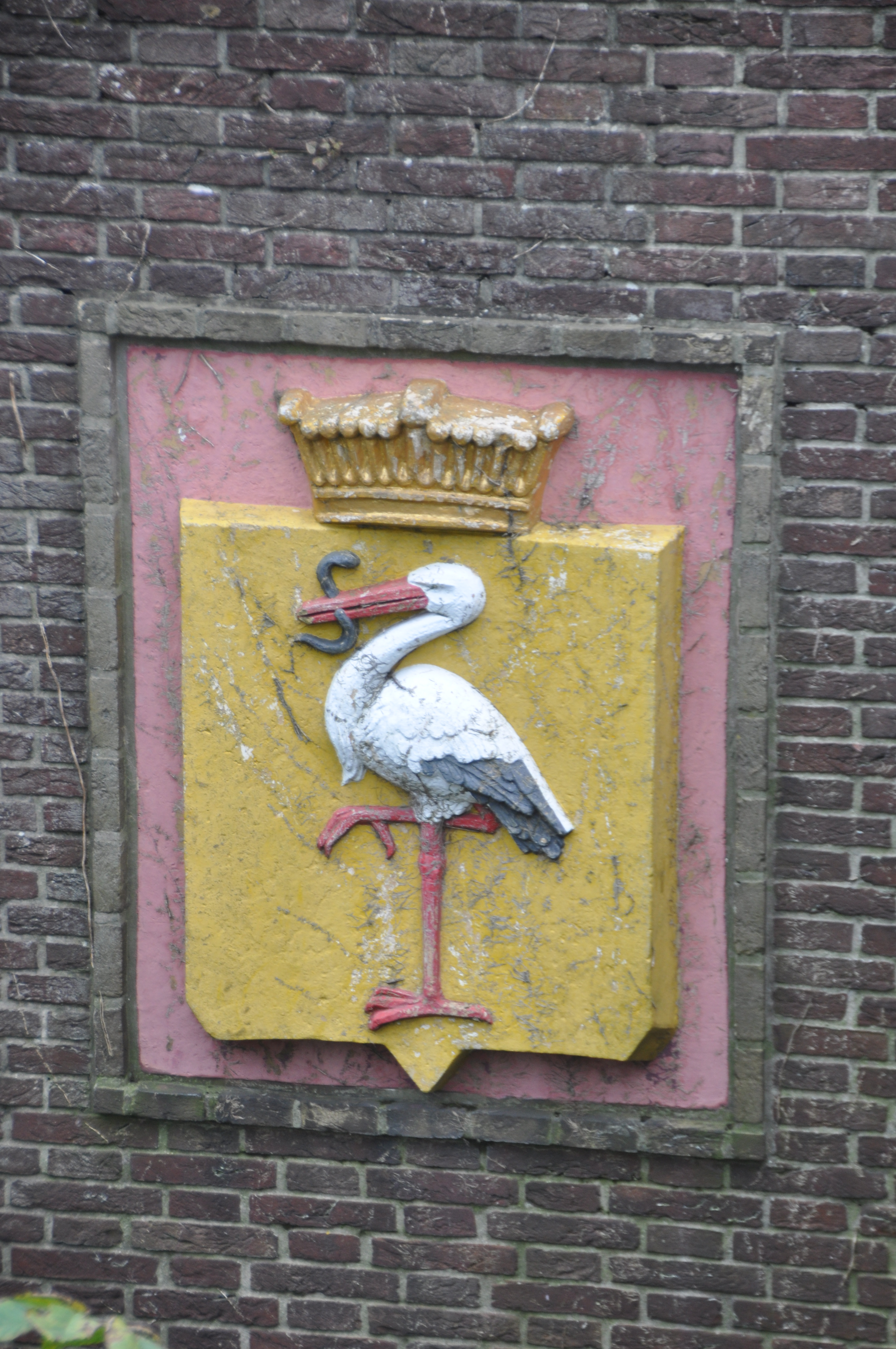
Een van de vier reliëfs

Vaste brug met een wijdte van 6,40 m en een doorvaarthoogte van KP +3,69 m.
De brug op deze plaats heette oorspronkelijk Koninginnebrug en kreeg vanwege de kleur de huidige naam. Die brug is al voor 1900 afgebroken, maar de naam bleef bestaan. Dit is in feite de vijfde "Witte Brug". In 1864 ging in Den Haag de eerste paardentram in de Benelux rijden. De tweede lijn ging ook in 1864 rijden, en die reed al over de toenmalige brug. Tussen 1890 en 1904 reden er in de zomer accutrams. In 1904 werd dit lijn 9. Tussen 1904 en 1968 reden er trams met bovenleiding over de brug. Toen kwam er een aparte diagonale trambrug. Dat scheelde twee haakse bochten. Nog altijd rijdt lijn 9 deze route.
In 1943 werd het Benoordenhout Duits Sperrgebiet en werd ook de Witte Brug afgebroken en later herbouwd.

## [GW 77] Cremerbrug

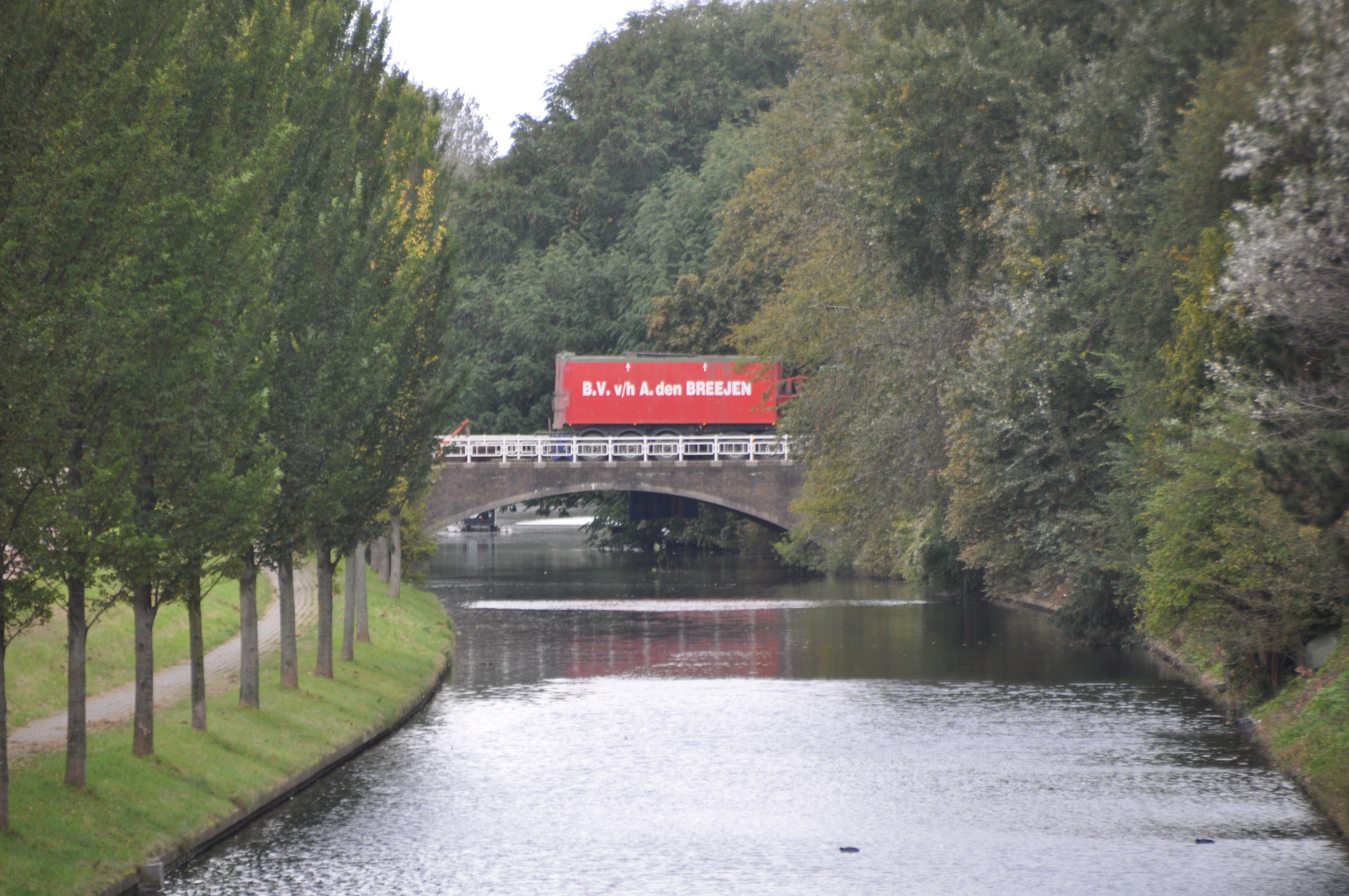
Cremerbrug

Vaste brug in de Cremerweg met een wijdte van 11,50 m en een doorvaarthoogte van KP +2,70 m.
De brug is genoemd naar Jacob Jan Cremer. Dit was een 19e-eeuwse schrijver en voordrachtskunstenaar die leefde van 1827-1880. Hij dankt mede zijn bekendheid aan zijn boek "Fabriekskinderen", dat kinderarbeid beschreef. Het boek heeft bijgedragen aan de totstandkoming van de Wet van Van Houten [1874] en de Leerplichtwet [1901].
In 1943 werd het Benoordenhout Duits Sperrgebiet en werd ook de Cremerbrug afgebroken en later herbouwd.

## [GW 78] Haringkade/Duinweg
Dit was een hangbrug met een wijdte van 3,75 m en een doorvaarthoogte van KP +2,00 m. De brug is afgebroken tijdens de demping van de binnenhaven van Scheveningen, omstreeks 1971.

## [GW 79] Nieuwe Duinwegbrug
Locatie 52° 6′ 16″ NB, 4° 17′ 11″ OL

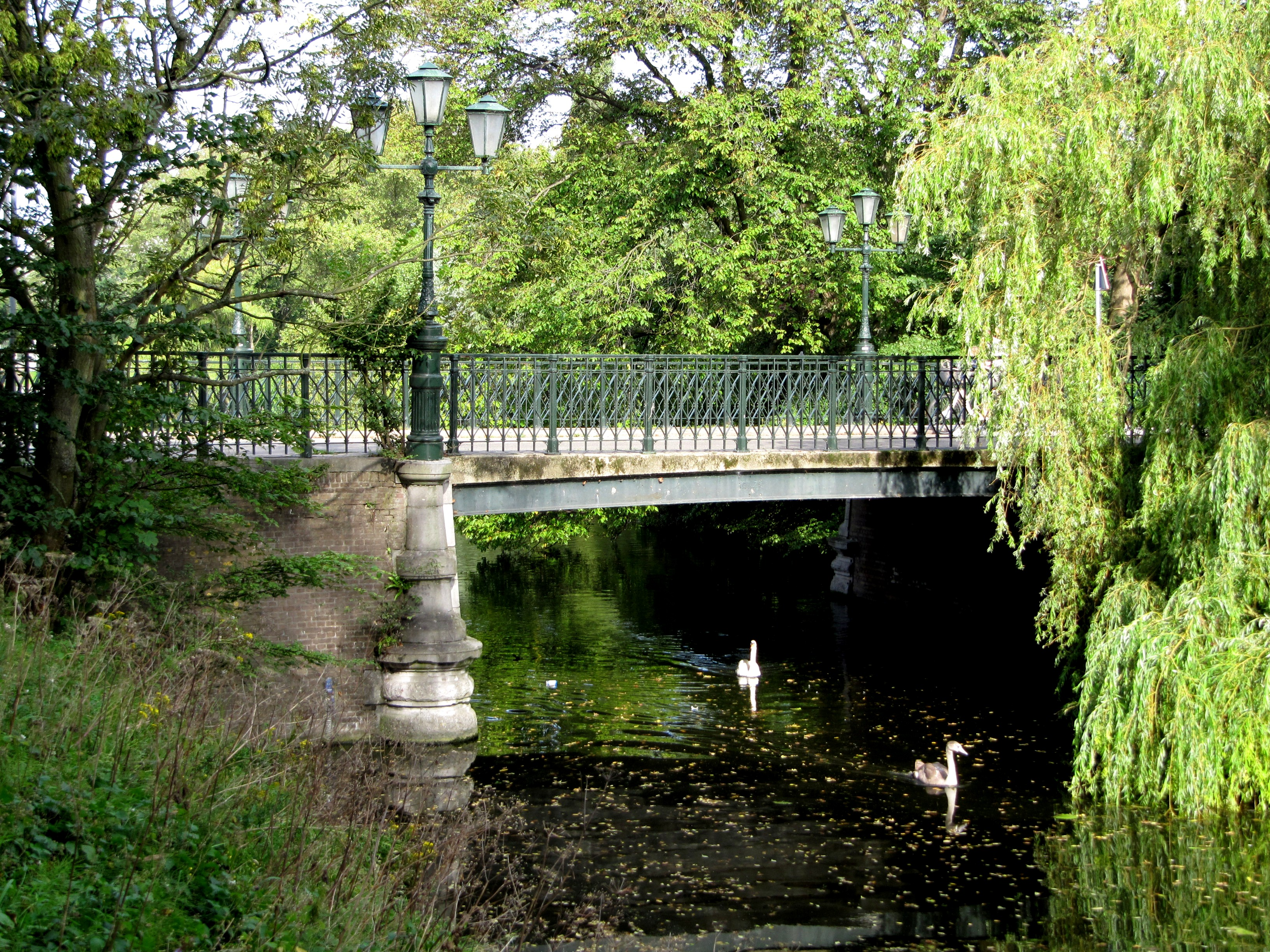
Nieuwe Duinwegbrug

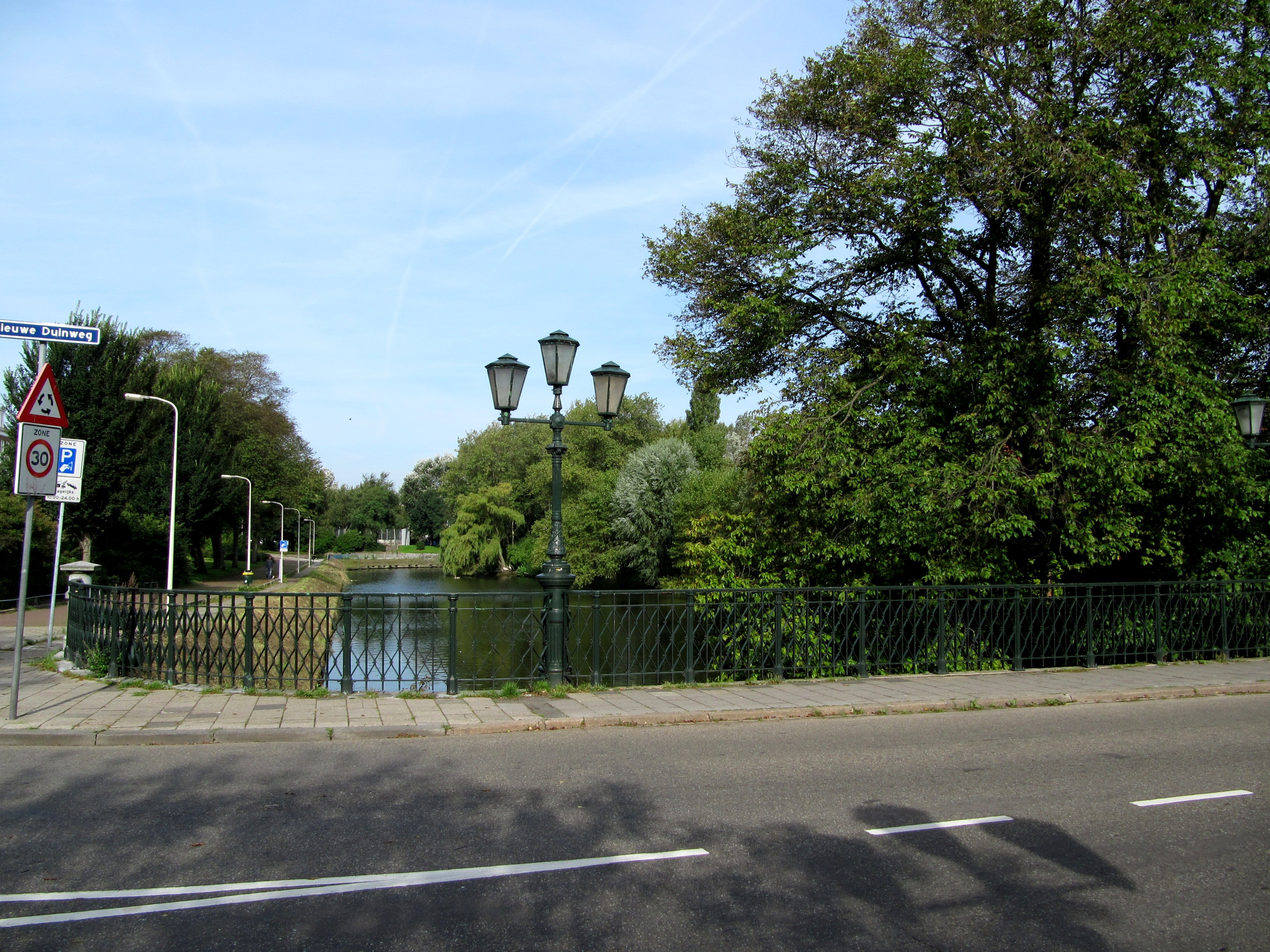
Nieuwe Duinwegbrug met driedelige lantaarns

Vaste brug met een wijdte van 10,22 m en een doorvaarthoogte van KP +2,40 m.
De brug is gebouwd in 1890 in neo-renaissance stijl. De sierlantaarns en de balustraden zijn van gietijzer. De brug verbindt de Nieuwe Duinweg met de Haringkade. De brug is rijksmonumentnummer 477414, van architectuurhistorisch en typologisch belang als functioneel voorbeeld van een laat-19e-eeuws industrieel object. Vorm, detaillering en materiaalgebruik zijn gaaf bewaard. De brug geldt als een van de mooiste bruggen van Den Haag, niet in de laatste plaats vanwege de driedelige lantaarns op de hoeken van de brug.
Men noemt dit wel de "Groene Brug", als tegenhanger van de zogenaamde "Wittebrug". Tot 1966 reed tramlijn 14 over deze brug en over de smalle Duinweg en door de krappe Pansierstraat.

## [GW 84] Binckhorstbrug

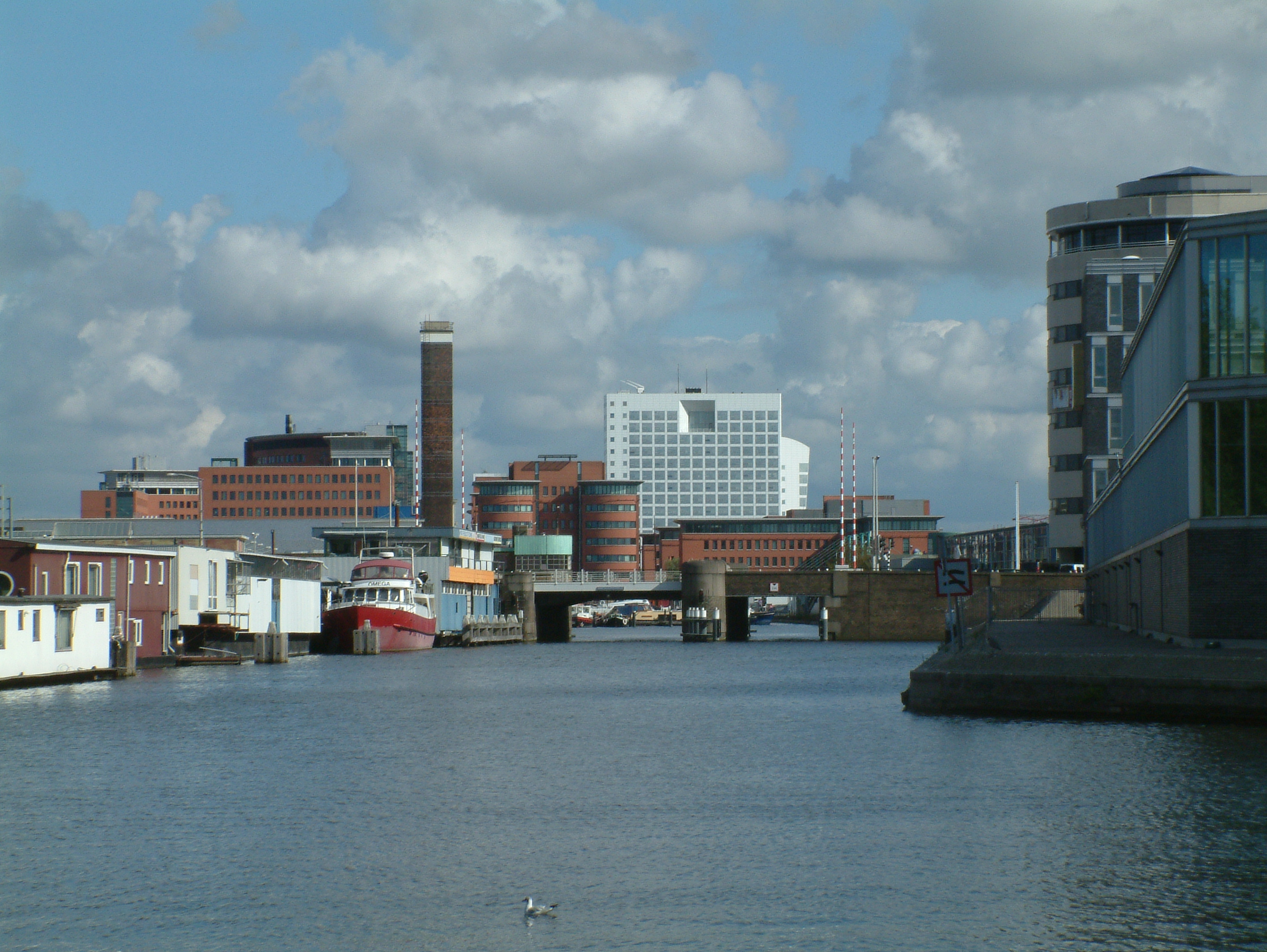
Binckhorstbrug

Basculebrug met een wijdte van 10,50 m en een doorvaarthoogte van KP +2,80 m. Locatie: in de Binckhorstlaan bij Voorburg.

## [GW 87] Brug Neuhuyskade/Weissenbruchstraat

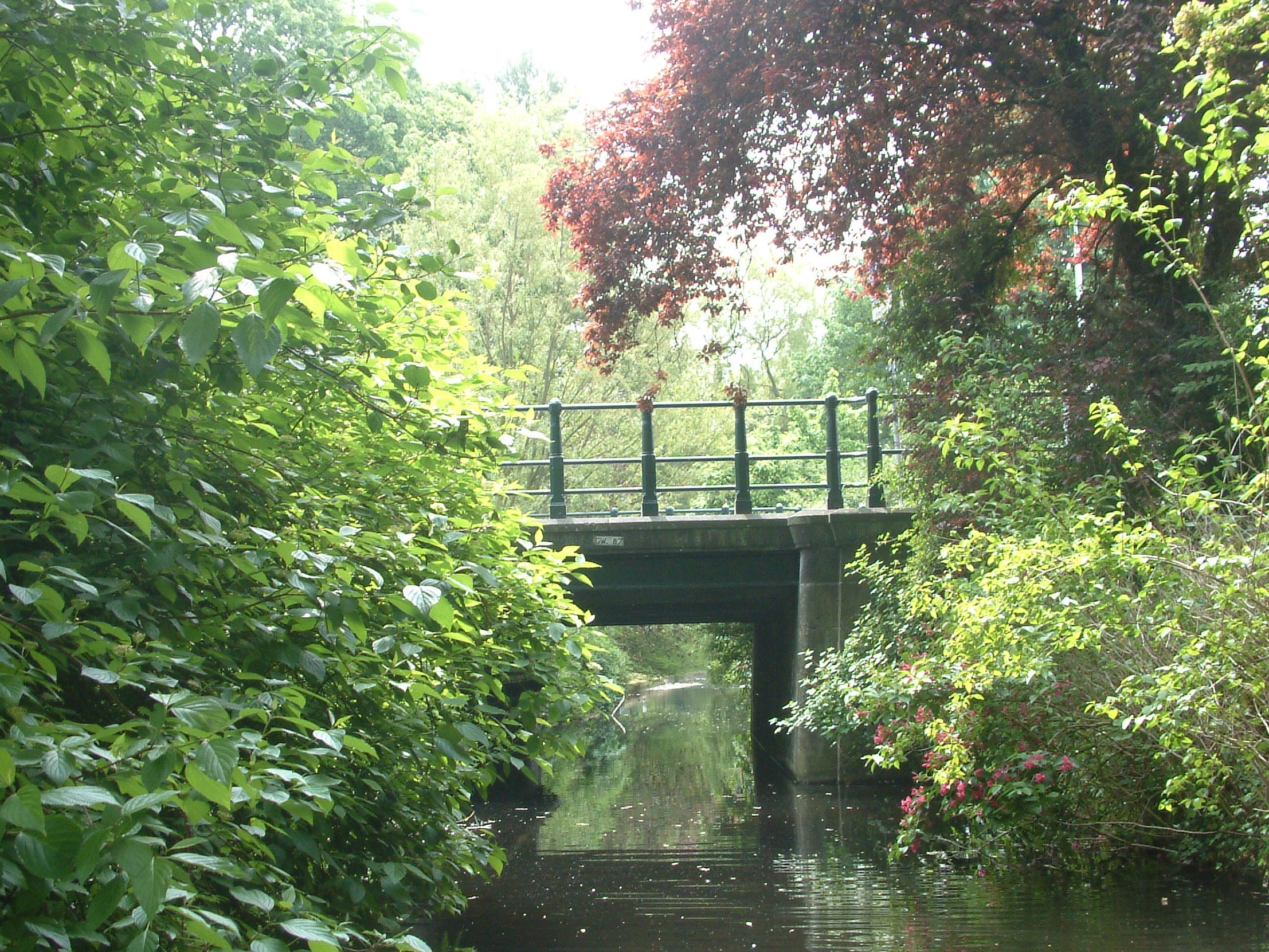

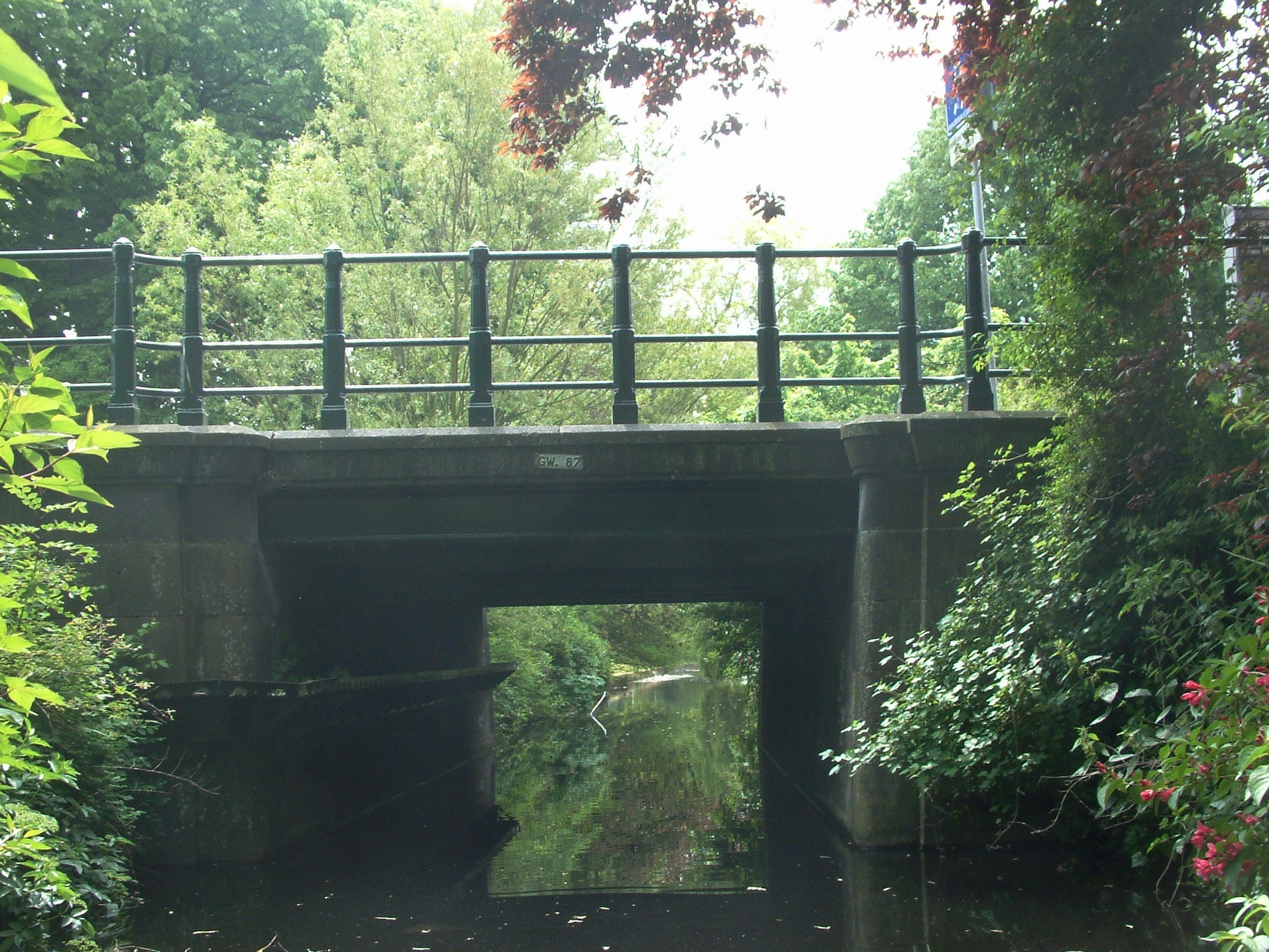

Vaste brug met een wijdte van 3,00 m en een doorvaarthoogte van KP +1,50. 

## [GW 88] Voetbrug Benoordenhoutseweg

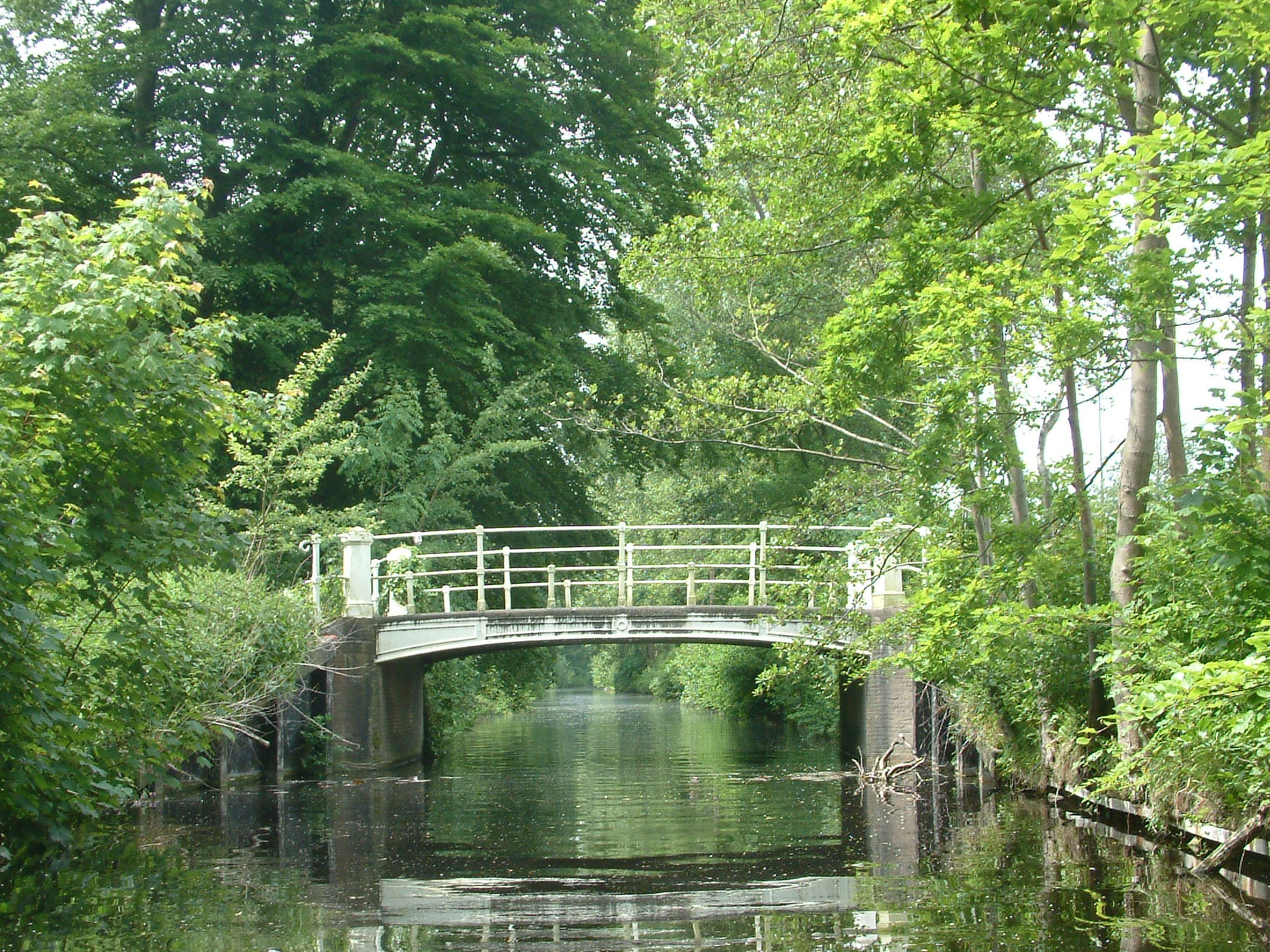

Vaste brug met een wijdte van 6,04 m en een doorvaarthoogte van KP +1,43 m. Locatie: bij Laan van Clingendael.

## [GW 90 Laan van Nieuw Oost Indië]
Deze brug/overkluizing bevindt zich in het Haagse Bos bij de Bezuidenhoutseweg. Niet doorvaarbaar.

## [GW 101] Duindorpbrug
Vaste brug tussen Nieboerweg en Westduinweg met een wijdte van 20,00 m en een doorvaarthoogte van KP +6,20 m. Sinds 2005 is dit de Duindorpdam. Scheepvaart is sindsdien niet meer mogelijk. GW 156 en GW 101 zijn dichtbij.
In de jaren 30-40 reed tramlijn 10 hier. Die reed via Willem de Zwijgerlaan en Tesselse plein tot het einde van de Pluvierstraat. Na de oorlog niet teruggekeerd.

## [GW 102] Willem Witsenplein

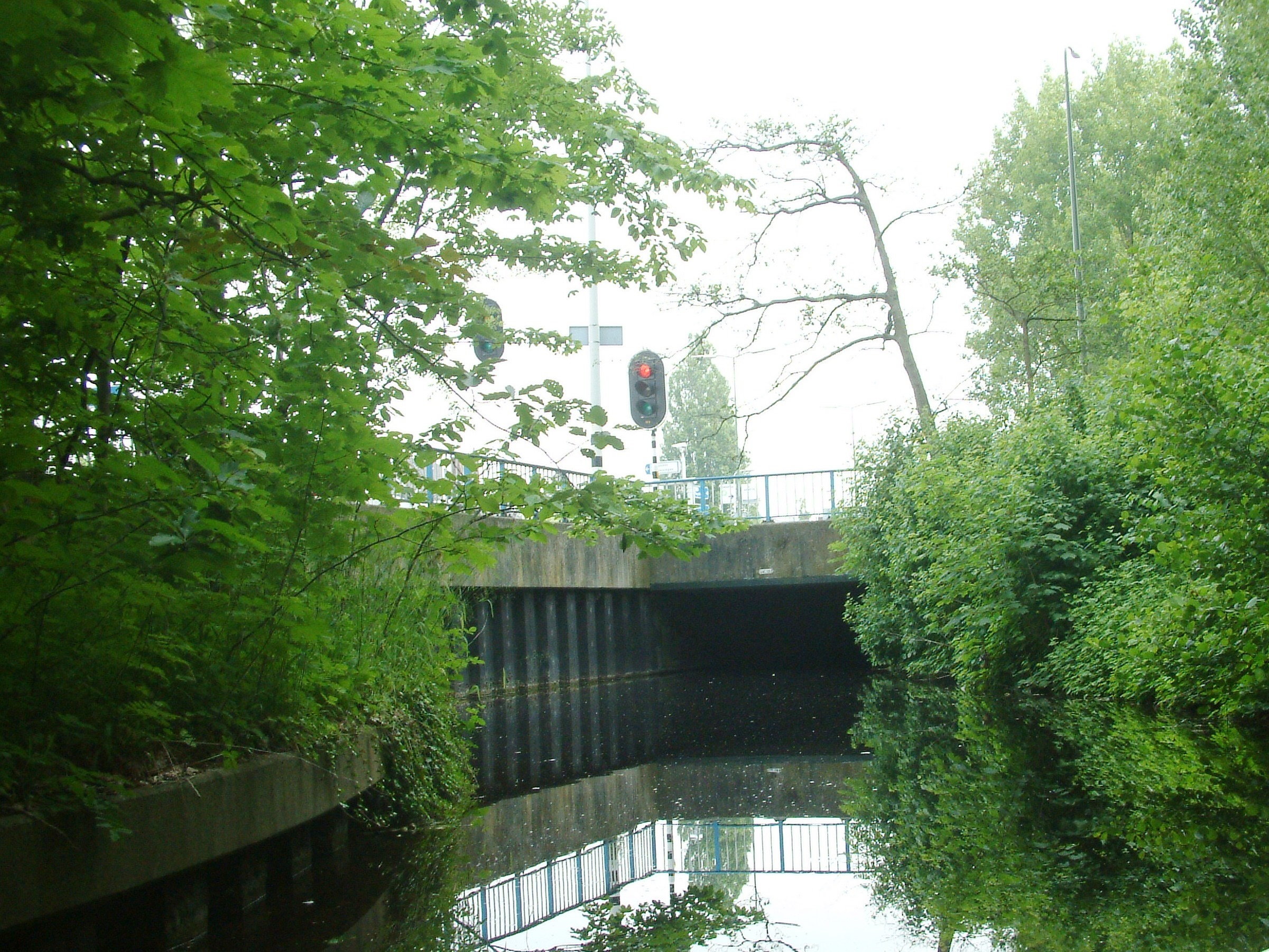
Willem Witsenplein

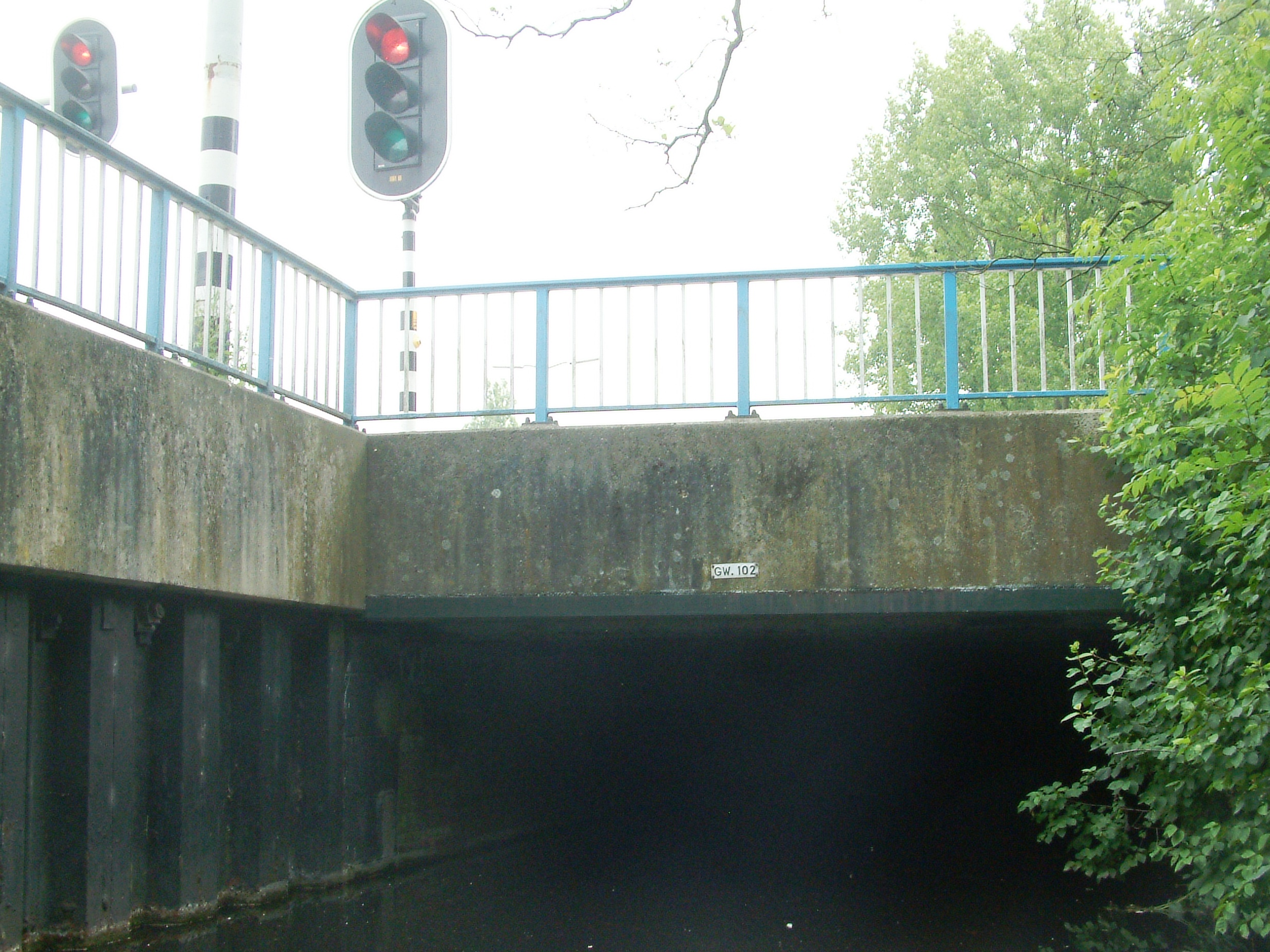

Vaste brug met een wijdte van 5,00 m en een doorvaarthoogte van KP +1,45 m. Links de Benoordenhoutseweg, rechts de Laan van Nieuw Oost Indië. GW 102 & 103/DSB 103 en GW 154 en GW 68 liggen aan hetzelfde kanaal, dat pal langs het Haagse bos 'loopt'. 

## [GW 103] Neuhuyskade/Haagse bos

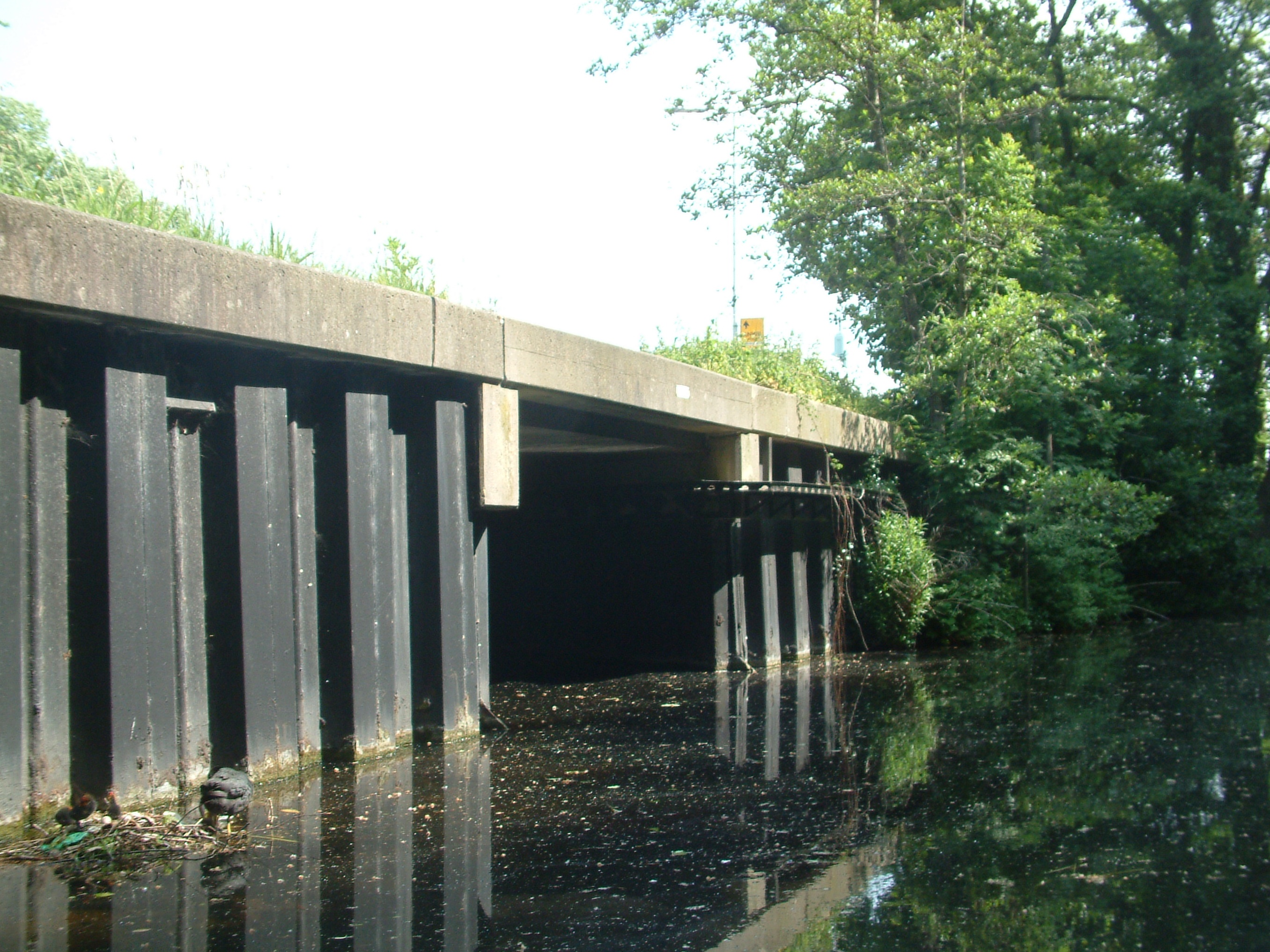

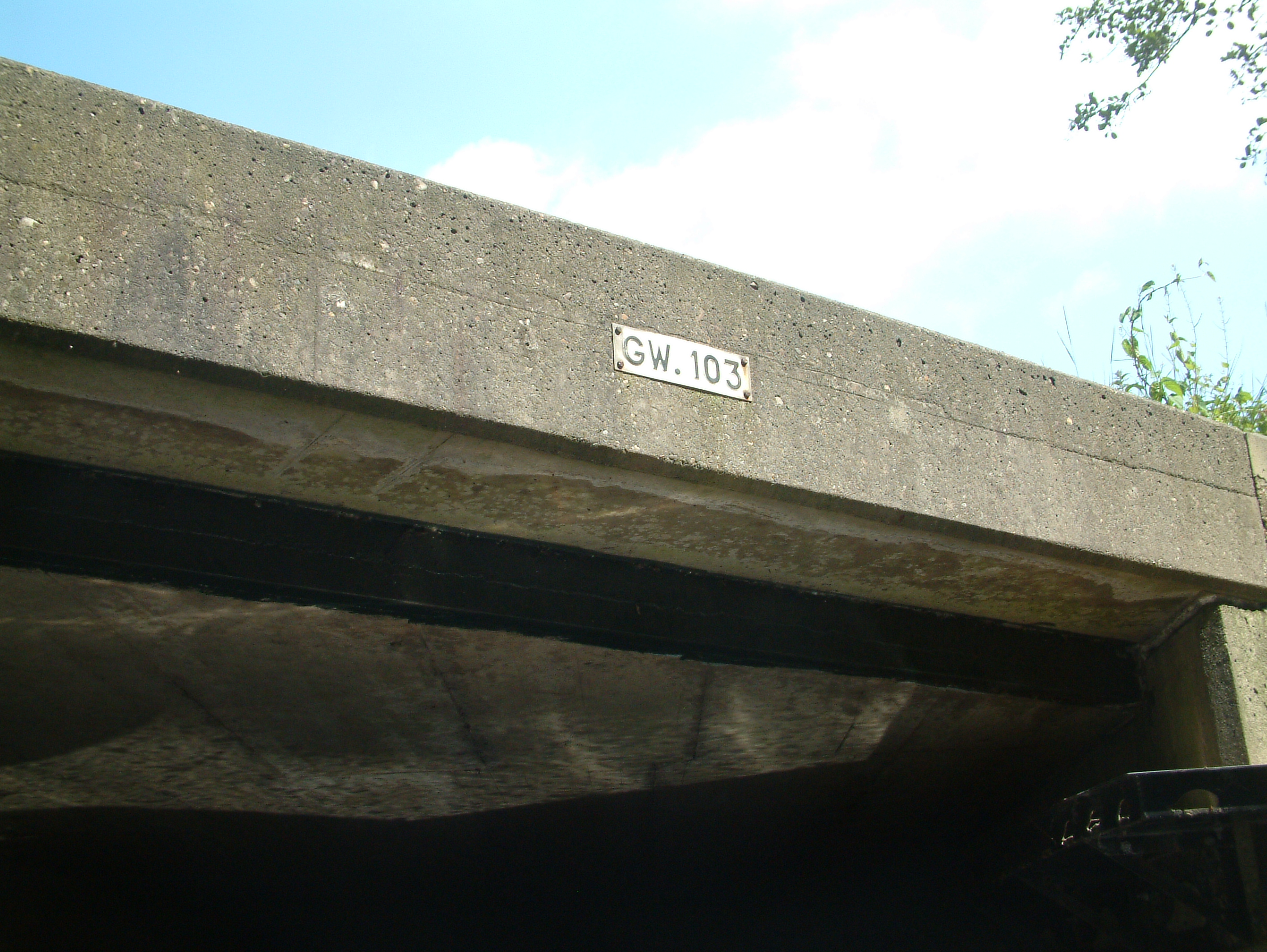

Vaste brug met een wijdte van 3,10 m en een doorvaarthoogte van KP +1,25 m.
Dit is de onderdoorgang tussen Neuhuyskade (links) en Haagse bos (rechts), onder de Benoordenhoutseweg door. Aan de andere kant staat DSB 103.

## [GW 126] Soestdijkse kade/Kamperfoeliestraat

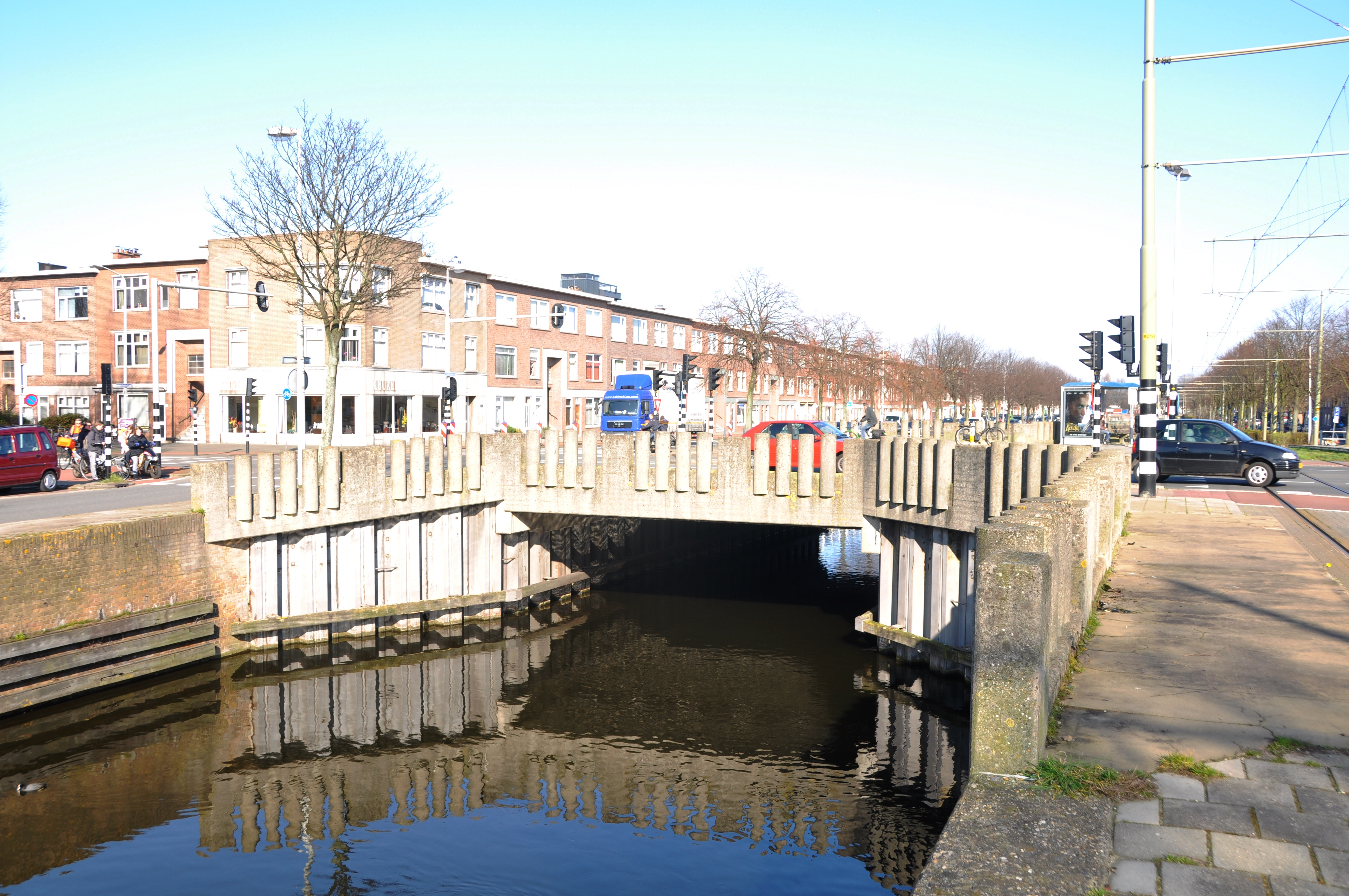

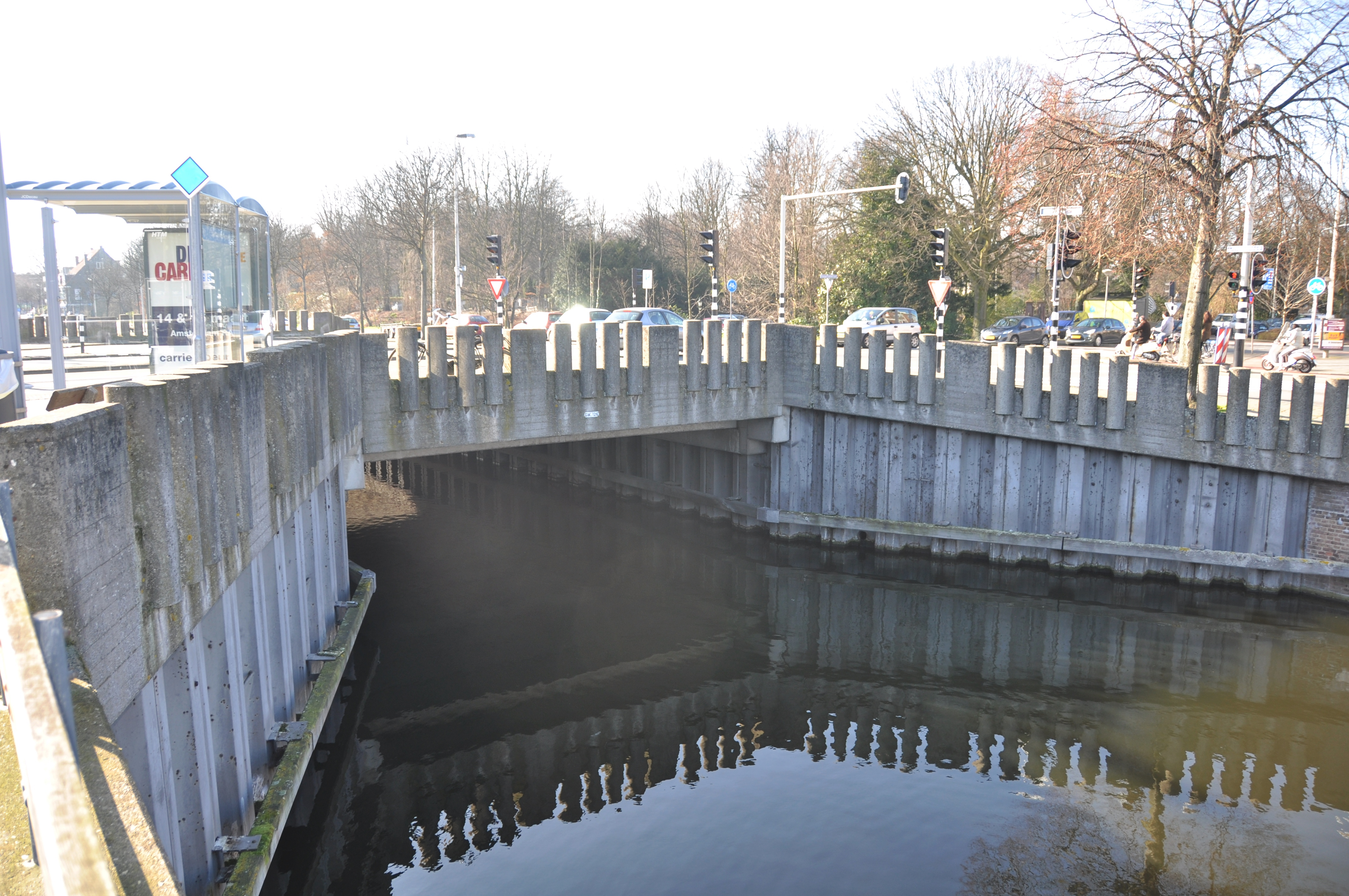

Vaste brug. Tramlijn 2 rijd hier langs.

## [GW 131] Loopbrug Trekvliet of Binckhorst
Locatie 52° 4′ 16″ NB, 4° 19′ 38″ OL

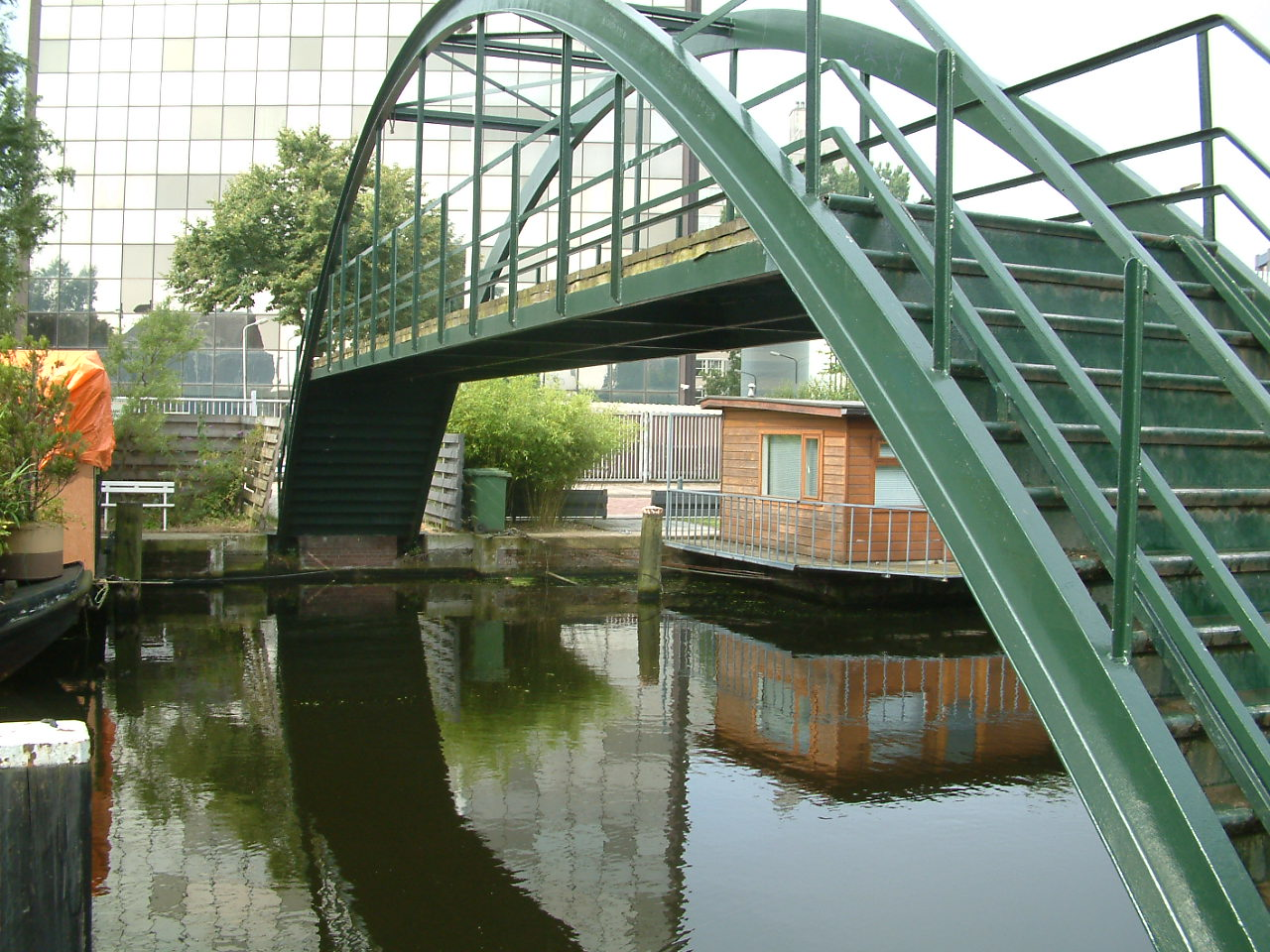
Loopbrug Trekvliet of Binckhorst

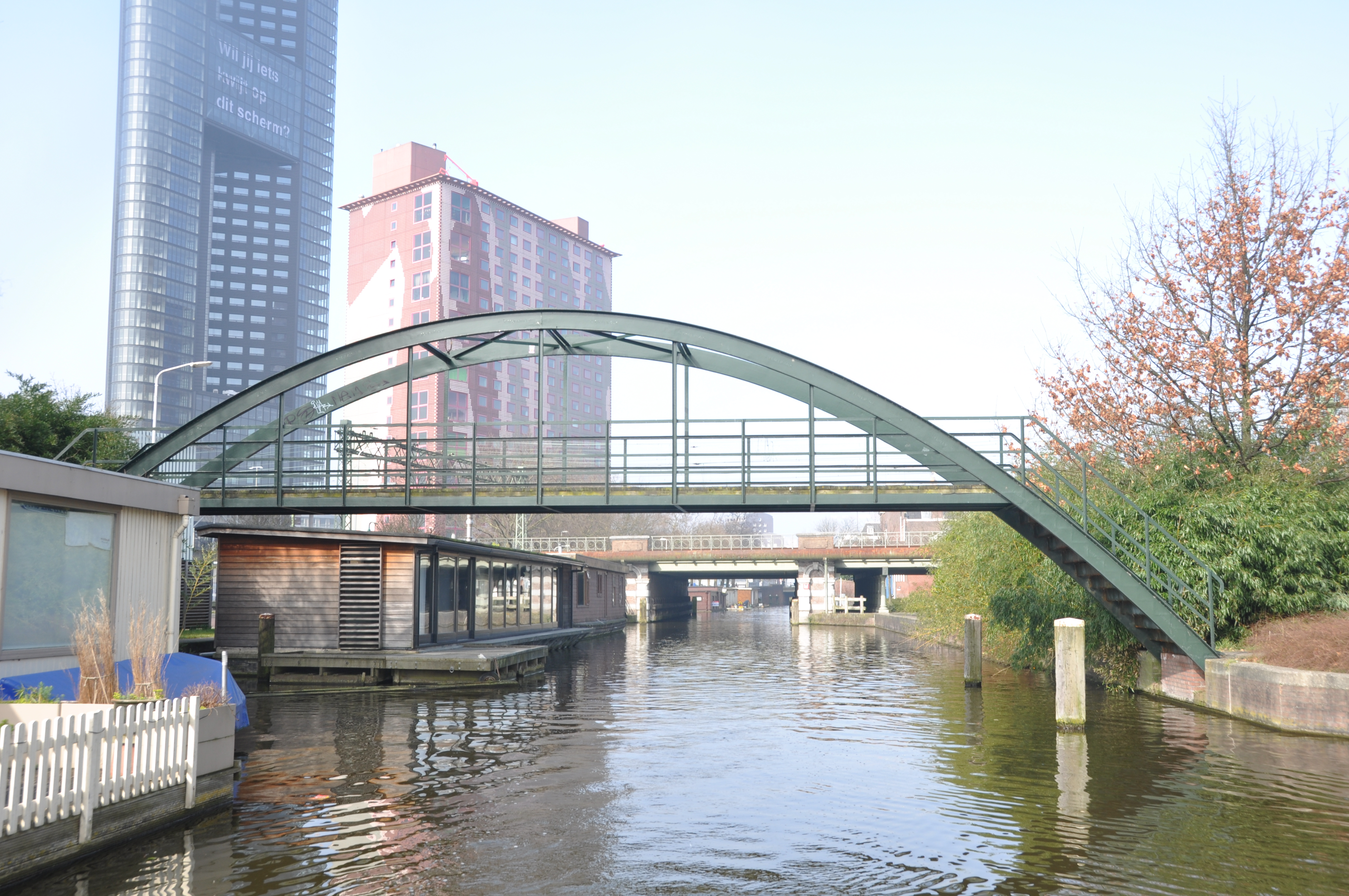

Vaste brug met een wijdte van 12,75 m en een doorvaarthoogte van KP +2,45 m.
Deze brug is gebouwd door de firma Escher (familie van de bekende Maurits Cornelis Escher) en leidt van de Bontekoekade naar het Trekvlietplein in de Binckhorst, waar de oude gasfabriek was. In de verte is GW 220 te zien.

## [GW 132] Waldorpstraat/Viaductweg
Vaste brug met een wijdte van 12,00 m en een doorvaarthoogte van KP +3,16 m. Onder de Waldorpstraat 
door.

## [GW 133] Fruitweg

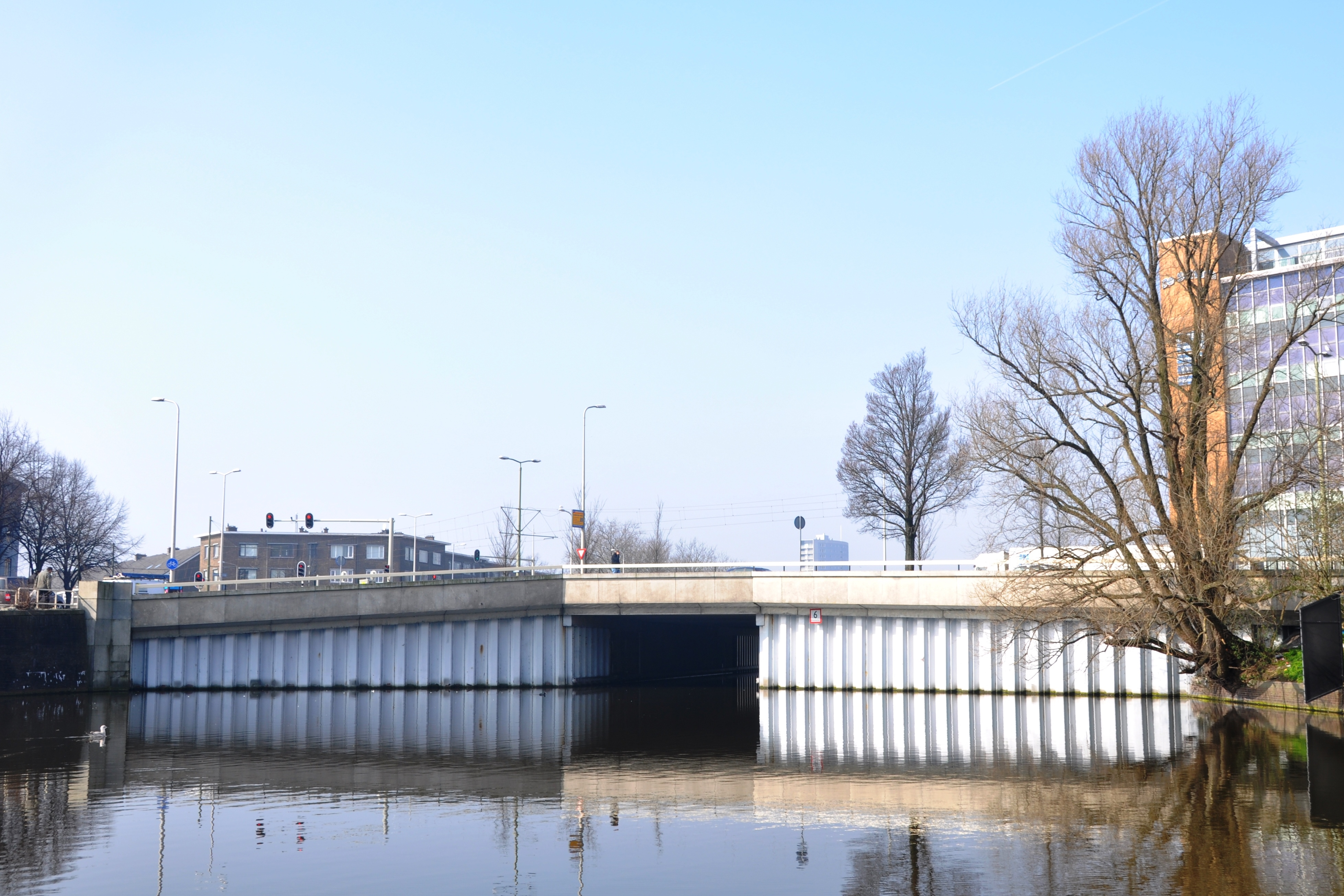

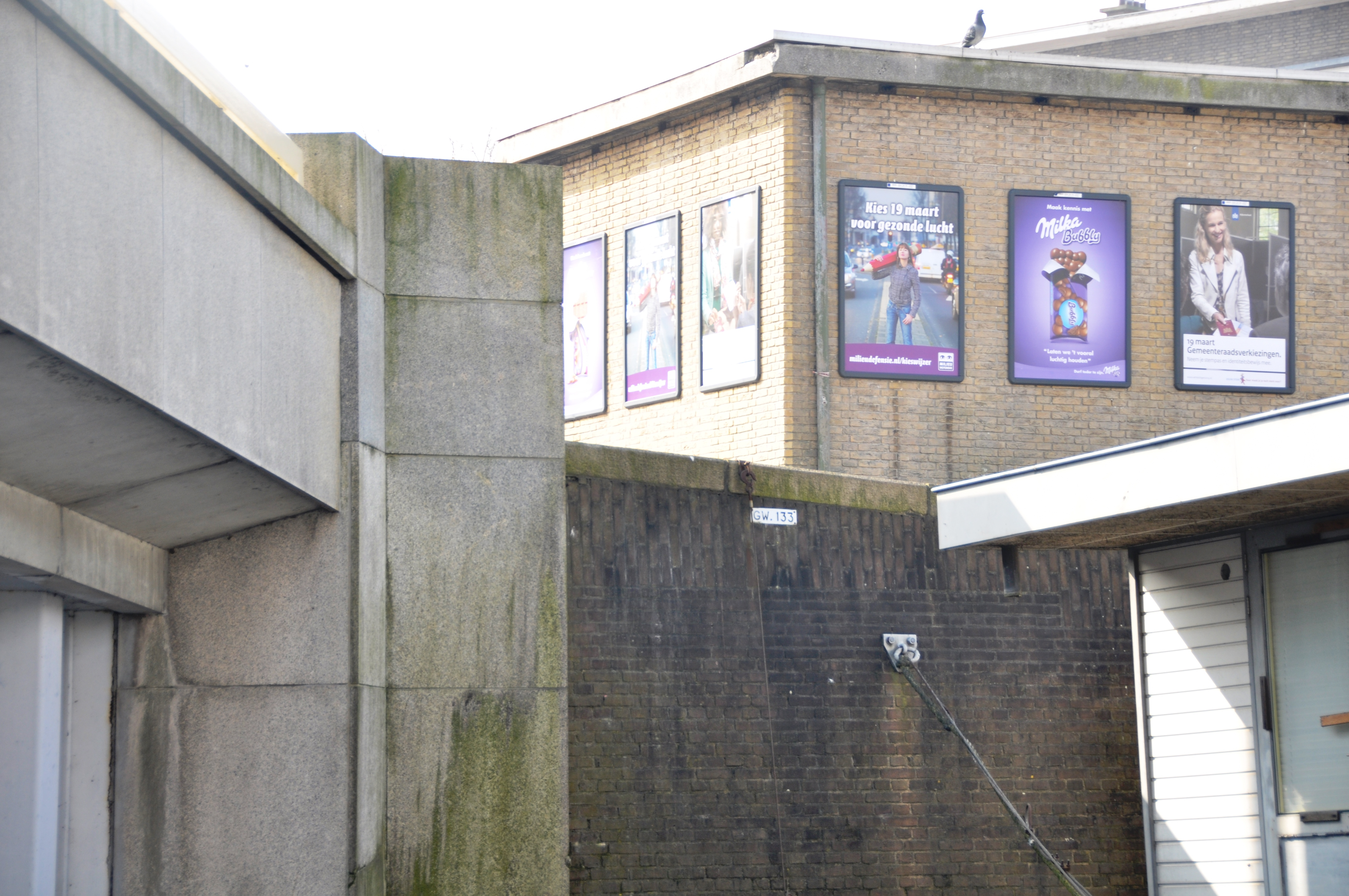

Vaste brug met een wijdte van 8,50 m en een doorvaarthoogte van KP +3,18 m. Sinds 1974 rijd tramlijn 9 over deze brug. Op de bovenste foto zicht richting Troelstrakade/zee, en op de onderste foto is het trafohuisje op de hoek Troelstrakade/Fruitweg te zien, van onderaf. 

## [GW 134] Moerweg/Troelstrakade
Vaste brug met een wijdte van 6,00 m en een doorvaarthoogte van KP +2,19 m.

## [GW 135] Soestdijkseplein
Vaste brug met een wijdte van 7,92 m en een doorvaarthoogte van KP +2,73 m.

## [GW 136] Loosduinsekade

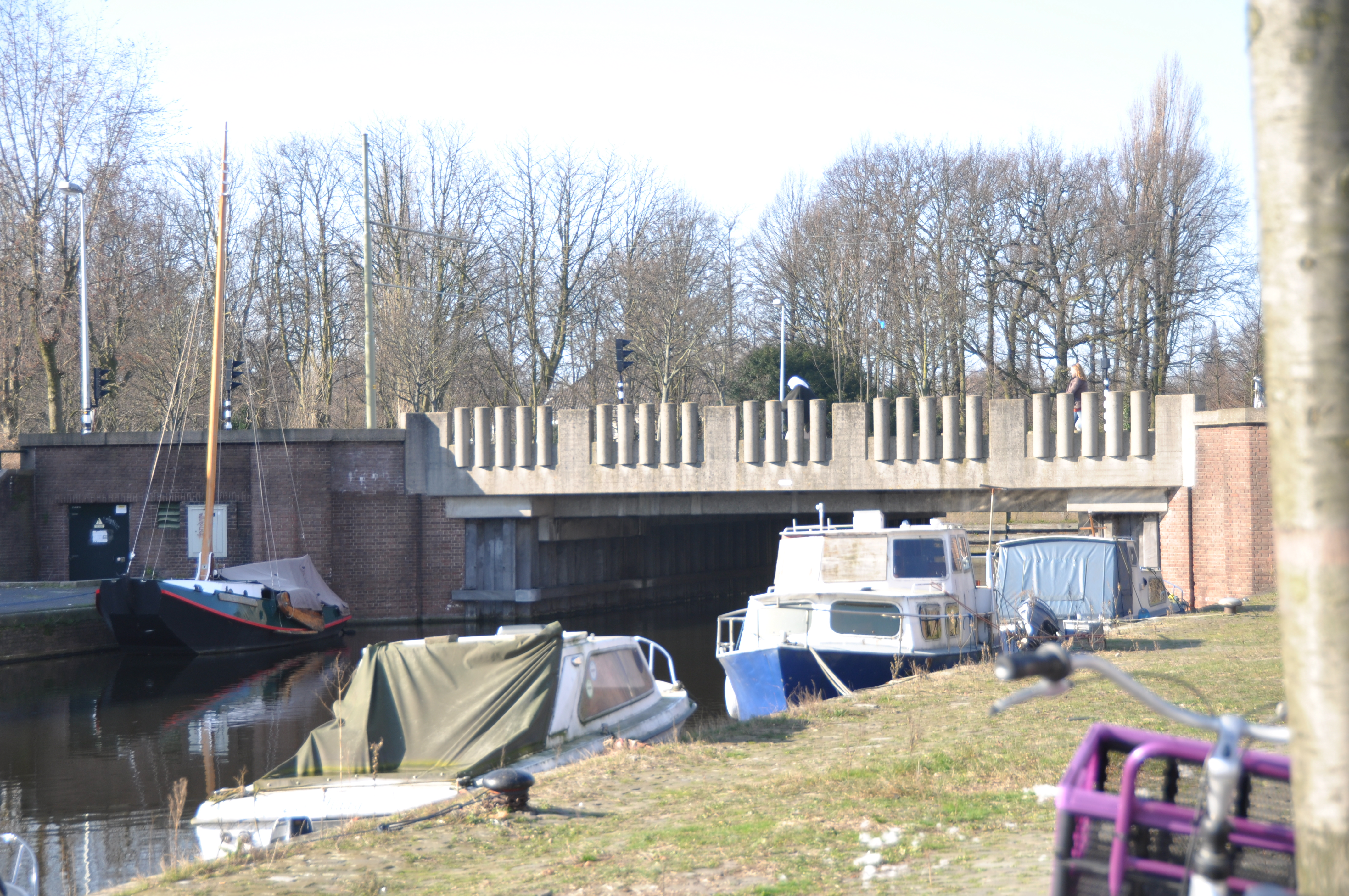

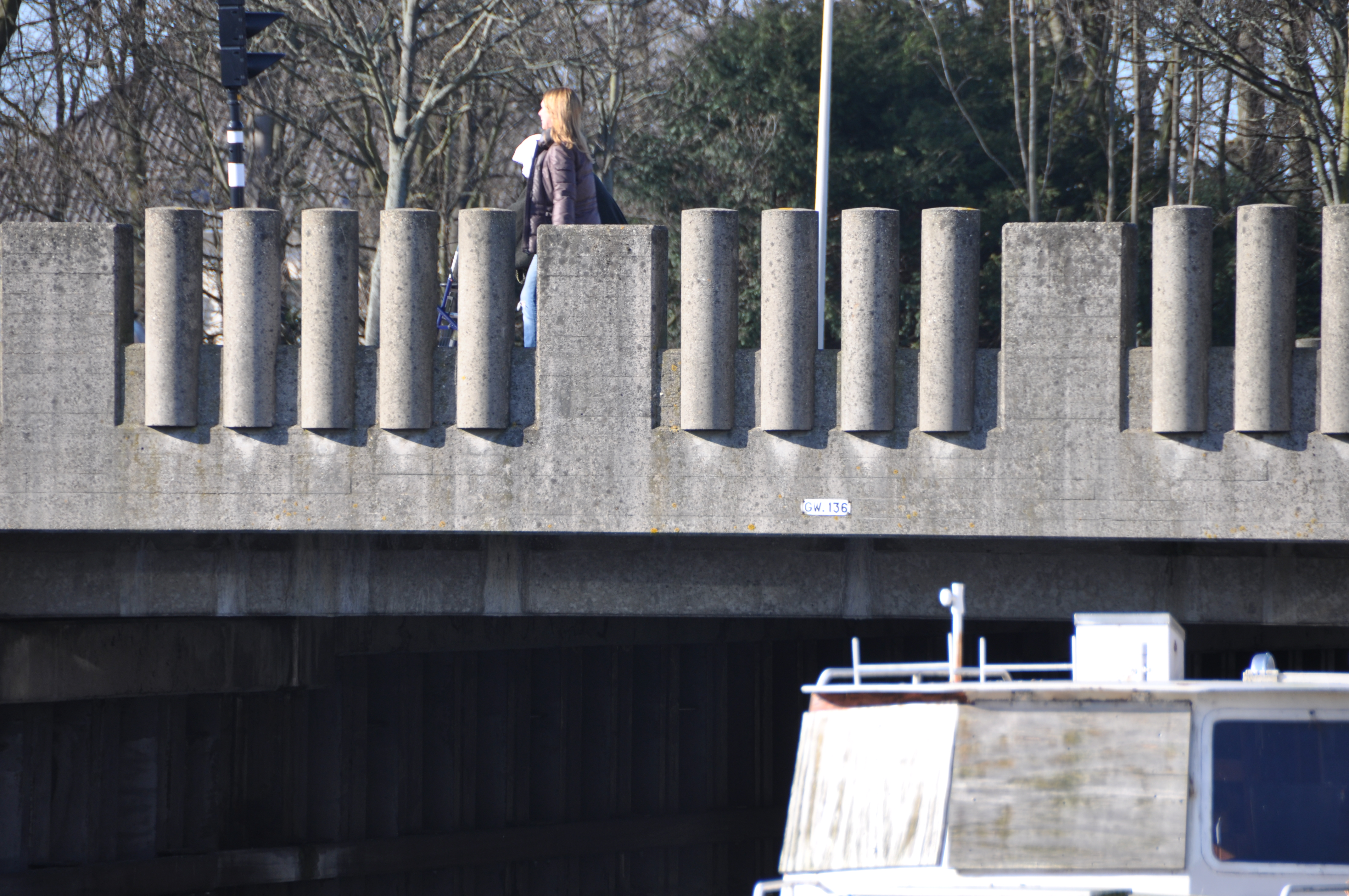

Vaste brug met een wijdte van 6,00 m en een doorvaarthoogte van KP +2,38 m. Tramlijn 2 rijd over deze brug.

## [GW 137] Escamplaan

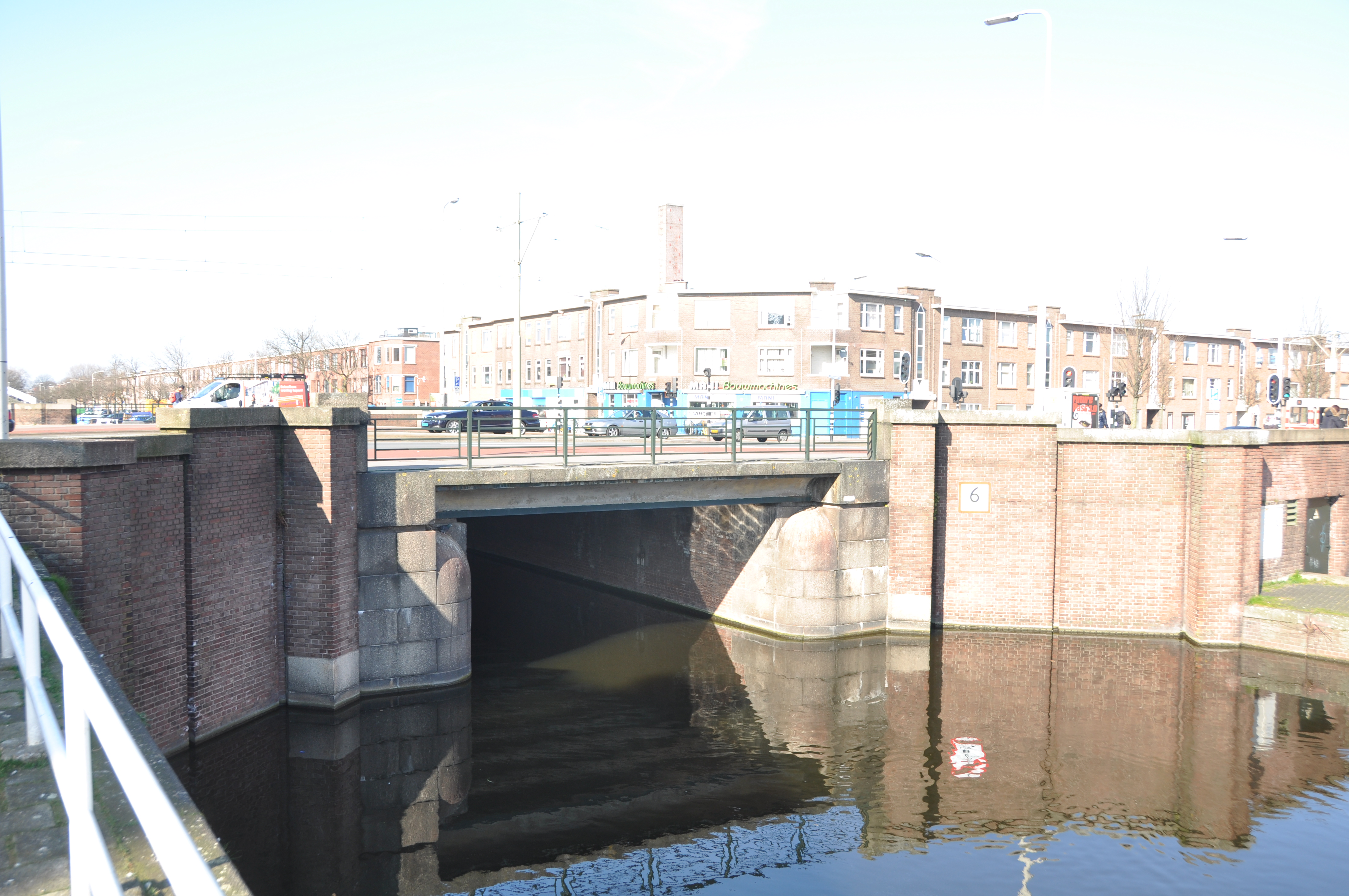

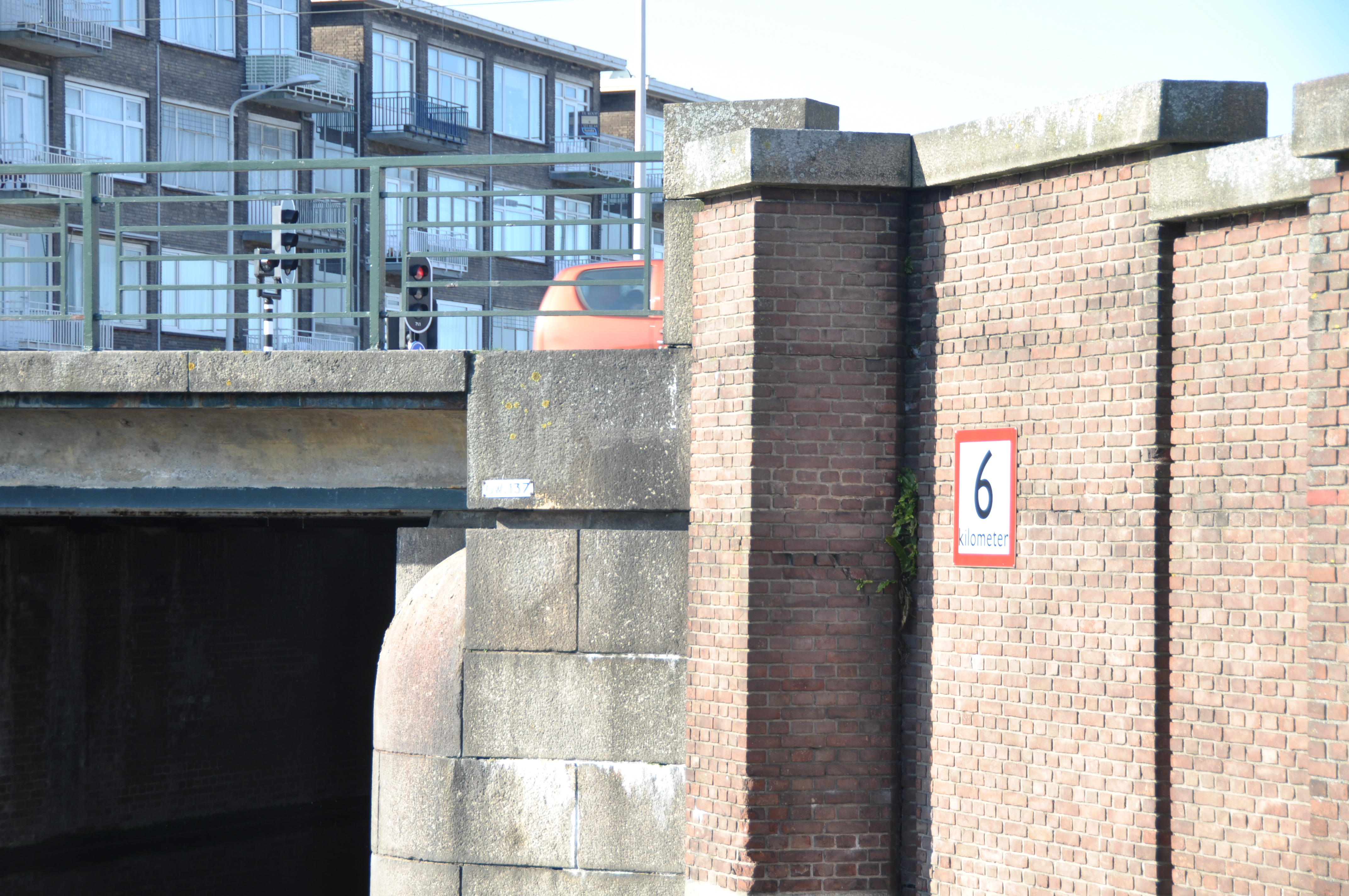

Vaste brug met een wijdte van 5,95 m en een doorvaarthoogte van KP +2,38 m. Links en rechts de Soestdijkse kade. Randstadrail 4 en tramlijn 6 rijden over deze brug.

## [GW 138] Veluweplein
Vaste brug met een wijdte van 7,95 m en een doorvaarthoogte van KP +2,73 m.

## [GW 151] EZH Terrein
Vaste brug met een wijdte van 11,10 m en een doorvaarthoogte van KP +2,50 m. Waarschijnlijk is dit de niet-openbare brug aan de Esperantostraat.

## [GW 152] Veenendaalkade
Vaste brug met een wijdte van 8,00 m en een doorvaarthoogte van KP +2,83 m.

## [GW 154] Voetbrug Benoordenhoutseweg

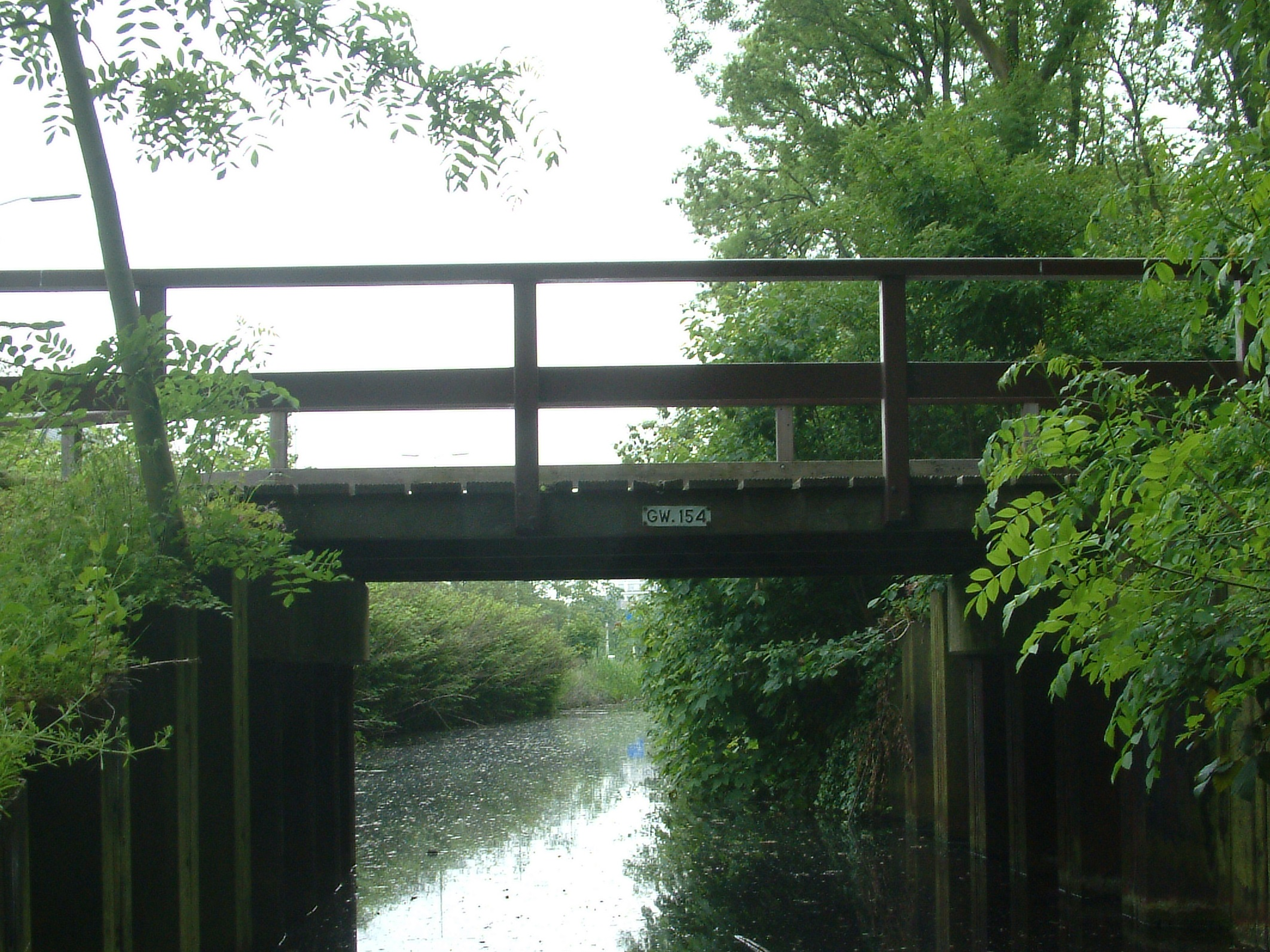

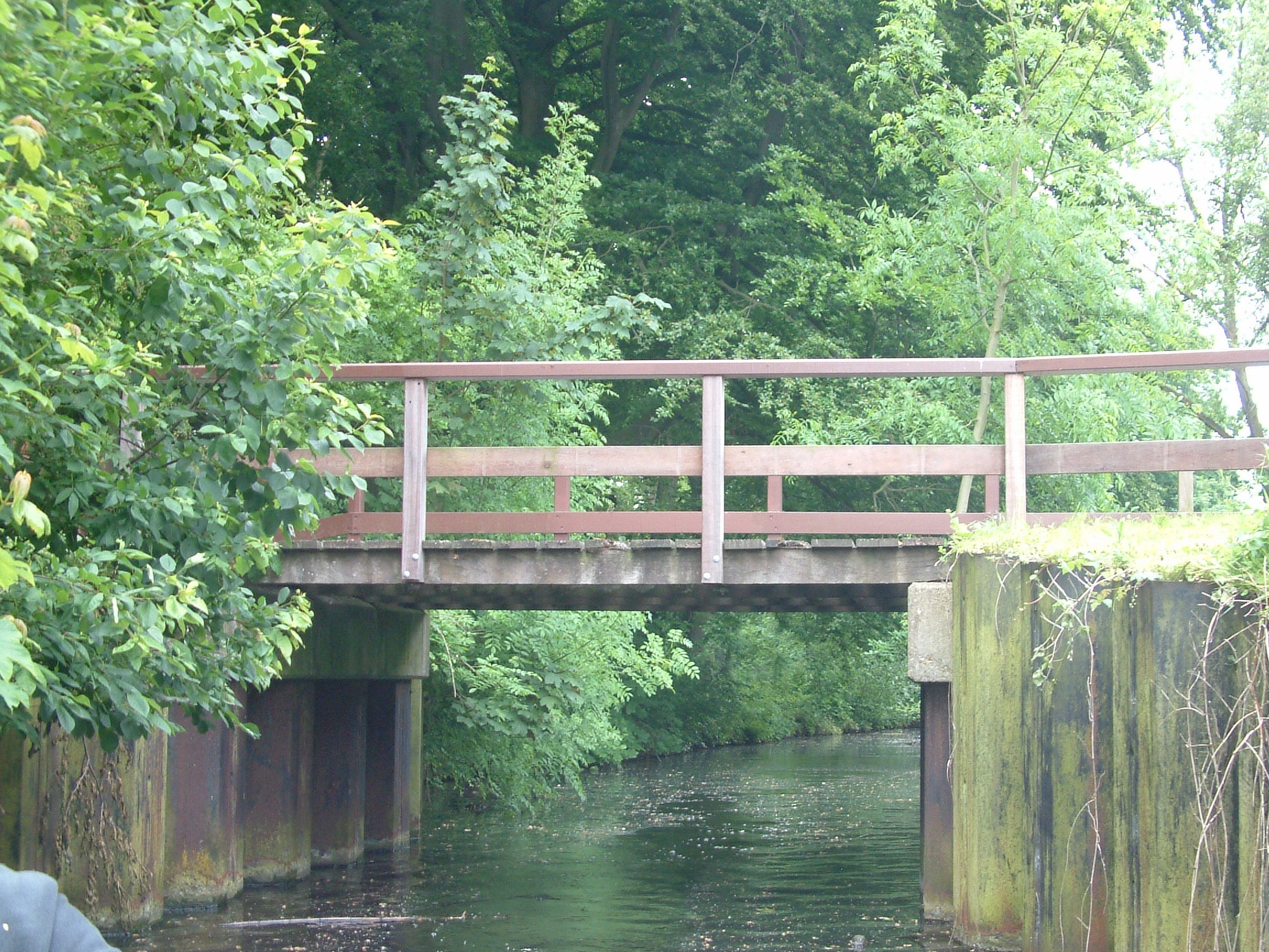

Vaste brug met een wijdte van 3,45 m en een doorvaarthoogte van KP +1,45 m. Locatie: nabij de Neuhuyskade, aan de kant van het Haagse bos. Zeer dicht bij GW/DSB 103.

## [GW 156] Kranenburgweg
Vaste brug met een wijdte van 10,00 m en een doorvaarthoogte van KP +4,90 m. Gelegen tussen GW 101 & GW 486. Scheepvaart is hier niet meer mogelijk.

## [GW 198] Trekvlietbrug
Locatie 52° 4′ 7″ NB, 4° 19′ 57″ OL

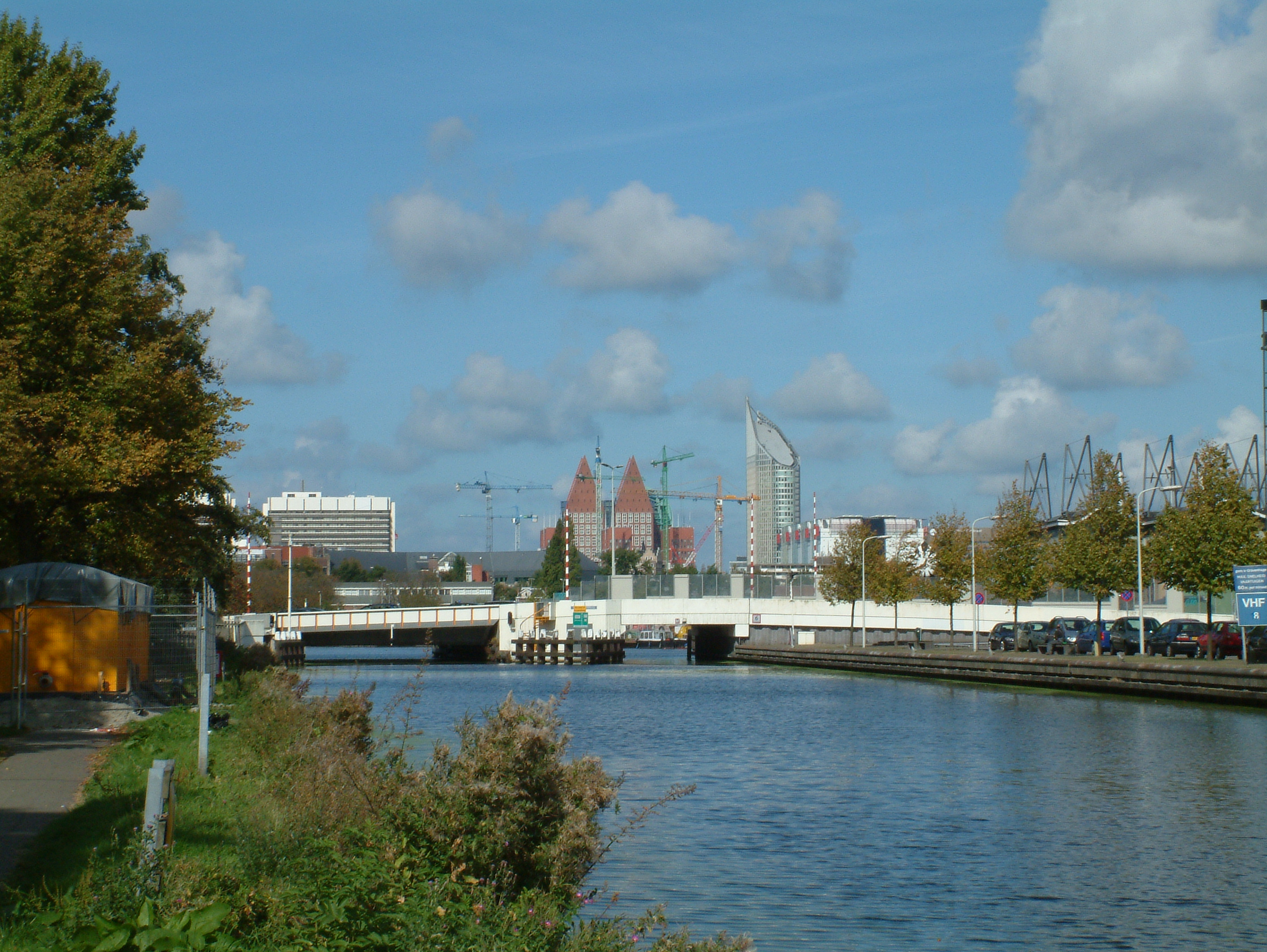
Trekvlietbrug

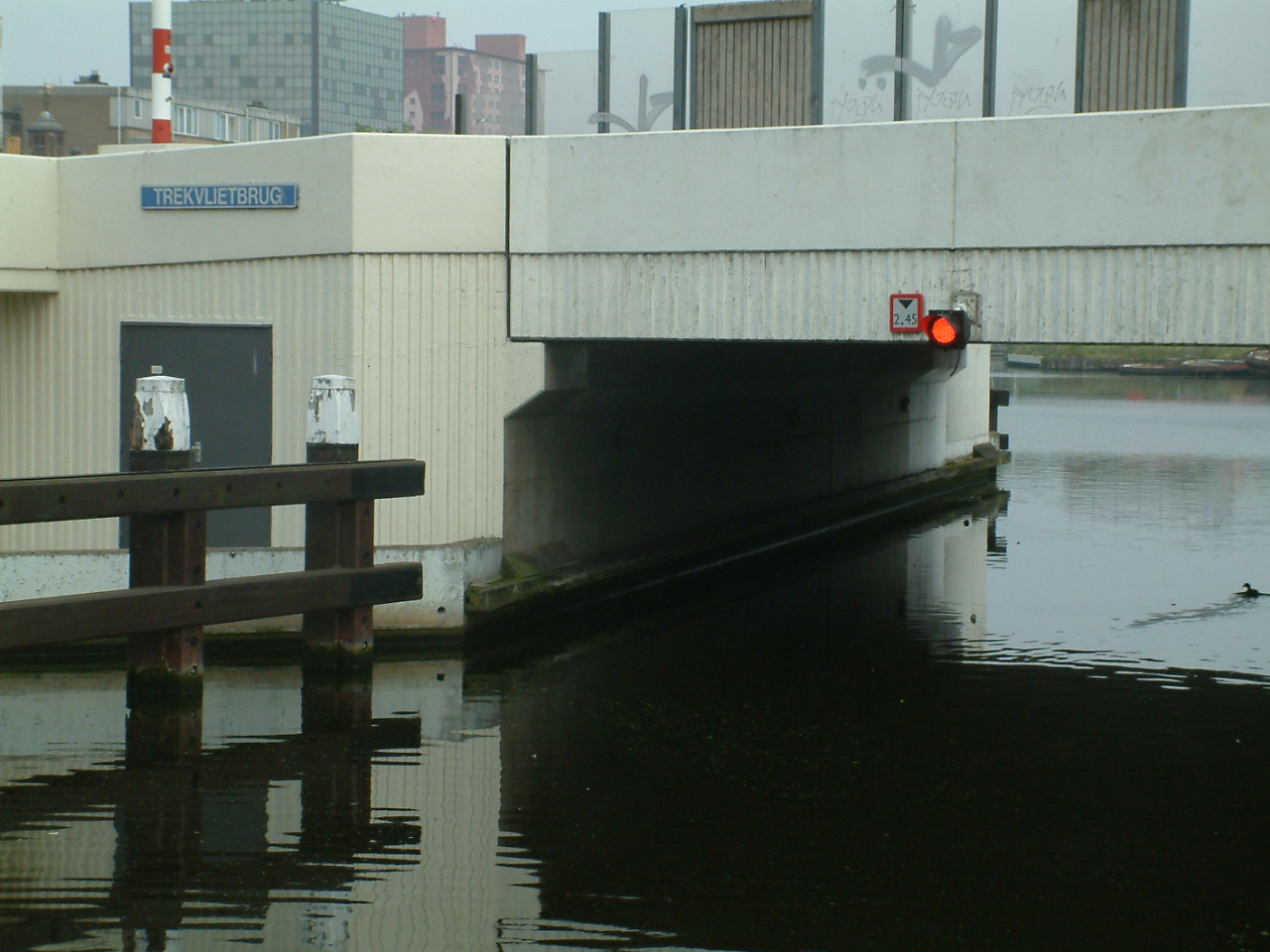

Basculebrug met een wijdte van 14,00 m en een hoogte in gesloten stand van KP +0,80 m. Het brugdek is zo scheef dat het wel de scheefste brug van Nederland genoemd wordt. Het vaste deel heeft een hoogte van KP +2,45 m. 

## [GW 203] Spoorbrug
Vaste brug met een wijdte van 11,70 m en een doorvaarthoogte van KP +3,20 m. 
Waarschijnlijk betreft dit de spoorbrug boven de Viaductweg.

## [GW 209] Brug Waalsdorperlaan
Vaste brug met een wijdte van 4,00 m en een doorvaarthoogte van KP +1,49 m. Verderop staat deze brug opnieuw, maar dan met foto's.

## [GW 220] Spoorbrug Rijswijkse weg/Station HS
Locatie 52° 4′ 18″ NB, 4° 19′ 36″ OL

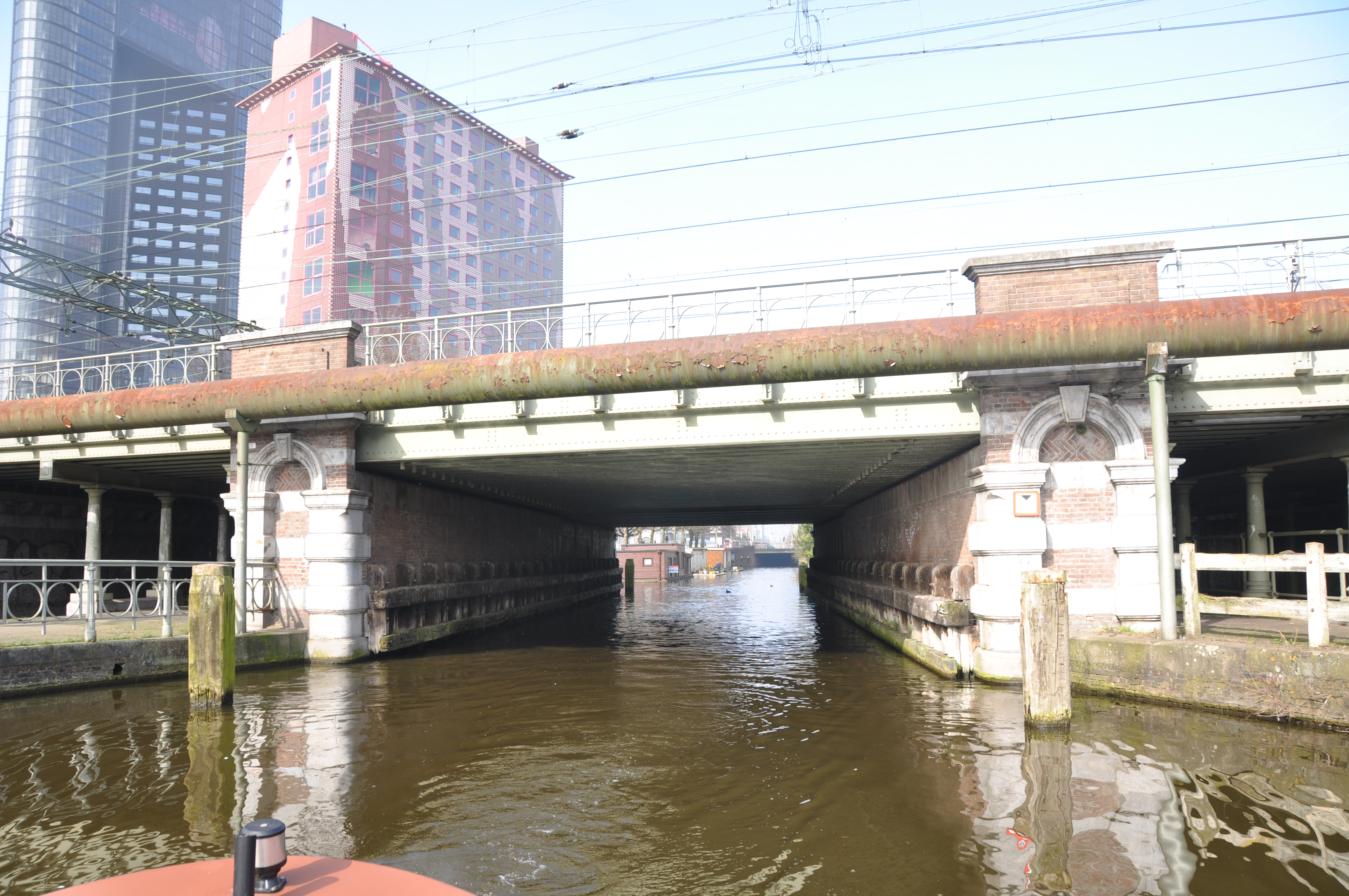
Spoorbrug H.S.

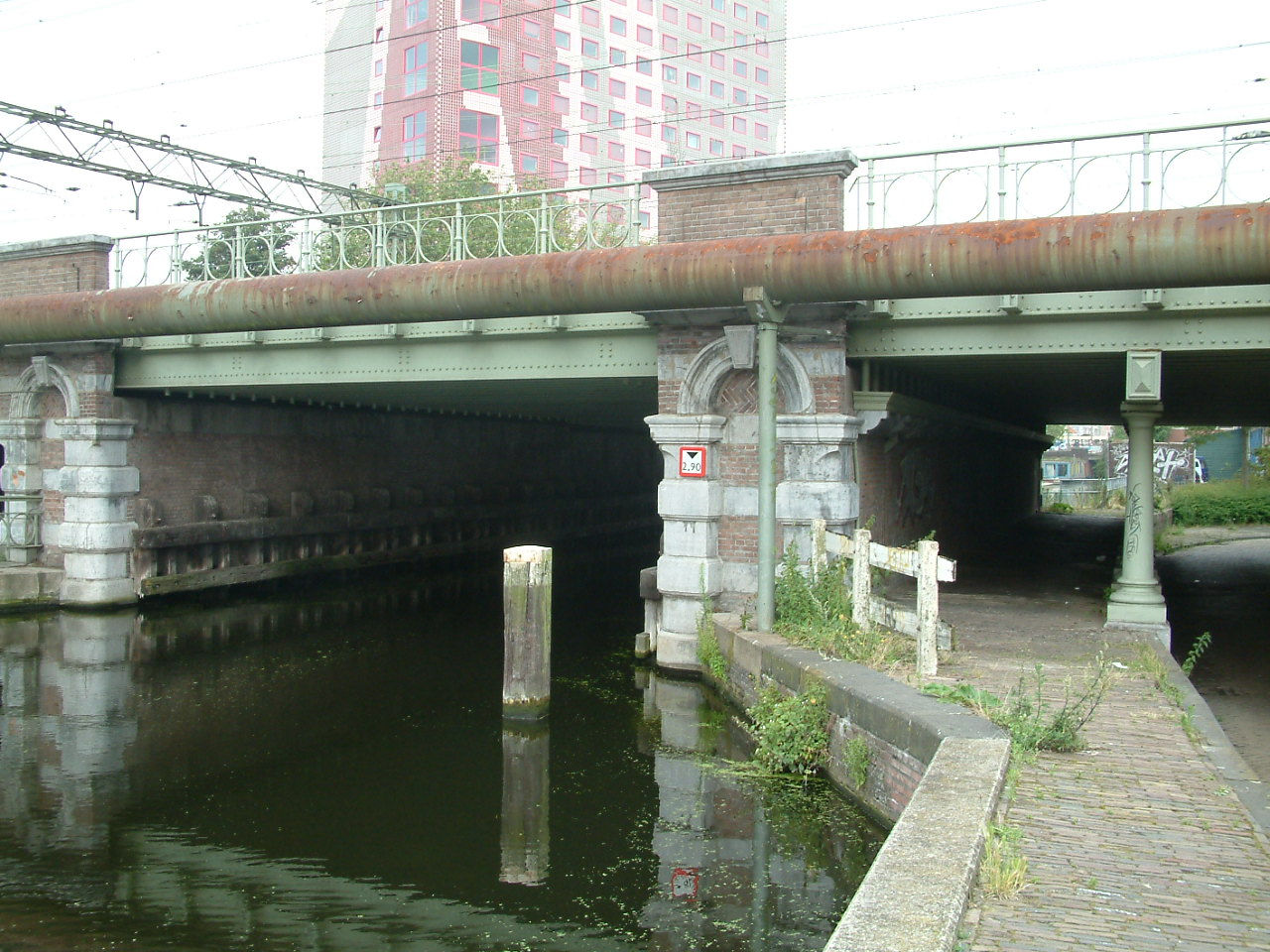

Vaste brug met een wijdte van 8,00 m en een doorvaarthoogte van KP +2,96 m. Links de Bontekoekade, rechts het Trekvlietplein. GW 131 ligt hier dichtbij. Deze brug is gemeentelijk monument. Dit is nog steeds de originele brug uit 1887/1888. De brug stamt uit 1885 en oogt ook zo, maar is wel diverse keren aangepast. Het schijnt de oudste spoorbrug in Noord & Zuid-Holland te zijn die nog in bijna oorspronkelijke vorm nog steeds voor treinen in gebruik is.

## [GW 224] Trambrug Afvoerkanaal
Vaste brug met een wijdte van 15,80 m en een doorvaarthoogte van KP +2,45 m. Locatie: "boven" de Tripstraat. Sinds 1927 rijd tramlijn 11 over deze brug, en daarvoor de stoomtram. Niet toegankelijk voor ander verkeer. 

## [GW 314] Hubertusviaduct

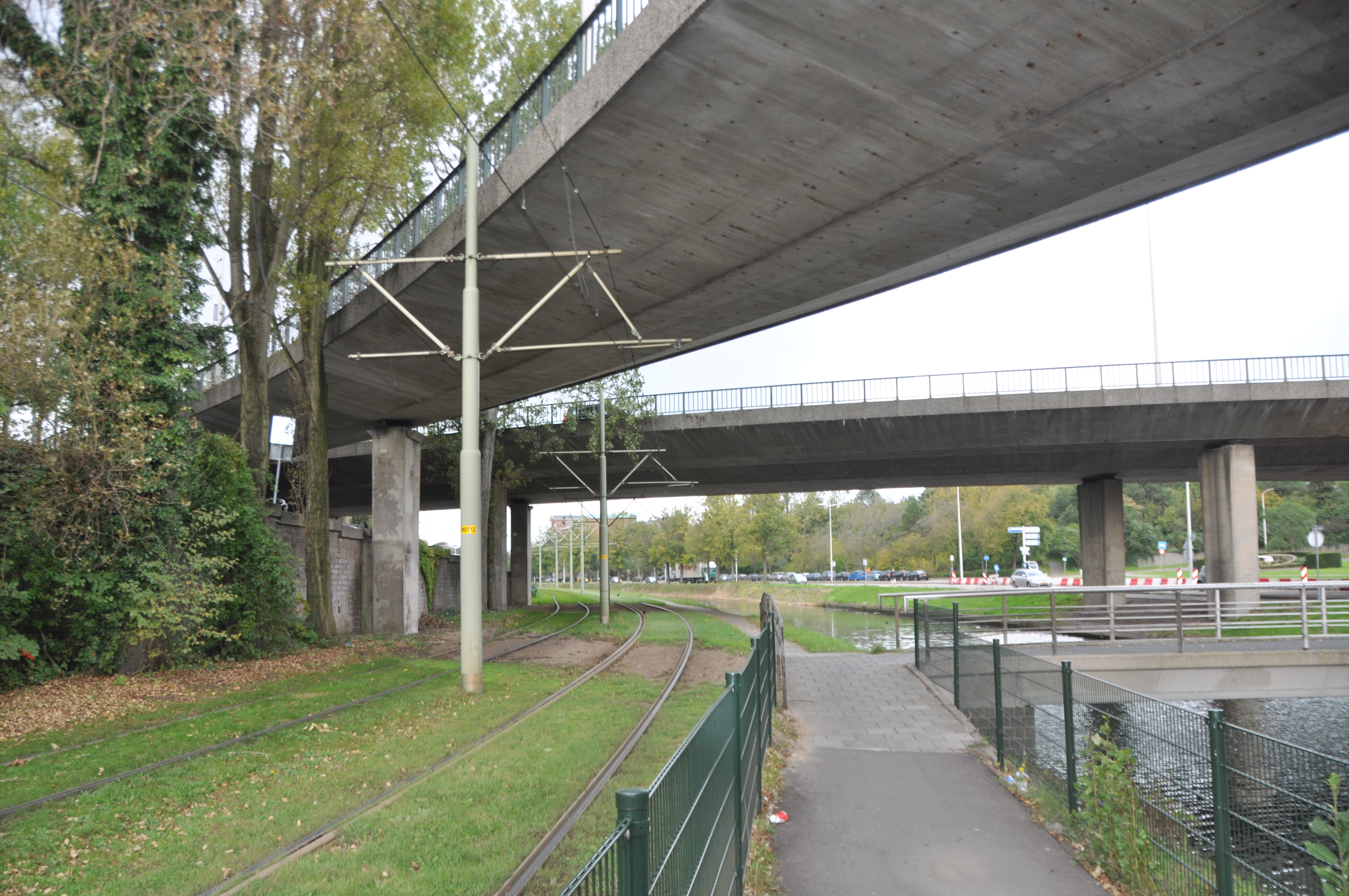
Hubertusviaduct

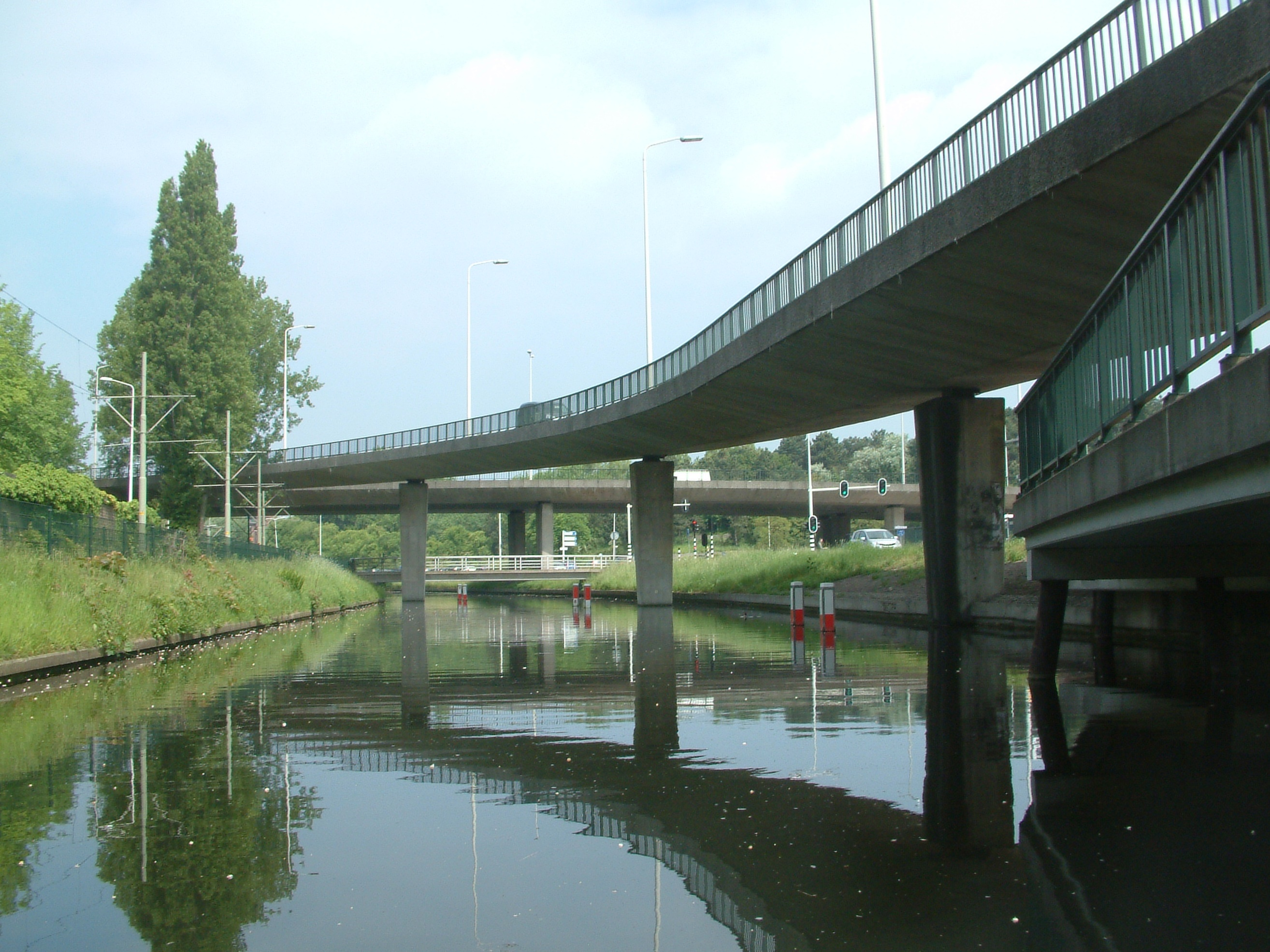

Vaste brug met een wijdte van 11,00 m en een doorvaarthoogte van KP +6,00 m.

## [GW 315] Nieuwe Parklaan

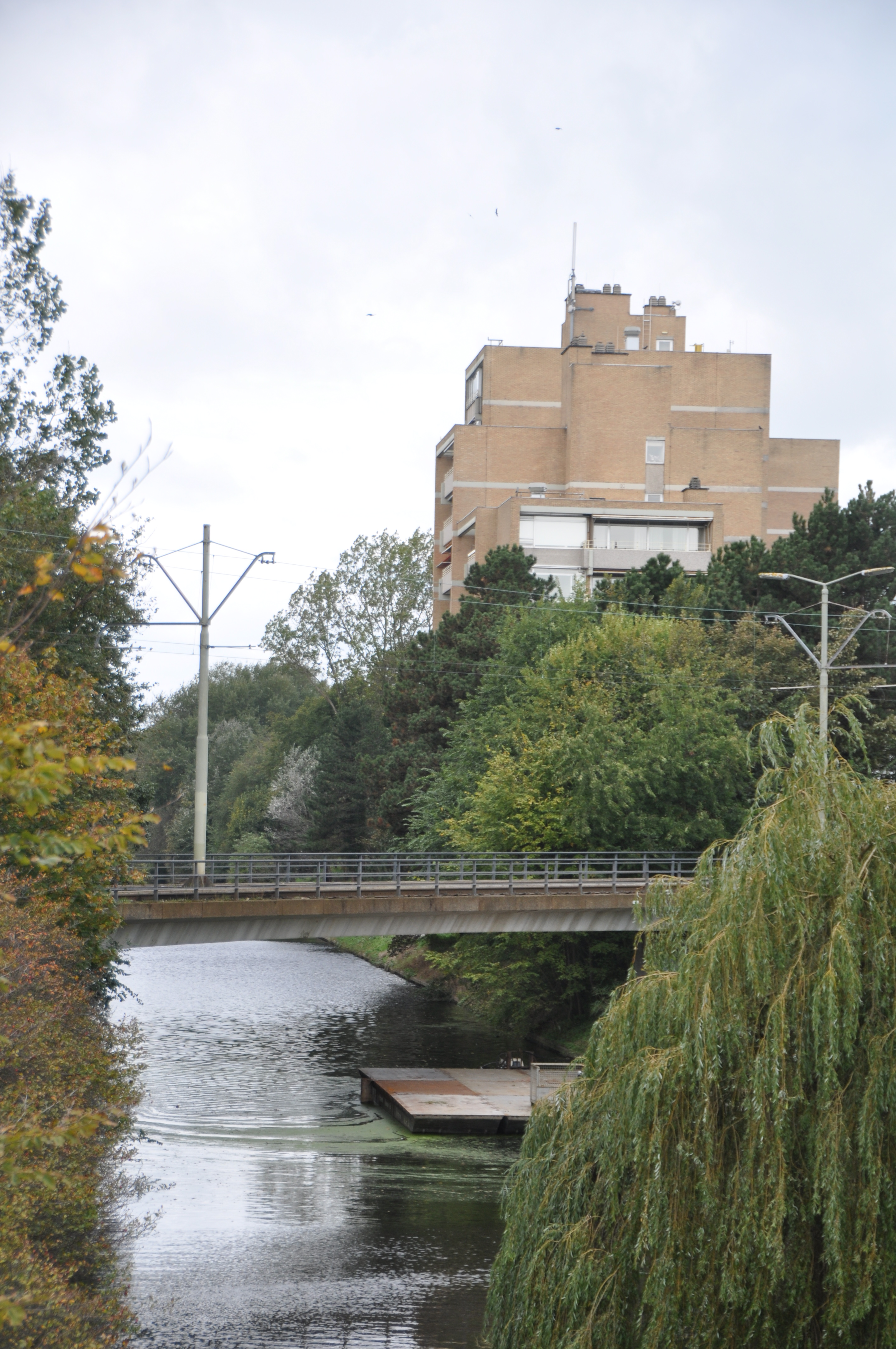
Nieuwe Parklaan

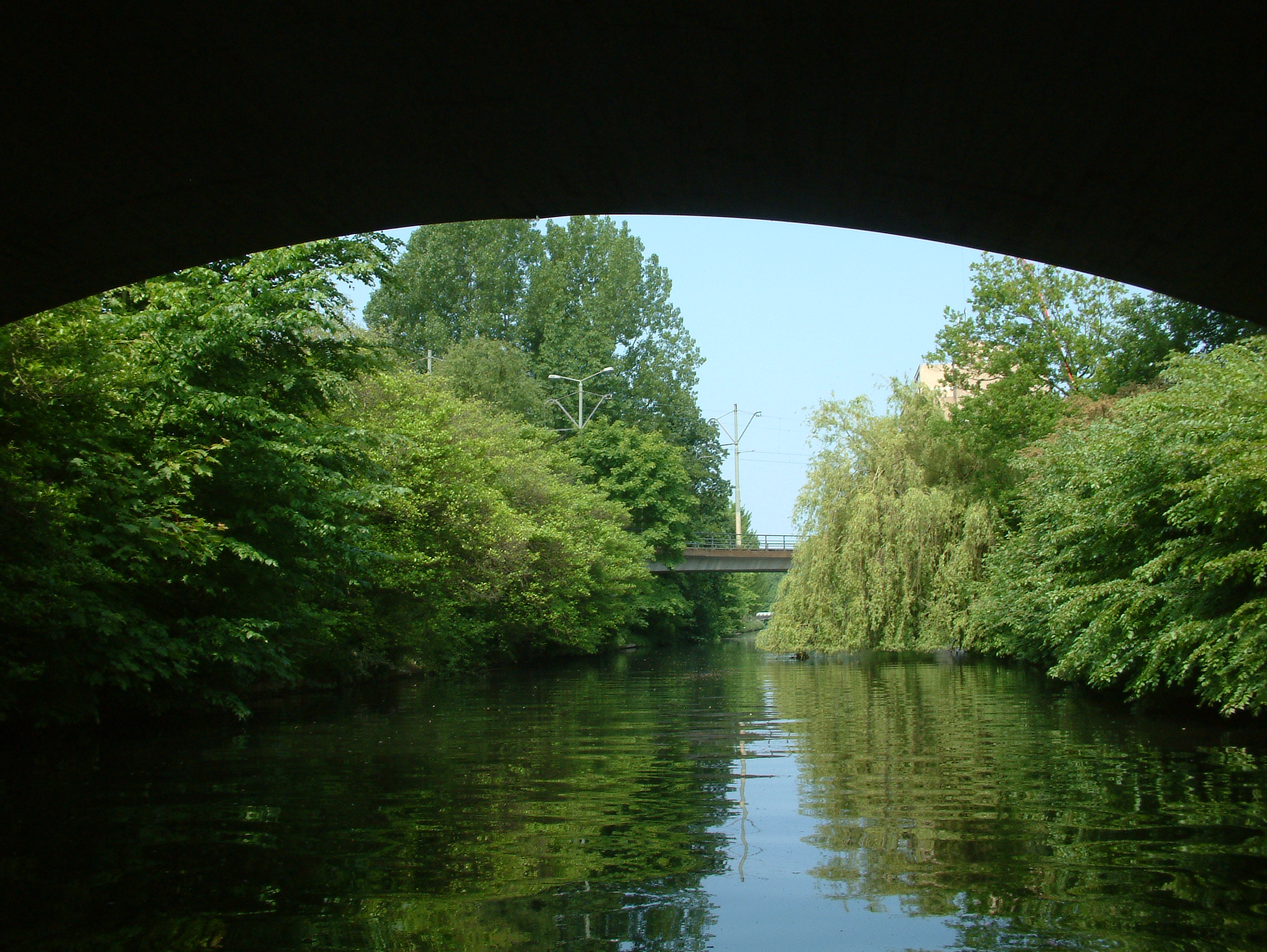

Vaste brug met een wijdte van 24,40 m en een doorvaarthoogte van KP +4,21 m.
Het is een diagonale trambrug die in 1968 werd gebouwd om tram- en autoverkeer te scheiden. Tot die tijd reden ook de trams (lijn 9) over de rechte Wittebrug.

## [GW 316] Leidsche Straatweg
Deze brug ligt aan het begin van de Leidse Straatweg bij de Boslaan. Dichtbij zijn brug GW/DSB 68 & 327. Afmetingen onbekend.

## [GW 327] Voet- en fietsbrug Boslaan
Vaste brug met een wijdte van 6,50 m en een doorvaarthoogte van KP +1,50 m. Dit is de diagonale brug op de hoek van de Benoordenhoutse weg, vlak naast GW 68. Foto's staan verderop bij DSB 327; vermoedelijk is dat het nieuwe nummer. Deze hoek, van Boslaan naar/van Benoordenhoutse weg, werd tussen 1928 en 1961 bereden door HTM-tramlijn I-2 naar Wassenaar en Leiden (de Gele Tram). De wegen waren toen nog veel smaller en de Utrechtse baan was er nog niet. Op het kruispunt was een sporen-driehoek. Tramlijn 7 ging sinds 1906 vanaf de Boslaan linksaf, en lijn I-2, geopend in 1923, ging rechtsaf. De derde verbinding werd niet voor lijndiensten gebruikt, behalve van 1923 tot 1928, toen lijn I-2 zijn voorlopig eindpunt bij de voormalige dierentuin had. Na de opheffing van lijn I-2 in 1961 bleef het laatste stukje hier op de hoek tot in 1967 aanwezig, samen met de sporen van lijn 7, die in 1966 werd opgeheven.

## [GW 337] Prins Bernhardviaduct
Het Prins Bernhardviaduct is een vaste verkeersbrug over de sporen en perrons van station Den Haag Centraal. Aan de kant van het emplacement zijn er trappen naar de perrons. Pas sinds 2018 kunnen voetgangers het viaduct legaal oversteken, via een zebrapad, om het busstation te bereiken. Het viaduct was in 1975 gereed, maar zijn eigenlijke doel was toen al achterhaald. Als gevolg daarvan zijn er later delen afgebroken. In de nabije toekomst wil de gemeente zelfs één rijrichting helemaal afbreken en daar woningen bouwen. 

## [GW 347 / DSB 347] Voetbrug Koninginnegracht

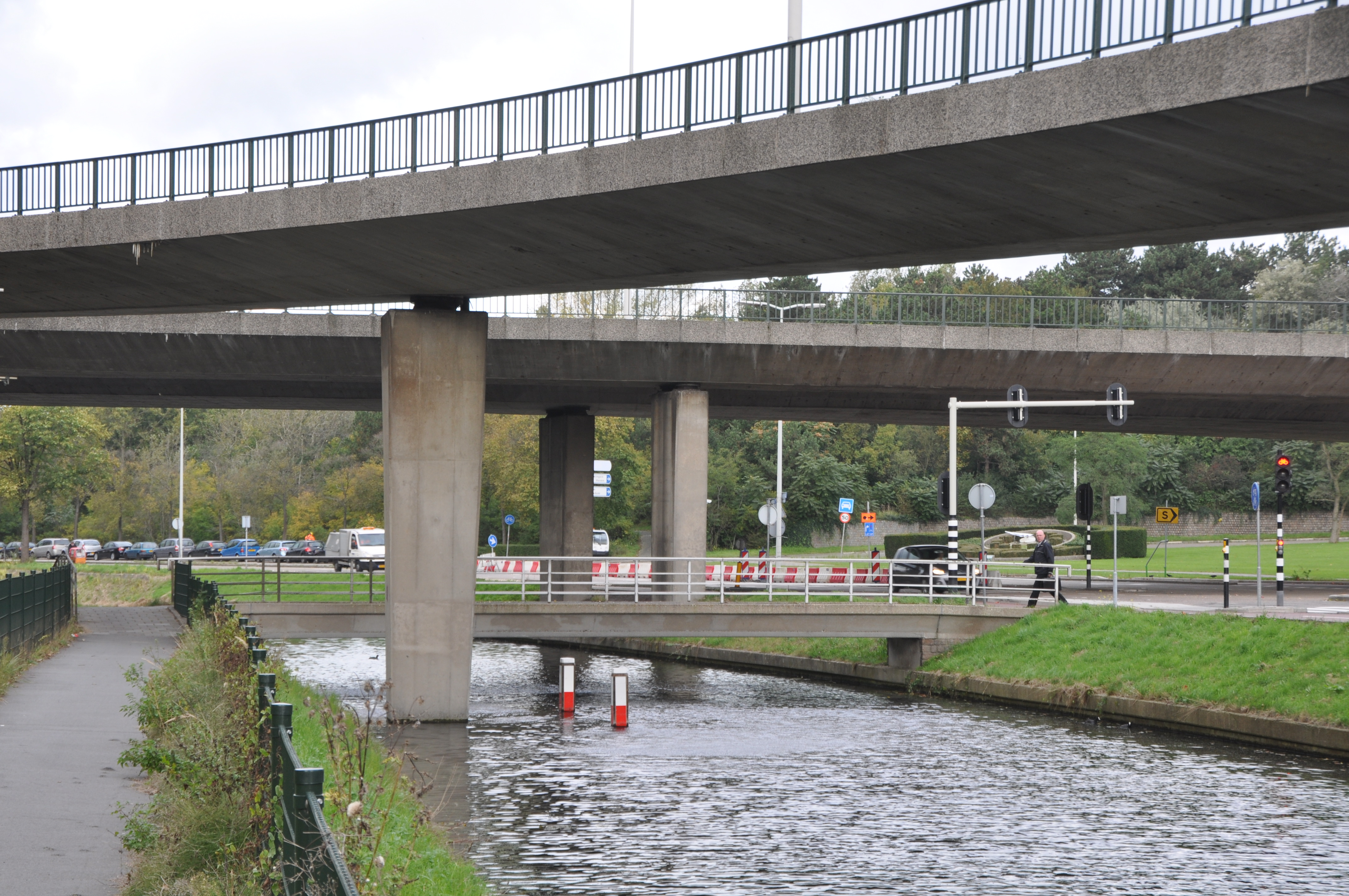
Voetbrug Koninginnegracht

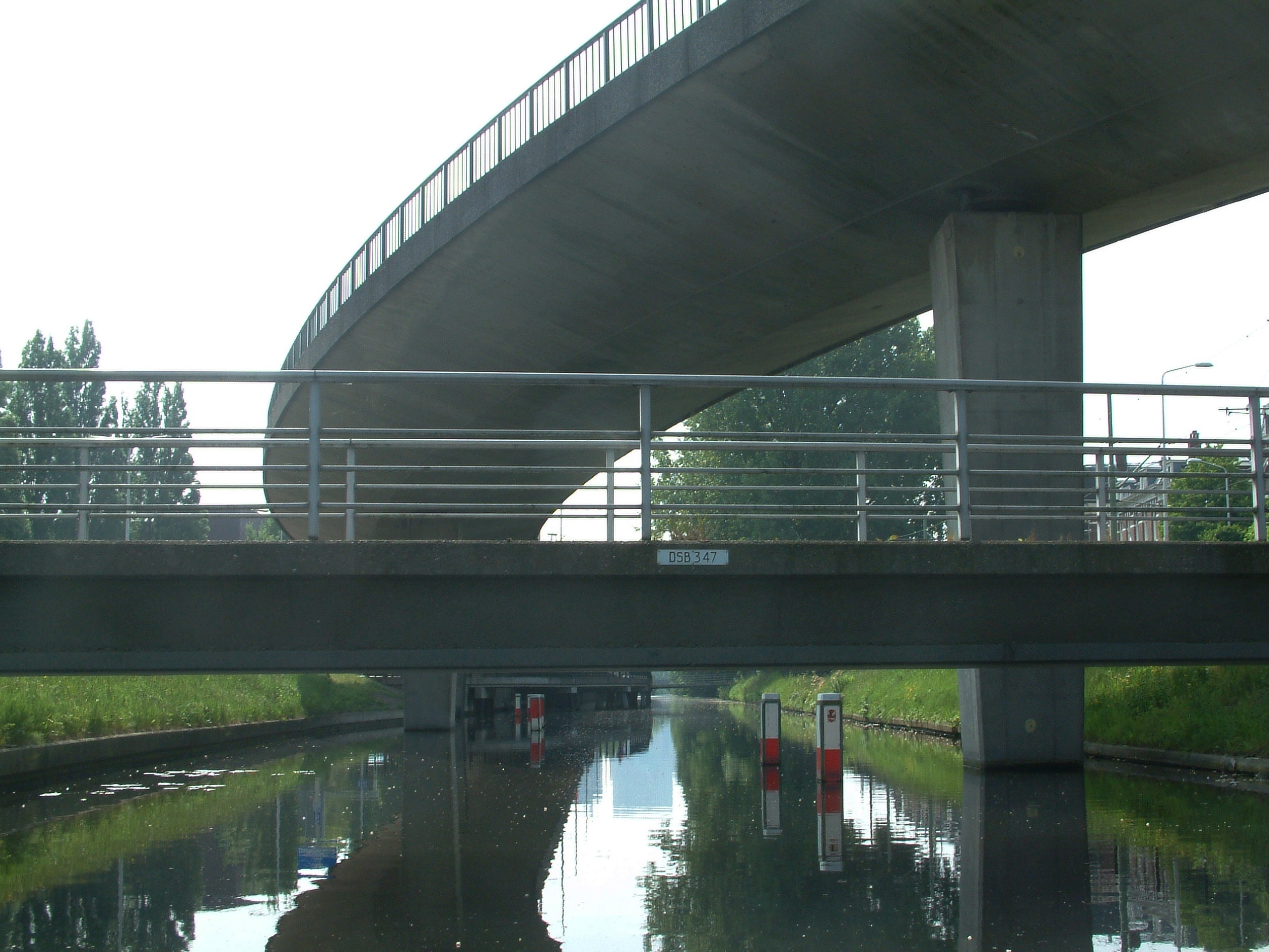

Vaste brug met een wijdte van 13,00 m en een doorvaarthoogte van KP +1,00 m.

## [GW 455] Uilebomen/Boomsluiterskade
Locatie 52° 4′ 39″ NB, 4° 19′ 30″ OL

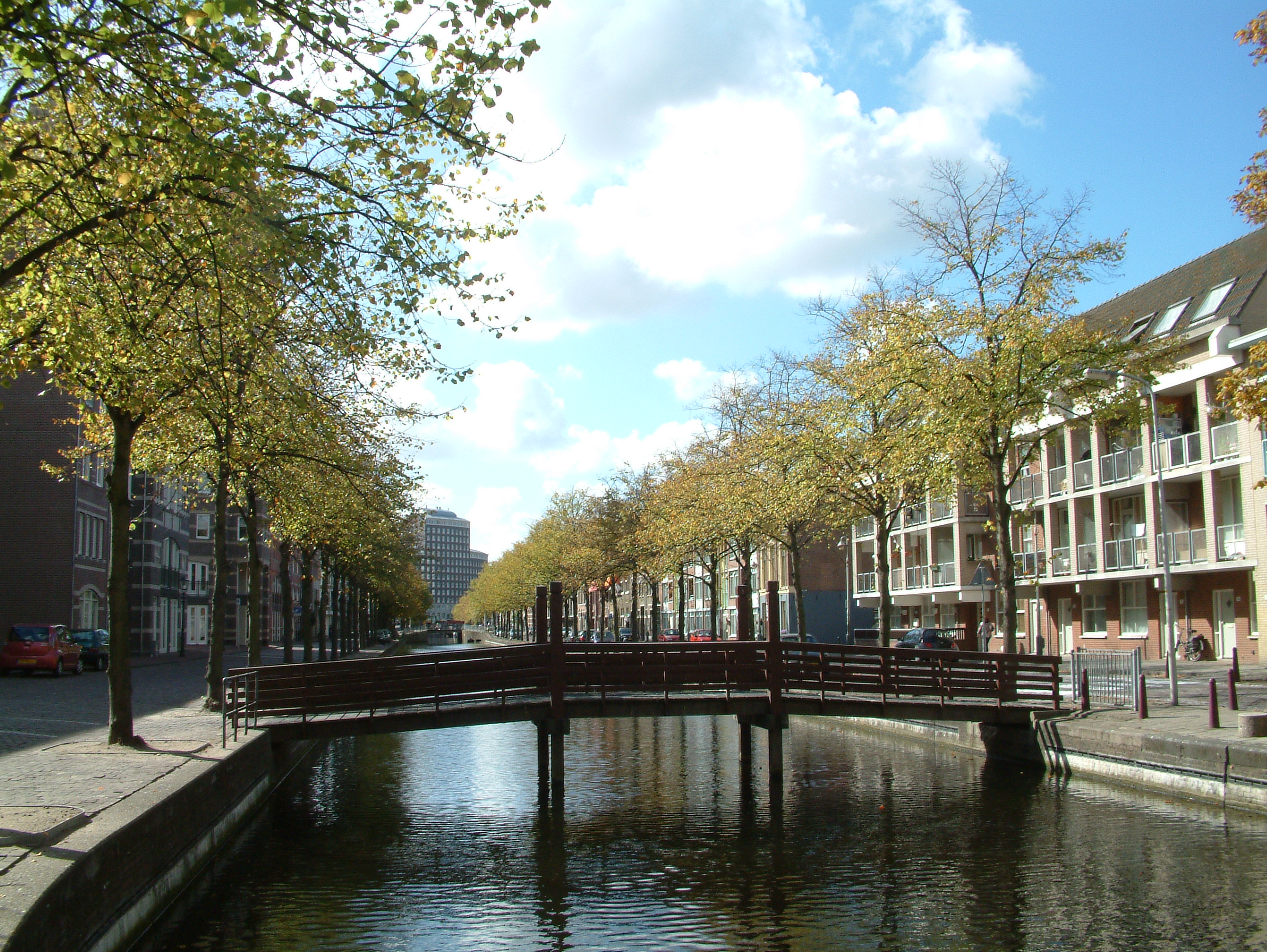
Uilebomen

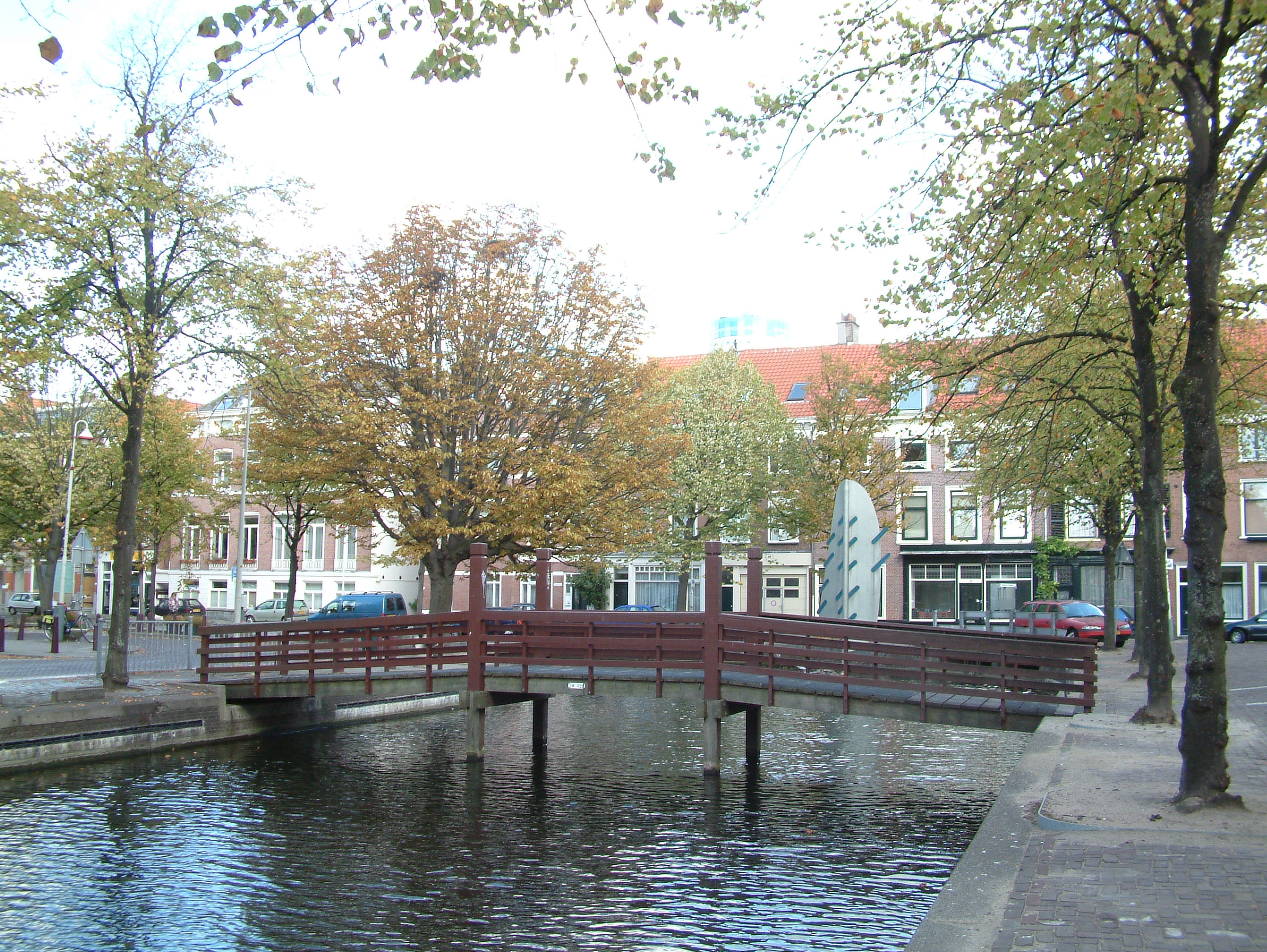

Vaste brug met een wijdte van 3,60 m en een doorvaarthoogte van KP +1,00 m.

## [GW 468] Lange Beestenmarkt
Locatie 52° 4′ 17″ NB, 4° 18′ 37″ OL

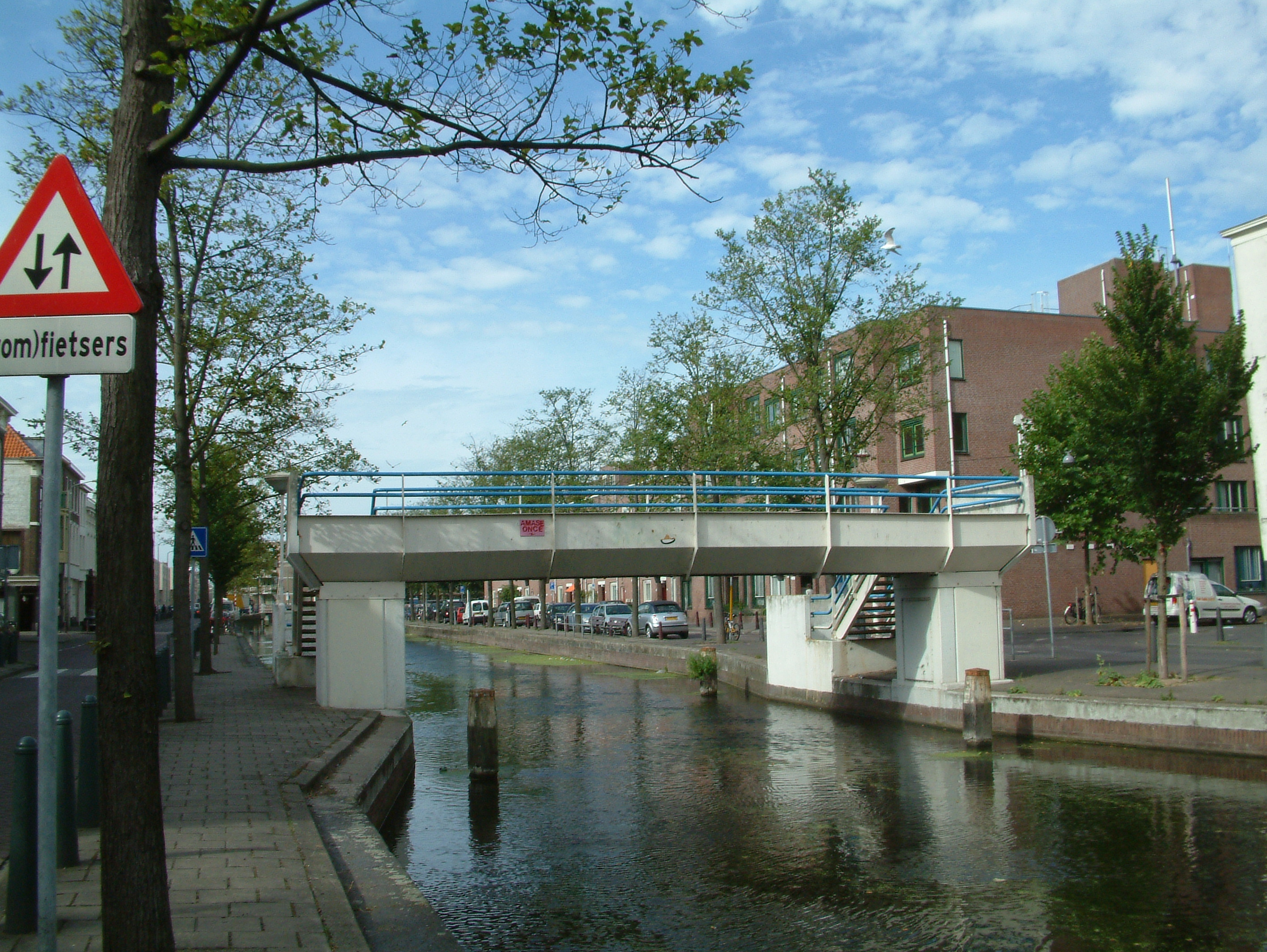
Lange Beestenmarkt

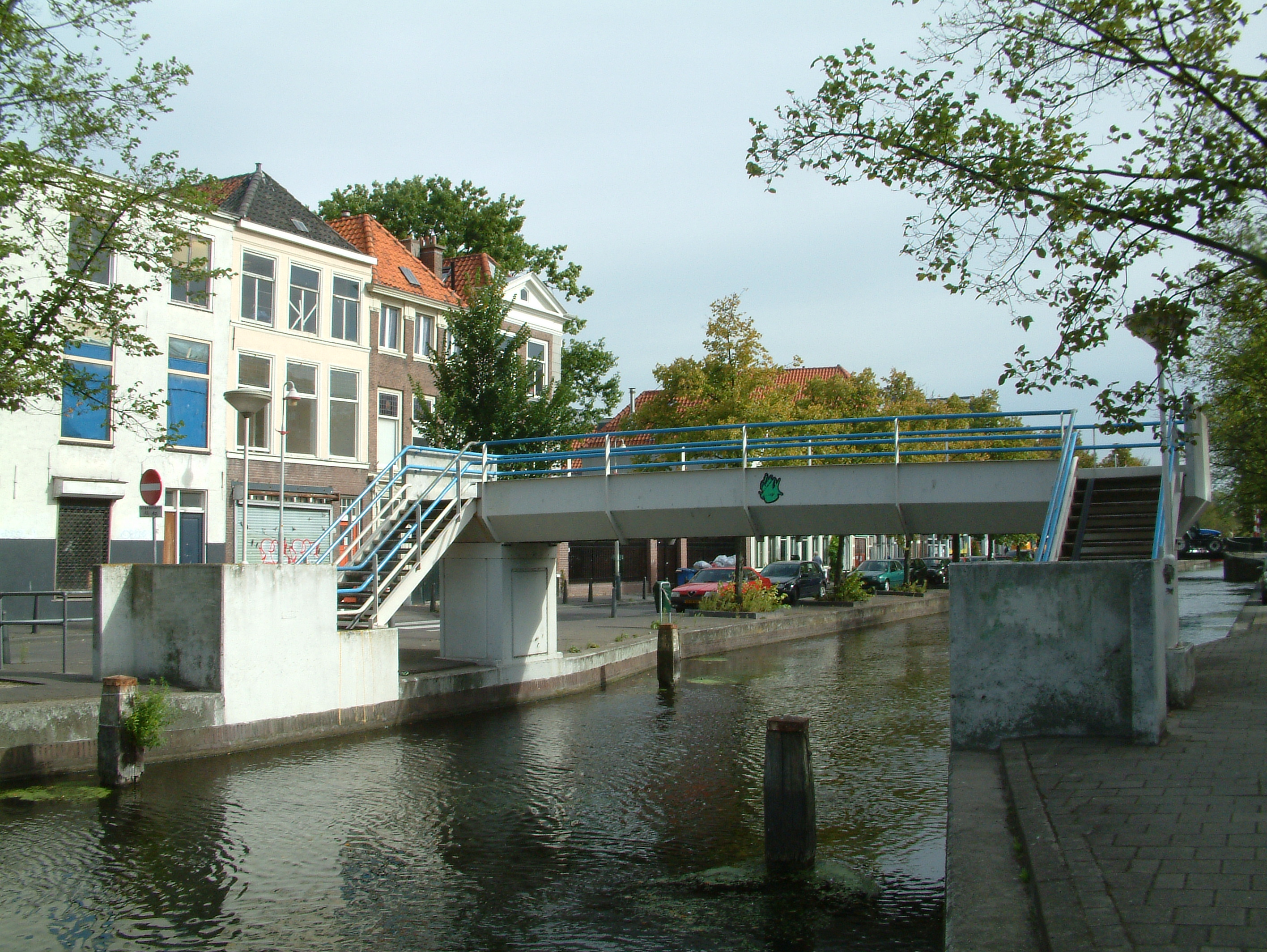

Vaste brug met een wijdte van 8,50 m en een doorvaarthoogte van KP +2,61 m. Het is raadselachtig waarom deze brug gebouwd werd, daar er 2 bruggen dichtbij zijn.

## [GW 471] Hoofdskadelaan
Locatie 52° 4′ 15″ NB, 4° 18′ 31″ OL

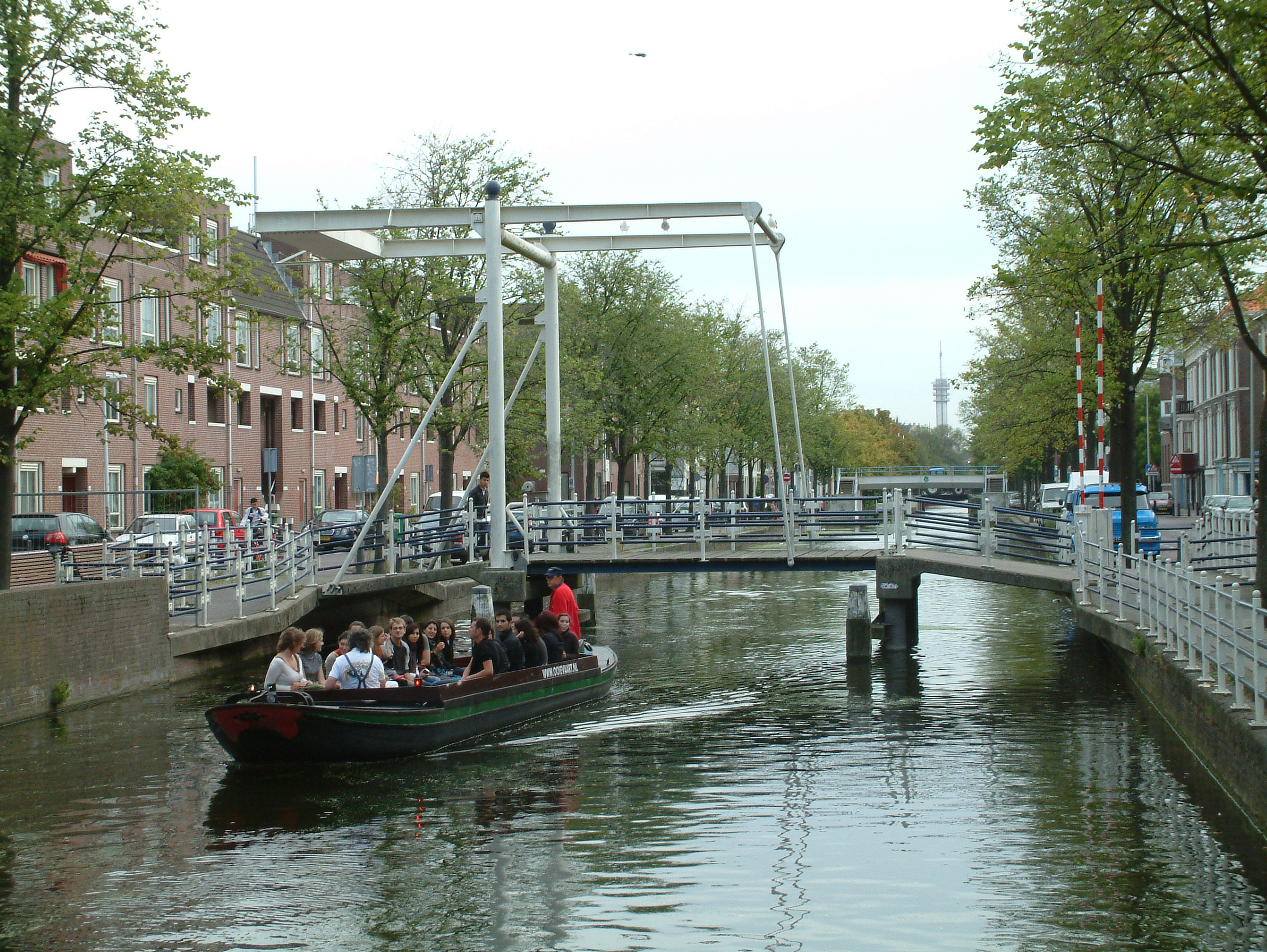
Hoofdskadelaan

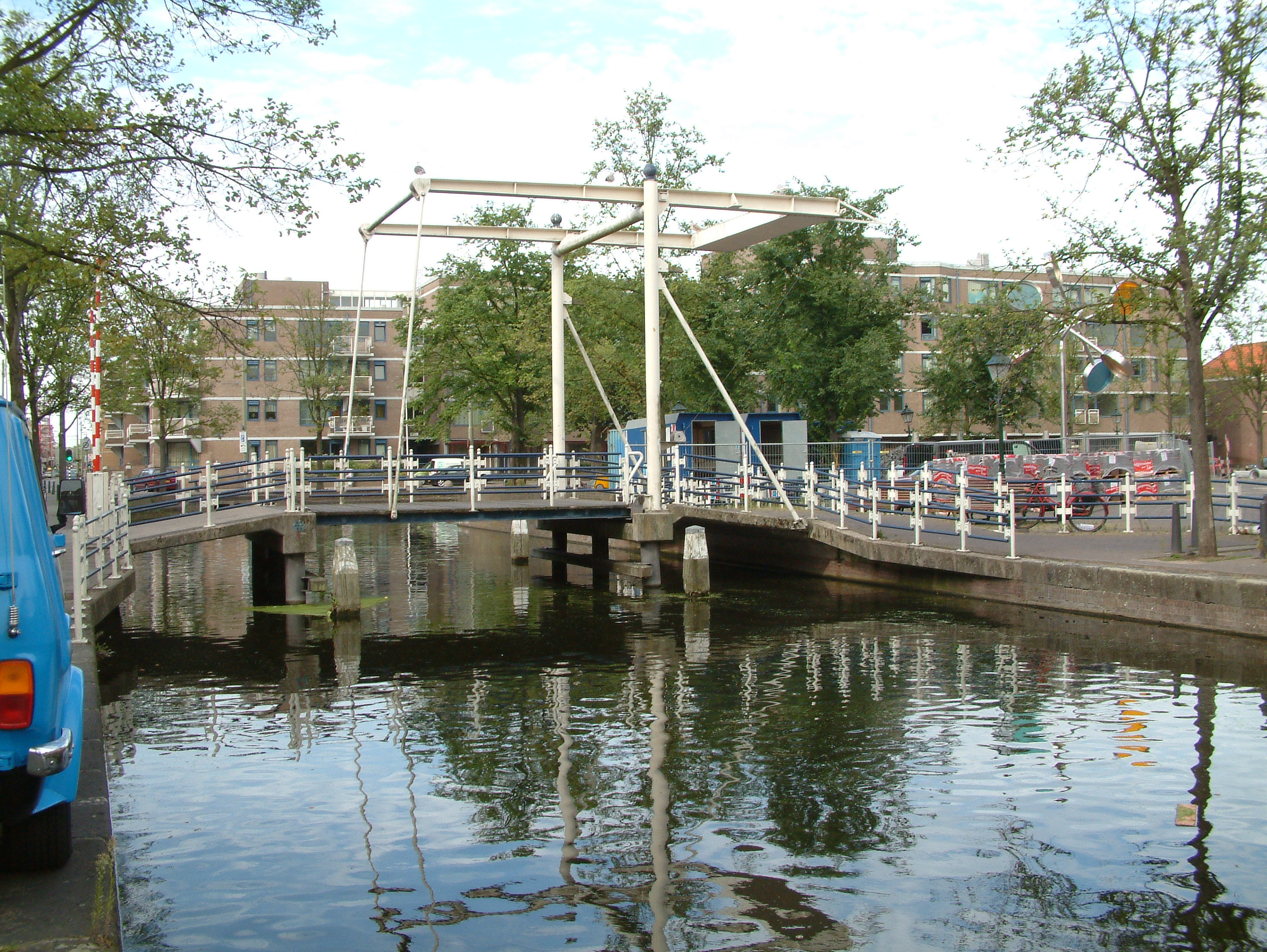

Ophaalbrug met een wijdte van 5,50 m en een hoogte in gesloten stand van KP +0,85 m.
De brug ligt er al vanaf de jaren dertig van de 20e eeuw.

## [GW 476] Dr. Kuiperbrug

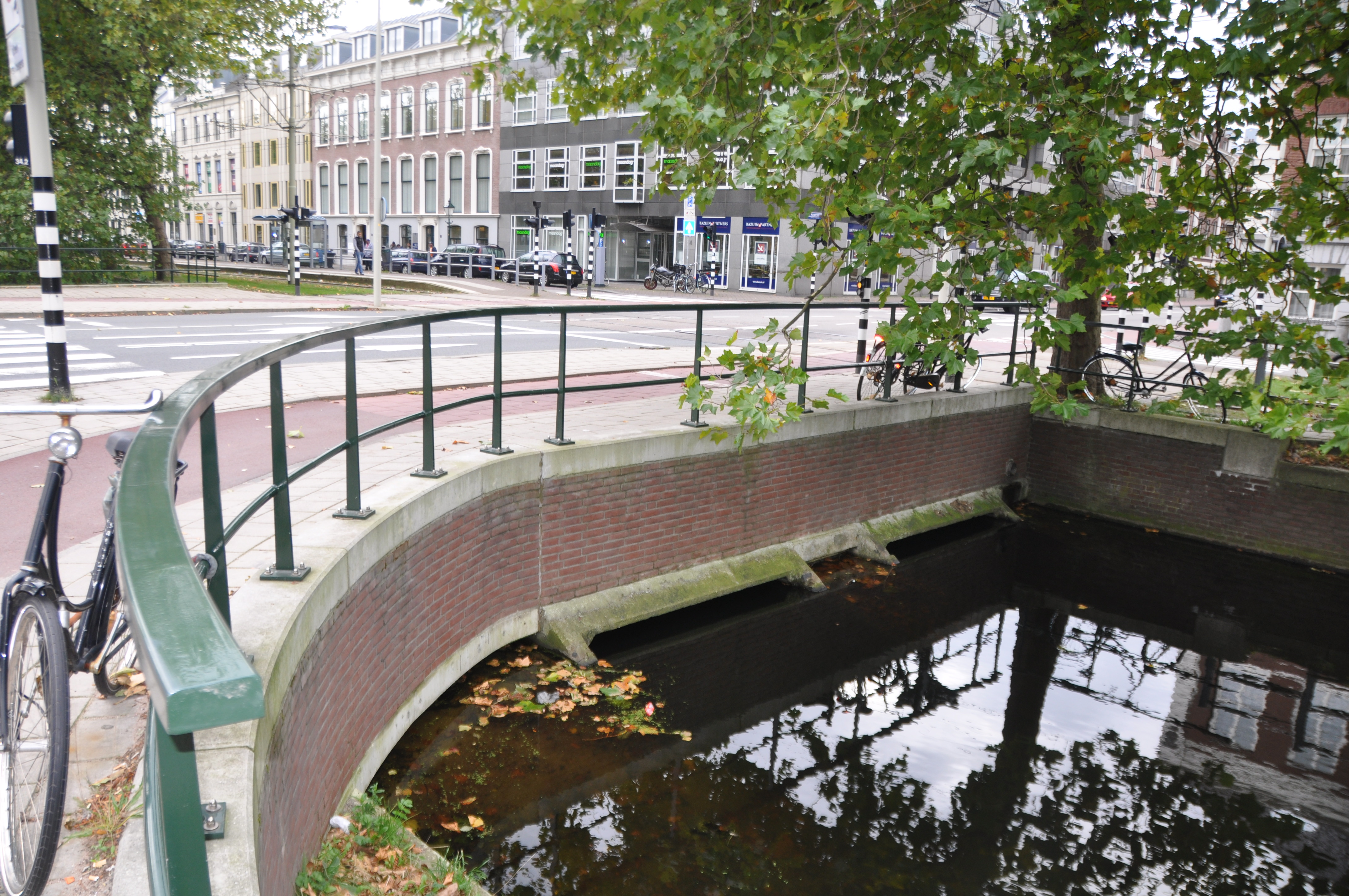
Dr. Kuiperbrug

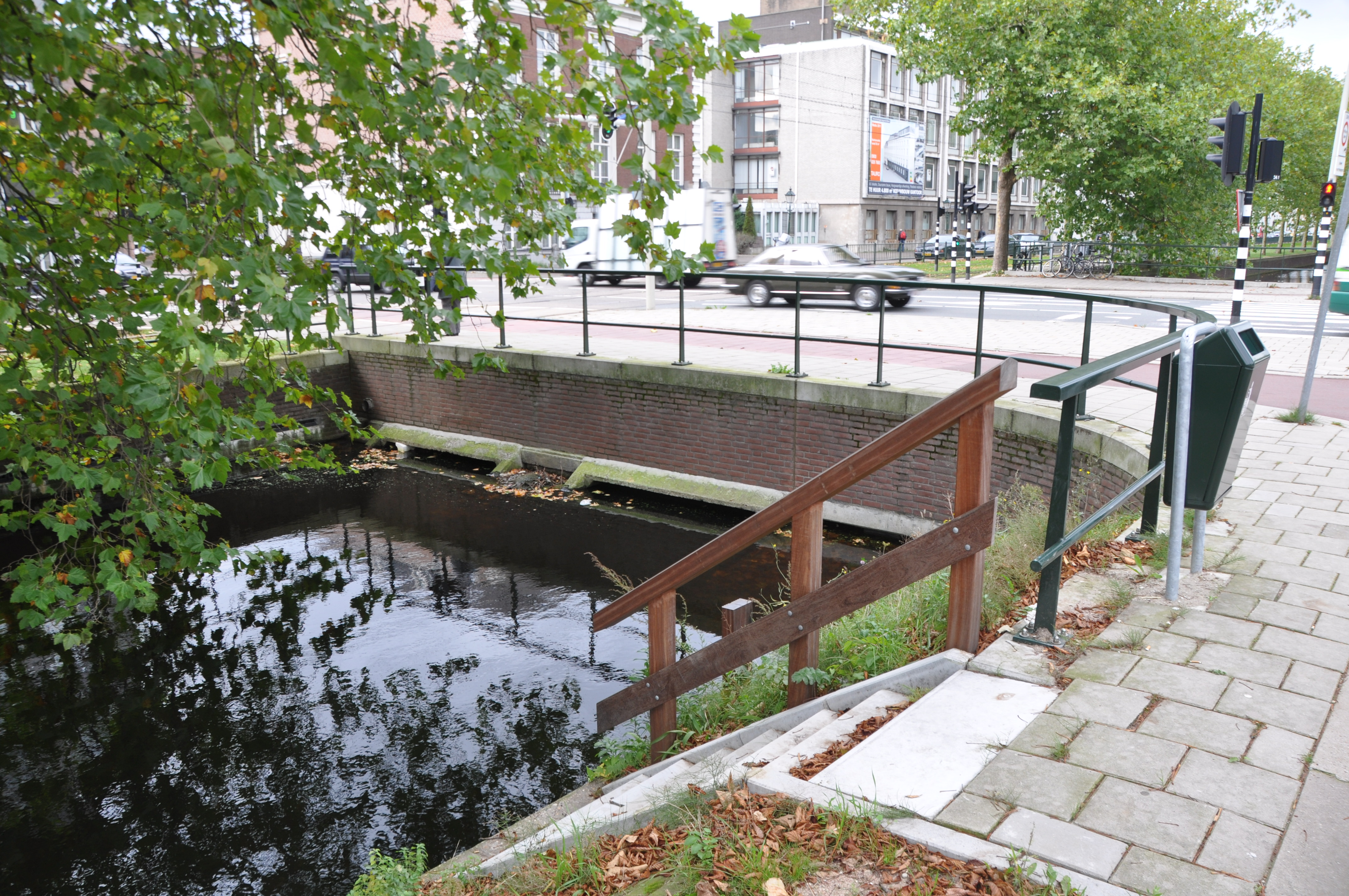
Dr. Kuiperbrug

Vaste brug met een wijdte van 2,00 m en een doorvaarthoogte van KP +1,10 m.
Aanvankelijk zou het verkeer via de Dierentuinbrug de stad in gaan. Maar daarvoor moest er bebouwing gesloopt worden in de buurtschap onder de naam "2005". Onder andere Paul van Vliet hebben met succes tegen deze sloop geprotesteerd. Deze brug vormt het alternatief. Hier voer een pontje voor voetgangers en fietsers. Den Haag had geen geld om kades op te hogen ("schouders" te creëren), wat er toe leidde dat deze brug op een heel laag punt is aangelegd. Oorspronkelijk was de brug slechts KP + 0,10 m hoog. Varen naar Scheveningen leek onmogelijk. Vanaf 2009 is de "Willemsvaart" toch begonnen met boottochten richting zee. De Gemeente legde daartoe twee aanlegplaatsen aan. Eén bij de Dr. Kuyperstraat en één bij Madurodam (2009). In 2010 kwamen daar aanlegplaats Cremerbrug en aanlegplaats Haringkade bij. Vanwege het succes van de Willemsvaart heeft de gemeente besloten tot ophoging van de dam (sloop en nieuwbouw in 2014/2015). De doorvaarthoogte van de brug is verhoogd naar KP +1,10 m wat het mogelijk maakt om rechtstreeks naar Scheveningen te varen. In het verleden kon dat echter ook al. Tussen 1858 en 1881 kon men per gondel van de dierentuin naar Scheveningen. De Gondelstraat herinnert daar nog aan.

## [GW 477] Turfmarkt
locatie 52° 4′ 43″ NB, 4° 19′ 24″ OL

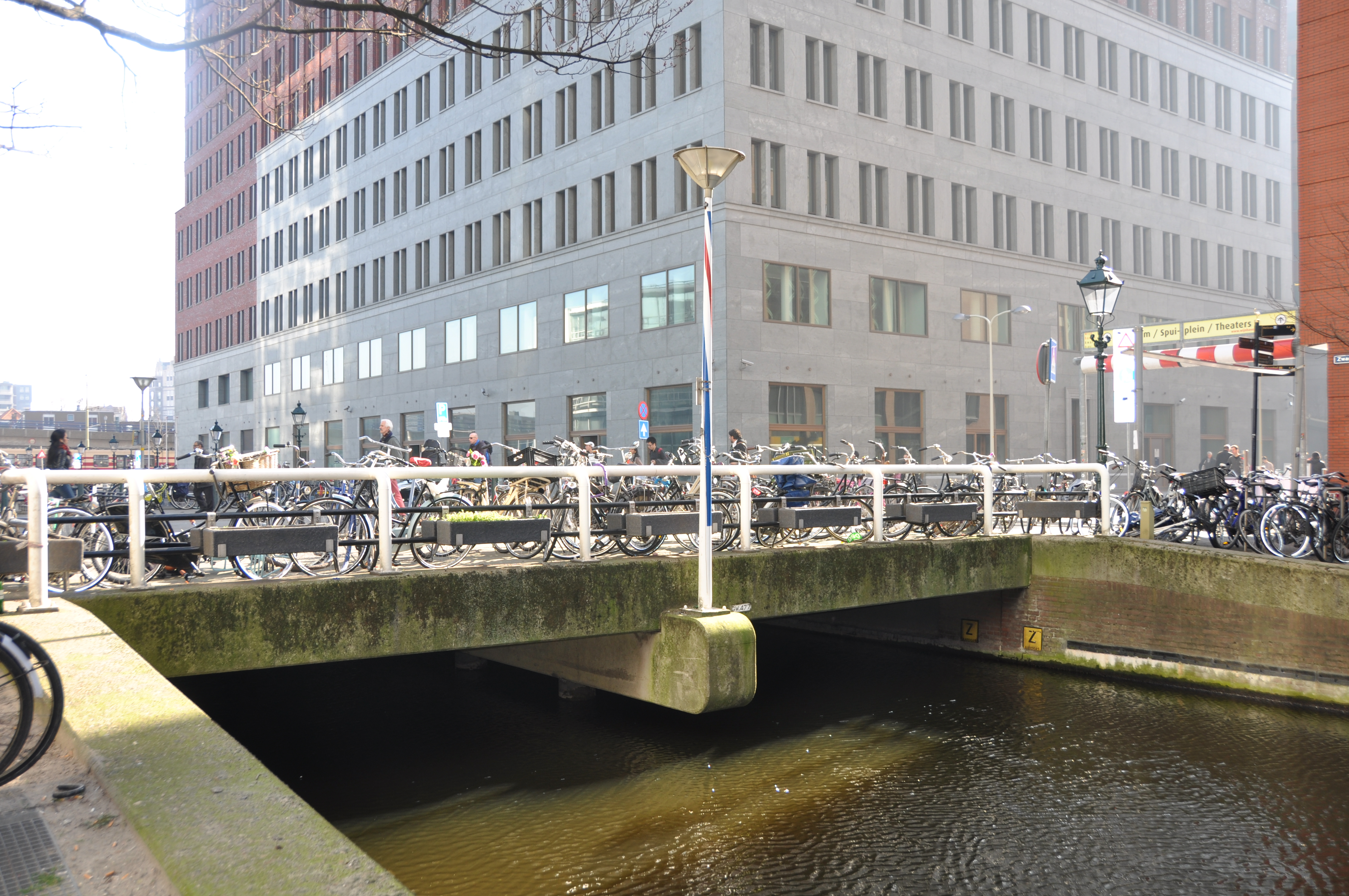

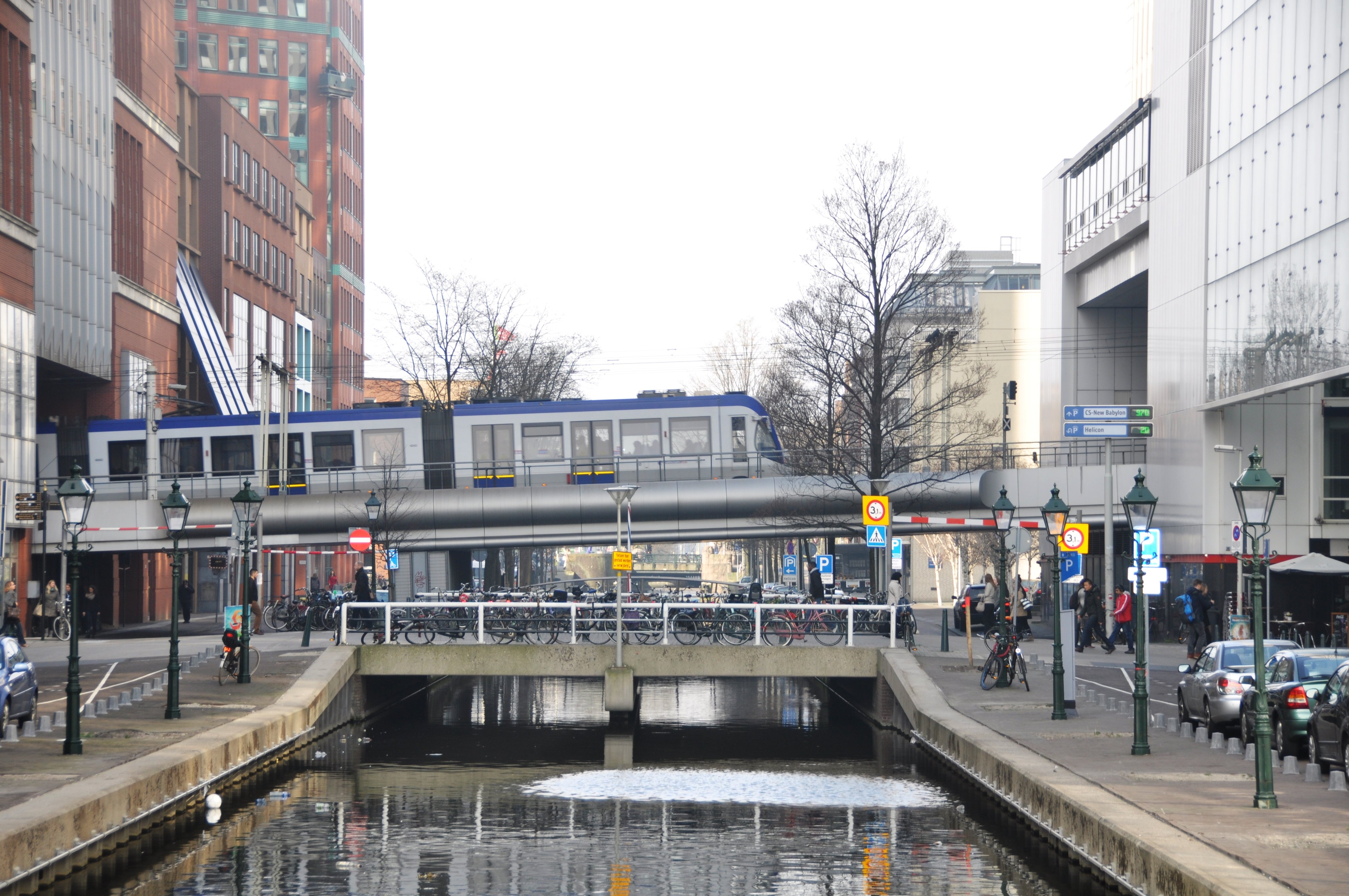

Vaste brug tussen Oranje buitensingel en Zwarte weg met een wijdte van 10,95 m en een doorvaarthoogte van ongeveer KP +1,25 m. Nabij de brug is tramviaduct naar het Centraal Station. Op de rechterfoto is een Randstadrail-tram te zien op dat viaduct.
De brug is ten behoeve van het scheepvaartverkeer in 2004 verhoogd; daarvoor was de doorvaarthoogte KP +0,20 m.

## [GW 486] Hefdeur Scheveningen Haven
Locatie 52° 5′ 38″ NB, 4° 15′ 50″ OL
Hefdeur met een wijdte van 10,00 m en een doorvaarthoogte van NAP +4,80 m. Locatie: nabij de Kranenburgweg. (Bij GW 156) Via deze doorgang konden schepen vanuit de haven door de stad naar de Vliet varen. Er werden bijvoorbeeld kolen vervoerd vanuit de Laakhaven naar de EZH-centrale (brug GW 151 en GW 224 zijn daar), en haring in de andere richting. Nadat deze scheepvaart was afgeschaft werd door de aanleg van de Duindorpdam (in 2005) scheepvaart onmogelijk. De Hefdeur blijft dus altijd dicht.

## [GW 516] Binnen- of schutsluis in hetAfvoerkanaalte Scheveningen
Locatie 52° 5′ 0″ NB, 4° 16′ 29″ OL

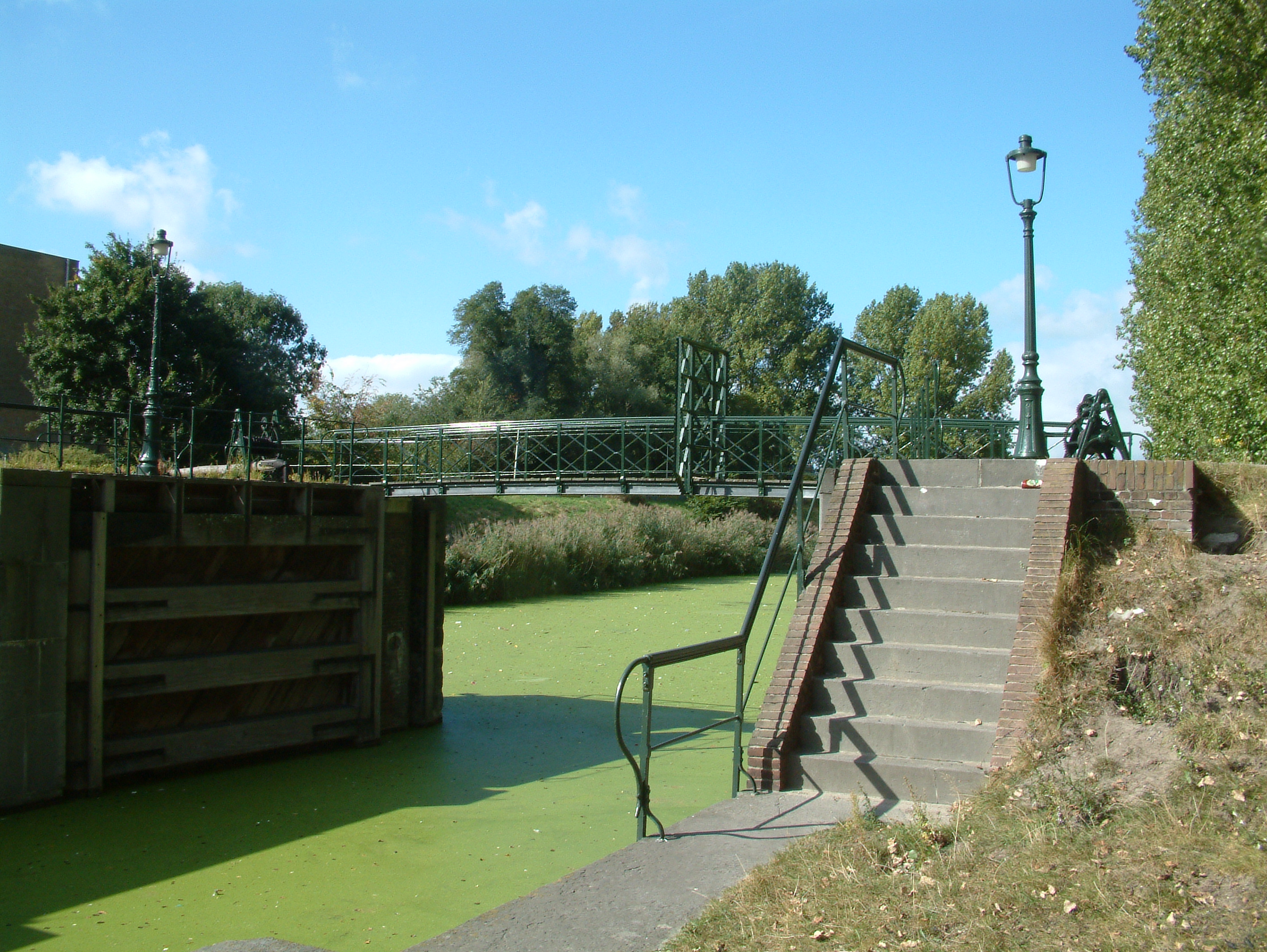
Sluis Morsestraat

Over deze sluis met een wijdte van 10.00 m ligt een wegrijdbare brug. Locatie: ten zuiden van de Houtrustbrug; rechts de Conradkade. Tussen GW 31 & 32 in. Terrein en brug niet toegankelijk.
De sluis is aangelegd tussen 1886 en 1888.

## [GW 532] Brug Leidsestraatweg

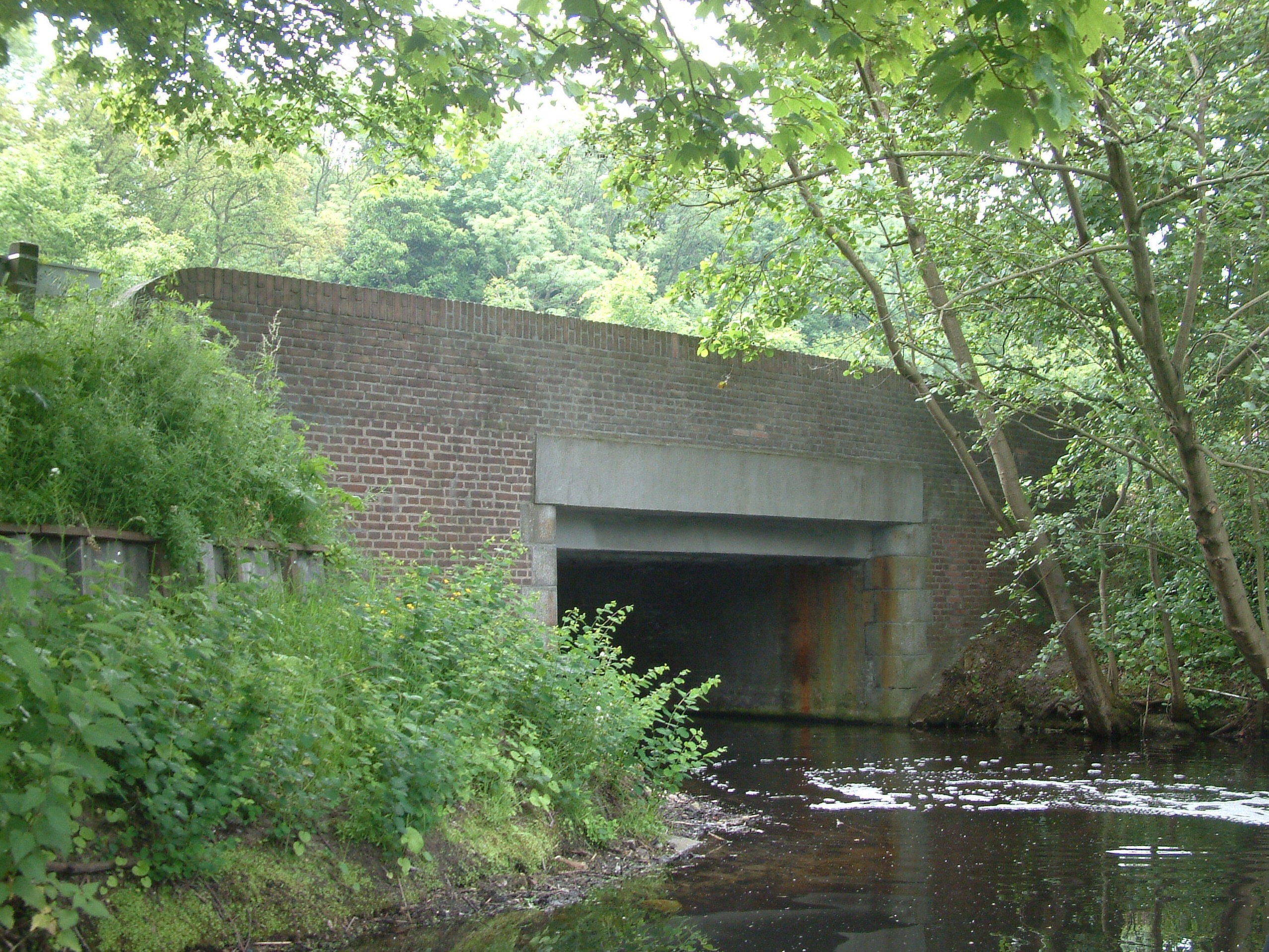
Brug Leidsestraatweg

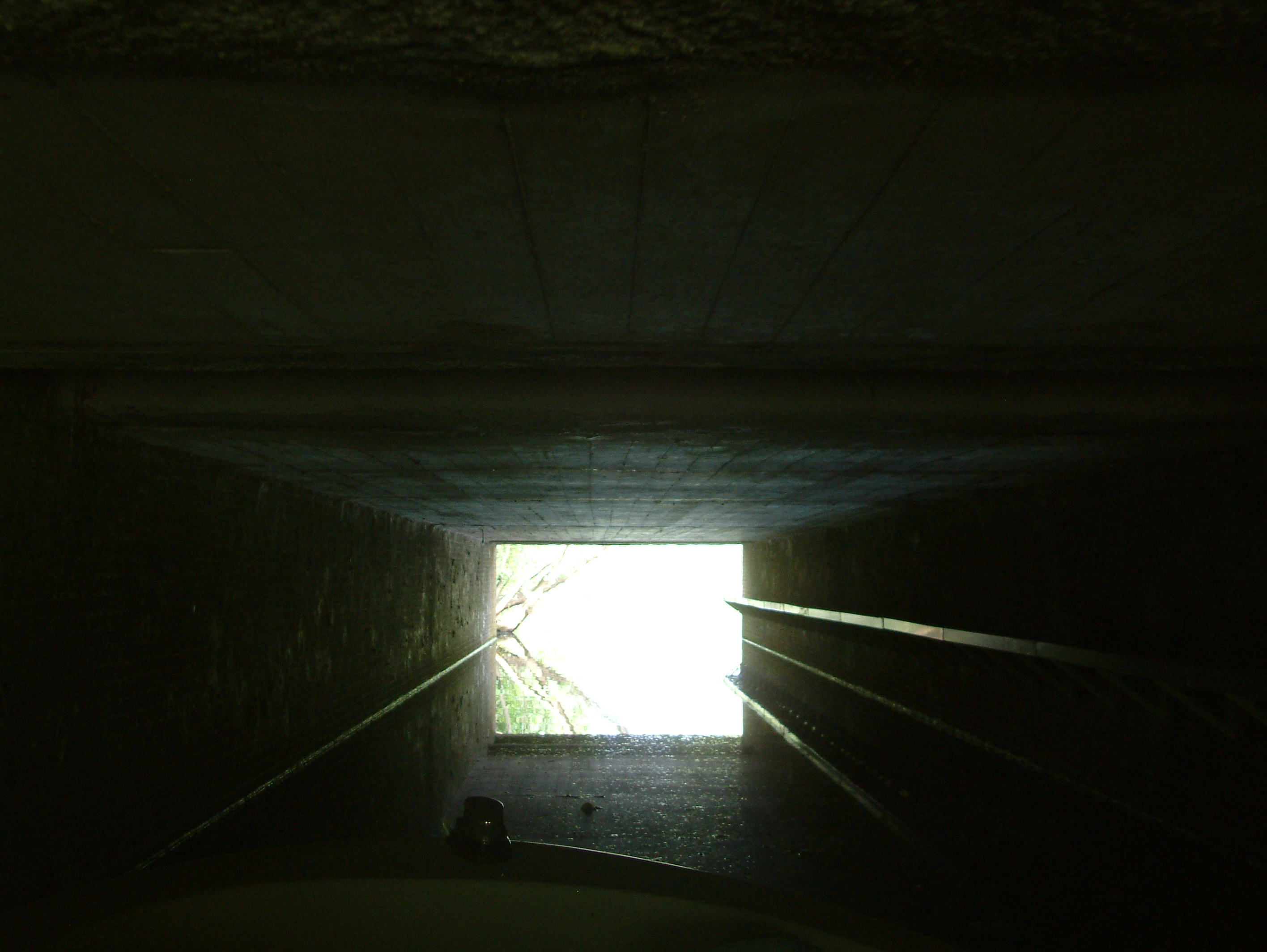
Ook onder deze brug ook weer een wildpassage

Vaste brug met een wijdte van 4,00 m en een doorvaarthoogte van KP +1,49 m.
Links het Haagse bos, rechts Landgoed Oosterbeek.

## [GW 535] Kabelbrug Afvoerkanaal

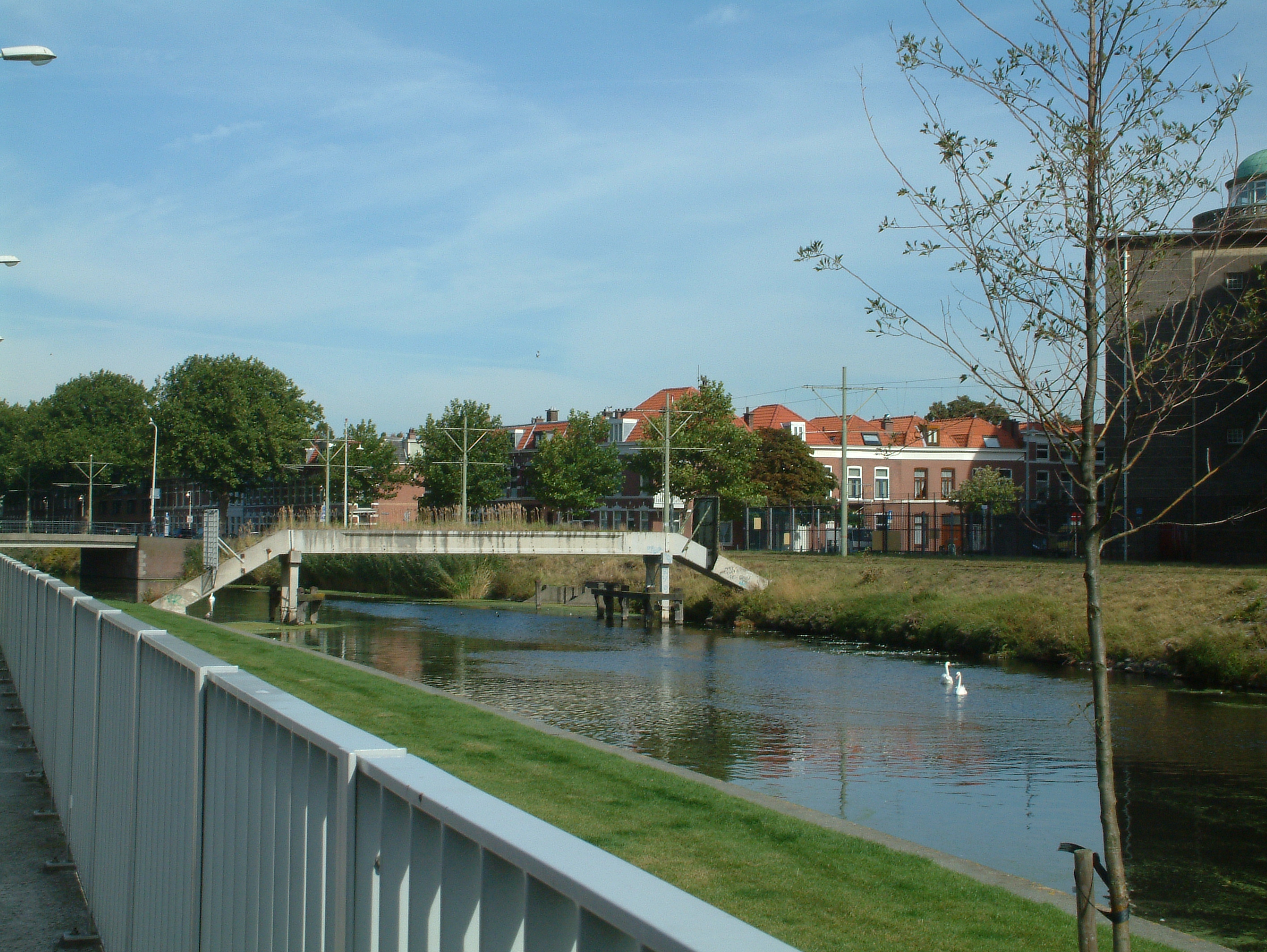
Kabelbrug Afvoerkanaal

Vaste brug met een wijdte van ? m en een doorvaarthoogte van ? m. Op de rechter oever rijdt tramlijn 11.

## [GW 546] Fietsbrug Koninginnegracht
Vaste brug met een wijdte van 13,00 m en een doorvaarthoogte van KP +1,10 m. Locatie: ter hoogte van de Riouwstraat. Het fietspad hier onder de afrit door werd aangelegd opdat fietsers niet meer op de drukke rijbaan hoefden te rijden. De brug gaat "door" de Koninginnegracht, met een zij-pad richting Riouwstraat. 

## [GW 547] Particulier

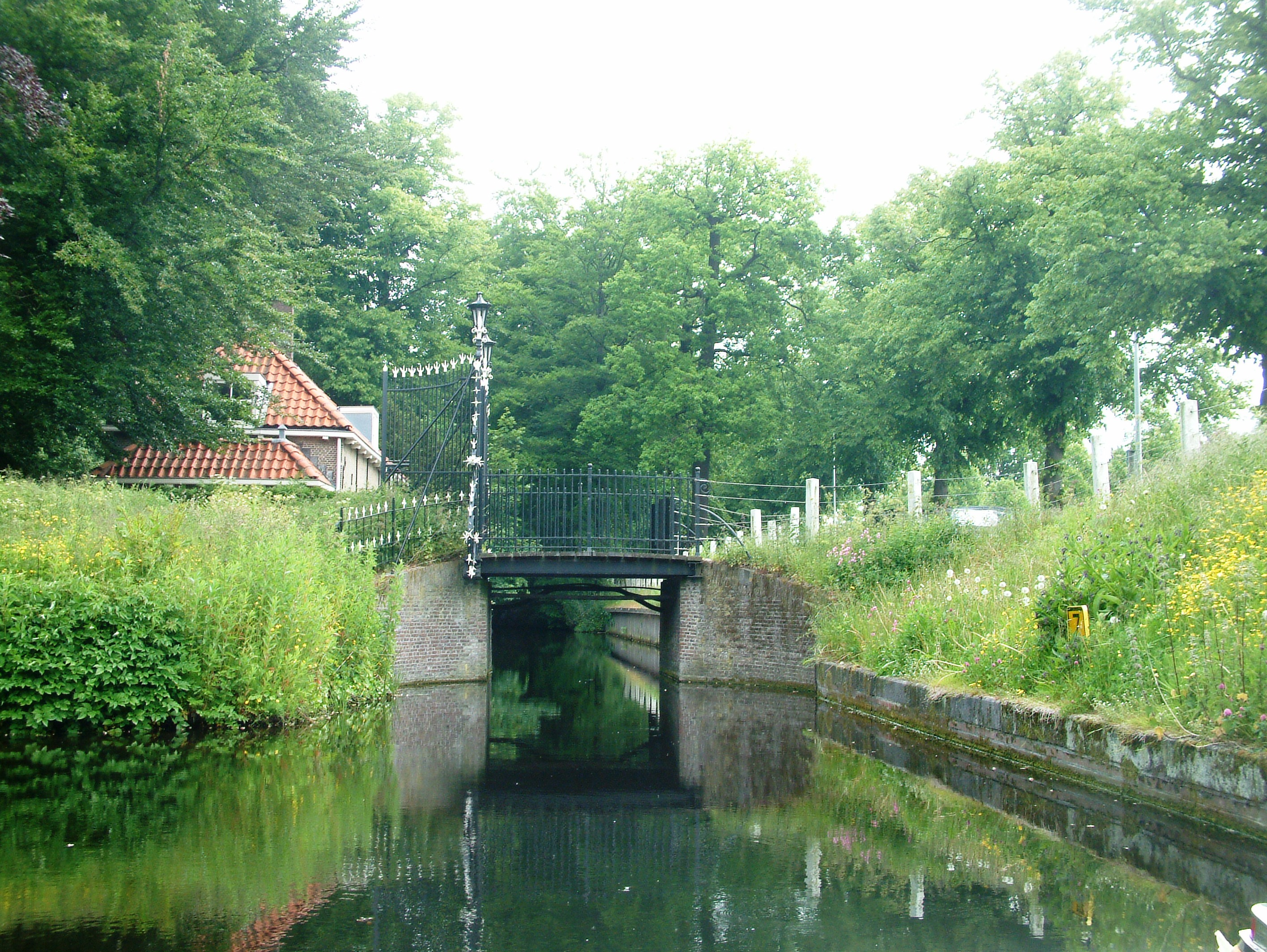

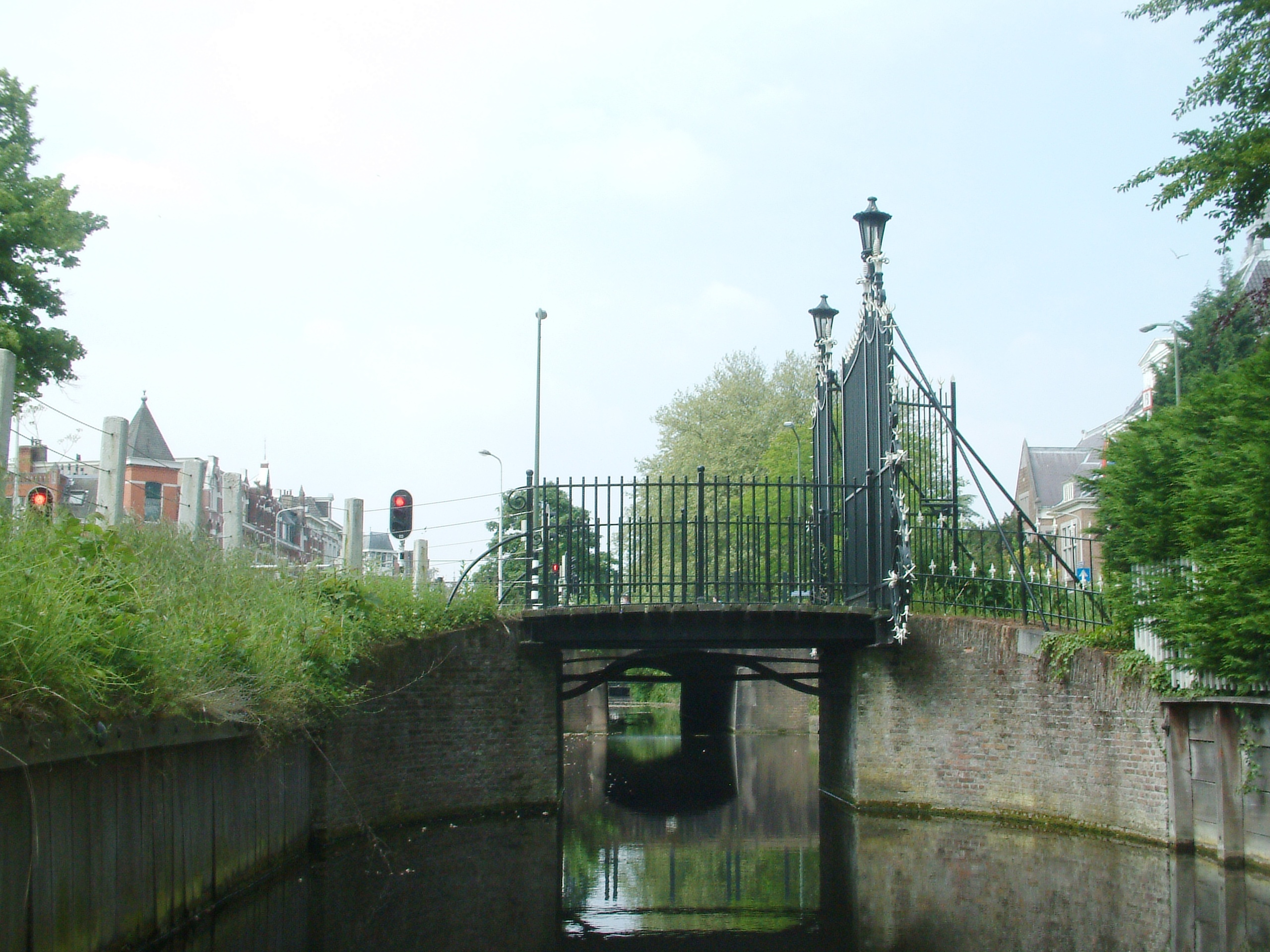

Vaste brug aan de Wassenaarseweg, hoek Oostduinlaan. I.v.m. buizenstelsel is de doorvaarthoogte circa 1m10. De brug / ingang is openbaar toegankelijk, tenzij de hekken dicht zijn.

## [GW 548] Particulier

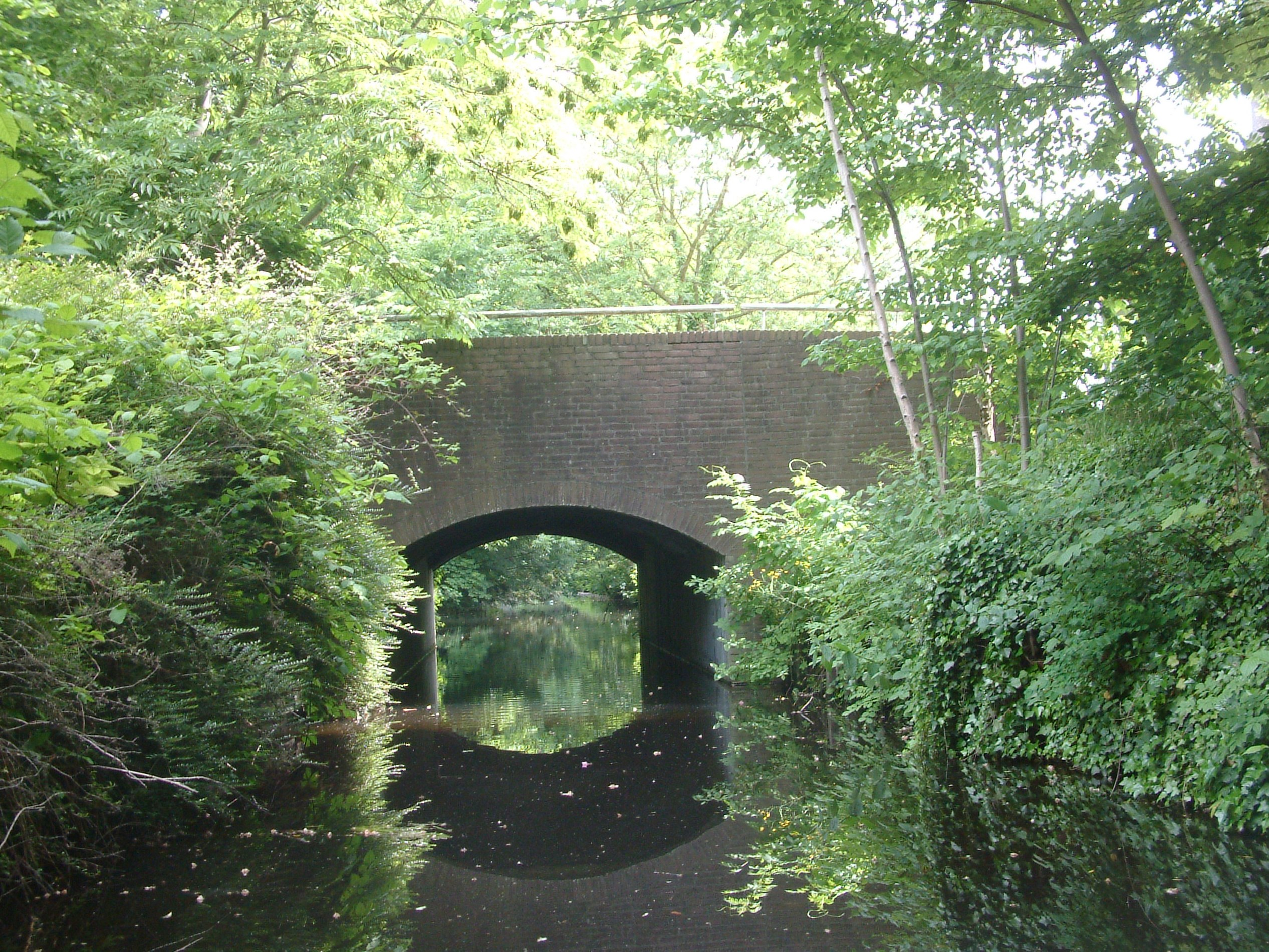

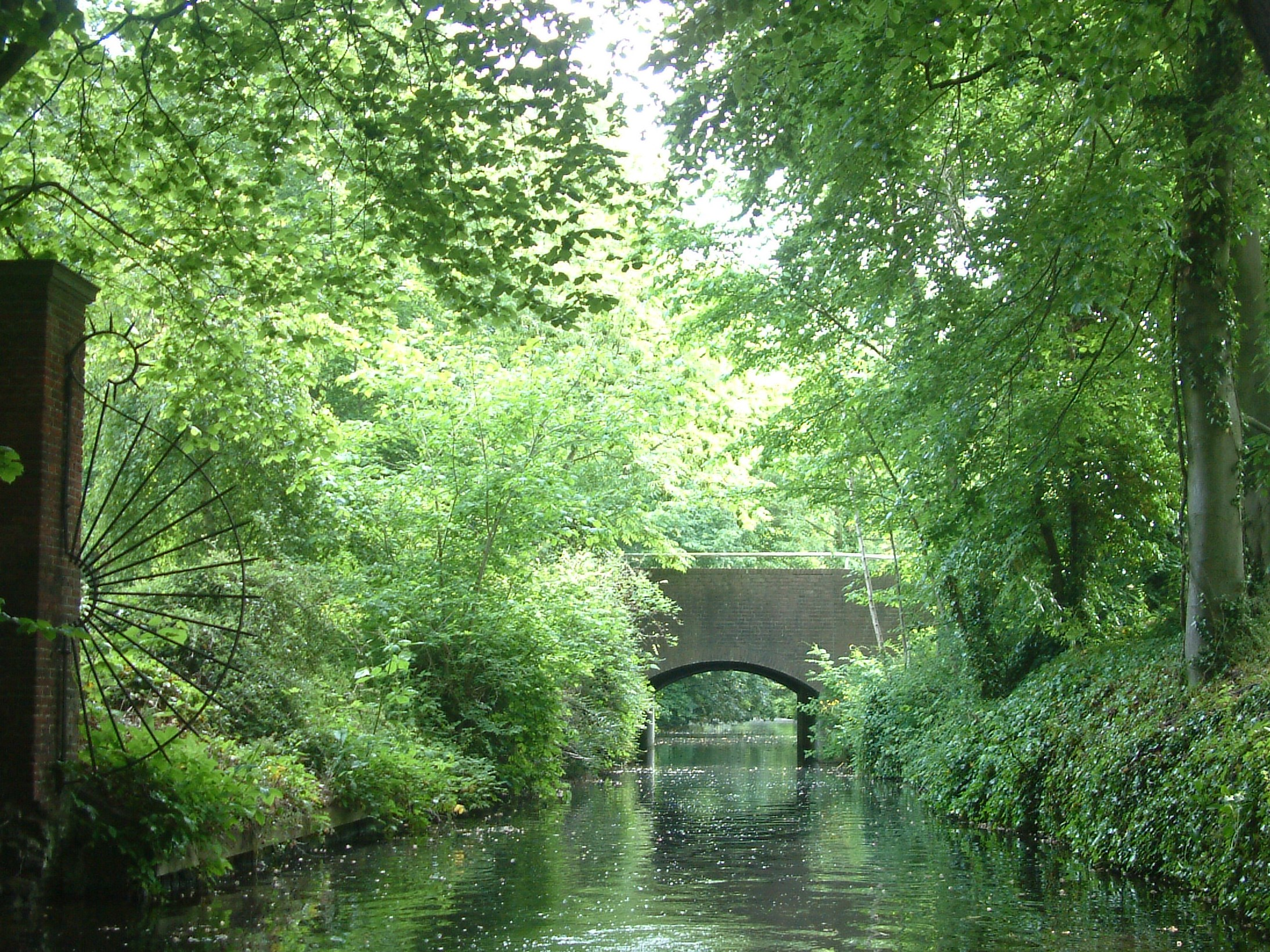

Vaste brug aan de Wassenaarseweg. Doorvaarthoogte circa 1m90. De Wassenaarsevaart is echter zeer ondiep. Links Landgoed Oostduin/Arendsdorp, rechts Jozef Israelsplein. Brug is openbaar toegankelijk.

## [GW 587] Brug bij de Haagse Hogeschool
Locatie 52° 4′ 3″ NB, 4° 19′ 36″ OL

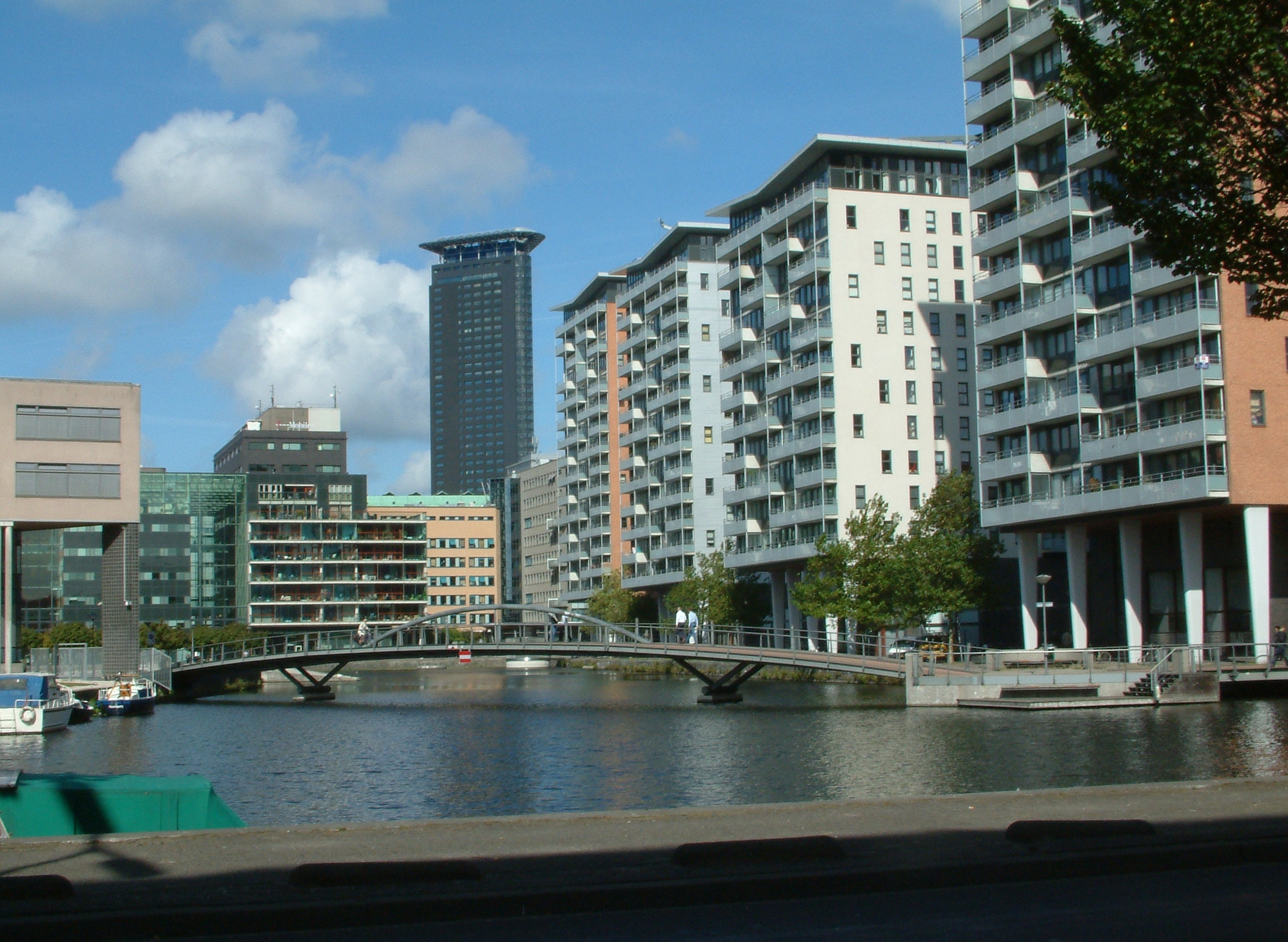
Brug bij de Haagse Hogeschool

Vaste brug waar geen scheepvaart onder mogelijk is in verband met het dak van de parkeergarage Laakhaven. De straatnaam voor het pad over de brug is Waterloop.

## [DSB 103] Neuhuyskade/Haagse bos

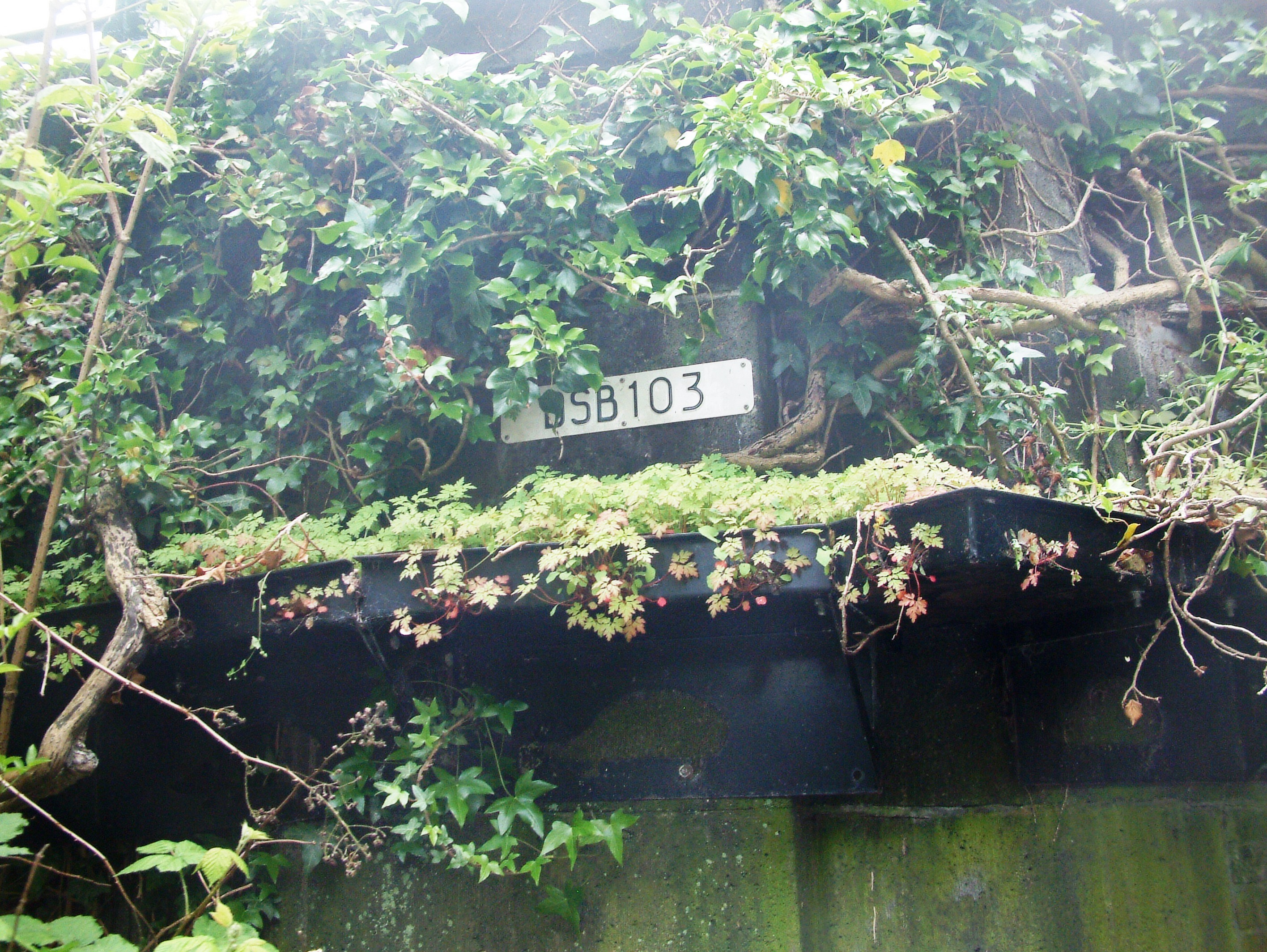

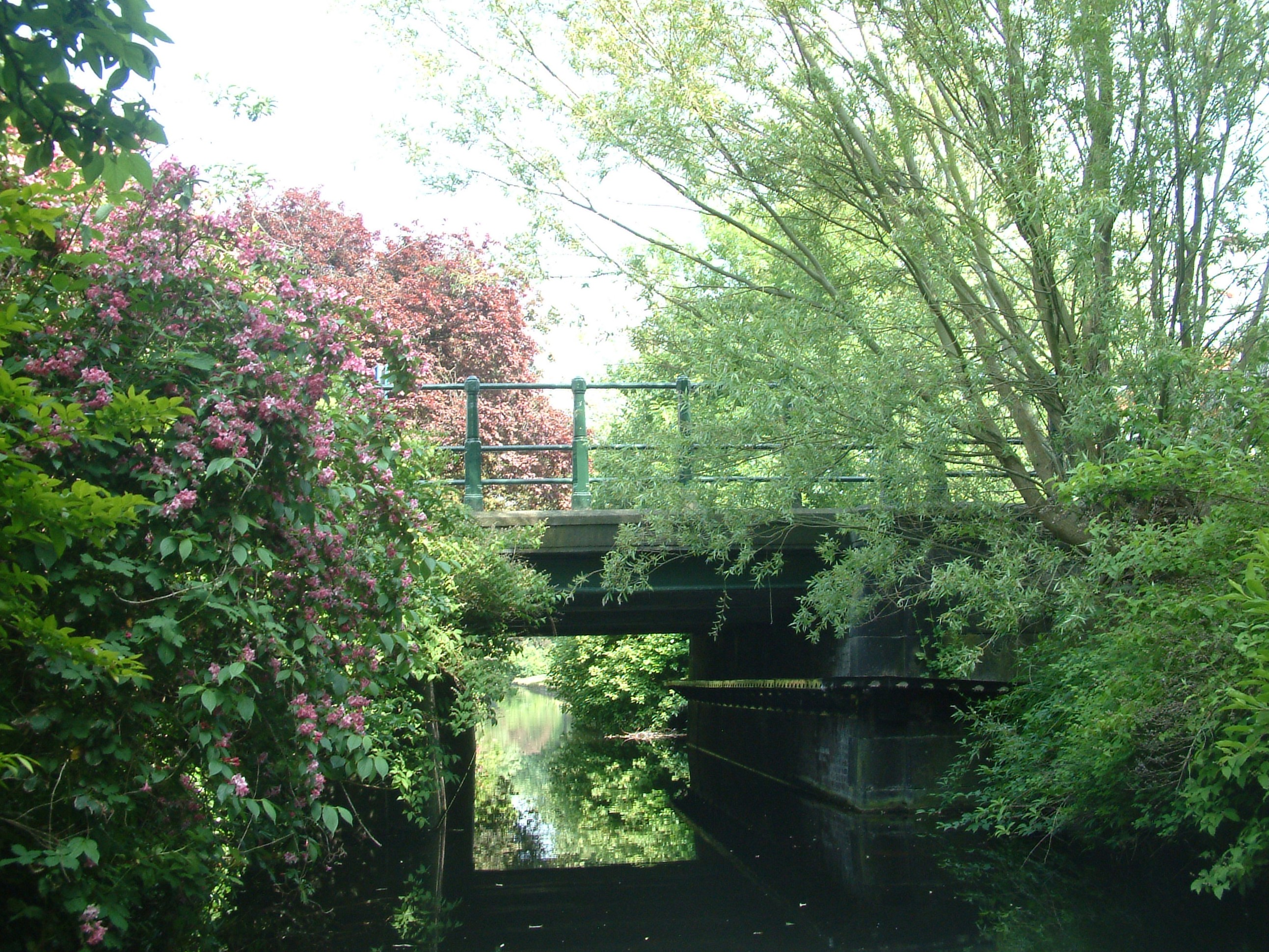
Met een wildpassage onder de brug

Dit is de Neuhuyskade-kant. Aan de bos-kant staat GW 103. 

## [DSB 209] Brug Waalsdorperlaan

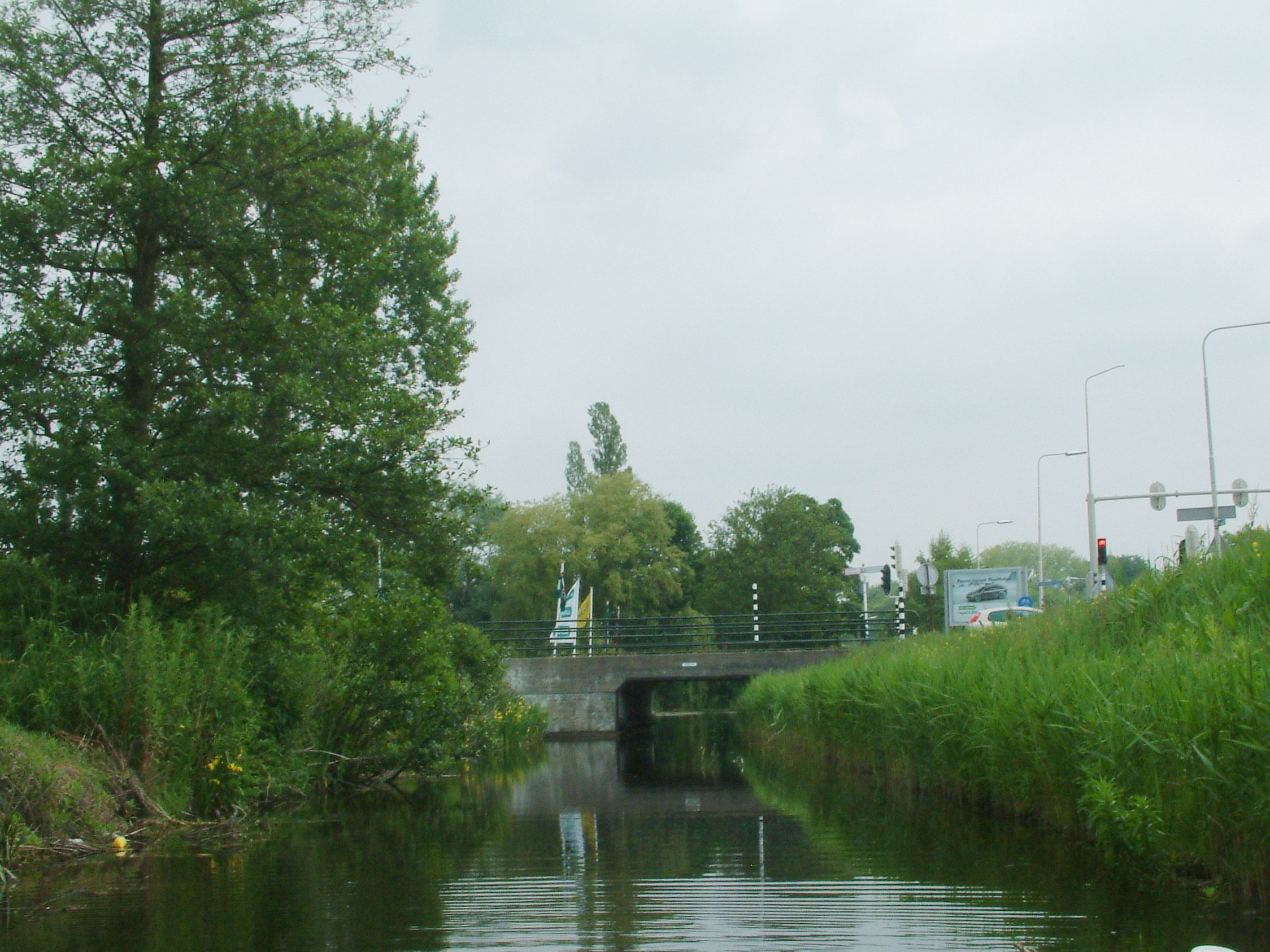

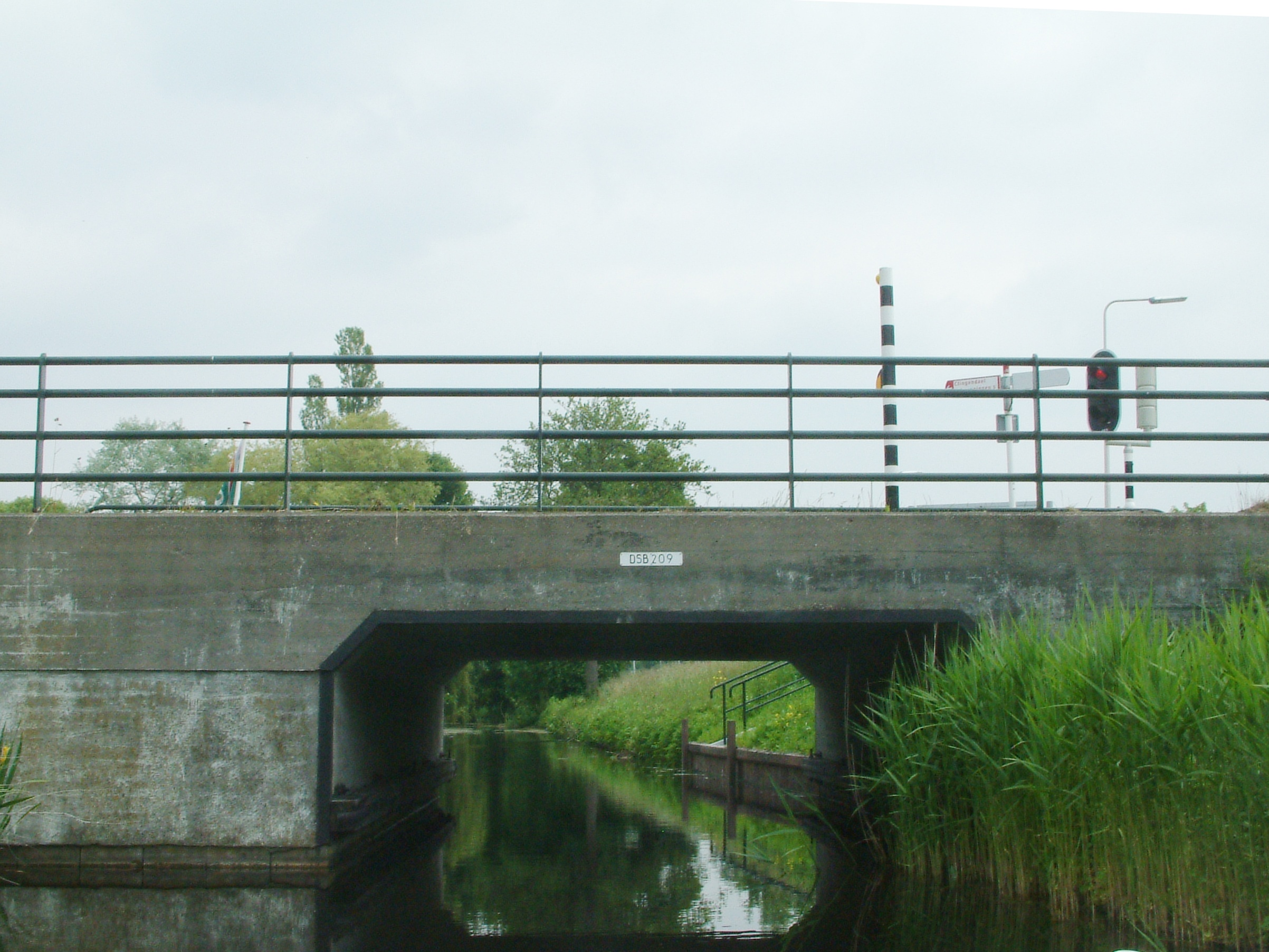

Vaste brug met een wijdte van 4,00 m en een doorvaarthoogte van KP +1,49 m. Rechts de Benoordenhoutseweg.

## [DSB 323 Haagse Bos]
Deze fietsbrug bevindt zich in het bospad dat de naam 's-Gravenhaagse Bos heeft. Geen gegevens bekend. De eerstvolgende brug richting Bezuidenhoutseweg is DSB 322.

## [DSB 322 Haagse Bos]
Dit is een zeer brede fiets/voetbrug in het pad dat schuin vanaf de Boslaan het bos in gaat. Het draagt de naam Zuiderpad. Verdere gegevens onbekend. Deze brug is nog wel geschikt om onderdoor te varen, net als DSB 322. Maar hierna wordt het water een stuk smaller. Er zijn 3 ongenummerde brugjes, waarvan 1 'ruïne' en 1 openbare, en ten slotte houdt bij GW 90, Laan van Nieuw Oost Indië, de bevaarbaarheid helemaal op.

## [DSB 327] Fiets/voetbrug Haagse Bos
Locatie 52° 5′ 17″ NB, 4° 19′ 18″ OL

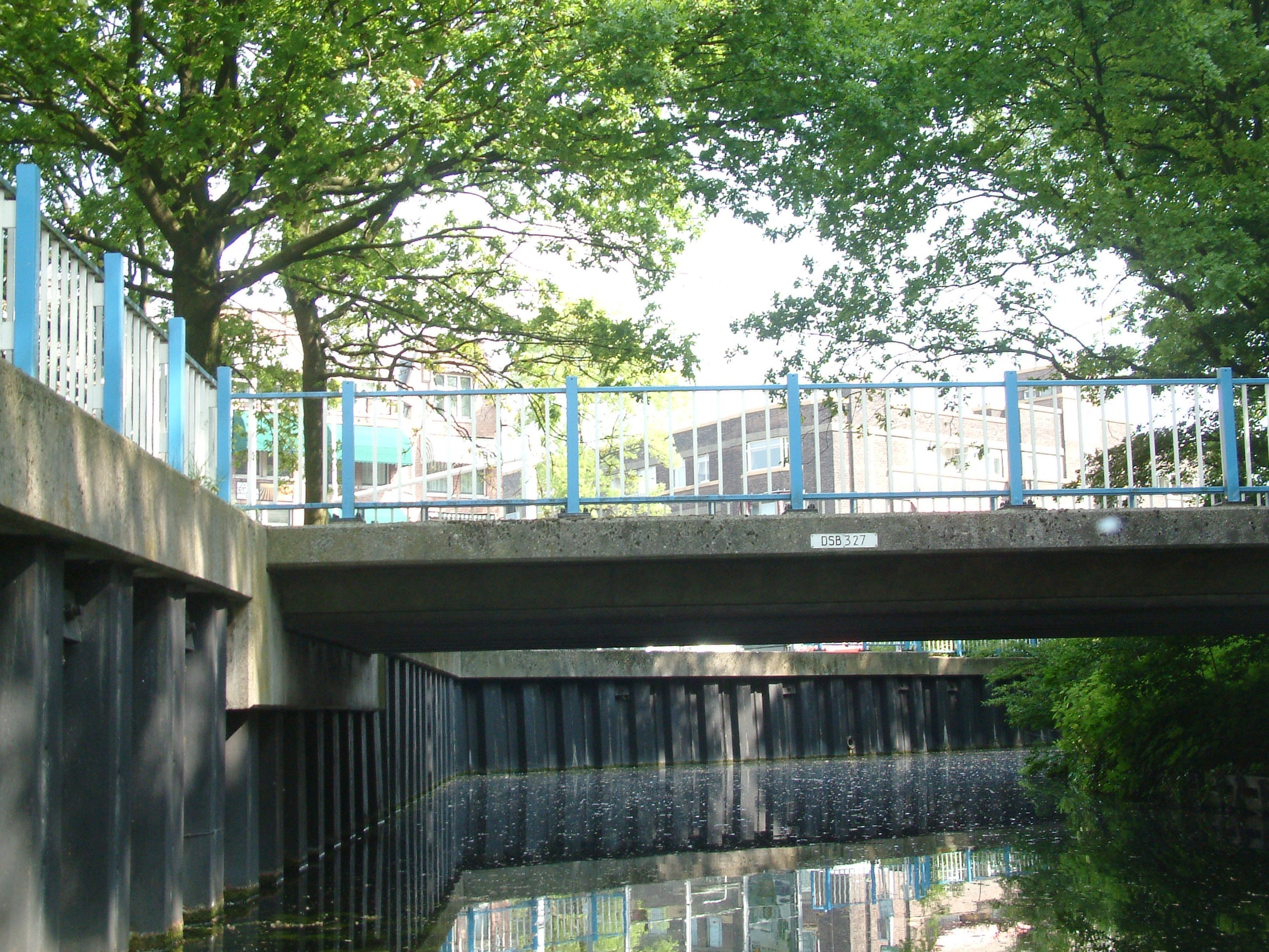

Vaste brug met een wijdte van 6,50 m en een doorvaarthoogte van KP +1,50 m. Locatie: op de hoek van de Boslaan en de Benoordenhoutseweg. Aansluitend links naast de foto is GW 68.

## [DSB 337B] Oostsingelbrug

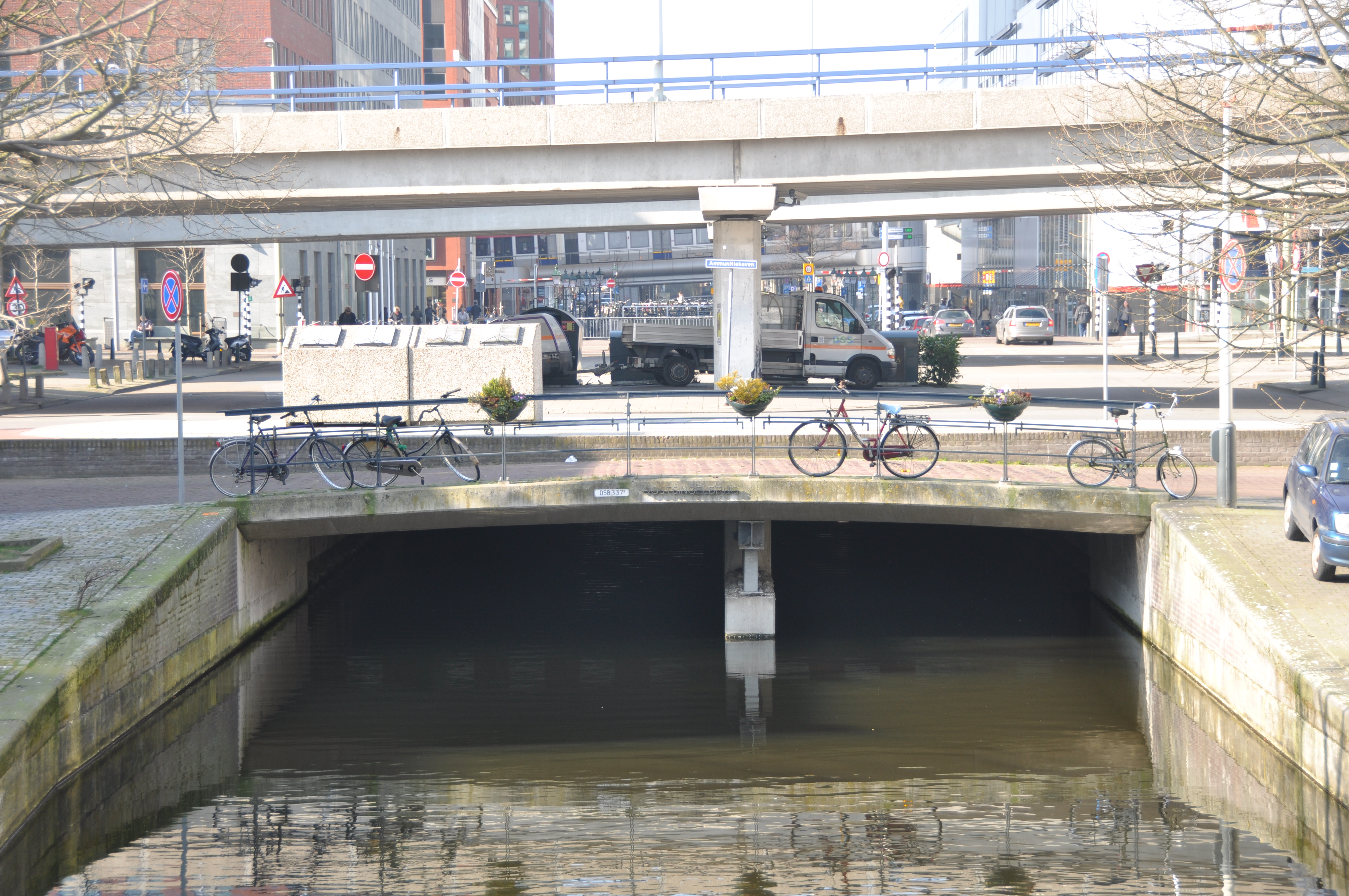

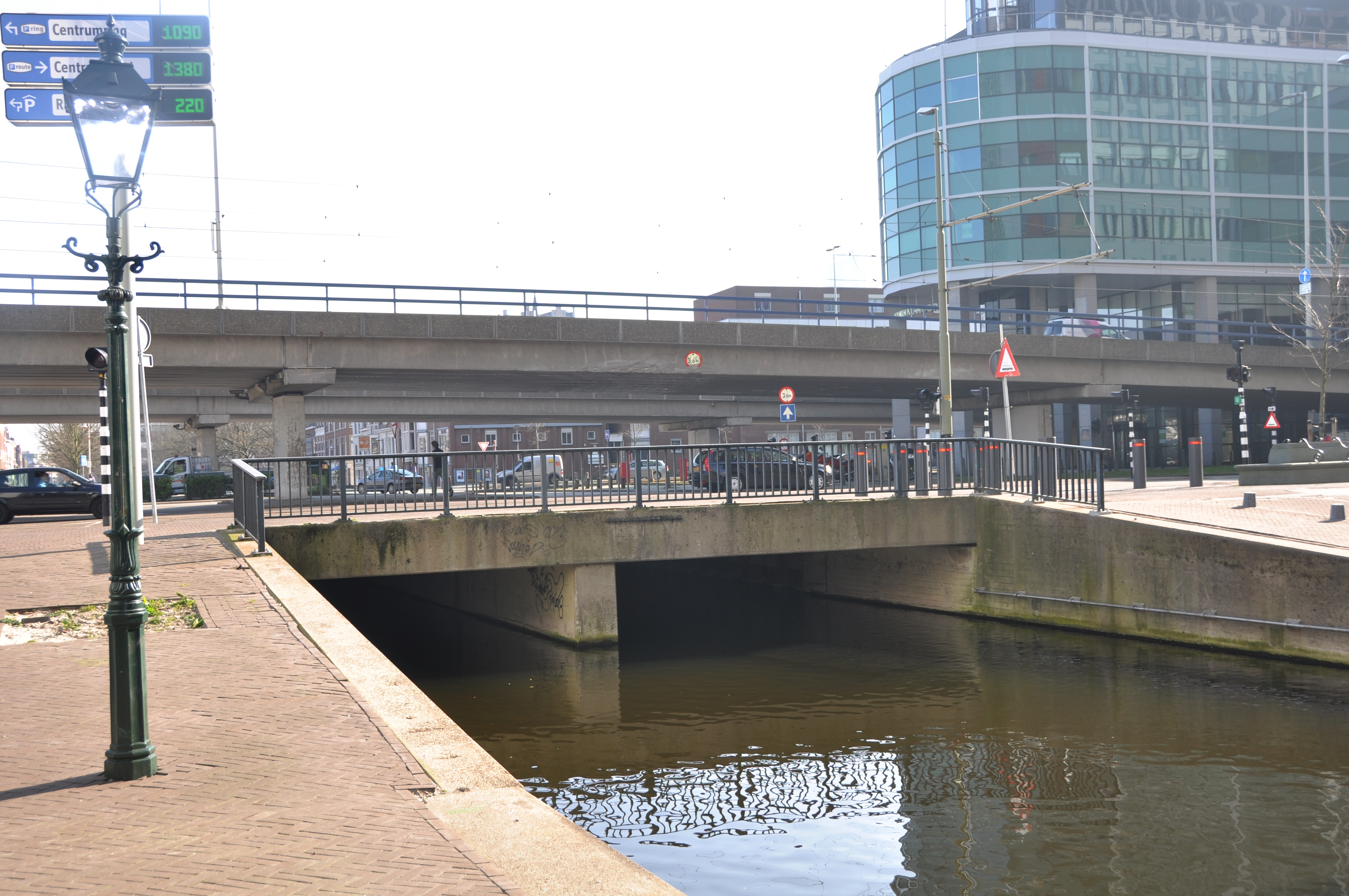

Vaste brug. De brug is zo breed dat ook wel van een overkluizing zou kunnen worden gesproken. Op de linkerfoto links de Zwarte weg, rechts de Boomsluiterskade. "Hoog over" de brug gaat het Prins Bernhard viaduct. Op de rechterfoto links de Oranje buitensingel en rechts de Zwarte weg.

## [DSB 362] Trambrug van de HTM

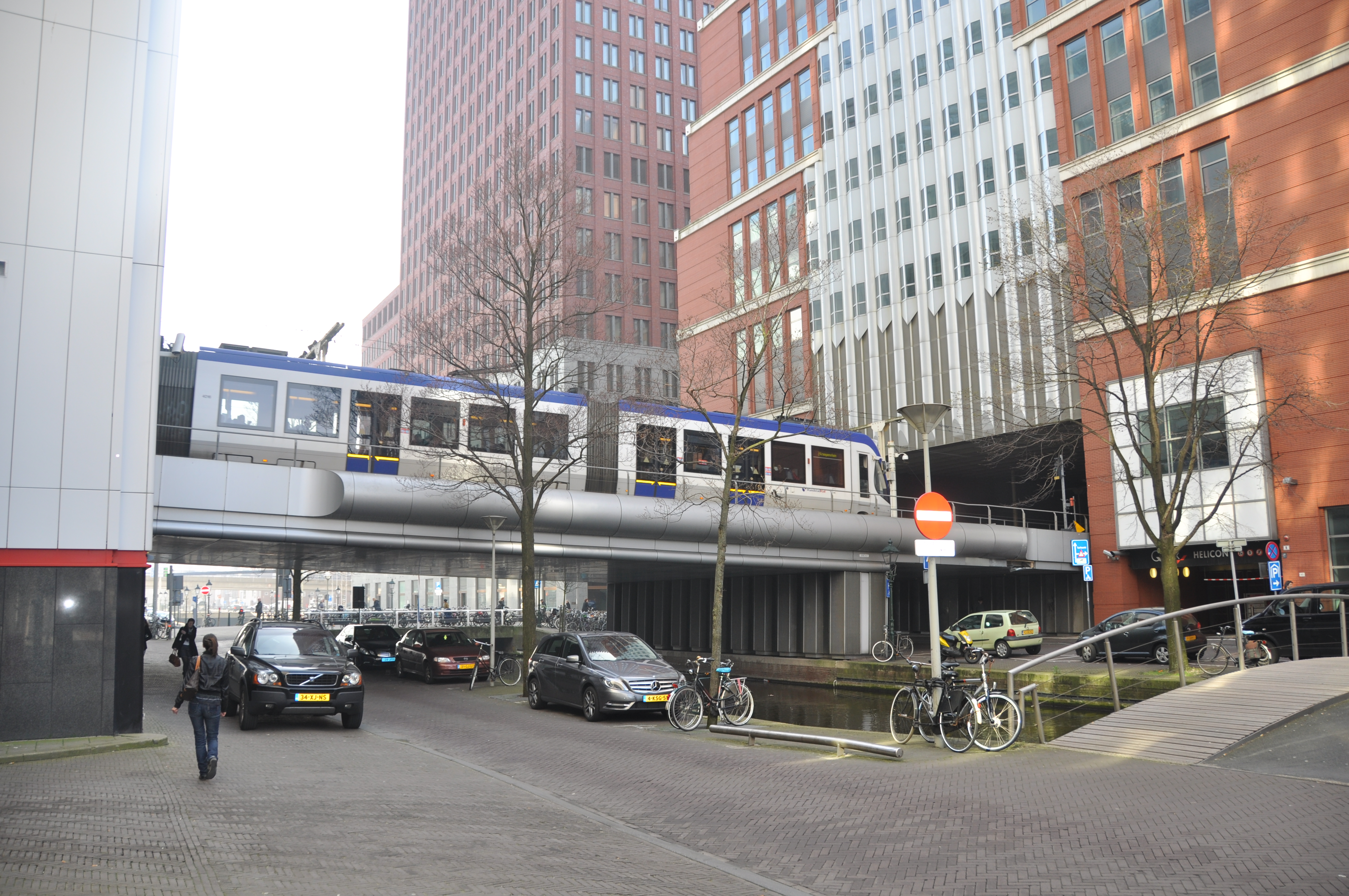
Trambrug van de HTM

Locatie 52° 4′ 47″ NB, 4° 19′ 19″ OL

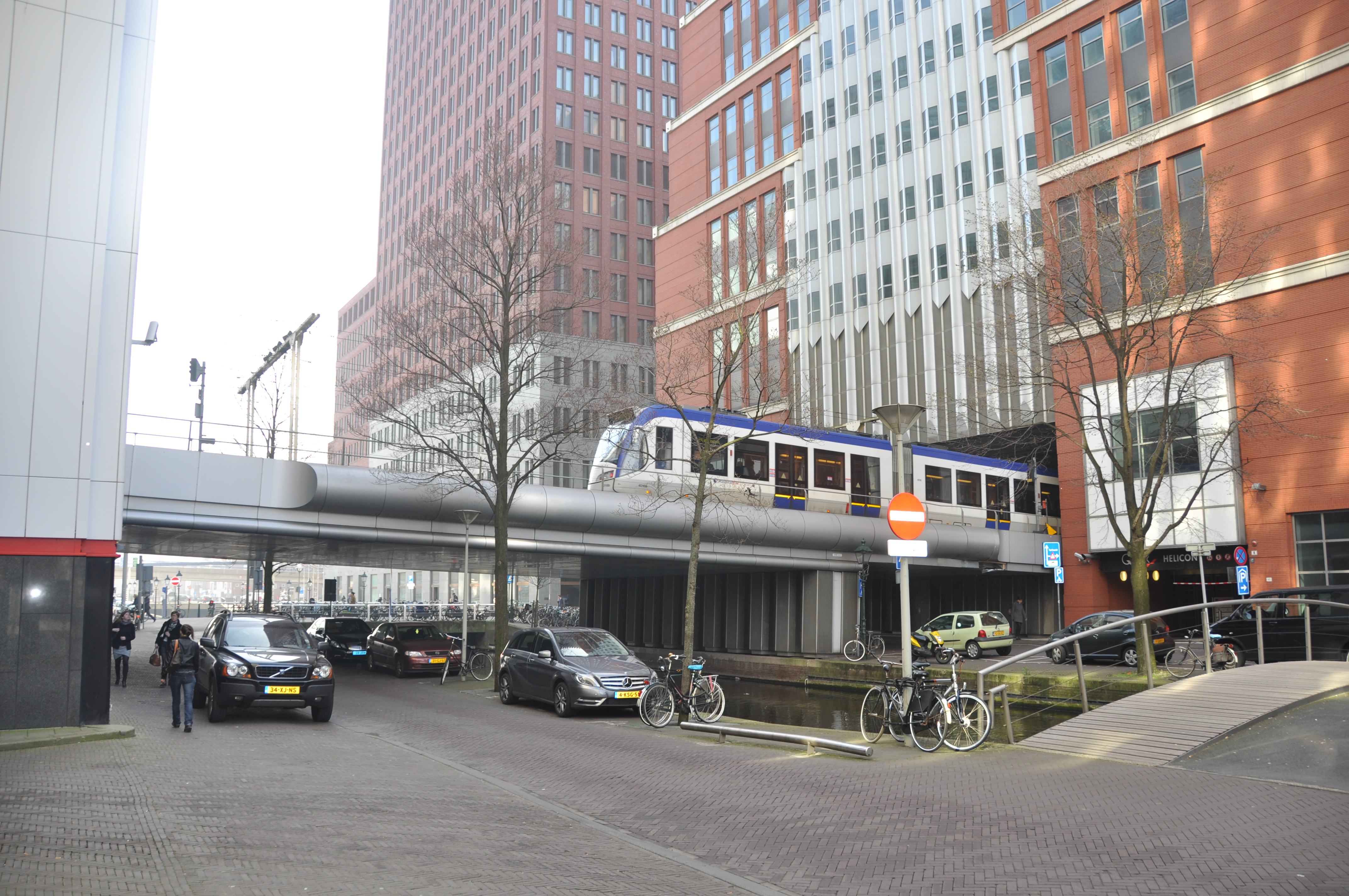

 Over Oranje buitensingel en Zwarte weg. 
Op de lantaarnpaal centraal in beeld is een bordje gemonteerd dat herinnert aan de razzia van 21 november 1944, die onder de codenaam Operatie Sneeuwvlok werd opgezet. De circa 8000 opgepakte mannen van 17 t/m 40 jaar werden afgevoerd, onder andere naar het nabijgelegen Gebouw voor Kunsten en Wetenschappen aan de Zwarteweg. 
Onoplettende chauffeurs hebben al vele vrachtwagens kapot gereden onder dit zeer lage diagonale tramviaduct, ondanks alle borden en hoogtebalken.

## [DSB 532] Brug Leidsestraatweg  (Herhaling)

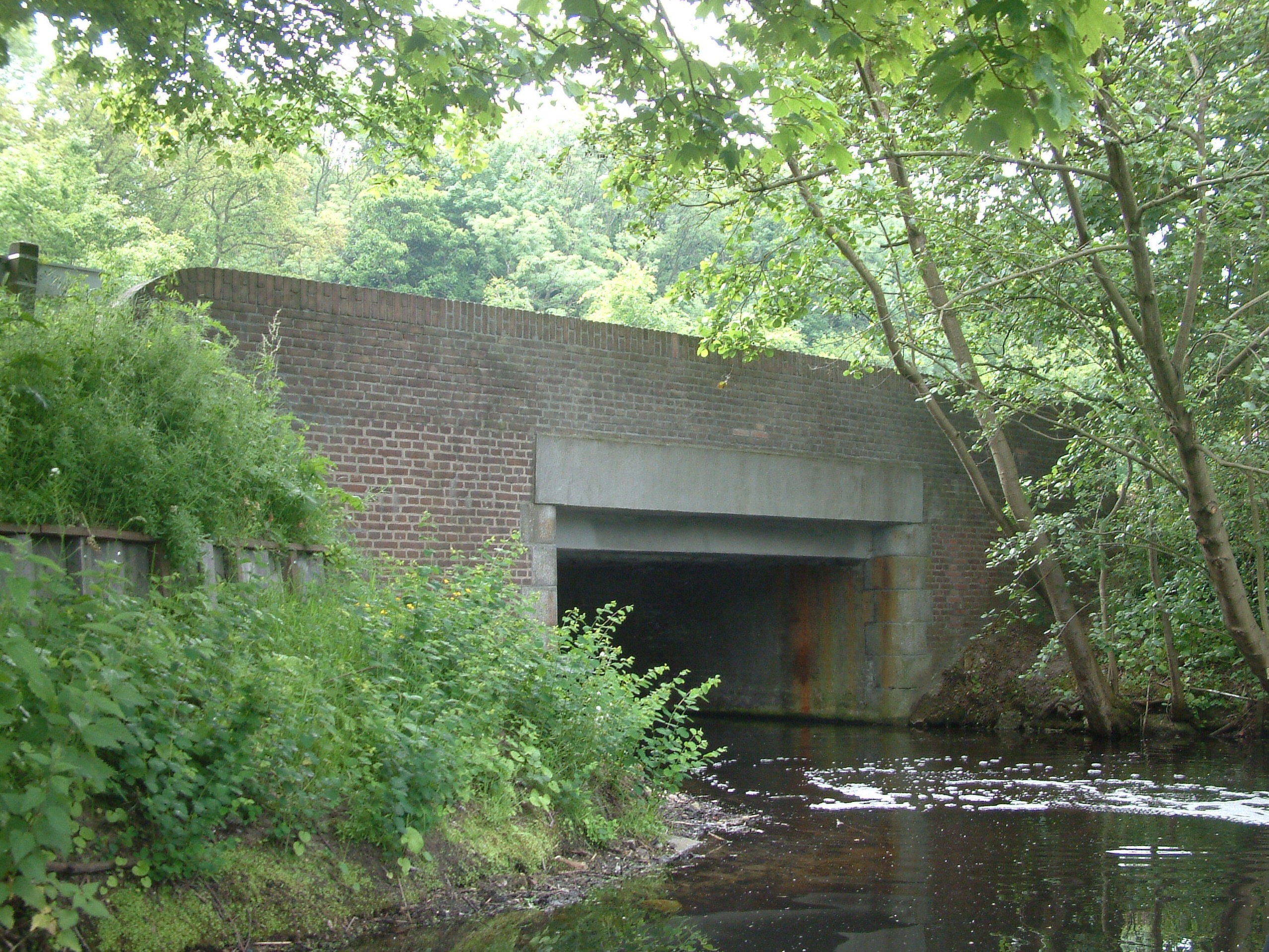

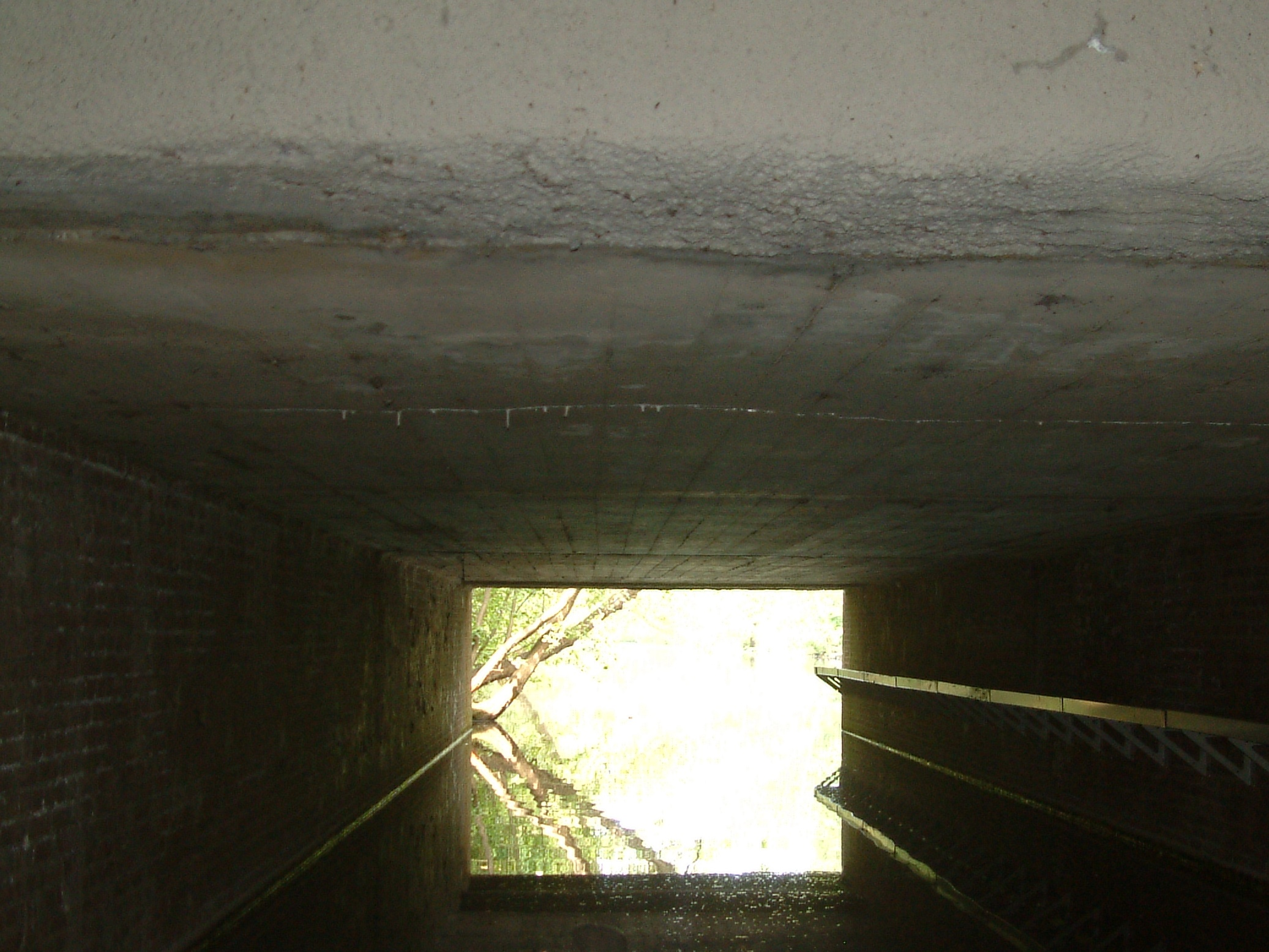
Ook hier weer een wildpassage onder de brug

Vaste brug met een wijdte van 4,00 m en een doorvaarthoogte van KP +1,49 m. Locatie: Op de linkerfoto onder de brug door is het Haagse bos. Rechtsboven aan deze kant is landgoed Oosterbeek.

## [DSB 569] Brug bij het Ministerie van Onderwijs
Locatie 52° 4′ 48″ NB, 4° 19′ 17″ OL

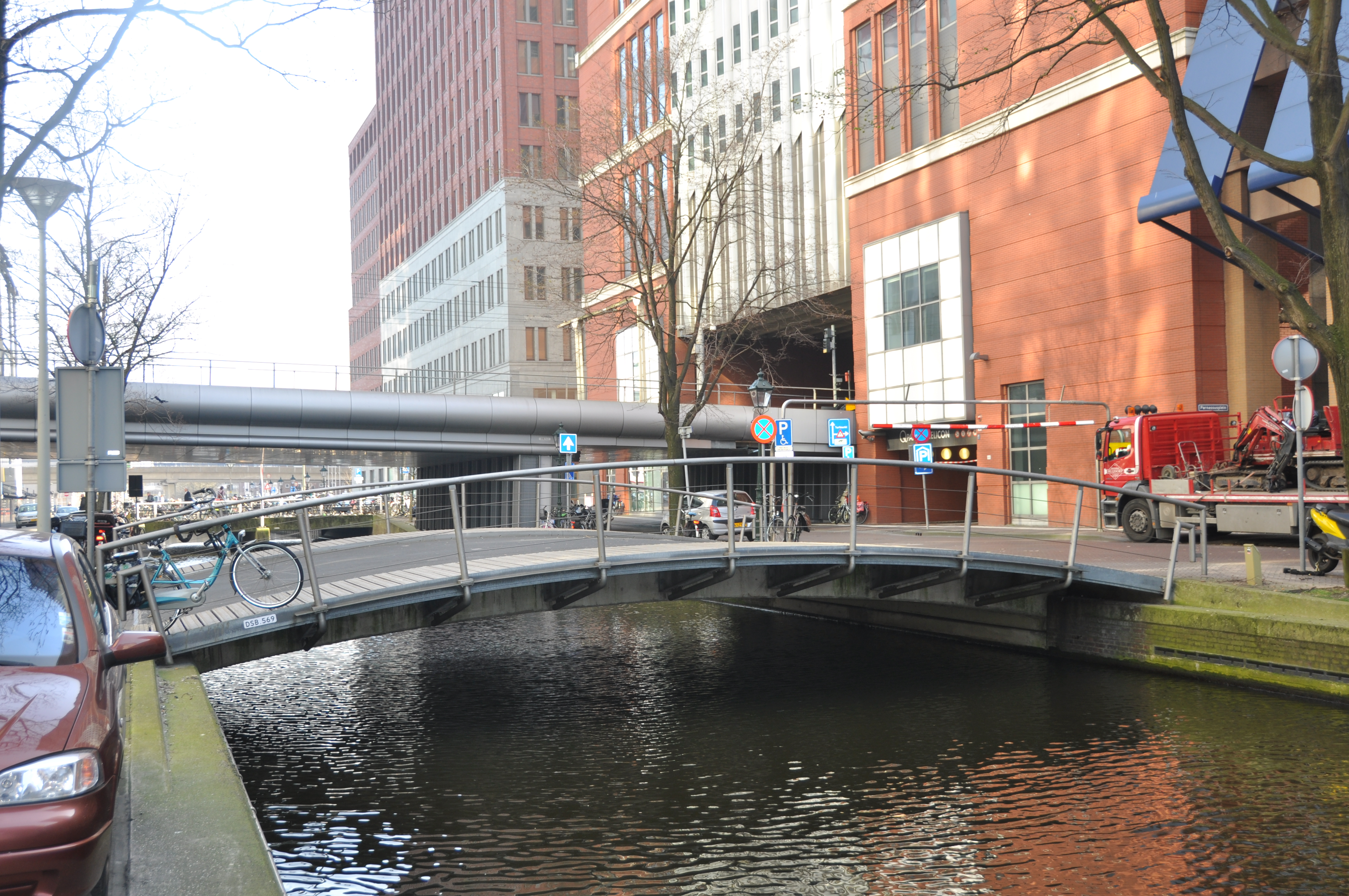
Brug bij het Ministerie van Onderwijs

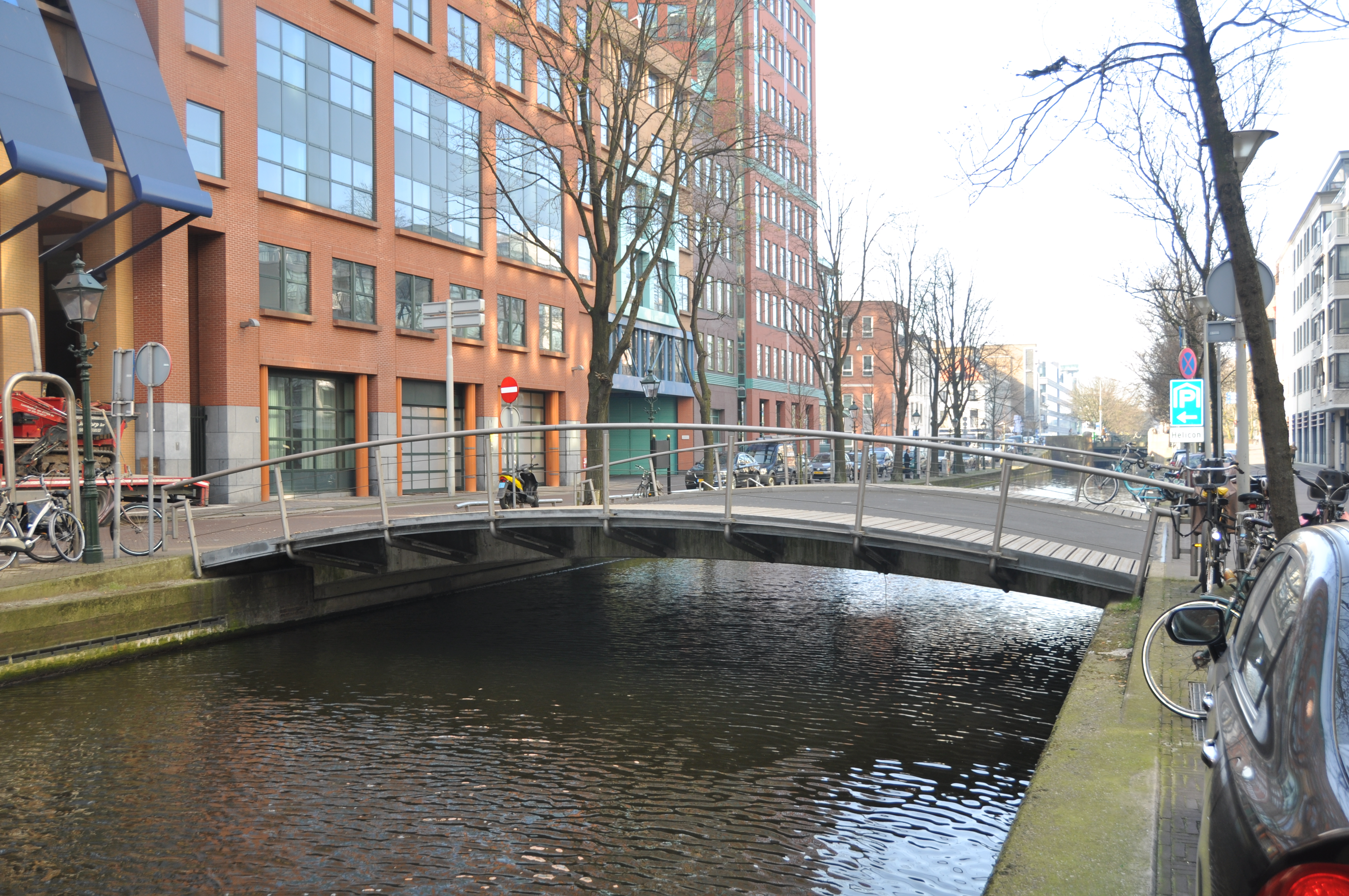

Vaste, getoogde brug over de gehele gracht en een maximale doorvaarthoogte van KP +1,20 m. Locatie: tussen Zwarte weg & Oranje buitensingel. Op de achtergrond het diagonale tramviaduct naar het Centraal station. 

## Eekhoorntjesbrug

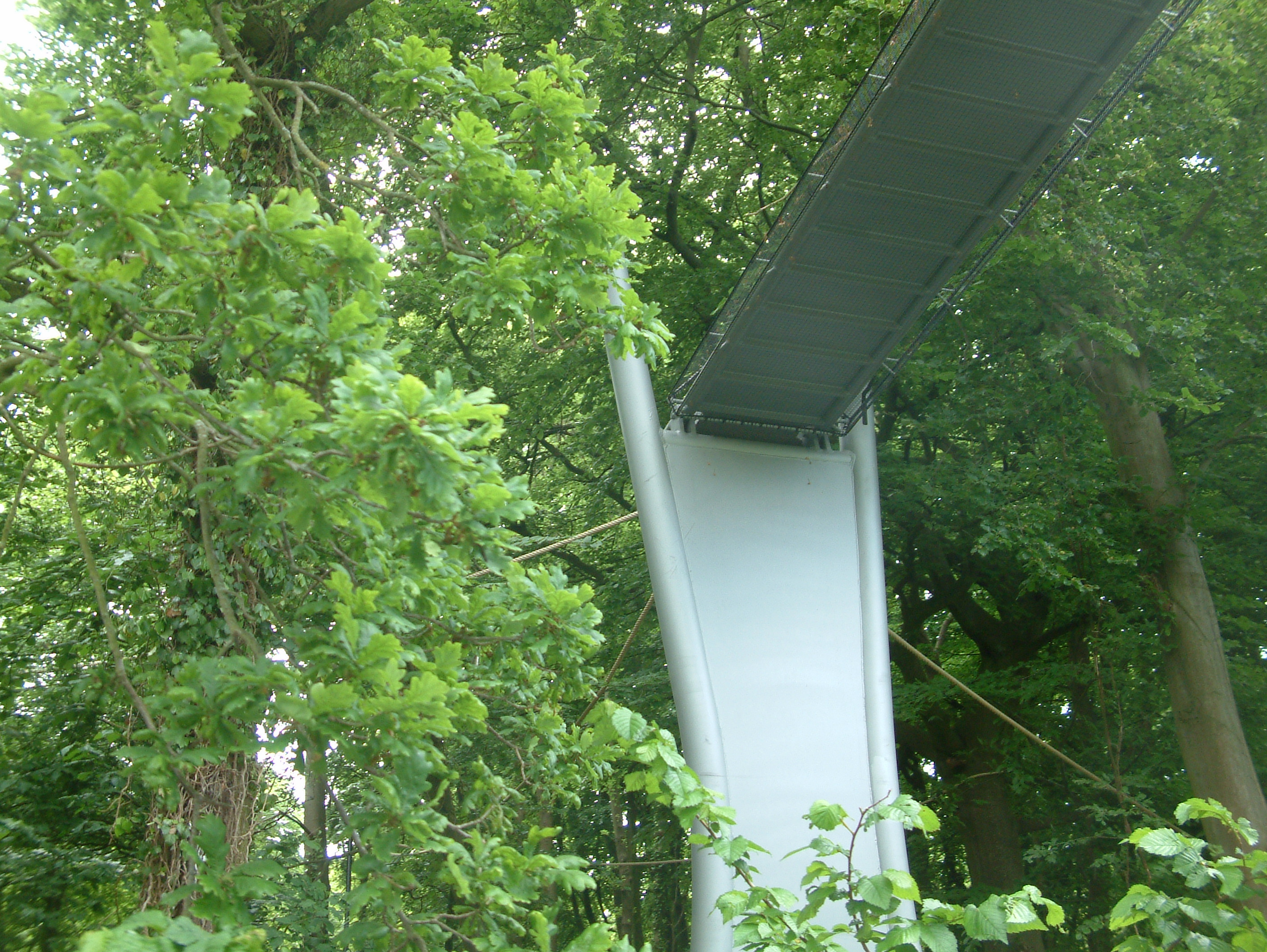
Eekhoorntjesbrug

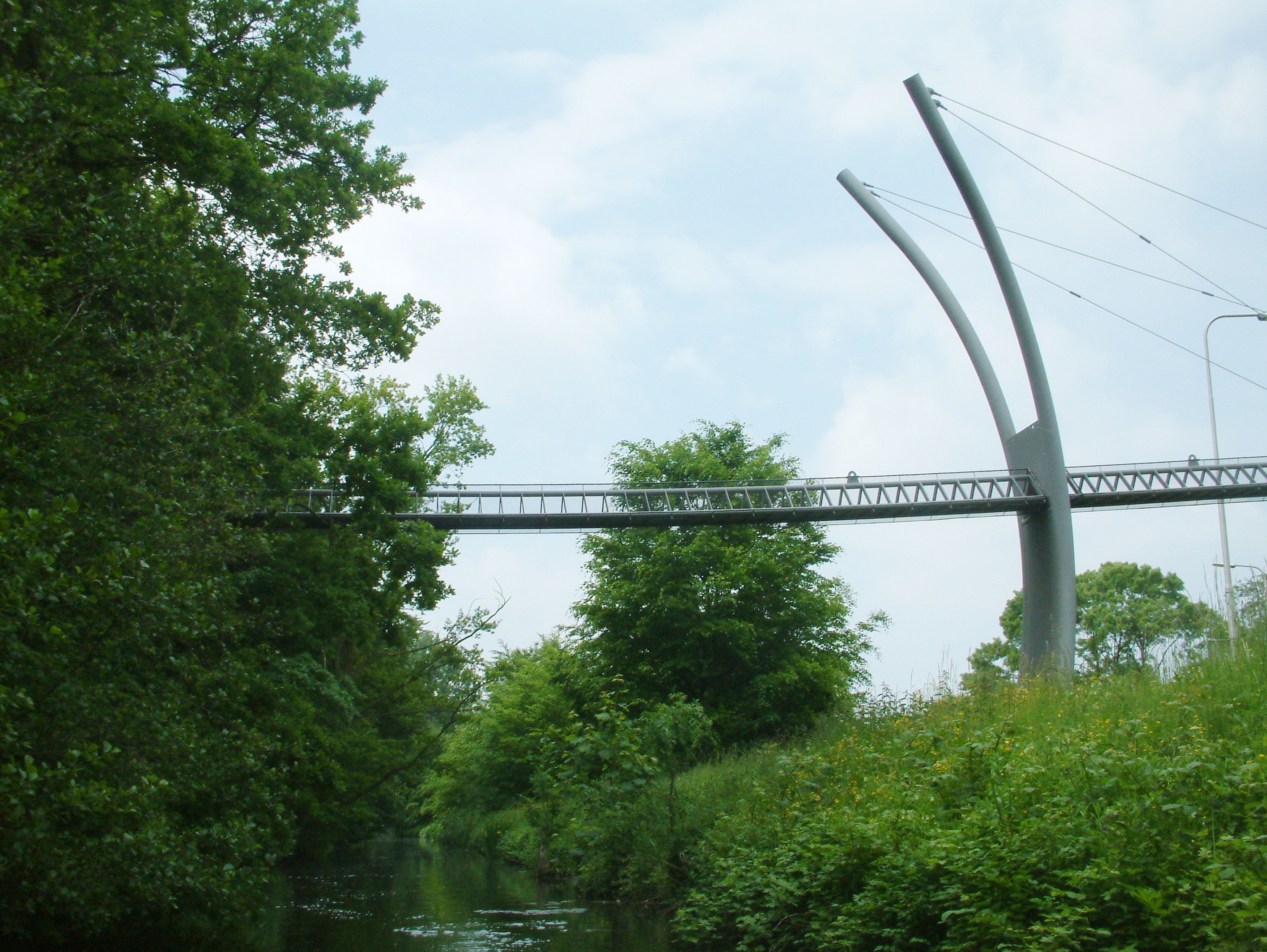

Een wel heel bijzondere brug over de Benoordenhoutseweg. Geen gewone brug, maar een brug die er op 7 meter hoogte boven de weg voor zorgt dat eekhoorns (of andere kleine dieren) zo veilig de weg kunnen oversteken. Hij kostte de gemeente Den Haag ruim € 200.000,- Locatie: bij landgoed Oosterbeek. 

## Onder de bruggen door

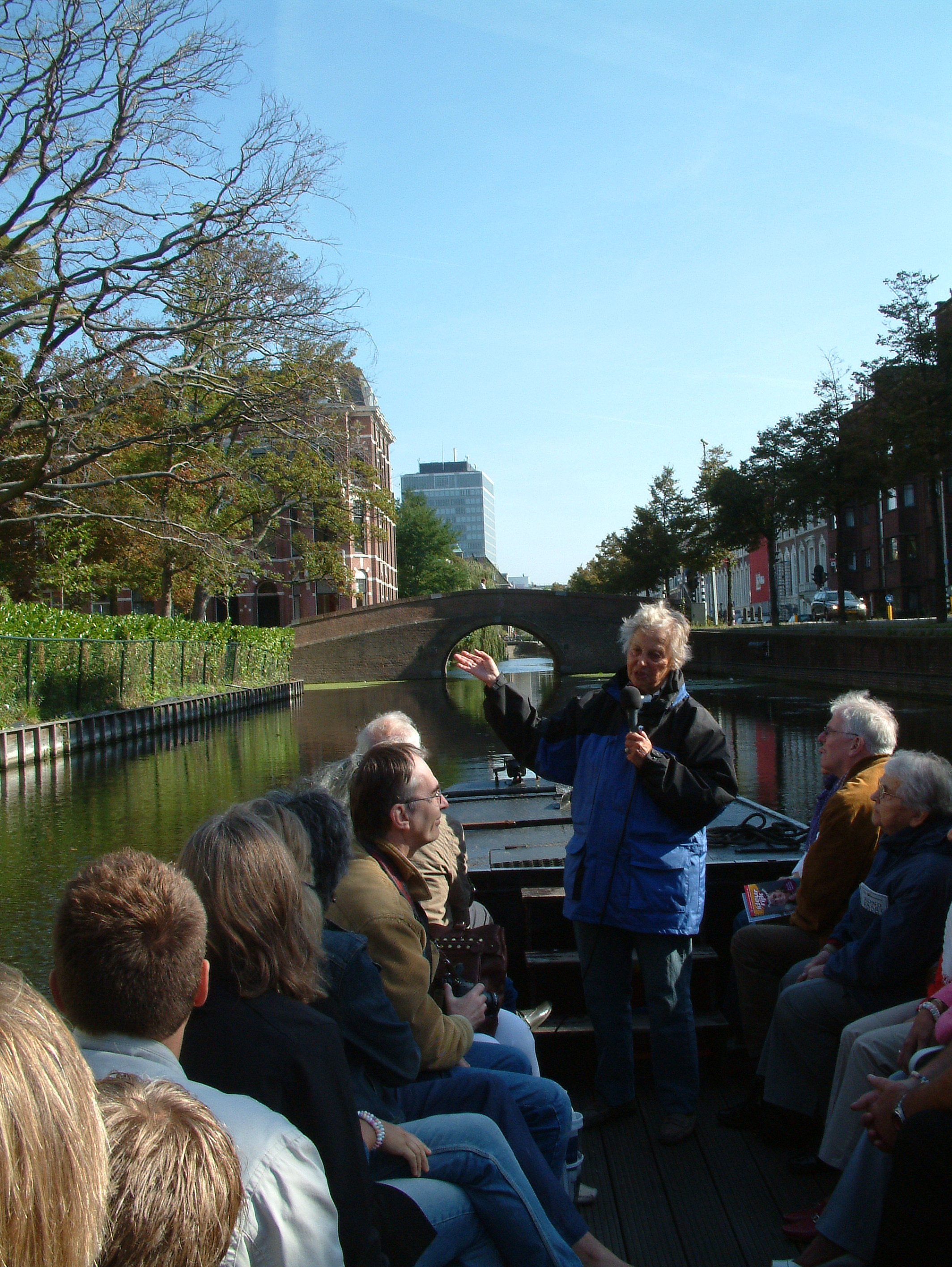
De Ooievaart

Voor degenen die de Haagse bruggen van nabij willen zien en er de bijbehorende historie van wil vernemen zijn er verscheidene rondvaarten door de stad mogelijk. In 2003 begon de Ooievaart, daarna volgen in 2006 de Vlietvaart, in 2009 de Willemsvaart en Salonboot Den Haag.
De Ooievaart vertrekt vanaf de Bierkade, de Willemsvaart vanaf een plaats op afspraak vanaf een trapje bij een brug. Het is inmiddels mogelijk geworden om per boot alle grachten en kanalen van de stad te bevaren en zo vrijwel alle bruggen vanaf het water te zien.